# Mini-échecs
Cet article utilise la notation algébrique pour décrire des coups du jeu d'échecs.

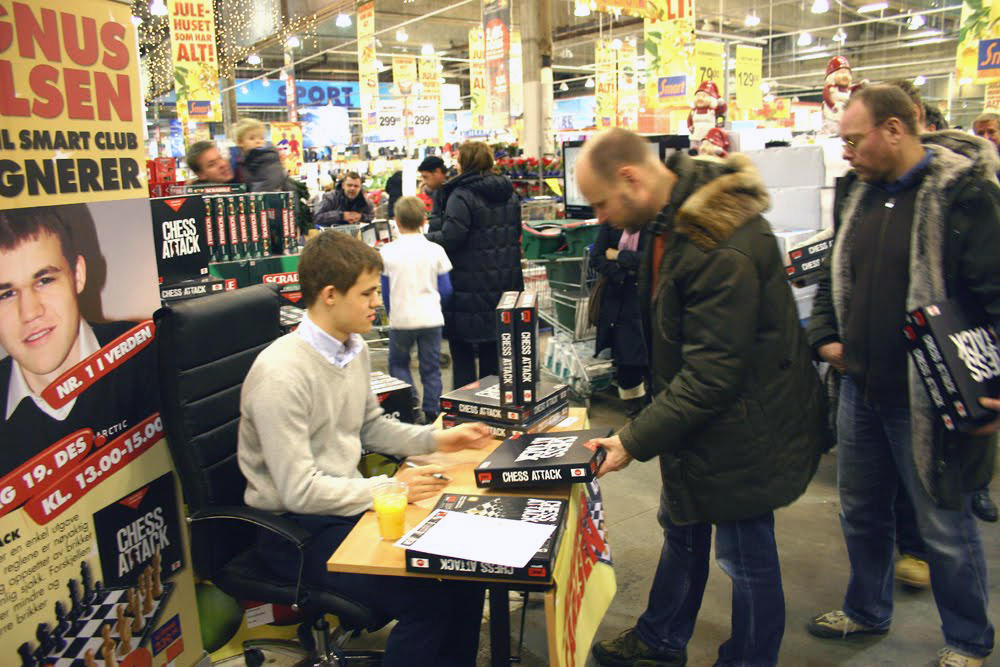
Magnus Carlsen en promotion de la variante des échecs Chess Attack, sur un plateau de 5×6.

Les mini-échecs forment une famille de variantes du jeu d'échecs jouée avec des pièces ordinaires d'échecs et des règles standard, mais sur un plus petit plateau.
La motivation de ces variantes est de rendre le jeu plus simple et plus court que le jeu d'échecs standard. Le premier jeu de type échecs implémenté sur un ordinateur était une variante 6×6 des échecs : Los Alamos chess (en). La faible capacité de la mémoire des premiers ordinateurs nécessitait de réduire la taille du plateau et d'utiliser un plus petit nombre de pièces pour que le jeu puisse tourner sur un ordinateur.

## Plateaux 3×3 et 3×4
Le jeu d'échecs sur un plateau 3×3 n'a pas de position de départ clairement définie. Cependant, c'est un jeu résolu : le résultat de chaque position est connu. Le meilleur coup pour chaque côté est connu aussi. Le jeu a été résolu de manière indépendante par Aloril en 2001 et par Kirill Kryukov en 2004. La solution de Kryukov est la plus complète, car elle autorise les pions d'être placés partout, pas seulement sur la deuxième ligne comme pour celle d'Aloril. Le plus long mat sur un plateau 3×3 nécessite 16 mouvements. Le nombre de positions possibles est 304 545 552.
En 2009 Kryukov signale une résolution du jeu d'échecs 3×4. Sur ce plateau il y a 167 303 246 916 positions possibles et le plus long mat comporte 43 mouvements.

## Plateaux 4×4, 4×5 et 4×8
|   | a | b | c | d |   |
| 4 | Tour noire sur case blanche a4 · Dame noire sur case noire b4 · Roi noir sur case blanche c4 · Tour noire sur case noire d4 · Pion noir sur case noire a3 · Pion noir sur case blanche b3 · Pion noir sur case noire c3 · Pion noir sur case blanche d3 · Pion blanc sur case blanche a2 · Pion blanc sur case noire b2 · Pion blanc sur case blanche c2 · Pion blanc sur case noire d2 · Tour blanche sur case noire a1 · Dame blanche sur case blanche b1 · Roi blanc sur case noire c1 · Tour blanche sur case blanche d1 | Tour noire sur case blanche a4 · Dame noire sur case noire b4 · Roi noir sur case blanche c4 · Tour noire sur case noire d4 · Pion noir sur case noire a3 · Pion noir sur case blanche b3 · Pion noir sur case noire c3 · Pion noir sur case blanche d3 · Pion blanc sur case blanche a2 · Pion blanc sur case noire b2 · Pion blanc sur case blanche c2 · Pion blanc sur case noire d2 · Tour blanche sur case noire a1 · Dame blanche sur case blanche b1 · Roi blanc sur case noire c1 · Tour blanche sur case blanche d1 | Tour noire sur case blanche a4 · Dame noire sur case noire b4 · Roi noir sur case blanche c4 · Tour noire sur case noire d4 · Pion noir sur case noire a3 · Pion noir sur case blanche b3 · Pion noir sur case noire c3 · Pion noir sur case blanche d3 · Pion blanc sur case blanche a2 · Pion blanc sur case noire b2 · Pion blanc sur case blanche c2 · Pion blanc sur case noire d2 · Tour blanche sur case noire a1 · Dame blanche sur case blanche b1 · Roi blanc sur case noire c1 · Tour blanche sur case blanche d1 | Tour noire sur case blanche a4 · Dame noire sur case noire b4 · Roi noir sur case blanche c4 · Tour noire sur case noire d4 · Pion noir sur case noire a3 · Pion noir sur case blanche b3 · Pion noir sur case noire c3 · Pion noir sur case blanche d3 · Pion blanc sur case blanche a2 · Pion blanc sur case noire b2 · Pion blanc sur case blanche c2 · Pion blanc sur case noire d2 · Tour blanche sur case noire a1 · Dame blanche sur case blanche b1 · Roi blanc sur case noire c1 · Tour blanche sur case blanche d1 | 4 |
| 3 | Tour noire sur case blanche a4 · Dame noire sur case noire b4 · Roi noir sur case blanche c4 · Tour noire sur case noire d4 · Pion noir sur case noire a3 · Pion noir sur case blanche b3 · Pion noir sur case noire c3 · Pion noir sur case blanche d3 · Pion blanc sur case blanche a2 · Pion blanc sur case noire b2 · Pion blanc sur case blanche c2 · Pion blanc sur case noire d2 · Tour blanche sur case noire a1 · Dame blanche sur case blanche b1 · Roi blanc sur case noire c1 · Tour blanche sur case blanche d1 | Tour noire sur case blanche a4 · Dame noire sur case noire b4 · Roi noir sur case blanche c4 · Tour noire sur case noire d4 · Pion noir sur case noire a3 · Pion noir sur case blanche b3 · Pion noir sur case noire c3 · Pion noir sur case blanche d3 · Pion blanc sur case blanche a2 · Pion blanc sur case noire b2 · Pion blanc sur case blanche c2 · Pion blanc sur case noire d2 · Tour blanche sur case noire a1 · Dame blanche sur case blanche b1 · Roi blanc sur case noire c1 · Tour blanche sur case blanche d1 | Tour noire sur case blanche a4 · Dame noire sur case noire b4 · Roi noir sur case blanche c4 · Tour noire sur case noire d4 · Pion noir sur case noire a3 · Pion noir sur case blanche b3 · Pion noir sur case noire c3 · Pion noir sur case blanche d3 · Pion blanc sur case blanche a2 · Pion blanc sur case noire b2 · Pion blanc sur case blanche c2 · Pion blanc sur case noire d2 · Tour blanche sur case noire a1 · Dame blanche sur case blanche b1 · Roi blanc sur case noire c1 · Tour blanche sur case blanche d1 | Tour noire sur case blanche a4 · Dame noire sur case noire b4 · Roi noir sur case blanche c4 · Tour noire sur case noire d4 · Pion noir sur case noire a3 · Pion noir sur case blanche b3 · Pion noir sur case noire c3 · Pion noir sur case blanche d3 · Pion blanc sur case blanche a2 · Pion blanc sur case noire b2 · Pion blanc sur case blanche c2 · Pion blanc sur case noire d2 · Tour blanche sur case noire a1 · Dame blanche sur case blanche b1 · Roi blanc sur case noire c1 · Tour blanche sur case blanche d1 | 3 |
| 2 | Tour noire sur case blanche a4 · Dame noire sur case noire b4 · Roi noir sur case blanche c4 · Tour noire sur case noire d4 · Pion noir sur case noire a3 · Pion noir sur case blanche b3 · Pion noir sur case noire c3 · Pion noir sur case blanche d3 · Pion blanc sur case blanche a2 · Pion blanc sur case noire b2 · Pion blanc sur case blanche c2 · Pion blanc sur case noire d2 · Tour blanche sur case noire a1 · Dame blanche sur case blanche b1 · Roi blanc sur case noire c1 · Tour blanche sur case blanche d1 | Tour noire sur case blanche a4 · Dame noire sur case noire b4 · Roi noir sur case blanche c4 · Tour noire sur case noire d4 · Pion noir sur case noire a3 · Pion noir sur case blanche b3 · Pion noir sur case noire c3 · Pion noir sur case blanche d3 · Pion blanc sur case blanche a2 · Pion blanc sur case noire b2 · Pion blanc sur case blanche c2 · Pion blanc sur case noire d2 · Tour blanche sur case noire a1 · Dame blanche sur case blanche b1 · Roi blanc sur case noire c1 · Tour blanche sur case blanche d1 | Tour noire sur case blanche a4 · Dame noire sur case noire b4 · Roi noir sur case blanche c4 · Tour noire sur case noire d4 · Pion noir sur case noire a3 · Pion noir sur case blanche b3 · Pion noir sur case noire c3 · Pion noir sur case blanche d3 · Pion blanc sur case blanche a2 · Pion blanc sur case noire b2 · Pion blanc sur case blanche c2 · Pion blanc sur case noire d2 · Tour blanche sur case noire a1 · Dame blanche sur case blanche b1 · Roi blanc sur case noire c1 · Tour blanche sur case blanche d1 | Tour noire sur case blanche a4 · Dame noire sur case noire b4 · Roi noir sur case blanche c4 · Tour noire sur case noire d4 · Pion noir sur case noire a3 · Pion noir sur case blanche b3 · Pion noir sur case noire c3 · Pion noir sur case blanche d3 · Pion blanc sur case blanche a2 · Pion blanc sur case noire b2 · Pion blanc sur case blanche c2 · Pion blanc sur case noire d2 · Tour blanche sur case noire a1 · Dame blanche sur case blanche b1 · Roi blanc sur case noire c1 · Tour blanche sur case blanche d1 | 2 |
| 1 | Tour noire sur case blanche a4 · Dame noire sur case noire b4 · Roi noir sur case blanche c4 · Tour noire sur case noire d4 · Pion noir sur case noire a3 · Pion noir sur case blanche b3 · Pion noir sur case noire c3 · Pion noir sur case blanche d3 · Pion blanc sur case blanche a2 · Pion blanc sur case noire b2 · Pion blanc sur case blanche c2 · Pion blanc sur case noire d2 · Tour blanche sur case noire a1 · Dame blanche sur case blanche b1 · Roi blanc sur case noire c1 · Tour blanche sur case blanche d1 | Tour noire sur case blanche a4 · Dame noire sur case noire b4 · Roi noir sur case blanche c4 · Tour noire sur case noire d4 · Pion noir sur case noire a3 · Pion noir sur case blanche b3 · Pion noir sur case noire c3 · Pion noir sur case blanche d3 · Pion blanc sur case blanche a2 · Pion blanc sur case noire b2 · Pion blanc sur case blanche c2 · Pion blanc sur case noire d2 · Tour blanche sur case noire a1 · Dame blanche sur case blanche b1 · Roi blanc sur case noire c1 · Tour blanche sur case blanche d1 | Tour noire sur case blanche a4 · Dame noire sur case noire b4 · Roi noir sur case blanche c4 · Tour noire sur case noire d4 · Pion noir sur case noire a3 · Pion noir sur case blanche b3 · Pion noir sur case noire c3 · Pion noir sur case blanche d3 · Pion blanc sur case blanche a2 · Pion blanc sur case noire b2 · Pion blanc sur case blanche c2 · Pion blanc sur case noire d2 · Tour blanche sur case noire a1 · Dame blanche sur case blanche b1 · Roi blanc sur case noire c1 · Tour blanche sur case blanche d1 | Tour noire sur case blanche a4 · Dame noire sur case noire b4 · Roi noir sur case blanche c4 · Tour noire sur case noire d4 · Pion noir sur case noire a3 · Pion noir sur case blanche b3 · Pion noir sur case noire c3 · Pion noir sur case blanche d3 · Pion blanc sur case blanche a2 · Pion blanc sur case noire b2 · Pion blanc sur case blanche c2 · Pion blanc sur case noire d2 · Tour blanche sur case noire a1 · Dame blanche sur case blanche b1 · Roi blanc sur case noire c1 · Tour blanche sur case blanche d1 | 1 |
|   | a | b | c | d |   |

|   | a | b | c | d |   |
| 5 | Tour noire sur case noire a5 · Dame noire sur case blanche b5 · Roi noir sur case noire c5 · Tour noire sur case blanche d5 · Pion noir sur case blanche a4 · Pion noir sur case noire b4 · Pion noir sur case blanche c4 · Pion noir sur case noire d4 · Case noire a3 vide · Case blanche b3 vide · Case noire c3 vide · Case blanche d3 vide · Pion blanc sur case blanche a2 · Pion blanc sur case noire b2 · Pion blanc sur case blanche c2 · Pion blanc sur case noire d2 · Tour blanche sur case noire a1 · Dame blanche sur case blanche b1 · Roi blanc sur case noire c1 · Tour blanche sur case blanche d1 | Tour noire sur case noire a5 · Dame noire sur case blanche b5 · Roi noir sur case noire c5 · Tour noire sur case blanche d5 · Pion noir sur case blanche a4 · Pion noir sur case noire b4 · Pion noir sur case blanche c4 · Pion noir sur case noire d4 · Case noire a3 vide · Case blanche b3 vide · Case noire c3 vide · Case blanche d3 vide · Pion blanc sur case blanche a2 · Pion blanc sur case noire b2 · Pion blanc sur case blanche c2 · Pion blanc sur case noire d2 · Tour blanche sur case noire a1 · Dame blanche sur case blanche b1 · Roi blanc sur case noire c1 · Tour blanche sur case blanche d1 | Tour noire sur case noire a5 · Dame noire sur case blanche b5 · Roi noir sur case noire c5 · Tour noire sur case blanche d5 · Pion noir sur case blanche a4 · Pion noir sur case noire b4 · Pion noir sur case blanche c4 · Pion noir sur case noire d4 · Case noire a3 vide · Case blanche b3 vide · Case noire c3 vide · Case blanche d3 vide · Pion blanc sur case blanche a2 · Pion blanc sur case noire b2 · Pion blanc sur case blanche c2 · Pion blanc sur case noire d2 · Tour blanche sur case noire a1 · Dame blanche sur case blanche b1 · Roi blanc sur case noire c1 · Tour blanche sur case blanche d1 | Tour noire sur case noire a5 · Dame noire sur case blanche b5 · Roi noir sur case noire c5 · Tour noire sur case blanche d5 · Pion noir sur case blanche a4 · Pion noir sur case noire b4 · Pion noir sur case blanche c4 · Pion noir sur case noire d4 · Case noire a3 vide · Case blanche b3 vide · Case noire c3 vide · Case blanche d3 vide · Pion blanc sur case blanche a2 · Pion blanc sur case noire b2 · Pion blanc sur case blanche c2 · Pion blanc sur case noire d2 · Tour blanche sur case noire a1 · Dame blanche sur case blanche b1 · Roi blanc sur case noire c1 · Tour blanche sur case blanche d1 | 5 |
| 4 | Tour noire sur case noire a5 · Dame noire sur case blanche b5 · Roi noir sur case noire c5 · Tour noire sur case blanche d5 · Pion noir sur case blanche a4 · Pion noir sur case noire b4 · Pion noir sur case blanche c4 · Pion noir sur case noire d4 · Case noire a3 vide · Case blanche b3 vide · Case noire c3 vide · Case blanche d3 vide · Pion blanc sur case blanche a2 · Pion blanc sur case noire b2 · Pion blanc sur case blanche c2 · Pion blanc sur case noire d2 · Tour blanche sur case noire a1 · Dame blanche sur case blanche b1 · Roi blanc sur case noire c1 · Tour blanche sur case blanche d1 | Tour noire sur case noire a5 · Dame noire sur case blanche b5 · Roi noir sur case noire c5 · Tour noire sur case blanche d5 · Pion noir sur case blanche a4 · Pion noir sur case noire b4 · Pion noir sur case blanche c4 · Pion noir sur case noire d4 · Case noire a3 vide · Case blanche b3 vide · Case noire c3 vide · Case blanche d3 vide · Pion blanc sur case blanche a2 · Pion blanc sur case noire b2 · Pion blanc sur case blanche c2 · Pion blanc sur case noire d2 · Tour blanche sur case noire a1 · Dame blanche sur case blanche b1 · Roi blanc sur case noire c1 · Tour blanche sur case blanche d1 | Tour noire sur case noire a5 · Dame noire sur case blanche b5 · Roi noir sur case noire c5 · Tour noire sur case blanche d5 · Pion noir sur case blanche a4 · Pion noir sur case noire b4 · Pion noir sur case blanche c4 · Pion noir sur case noire d4 · Case noire a3 vide · Case blanche b3 vide · Case noire c3 vide · Case blanche d3 vide · Pion blanc sur case blanche a2 · Pion blanc sur case noire b2 · Pion blanc sur case blanche c2 · Pion blanc sur case noire d2 · Tour blanche sur case noire a1 · Dame blanche sur case blanche b1 · Roi blanc sur case noire c1 · Tour blanche sur case blanche d1 | Tour noire sur case noire a5 · Dame noire sur case blanche b5 · Roi noir sur case noire c5 · Tour noire sur case blanche d5 · Pion noir sur case blanche a4 · Pion noir sur case noire b4 · Pion noir sur case blanche c4 · Pion noir sur case noire d4 · Case noire a3 vide · Case blanche b3 vide · Case noire c3 vide · Case blanche d3 vide · Pion blanc sur case blanche a2 · Pion blanc sur case noire b2 · Pion blanc sur case blanche c2 · Pion blanc sur case noire d2 · Tour blanche sur case noire a1 · Dame blanche sur case blanche b1 · Roi blanc sur case noire c1 · Tour blanche sur case blanche d1 | 4 |
| 3 | Tour noire sur case noire a5 · Dame noire sur case blanche b5 · Roi noir sur case noire c5 · Tour noire sur case blanche d5 · Pion noir sur case blanche a4 · Pion noir sur case noire b4 · Pion noir sur case blanche c4 · Pion noir sur case noire d4 · Case noire a3 vide · Case blanche b3 vide · Case noire c3 vide · Case blanche d3 vide · Pion blanc sur case blanche a2 · Pion blanc sur case noire b2 · Pion blanc sur case blanche c2 · Pion blanc sur case noire d2 · Tour blanche sur case noire a1 · Dame blanche sur case blanche b1 · Roi blanc sur case noire c1 · Tour blanche sur case blanche d1 | Tour noire sur case noire a5 · Dame noire sur case blanche b5 · Roi noir sur case noire c5 · Tour noire sur case blanche d5 · Pion noir sur case blanche a4 · Pion noir sur case noire b4 · Pion noir sur case blanche c4 · Pion noir sur case noire d4 · Case noire a3 vide · Case blanche b3 vide · Case noire c3 vide · Case blanche d3 vide · Pion blanc sur case blanche a2 · Pion blanc sur case noire b2 · Pion blanc sur case blanche c2 · Pion blanc sur case noire d2 · Tour blanche sur case noire a1 · Dame blanche sur case blanche b1 · Roi blanc sur case noire c1 · Tour blanche sur case blanche d1 | Tour noire sur case noire a5 · Dame noire sur case blanche b5 · Roi noir sur case noire c5 · Tour noire sur case blanche d5 · Pion noir sur case blanche a4 · Pion noir sur case noire b4 · Pion noir sur case blanche c4 · Pion noir sur case noire d4 · Case noire a3 vide · Case blanche b3 vide · Case noire c3 vide · Case blanche d3 vide · Pion blanc sur case blanche a2 · Pion blanc sur case noire b2 · Pion blanc sur case blanche c2 · Pion blanc sur case noire d2 · Tour blanche sur case noire a1 · Dame blanche sur case blanche b1 · Roi blanc sur case noire c1 · Tour blanche sur case blanche d1 | Tour noire sur case noire a5 · Dame noire sur case blanche b5 · Roi noir sur case noire c5 · Tour noire sur case blanche d5 · Pion noir sur case blanche a4 · Pion noir sur case noire b4 · Pion noir sur case blanche c4 · Pion noir sur case noire d4 · Case noire a3 vide · Case blanche b3 vide · Case noire c3 vide · Case blanche d3 vide · Pion blanc sur case blanche a2 · Pion blanc sur case noire b2 · Pion blanc sur case blanche c2 · Pion blanc sur case noire d2 · Tour blanche sur case noire a1 · Dame blanche sur case blanche b1 · Roi blanc sur case noire c1 · Tour blanche sur case blanche d1 | 3 |
| 2 | Tour noire sur case noire a5 · Dame noire sur case blanche b5 · Roi noir sur case noire c5 · Tour noire sur case blanche d5 · Pion noir sur case blanche a4 · Pion noir sur case noire b4 · Pion noir sur case blanche c4 · Pion noir sur case noire d4 · Case noire a3 vide · Case blanche b3 vide · Case noire c3 vide · Case blanche d3 vide · Pion blanc sur case blanche a2 · Pion blanc sur case noire b2 · Pion blanc sur case blanche c2 · Pion blanc sur case noire d2 · Tour blanche sur case noire a1 · Dame blanche sur case blanche b1 · Roi blanc sur case noire c1 · Tour blanche sur case blanche d1 | Tour noire sur case noire a5 · Dame noire sur case blanche b5 · Roi noir sur case noire c5 · Tour noire sur case blanche d5 · Pion noir sur case blanche a4 · Pion noir sur case noire b4 · Pion noir sur case blanche c4 · Pion noir sur case noire d4 · Case noire a3 vide · Case blanche b3 vide · Case noire c3 vide · Case blanche d3 vide · Pion blanc sur case blanche a2 · Pion blanc sur case noire b2 · Pion blanc sur case blanche c2 · Pion blanc sur case noire d2 · Tour blanche sur case noire a1 · Dame blanche sur case blanche b1 · Roi blanc sur case noire c1 · Tour blanche sur case blanche d1 | Tour noire sur case noire a5 · Dame noire sur case blanche b5 · Roi noir sur case noire c5 · Tour noire sur case blanche d5 · Pion noir sur case blanche a4 · Pion noir sur case noire b4 · Pion noir sur case blanche c4 · Pion noir sur case noire d4 · Case noire a3 vide · Case blanche b3 vide · Case noire c3 vide · Case blanche d3 vide · Pion blanc sur case blanche a2 · Pion blanc sur case noire b2 · Pion blanc sur case blanche c2 · Pion blanc sur case noire d2 · Tour blanche sur case noire a1 · Dame blanche sur case blanche b1 · Roi blanc sur case noire c1 · Tour blanche sur case blanche d1 | Tour noire sur case noire a5 · Dame noire sur case blanche b5 · Roi noir sur case noire c5 · Tour noire sur case blanche d5 · Pion noir sur case blanche a4 · Pion noir sur case noire b4 · Pion noir sur case blanche c4 · Pion noir sur case noire d4 · Case noire a3 vide · Case blanche b3 vide · Case noire c3 vide · Case blanche d3 vide · Pion blanc sur case blanche a2 · Pion blanc sur case noire b2 · Pion blanc sur case blanche c2 · Pion blanc sur case noire d2 · Tour blanche sur case noire a1 · Dame blanche sur case blanche b1 · Roi blanc sur case noire c1 · Tour blanche sur case blanche d1 | 2 |
| 1 | Tour noire sur case noire a5 · Dame noire sur case blanche b5 · Roi noir sur case noire c5 · Tour noire sur case blanche d5 · Pion noir sur case blanche a4 · Pion noir sur case noire b4 · Pion noir sur case blanche c4 · Pion noir sur case noire d4 · Case noire a3 vide · Case blanche b3 vide · Case noire c3 vide · Case blanche d3 vide · Pion blanc sur case blanche a2 · Pion blanc sur case noire b2 · Pion blanc sur case blanche c2 · Pion blanc sur case noire d2 · Tour blanche sur case noire a1 · Dame blanche sur case blanche b1 · Roi blanc sur case noire c1 · Tour blanche sur case blanche d1 | Tour noire sur case noire a5 · Dame noire sur case blanche b5 · Roi noir sur case noire c5 · Tour noire sur case blanche d5 · Pion noir sur case blanche a4 · Pion noir sur case noire b4 · Pion noir sur case blanche c4 · Pion noir sur case noire d4 · Case noire a3 vide · Case blanche b3 vide · Case noire c3 vide · Case blanche d3 vide · Pion blanc sur case blanche a2 · Pion blanc sur case noire b2 · Pion blanc sur case blanche c2 · Pion blanc sur case noire d2 · Tour blanche sur case noire a1 · Dame blanche sur case blanche b1 · Roi blanc sur case noire c1 · Tour blanche sur case blanche d1 | Tour noire sur case noire a5 · Dame noire sur case blanche b5 · Roi noir sur case noire c5 · Tour noire sur case blanche d5 · Pion noir sur case blanche a4 · Pion noir sur case noire b4 · Pion noir sur case blanche c4 · Pion noir sur case noire d4 · Case noire a3 vide · Case blanche b3 vide · Case noire c3 vide · Case blanche d3 vide · Pion blanc sur case blanche a2 · Pion blanc sur case noire b2 · Pion blanc sur case blanche c2 · Pion blanc sur case noire d2 · Tour blanche sur case noire a1 · Dame blanche sur case blanche b1 · Roi blanc sur case noire c1 · Tour blanche sur case blanche d1 | Tour noire sur case noire a5 · Dame noire sur case blanche b5 · Roi noir sur case noire c5 · Tour noire sur case blanche d5 · Pion noir sur case blanche a4 · Pion noir sur case noire b4 · Pion noir sur case blanche c4 · Pion noir sur case noire d4 · Case noire a3 vide · Case blanche b3 vide · Case noire c3 vide · Case blanche d3 vide · Pion blanc sur case blanche a2 · Pion blanc sur case noire b2 · Pion blanc sur case blanche c2 · Pion blanc sur case noire d2 · Tour blanche sur case noire a1 · Dame blanche sur case blanche b1 · Roi blanc sur case noire c1 · Tour blanche sur case blanche d1 | 1 |
|   | a | b | c | d |   |

|   | a | b | c | d |   |
| 5 | Roi noir sur case noire a5 · Cavalier noir sur case blanche b5 · Fou noir sur case noire c5 · Tour noire sur case blanche d5 · Pion noir sur case blanche a4 · Case noire b4 vide · Case blanche c4 vide · Case noire d4 vide · Case noire a3 vide · Case blanche b3 vide · Case noire c3 vide · Case blanche d3 vide · Case blanche a2 vide · Case noire b2 vide · Case blanche c2 vide · Pion blanc sur case noire d2 · Tour blanche sur case noire a1 · Fou blanc sur case blanche b1 · Cavalier blanc sur case noire c1 · Roi blanc sur case blanche d1 | Roi noir sur case noire a5 · Cavalier noir sur case blanche b5 · Fou noir sur case noire c5 · Tour noire sur case blanche d5 · Pion noir sur case blanche a4 · Case noire b4 vide · Case blanche c4 vide · Case noire d4 vide · Case noire a3 vide · Case blanche b3 vide · Case noire c3 vide · Case blanche d3 vide · Case blanche a2 vide · Case noire b2 vide · Case blanche c2 vide · Pion blanc sur case noire d2 · Tour blanche sur case noire a1 · Fou blanc sur case blanche b1 · Cavalier blanc sur case noire c1 · Roi blanc sur case blanche d1 | Roi noir sur case noire a5 · Cavalier noir sur case blanche b5 · Fou noir sur case noire c5 · Tour noire sur case blanche d5 · Pion noir sur case blanche a4 · Case noire b4 vide · Case blanche c4 vide · Case noire d4 vide · Case noire a3 vide · Case blanche b3 vide · Case noire c3 vide · Case blanche d3 vide · Case blanche a2 vide · Case noire b2 vide · Case blanche c2 vide · Pion blanc sur case noire d2 · Tour blanche sur case noire a1 · Fou blanc sur case blanche b1 · Cavalier blanc sur case noire c1 · Roi blanc sur case blanche d1 | Roi noir sur case noire a5 · Cavalier noir sur case blanche b5 · Fou noir sur case noire c5 · Tour noire sur case blanche d5 · Pion noir sur case blanche a4 · Case noire b4 vide · Case blanche c4 vide · Case noire d4 vide · Case noire a3 vide · Case blanche b3 vide · Case noire c3 vide · Case blanche d3 vide · Case blanche a2 vide · Case noire b2 vide · Case blanche c2 vide · Pion blanc sur case noire d2 · Tour blanche sur case noire a1 · Fou blanc sur case blanche b1 · Cavalier blanc sur case noire c1 · Roi blanc sur case blanche d1 | 5 |
| 4 | Roi noir sur case noire a5 · Cavalier noir sur case blanche b5 · Fou noir sur case noire c5 · Tour noire sur case blanche d5 · Pion noir sur case blanche a4 · Case noire b4 vide · Case blanche c4 vide · Case noire d4 vide · Case noire a3 vide · Case blanche b3 vide · Case noire c3 vide · Case blanche d3 vide · Case blanche a2 vide · Case noire b2 vide · Case blanche c2 vide · Pion blanc sur case noire d2 · Tour blanche sur case noire a1 · Fou blanc sur case blanche b1 · Cavalier blanc sur case noire c1 · Roi blanc sur case blanche d1 | Roi noir sur case noire a5 · Cavalier noir sur case blanche b5 · Fou noir sur case noire c5 · Tour noire sur case blanche d5 · Pion noir sur case blanche a4 · Case noire b4 vide · Case blanche c4 vide · Case noire d4 vide · Case noire a3 vide · Case blanche b3 vide · Case noire c3 vide · Case blanche d3 vide · Case blanche a2 vide · Case noire b2 vide · Case blanche c2 vide · Pion blanc sur case noire d2 · Tour blanche sur case noire a1 · Fou blanc sur case blanche b1 · Cavalier blanc sur case noire c1 · Roi blanc sur case blanche d1 | Roi noir sur case noire a5 · Cavalier noir sur case blanche b5 · Fou noir sur case noire c5 · Tour noire sur case blanche d5 · Pion noir sur case blanche a4 · Case noire b4 vide · Case blanche c4 vide · Case noire d4 vide · Case noire a3 vide · Case blanche b3 vide · Case noire c3 vide · Case blanche d3 vide · Case blanche a2 vide · Case noire b2 vide · Case blanche c2 vide · Pion blanc sur case noire d2 · Tour blanche sur case noire a1 · Fou blanc sur case blanche b1 · Cavalier blanc sur case noire c1 · Roi blanc sur case blanche d1 | Roi noir sur case noire a5 · Cavalier noir sur case blanche b5 · Fou noir sur case noire c5 · Tour noire sur case blanche d5 · Pion noir sur case blanche a4 · Case noire b4 vide · Case blanche c4 vide · Case noire d4 vide · Case noire a3 vide · Case blanche b3 vide · Case noire c3 vide · Case blanche d3 vide · Case blanche a2 vide · Case noire b2 vide · Case blanche c2 vide · Pion blanc sur case noire d2 · Tour blanche sur case noire a1 · Fou blanc sur case blanche b1 · Cavalier blanc sur case noire c1 · Roi blanc sur case blanche d1 | 4 |
| 3 | Roi noir sur case noire a5 · Cavalier noir sur case blanche b5 · Fou noir sur case noire c5 · Tour noire sur case blanche d5 · Pion noir sur case blanche a4 · Case noire b4 vide · Case blanche c4 vide · Case noire d4 vide · Case noire a3 vide · Case blanche b3 vide · Case noire c3 vide · Case blanche d3 vide · Case blanche a2 vide · Case noire b2 vide · Case blanche c2 vide · Pion blanc sur case noire d2 · Tour blanche sur case noire a1 · Fou blanc sur case blanche b1 · Cavalier blanc sur case noire c1 · Roi blanc sur case blanche d1 | Roi noir sur case noire a5 · Cavalier noir sur case blanche b5 · Fou noir sur case noire c5 · Tour noire sur case blanche d5 · Pion noir sur case blanche a4 · Case noire b4 vide · Case blanche c4 vide · Case noire d4 vide · Case noire a3 vide · Case blanche b3 vide · Case noire c3 vide · Case blanche d3 vide · Case blanche a2 vide · Case noire b2 vide · Case blanche c2 vide · Pion blanc sur case noire d2 · Tour blanche sur case noire a1 · Fou blanc sur case blanche b1 · Cavalier blanc sur case noire c1 · Roi blanc sur case blanche d1 | Roi noir sur case noire a5 · Cavalier noir sur case blanche b5 · Fou noir sur case noire c5 · Tour noire sur case blanche d5 · Pion noir sur case blanche a4 · Case noire b4 vide · Case blanche c4 vide · Case noire d4 vide · Case noire a3 vide · Case blanche b3 vide · Case noire c3 vide · Case blanche d3 vide · Case blanche a2 vide · Case noire b2 vide · Case blanche c2 vide · Pion blanc sur case noire d2 · Tour blanche sur case noire a1 · Fou blanc sur case blanche b1 · Cavalier blanc sur case noire c1 · Roi blanc sur case blanche d1 | Roi noir sur case noire a5 · Cavalier noir sur case blanche b5 · Fou noir sur case noire c5 · Tour noire sur case blanche d5 · Pion noir sur case blanche a4 · Case noire b4 vide · Case blanche c4 vide · Case noire d4 vide · Case noire a3 vide · Case blanche b3 vide · Case noire c3 vide · Case blanche d3 vide · Case blanche a2 vide · Case noire b2 vide · Case blanche c2 vide · Pion blanc sur case noire d2 · Tour blanche sur case noire a1 · Fou blanc sur case blanche b1 · Cavalier blanc sur case noire c1 · Roi blanc sur case blanche d1 | 3 |
| 2 | Roi noir sur case noire a5 · Cavalier noir sur case blanche b5 · Fou noir sur case noire c5 · Tour noire sur case blanche d5 · Pion noir sur case blanche a4 · Case noire b4 vide · Case blanche c4 vide · Case noire d4 vide · Case noire a3 vide · Case blanche b3 vide · Case noire c3 vide · Case blanche d3 vide · Case blanche a2 vide · Case noire b2 vide · Case blanche c2 vide · Pion blanc sur case noire d2 · Tour blanche sur case noire a1 · Fou blanc sur case blanche b1 · Cavalier blanc sur case noire c1 · Roi blanc sur case blanche d1 | Roi noir sur case noire a5 · Cavalier noir sur case blanche b5 · Fou noir sur case noire c5 · Tour noire sur case blanche d5 · Pion noir sur case blanche a4 · Case noire b4 vide · Case blanche c4 vide · Case noire d4 vide · Case noire a3 vide · Case blanche b3 vide · Case noire c3 vide · Case blanche d3 vide · Case blanche a2 vide · Case noire b2 vide · Case blanche c2 vide · Pion blanc sur case noire d2 · Tour blanche sur case noire a1 · Fou blanc sur case blanche b1 · Cavalier blanc sur case noire c1 · Roi blanc sur case blanche d1 | Roi noir sur case noire a5 · Cavalier noir sur case blanche b5 · Fou noir sur case noire c5 · Tour noire sur case blanche d5 · Pion noir sur case blanche a4 · Case noire b4 vide · Case blanche c4 vide · Case noire d4 vide · Case noire a3 vide · Case blanche b3 vide · Case noire c3 vide · Case blanche d3 vide · Case blanche a2 vide · Case noire b2 vide · Case blanche c2 vide · Pion blanc sur case noire d2 · Tour blanche sur case noire a1 · Fou blanc sur case blanche b1 · Cavalier blanc sur case noire c1 · Roi blanc sur case blanche d1 | Roi noir sur case noire a5 · Cavalier noir sur case blanche b5 · Fou noir sur case noire c5 · Tour noire sur case blanche d5 · Pion noir sur case blanche a4 · Case noire b4 vide · Case blanche c4 vide · Case noire d4 vide · Case noire a3 vide · Case blanche b3 vide · Case noire c3 vide · Case blanche d3 vide · Case blanche a2 vide · Case noire b2 vide · Case blanche c2 vide · Pion blanc sur case noire d2 · Tour blanche sur case noire a1 · Fou blanc sur case blanche b1 · Cavalier blanc sur case noire c1 · Roi blanc sur case blanche d1 | 2 |
| 1 | Roi noir sur case noire a5 · Cavalier noir sur case blanche b5 · Fou noir sur case noire c5 · Tour noire sur case blanche d5 · Pion noir sur case blanche a4 · Case noire b4 vide · Case blanche c4 vide · Case noire d4 vide · Case noire a3 vide · Case blanche b3 vide · Case noire c3 vide · Case blanche d3 vide · Case blanche a2 vide · Case noire b2 vide · Case blanche c2 vide · Pion blanc sur case noire d2 · Tour blanche sur case noire a1 · Fou blanc sur case blanche b1 · Cavalier blanc sur case noire c1 · Roi blanc sur case blanche d1 | Roi noir sur case noire a5 · Cavalier noir sur case blanche b5 · Fou noir sur case noire c5 · Tour noire sur case blanche d5 · Pion noir sur case blanche a4 · Case noire b4 vide · Case blanche c4 vide · Case noire d4 vide · Case noire a3 vide · Case blanche b3 vide · Case noire c3 vide · Case blanche d3 vide · Case blanche a2 vide · Case noire b2 vide · Case blanche c2 vide · Pion blanc sur case noire d2 · Tour blanche sur case noire a1 · Fou blanc sur case blanche b1 · Cavalier blanc sur case noire c1 · Roi blanc sur case blanche d1 | Roi noir sur case noire a5 · Cavalier noir sur case blanche b5 · Fou noir sur case noire c5 · Tour noire sur case blanche d5 · Pion noir sur case blanche a4 · Case noire b4 vide · Case blanche c4 vide · Case noire d4 vide · Case noire a3 vide · Case blanche b3 vide · Case noire c3 vide · Case blanche d3 vide · Case blanche a2 vide · Case noire b2 vide · Case blanche c2 vide · Pion blanc sur case noire d2 · Tour blanche sur case noire a1 · Fou blanc sur case blanche b1 · Cavalier blanc sur case noire c1 · Roi blanc sur case blanche d1 | Roi noir sur case noire a5 · Cavalier noir sur case blanche b5 · Fou noir sur case noire c5 · Tour noire sur case blanche d5 · Pion noir sur case blanche a4 · Case noire b4 vide · Case blanche c4 vide · Case noire d4 vide · Case noire a3 vide · Case blanche b3 vide · Case noire c3 vide · Case blanche d3 vide · Case blanche a2 vide · Case noire b2 vide · Case blanche c2 vide · Pion blanc sur case noire d2 · Tour blanche sur case noire a1 · Fou blanc sur case blanche b1 · Cavalier blanc sur case noire c1 · Roi blanc sur case blanche d1 | 1 |
|   | a | b | c | d |   |

|   | a | b | c | d |   |
| 8 | Roi noir sur case blanche a8 · Fou noir sur case noire b8 · Cavalier noir sur case blanche c8 · Tour noire sur case noire d8 · Pion noir sur case noire a7 · Pion noir sur case blanche b7 · Pion noir sur case noire c7 · Pion noir sur case blanche d7 · Case blanche a6 vide · Case noire b6 vide · Case blanche c6 vide · Case noire d6 vide · Case noire a5 vide · Case blanche b5 vide · Case noire c5 vide · Case blanche d5 vide · Case blanche a4 vide · Case noire b4 vide · Case blanche c4 vide · Case noire d4 vide · Case noire a3 vide · Case blanche b3 vide · Case noire c3 vide · Case blanche d3 vide · Pion blanc sur case blanche a2 · Pion blanc sur case noire b2 · Pion blanc sur case blanche c2 · Pion blanc sur case noire d2 · Roi blanc sur case noire a1 · Fou blanc sur case blanche b1 · Cavalier blanc sur case noire c1 · Tour blanche sur case blanche d1 | Roi noir sur case blanche a8 · Fou noir sur case noire b8 · Cavalier noir sur case blanche c8 · Tour noire sur case noire d8 · Pion noir sur case noire a7 · Pion noir sur case blanche b7 · Pion noir sur case noire c7 · Pion noir sur case blanche d7 · Case blanche a6 vide · Case noire b6 vide · Case blanche c6 vide · Case noire d6 vide · Case noire a5 vide · Case blanche b5 vide · Case noire c5 vide · Case blanche d5 vide · Case blanche a4 vide · Case noire b4 vide · Case blanche c4 vide · Case noire d4 vide · Case noire a3 vide · Case blanche b3 vide · Case noire c3 vide · Case blanche d3 vide · Pion blanc sur case blanche a2 · Pion blanc sur case noire b2 · Pion blanc sur case blanche c2 · Pion blanc sur case noire d2 · Roi blanc sur case noire a1 · Fou blanc sur case blanche b1 · Cavalier blanc sur case noire c1 · Tour blanche sur case blanche d1 | Roi noir sur case blanche a8 · Fou noir sur case noire b8 · Cavalier noir sur case blanche c8 · Tour noire sur case noire d8 · Pion noir sur case noire a7 · Pion noir sur case blanche b7 · Pion noir sur case noire c7 · Pion noir sur case blanche d7 · Case blanche a6 vide · Case noire b6 vide · Case blanche c6 vide · Case noire d6 vide · Case noire a5 vide · Case blanche b5 vide · Case noire c5 vide · Case blanche d5 vide · Case blanche a4 vide · Case noire b4 vide · Case blanche c4 vide · Case noire d4 vide · Case noire a3 vide · Case blanche b3 vide · Case noire c3 vide · Case blanche d3 vide · Pion blanc sur case blanche a2 · Pion blanc sur case noire b2 · Pion blanc sur case blanche c2 · Pion blanc sur case noire d2 · Roi blanc sur case noire a1 · Fou blanc sur case blanche b1 · Cavalier blanc sur case noire c1 · Tour blanche sur case blanche d1 | Roi noir sur case blanche a8 · Fou noir sur case noire b8 · Cavalier noir sur case blanche c8 · Tour noire sur case noire d8 · Pion noir sur case noire a7 · Pion noir sur case blanche b7 · Pion noir sur case noire c7 · Pion noir sur case blanche d7 · Case blanche a6 vide · Case noire b6 vide · Case blanche c6 vide · Case noire d6 vide · Case noire a5 vide · Case blanche b5 vide · Case noire c5 vide · Case blanche d5 vide · Case blanche a4 vide · Case noire b4 vide · Case blanche c4 vide · Case noire d4 vide · Case noire a3 vide · Case blanche b3 vide · Case noire c3 vide · Case blanche d3 vide · Pion blanc sur case blanche a2 · Pion blanc sur case noire b2 · Pion blanc sur case blanche c2 · Pion blanc sur case noire d2 · Roi blanc sur case noire a1 · Fou blanc sur case blanche b1 · Cavalier blanc sur case noire c1 · Tour blanche sur case blanche d1 | 8 |
| 7 | Roi noir sur case blanche a8 · Fou noir sur case noire b8 · Cavalier noir sur case blanche c8 · Tour noire sur case noire d8 · Pion noir sur case noire a7 · Pion noir sur case blanche b7 · Pion noir sur case noire c7 · Pion noir sur case blanche d7 · Case blanche a6 vide · Case noire b6 vide · Case blanche c6 vide · Case noire d6 vide · Case noire a5 vide · Case blanche b5 vide · Case noire c5 vide · Case blanche d5 vide · Case blanche a4 vide · Case noire b4 vide · Case blanche c4 vide · Case noire d4 vide · Case noire a3 vide · Case blanche b3 vide · Case noire c3 vide · Case blanche d3 vide · Pion blanc sur case blanche a2 · Pion blanc sur case noire b2 · Pion blanc sur case blanche c2 · Pion blanc sur case noire d2 · Roi blanc sur case noire a1 · Fou blanc sur case blanche b1 · Cavalier blanc sur case noire c1 · Tour blanche sur case blanche d1 | Roi noir sur case blanche a8 · Fou noir sur case noire b8 · Cavalier noir sur case blanche c8 · Tour noire sur case noire d8 · Pion noir sur case noire a7 · Pion noir sur case blanche b7 · Pion noir sur case noire c7 · Pion noir sur case blanche d7 · Case blanche a6 vide · Case noire b6 vide · Case blanche c6 vide · Case noire d6 vide · Case noire a5 vide · Case blanche b5 vide · Case noire c5 vide · Case blanche d5 vide · Case blanche a4 vide · Case noire b4 vide · Case blanche c4 vide · Case noire d4 vide · Case noire a3 vide · Case blanche b3 vide · Case noire c3 vide · Case blanche d3 vide · Pion blanc sur case blanche a2 · Pion blanc sur case noire b2 · Pion blanc sur case blanche c2 · Pion blanc sur case noire d2 · Roi blanc sur case noire a1 · Fou blanc sur case blanche b1 · Cavalier blanc sur case noire c1 · Tour blanche sur case blanche d1 | Roi noir sur case blanche a8 · Fou noir sur case noire b8 · Cavalier noir sur case blanche c8 · Tour noire sur case noire d8 · Pion noir sur case noire a7 · Pion noir sur case blanche b7 · Pion noir sur case noire c7 · Pion noir sur case blanche d7 · Case blanche a6 vide · Case noire b6 vide · Case blanche c6 vide · Case noire d6 vide · Case noire a5 vide · Case blanche b5 vide · Case noire c5 vide · Case blanche d5 vide · Case blanche a4 vide · Case noire b4 vide · Case blanche c4 vide · Case noire d4 vide · Case noire a3 vide · Case blanche b3 vide · Case noire c3 vide · Case blanche d3 vide · Pion blanc sur case blanche a2 · Pion blanc sur case noire b2 · Pion blanc sur case blanche c2 · Pion blanc sur case noire d2 · Roi blanc sur case noire a1 · Fou blanc sur case blanche b1 · Cavalier blanc sur case noire c1 · Tour blanche sur case blanche d1 | Roi noir sur case blanche a8 · Fou noir sur case noire b8 · Cavalier noir sur case blanche c8 · Tour noire sur case noire d8 · Pion noir sur case noire a7 · Pion noir sur case blanche b7 · Pion noir sur case noire c7 · Pion noir sur case blanche d7 · Case blanche a6 vide · Case noire b6 vide · Case blanche c6 vide · Case noire d6 vide · Case noire a5 vide · Case blanche b5 vide · Case noire c5 vide · Case blanche d5 vide · Case blanche a4 vide · Case noire b4 vide · Case blanche c4 vide · Case noire d4 vide · Case noire a3 vide · Case blanche b3 vide · Case noire c3 vide · Case blanche d3 vide · Pion blanc sur case blanche a2 · Pion blanc sur case noire b2 · Pion blanc sur case blanche c2 · Pion blanc sur case noire d2 · Roi blanc sur case noire a1 · Fou blanc sur case blanche b1 · Cavalier blanc sur case noire c1 · Tour blanche sur case blanche d1 | 7 |
| 6 | Roi noir sur case blanche a8 · Fou noir sur case noire b8 · Cavalier noir sur case blanche c8 · Tour noire sur case noire d8 · Pion noir sur case noire a7 · Pion noir sur case blanche b7 · Pion noir sur case noire c7 · Pion noir sur case blanche d7 · Case blanche a6 vide · Case noire b6 vide · Case blanche c6 vide · Case noire d6 vide · Case noire a5 vide · Case blanche b5 vide · Case noire c5 vide · Case blanche d5 vide · Case blanche a4 vide · Case noire b4 vide · Case blanche c4 vide · Case noire d4 vide · Case noire a3 vide · Case blanche b3 vide · Case noire c3 vide · Case blanche d3 vide · Pion blanc sur case blanche a2 · Pion blanc sur case noire b2 · Pion blanc sur case blanche c2 · Pion blanc sur case noire d2 · Roi blanc sur case noire a1 · Fou blanc sur case blanche b1 · Cavalier blanc sur case noire c1 · Tour blanche sur case blanche d1 | Roi noir sur case blanche a8 · Fou noir sur case noire b8 · Cavalier noir sur case blanche c8 · Tour noire sur case noire d8 · Pion noir sur case noire a7 · Pion noir sur case blanche b7 · Pion noir sur case noire c7 · Pion noir sur case blanche d7 · Case blanche a6 vide · Case noire b6 vide · Case blanche c6 vide · Case noire d6 vide · Case noire a5 vide · Case blanche b5 vide · Case noire c5 vide · Case blanche d5 vide · Case blanche a4 vide · Case noire b4 vide · Case blanche c4 vide · Case noire d4 vide · Case noire a3 vide · Case blanche b3 vide · Case noire c3 vide · Case blanche d3 vide · Pion blanc sur case blanche a2 · Pion blanc sur case noire b2 · Pion blanc sur case blanche c2 · Pion blanc sur case noire d2 · Roi blanc sur case noire a1 · Fou blanc sur case blanche b1 · Cavalier blanc sur case noire c1 · Tour blanche sur case blanche d1 | Roi noir sur case blanche a8 · Fou noir sur case noire b8 · Cavalier noir sur case blanche c8 · Tour noire sur case noire d8 · Pion noir sur case noire a7 · Pion noir sur case blanche b7 · Pion noir sur case noire c7 · Pion noir sur case blanche d7 · Case blanche a6 vide · Case noire b6 vide · Case blanche c6 vide · Case noire d6 vide · Case noire a5 vide · Case blanche b5 vide · Case noire c5 vide · Case blanche d5 vide · Case blanche a4 vide · Case noire b4 vide · Case blanche c4 vide · Case noire d4 vide · Case noire a3 vide · Case blanche b3 vide · Case noire c3 vide · Case blanche d3 vide · Pion blanc sur case blanche a2 · Pion blanc sur case noire b2 · Pion blanc sur case blanche c2 · Pion blanc sur case noire d2 · Roi blanc sur case noire a1 · Fou blanc sur case blanche b1 · Cavalier blanc sur case noire c1 · Tour blanche sur case blanche d1 | Roi noir sur case blanche a8 · Fou noir sur case noire b8 · Cavalier noir sur case blanche c8 · Tour noire sur case noire d8 · Pion noir sur case noire a7 · Pion noir sur case blanche b7 · Pion noir sur case noire c7 · Pion noir sur case blanche d7 · Case blanche a6 vide · Case noire b6 vide · Case blanche c6 vide · Case noire d6 vide · Case noire a5 vide · Case blanche b5 vide · Case noire c5 vide · Case blanche d5 vide · Case blanche a4 vide · Case noire b4 vide · Case blanche c4 vide · Case noire d4 vide · Case noire a3 vide · Case blanche b3 vide · Case noire c3 vide · Case blanche d3 vide · Pion blanc sur case blanche a2 · Pion blanc sur case noire b2 · Pion blanc sur case blanche c2 · Pion blanc sur case noire d2 · Roi blanc sur case noire a1 · Fou blanc sur case blanche b1 · Cavalier blanc sur case noire c1 · Tour blanche sur case blanche d1 | 6 |
| 5 | Roi noir sur case blanche a8 · Fou noir sur case noire b8 · Cavalier noir sur case blanche c8 · Tour noire sur case noire d8 · Pion noir sur case noire a7 · Pion noir sur case blanche b7 · Pion noir sur case noire c7 · Pion noir sur case blanche d7 · Case blanche a6 vide · Case noire b6 vide · Case blanche c6 vide · Case noire d6 vide · Case noire a5 vide · Case blanche b5 vide · Case noire c5 vide · Case blanche d5 vide · Case blanche a4 vide · Case noire b4 vide · Case blanche c4 vide · Case noire d4 vide · Case noire a3 vide · Case blanche b3 vide · Case noire c3 vide · Case blanche d3 vide · Pion blanc sur case blanche a2 · Pion blanc sur case noire b2 · Pion blanc sur case blanche c2 · Pion blanc sur case noire d2 · Roi blanc sur case noire a1 · Fou blanc sur case blanche b1 · Cavalier blanc sur case noire c1 · Tour blanche sur case blanche d1 | Roi noir sur case blanche a8 · Fou noir sur case noire b8 · Cavalier noir sur case blanche c8 · Tour noire sur case noire d8 · Pion noir sur case noire a7 · Pion noir sur case blanche b7 · Pion noir sur case noire c7 · Pion noir sur case blanche d7 · Case blanche a6 vide · Case noire b6 vide · Case blanche c6 vide · Case noire d6 vide · Case noire a5 vide · Case blanche b5 vide · Case noire c5 vide · Case blanche d5 vide · Case blanche a4 vide · Case noire b4 vide · Case blanche c4 vide · Case noire d4 vide · Case noire a3 vide · Case blanche b3 vide · Case noire c3 vide · Case blanche d3 vide · Pion blanc sur case blanche a2 · Pion blanc sur case noire b2 · Pion blanc sur case blanche c2 · Pion blanc sur case noire d2 · Roi blanc sur case noire a1 · Fou blanc sur case blanche b1 · Cavalier blanc sur case noire c1 · Tour blanche sur case blanche d1 | Roi noir sur case blanche a8 · Fou noir sur case noire b8 · Cavalier noir sur case blanche c8 · Tour noire sur case noire d8 · Pion noir sur case noire a7 · Pion noir sur case blanche b7 · Pion noir sur case noire c7 · Pion noir sur case blanche d7 · Case blanche a6 vide · Case noire b6 vide · Case blanche c6 vide · Case noire d6 vide · Case noire a5 vide · Case blanche b5 vide · Case noire c5 vide · Case blanche d5 vide · Case blanche a4 vide · Case noire b4 vide · Case blanche c4 vide · Case noire d4 vide · Case noire a3 vide · Case blanche b3 vide · Case noire c3 vide · Case blanche d3 vide · Pion blanc sur case blanche a2 · Pion blanc sur case noire b2 · Pion blanc sur case blanche c2 · Pion blanc sur case noire d2 · Roi blanc sur case noire a1 · Fou blanc sur case blanche b1 · Cavalier blanc sur case noire c1 · Tour blanche sur case blanche d1 | Roi noir sur case blanche a8 · Fou noir sur case noire b8 · Cavalier noir sur case blanche c8 · Tour noire sur case noire d8 · Pion noir sur case noire a7 · Pion noir sur case blanche b7 · Pion noir sur case noire c7 · Pion noir sur case blanche d7 · Case blanche a6 vide · Case noire b6 vide · Case blanche c6 vide · Case noire d6 vide · Case noire a5 vide · Case blanche b5 vide · Case noire c5 vide · Case blanche d5 vide · Case blanche a4 vide · Case noire b4 vide · Case blanche c4 vide · Case noire d4 vide · Case noire a3 vide · Case blanche b3 vide · Case noire c3 vide · Case blanche d3 vide · Pion blanc sur case blanche a2 · Pion blanc sur case noire b2 · Pion blanc sur case blanche c2 · Pion blanc sur case noire d2 · Roi blanc sur case noire a1 · Fou blanc sur case blanche b1 · Cavalier blanc sur case noire c1 · Tour blanche sur case blanche d1 | 5 |
| 4 | Roi noir sur case blanche a8 · Fou noir sur case noire b8 · Cavalier noir sur case blanche c8 · Tour noire sur case noire d8 · Pion noir sur case noire a7 · Pion noir sur case blanche b7 · Pion noir sur case noire c7 · Pion noir sur case blanche d7 · Case blanche a6 vide · Case noire b6 vide · Case blanche c6 vide · Case noire d6 vide · Case noire a5 vide · Case blanche b5 vide · Case noire c5 vide · Case blanche d5 vide · Case blanche a4 vide · Case noire b4 vide · Case blanche c4 vide · Case noire d4 vide · Case noire a3 vide · Case blanche b3 vide · Case noire c3 vide · Case blanche d3 vide · Pion blanc sur case blanche a2 · Pion blanc sur case noire b2 · Pion blanc sur case blanche c2 · Pion blanc sur case noire d2 · Roi blanc sur case noire a1 · Fou blanc sur case blanche b1 · Cavalier blanc sur case noire c1 · Tour blanche sur case blanche d1 | Roi noir sur case blanche a8 · Fou noir sur case noire b8 · Cavalier noir sur case blanche c8 · Tour noire sur case noire d8 · Pion noir sur case noire a7 · Pion noir sur case blanche b7 · Pion noir sur case noire c7 · Pion noir sur case blanche d7 · Case blanche a6 vide · Case noire b6 vide · Case blanche c6 vide · Case noire d6 vide · Case noire a5 vide · Case blanche b5 vide · Case noire c5 vide · Case blanche d5 vide · Case blanche a4 vide · Case noire b4 vide · Case blanche c4 vide · Case noire d4 vide · Case noire a3 vide · Case blanche b3 vide · Case noire c3 vide · Case blanche d3 vide · Pion blanc sur case blanche a2 · Pion blanc sur case noire b2 · Pion blanc sur case blanche c2 · Pion blanc sur case noire d2 · Roi blanc sur case noire a1 · Fou blanc sur case blanche b1 · Cavalier blanc sur case noire c1 · Tour blanche sur case blanche d1 | Roi noir sur case blanche a8 · Fou noir sur case noire b8 · Cavalier noir sur case blanche c8 · Tour noire sur case noire d8 · Pion noir sur case noire a7 · Pion noir sur case blanche b7 · Pion noir sur case noire c7 · Pion noir sur case blanche d7 · Case blanche a6 vide · Case noire b6 vide · Case blanche c6 vide · Case noire d6 vide · Case noire a5 vide · Case blanche b5 vide · Case noire c5 vide · Case blanche d5 vide · Case blanche a4 vide · Case noire b4 vide · Case blanche c4 vide · Case noire d4 vide · Case noire a3 vide · Case blanche b3 vide · Case noire c3 vide · Case blanche d3 vide · Pion blanc sur case blanche a2 · Pion blanc sur case noire b2 · Pion blanc sur case blanche c2 · Pion blanc sur case noire d2 · Roi blanc sur case noire a1 · Fou blanc sur case blanche b1 · Cavalier blanc sur case noire c1 · Tour blanche sur case blanche d1 | Roi noir sur case blanche a8 · Fou noir sur case noire b8 · Cavalier noir sur case blanche c8 · Tour noire sur case noire d8 · Pion noir sur case noire a7 · Pion noir sur case blanche b7 · Pion noir sur case noire c7 · Pion noir sur case blanche d7 · Case blanche a6 vide · Case noire b6 vide · Case blanche c6 vide · Case noire d6 vide · Case noire a5 vide · Case blanche b5 vide · Case noire c5 vide · Case blanche d5 vide · Case blanche a4 vide · Case noire b4 vide · Case blanche c4 vide · Case noire d4 vide · Case noire a3 vide · Case blanche b3 vide · Case noire c3 vide · Case blanche d3 vide · Pion blanc sur case blanche a2 · Pion blanc sur case noire b2 · Pion blanc sur case blanche c2 · Pion blanc sur case noire d2 · Roi blanc sur case noire a1 · Fou blanc sur case blanche b1 · Cavalier blanc sur case noire c1 · Tour blanche sur case blanche d1 | 4 |
| 3 | Roi noir sur case blanche a8 · Fou noir sur case noire b8 · Cavalier noir sur case blanche c8 · Tour noire sur case noire d8 · Pion noir sur case noire a7 · Pion noir sur case blanche b7 · Pion noir sur case noire c7 · Pion noir sur case blanche d7 · Case blanche a6 vide · Case noire b6 vide · Case blanche c6 vide · Case noire d6 vide · Case noire a5 vide · Case blanche b5 vide · Case noire c5 vide · Case blanche d5 vide · Case blanche a4 vide · Case noire b4 vide · Case blanche c4 vide · Case noire d4 vide · Case noire a3 vide · Case blanche b3 vide · Case noire c3 vide · Case blanche d3 vide · Pion blanc sur case blanche a2 · Pion blanc sur case noire b2 · Pion blanc sur case blanche c2 · Pion blanc sur case noire d2 · Roi blanc sur case noire a1 · Fou blanc sur case blanche b1 · Cavalier blanc sur case noire c1 · Tour blanche sur case blanche d1 | Roi noir sur case blanche a8 · Fou noir sur case noire b8 · Cavalier noir sur case blanche c8 · Tour noire sur case noire d8 · Pion noir sur case noire a7 · Pion noir sur case blanche b7 · Pion noir sur case noire c7 · Pion noir sur case blanche d7 · Case blanche a6 vide · Case noire b6 vide · Case blanche c6 vide · Case noire d6 vide · Case noire a5 vide · Case blanche b5 vide · Case noire c5 vide · Case blanche d5 vide · Case blanche a4 vide · Case noire b4 vide · Case blanche c4 vide · Case noire d4 vide · Case noire a3 vide · Case blanche b3 vide · Case noire c3 vide · Case blanche d3 vide · Pion blanc sur case blanche a2 · Pion blanc sur case noire b2 · Pion blanc sur case blanche c2 · Pion blanc sur case noire d2 · Roi blanc sur case noire a1 · Fou blanc sur case blanche b1 · Cavalier blanc sur case noire c1 · Tour blanche sur case blanche d1 | Roi noir sur case blanche a8 · Fou noir sur case noire b8 · Cavalier noir sur case blanche c8 · Tour noire sur case noire d8 · Pion noir sur case noire a7 · Pion noir sur case blanche b7 · Pion noir sur case noire c7 · Pion noir sur case blanche d7 · Case blanche a6 vide · Case noire b6 vide · Case blanche c6 vide · Case noire d6 vide · Case noire a5 vide · Case blanche b5 vide · Case noire c5 vide · Case blanche d5 vide · Case blanche a4 vide · Case noire b4 vide · Case blanche c4 vide · Case noire d4 vide · Case noire a3 vide · Case blanche b3 vide · Case noire c3 vide · Case blanche d3 vide · Pion blanc sur case blanche a2 · Pion blanc sur case noire b2 · Pion blanc sur case blanche c2 · Pion blanc sur case noire d2 · Roi blanc sur case noire a1 · Fou blanc sur case blanche b1 · Cavalier blanc sur case noire c1 · Tour blanche sur case blanche d1 | Roi noir sur case blanche a8 · Fou noir sur case noire b8 · Cavalier noir sur case blanche c8 · Tour noire sur case noire d8 · Pion noir sur case noire a7 · Pion noir sur case blanche b7 · Pion noir sur case noire c7 · Pion noir sur case blanche d7 · Case blanche a6 vide · Case noire b6 vide · Case blanche c6 vide · Case noire d6 vide · Case noire a5 vide · Case blanche b5 vide · Case noire c5 vide · Case blanche d5 vide · Case blanche a4 vide · Case noire b4 vide · Case blanche c4 vide · Case noire d4 vide · Case noire a3 vide · Case blanche b3 vide · Case noire c3 vide · Case blanche d3 vide · Pion blanc sur case blanche a2 · Pion blanc sur case noire b2 · Pion blanc sur case blanche c2 · Pion blanc sur case noire d2 · Roi blanc sur case noire a1 · Fou blanc sur case blanche b1 · Cavalier blanc sur case noire c1 · Tour blanche sur case blanche d1 | 3 |
| 2 | Roi noir sur case blanche a8 · Fou noir sur case noire b8 · Cavalier noir sur case blanche c8 · Tour noire sur case noire d8 · Pion noir sur case noire a7 · Pion noir sur case blanche b7 · Pion noir sur case noire c7 · Pion noir sur case blanche d7 · Case blanche a6 vide · Case noire b6 vide · Case blanche c6 vide · Case noire d6 vide · Case noire a5 vide · Case blanche b5 vide · Case noire c5 vide · Case blanche d5 vide · Case blanche a4 vide · Case noire b4 vide · Case blanche c4 vide · Case noire d4 vide · Case noire a3 vide · Case blanche b3 vide · Case noire c3 vide · Case blanche d3 vide · Pion blanc sur case blanche a2 · Pion blanc sur case noire b2 · Pion blanc sur case blanche c2 · Pion blanc sur case noire d2 · Roi blanc sur case noire a1 · Fou blanc sur case blanche b1 · Cavalier blanc sur case noire c1 · Tour blanche sur case blanche d1 | Roi noir sur case blanche a8 · Fou noir sur case noire b8 · Cavalier noir sur case blanche c8 · Tour noire sur case noire d8 · Pion noir sur case noire a7 · Pion noir sur case blanche b7 · Pion noir sur case noire c7 · Pion noir sur case blanche d7 · Case blanche a6 vide · Case noire b6 vide · Case blanche c6 vide · Case noire d6 vide · Case noire a5 vide · Case blanche b5 vide · Case noire c5 vide · Case blanche d5 vide · Case blanche a4 vide · Case noire b4 vide · Case blanche c4 vide · Case noire d4 vide · Case noire a3 vide · Case blanche b3 vide · Case noire c3 vide · Case blanche d3 vide · Pion blanc sur case blanche a2 · Pion blanc sur case noire b2 · Pion blanc sur case blanche c2 · Pion blanc sur case noire d2 · Roi blanc sur case noire a1 · Fou blanc sur case blanche b1 · Cavalier blanc sur case noire c1 · Tour blanche sur case blanche d1 | Roi noir sur case blanche a8 · Fou noir sur case noire b8 · Cavalier noir sur case blanche c8 · Tour noire sur case noire d8 · Pion noir sur case noire a7 · Pion noir sur case blanche b7 · Pion noir sur case noire c7 · Pion noir sur case blanche d7 · Case blanche a6 vide · Case noire b6 vide · Case blanche c6 vide · Case noire d6 vide · Case noire a5 vide · Case blanche b5 vide · Case noire c5 vide · Case blanche d5 vide · Case blanche a4 vide · Case noire b4 vide · Case blanche c4 vide · Case noire d4 vide · Case noire a3 vide · Case blanche b3 vide · Case noire c3 vide · Case blanche d3 vide · Pion blanc sur case blanche a2 · Pion blanc sur case noire b2 · Pion blanc sur case blanche c2 · Pion blanc sur case noire d2 · Roi blanc sur case noire a1 · Fou blanc sur case blanche b1 · Cavalier blanc sur case noire c1 · Tour blanche sur case blanche d1 | Roi noir sur case blanche a8 · Fou noir sur case noire b8 · Cavalier noir sur case blanche c8 · Tour noire sur case noire d8 · Pion noir sur case noire a7 · Pion noir sur case blanche b7 · Pion noir sur case noire c7 · Pion noir sur case blanche d7 · Case blanche a6 vide · Case noire b6 vide · Case blanche c6 vide · Case noire d6 vide · Case noire a5 vide · Case blanche b5 vide · Case noire c5 vide · Case blanche d5 vide · Case blanche a4 vide · Case noire b4 vide · Case blanche c4 vide · Case noire d4 vide · Case noire a3 vide · Case blanche b3 vide · Case noire c3 vide · Case blanche d3 vide · Pion blanc sur case blanche a2 · Pion blanc sur case noire b2 · Pion blanc sur case blanche c2 · Pion blanc sur case noire d2 · Roi blanc sur case noire a1 · Fou blanc sur case blanche b1 · Cavalier blanc sur case noire c1 · Tour blanche sur case blanche d1 | 2 |
| 1 | Roi noir sur case blanche a8 · Fou noir sur case noire b8 · Cavalier noir sur case blanche c8 · Tour noire sur case noire d8 · Pion noir sur case noire a7 · Pion noir sur case blanche b7 · Pion noir sur case noire c7 · Pion noir sur case blanche d7 · Case blanche a6 vide · Case noire b6 vide · Case blanche c6 vide · Case noire d6 vide · Case noire a5 vide · Case blanche b5 vide · Case noire c5 vide · Case blanche d5 vide · Case blanche a4 vide · Case noire b4 vide · Case blanche c4 vide · Case noire d4 vide · Case noire a3 vide · Case blanche b3 vide · Case noire c3 vide · Case blanche d3 vide · Pion blanc sur case blanche a2 · Pion blanc sur case noire b2 · Pion blanc sur case blanche c2 · Pion blanc sur case noire d2 · Roi blanc sur case noire a1 · Fou blanc sur case blanche b1 · Cavalier blanc sur case noire c1 · Tour blanche sur case blanche d1 | Roi noir sur case blanche a8 · Fou noir sur case noire b8 · Cavalier noir sur case blanche c8 · Tour noire sur case noire d8 · Pion noir sur case noire a7 · Pion noir sur case blanche b7 · Pion noir sur case noire c7 · Pion noir sur case blanche d7 · Case blanche a6 vide · Case noire b6 vide · Case blanche c6 vide · Case noire d6 vide · Case noire a5 vide · Case blanche b5 vide · Case noire c5 vide · Case blanche d5 vide · Case blanche a4 vide · Case noire b4 vide · Case blanche c4 vide · Case noire d4 vide · Case noire a3 vide · Case blanche b3 vide · Case noire c3 vide · Case blanche d3 vide · Pion blanc sur case blanche a2 · Pion blanc sur case noire b2 · Pion blanc sur case blanche c2 · Pion blanc sur case noire d2 · Roi blanc sur case noire a1 · Fou blanc sur case blanche b1 · Cavalier blanc sur case noire c1 · Tour blanche sur case blanche d1 | Roi noir sur case blanche a8 · Fou noir sur case noire b8 · Cavalier noir sur case blanche c8 · Tour noire sur case noire d8 · Pion noir sur case noire a7 · Pion noir sur case blanche b7 · Pion noir sur case noire c7 · Pion noir sur case blanche d7 · Case blanche a6 vide · Case noire b6 vide · Case blanche c6 vide · Case noire d6 vide · Case noire a5 vide · Case blanche b5 vide · Case noire c5 vide · Case blanche d5 vide · Case blanche a4 vide · Case noire b4 vide · Case blanche c4 vide · Case noire d4 vide · Case noire a3 vide · Case blanche b3 vide · Case noire c3 vide · Case blanche d3 vide · Pion blanc sur case blanche a2 · Pion blanc sur case noire b2 · Pion blanc sur case blanche c2 · Pion blanc sur case noire d2 · Roi blanc sur case noire a1 · Fou blanc sur case blanche b1 · Cavalier blanc sur case noire c1 · Tour blanche sur case blanche d1 | Roi noir sur case blanche a8 · Fou noir sur case noire b8 · Cavalier noir sur case blanche c8 · Tour noire sur case noire d8 · Pion noir sur case noire a7 · Pion noir sur case blanche b7 · Pion noir sur case noire c7 · Pion noir sur case blanche d7 · Case blanche a6 vide · Case noire b6 vide · Case blanche c6 vide · Case noire d6 vide · Case noire a5 vide · Case blanche b5 vide · Case noire c5 vide · Case blanche d5 vide · Case blanche a4 vide · Case noire b4 vide · Case blanche c4 vide · Case noire d4 vide · Case noire a3 vide · Case blanche b3 vide · Case noire c3 vide · Case blanche d3 vide · Pion blanc sur case blanche a2 · Pion blanc sur case noire b2 · Pion blanc sur case blanche c2 · Pion blanc sur case noire d2 · Roi blanc sur case noire a1 · Fou blanc sur case blanche b1 · Cavalier blanc sur case noire c1 · Tour blanche sur case blanche d1 | 1 |
|   | a | b | c | d |   |

En 1981, le mathématicien David Silverman a suggéré une variante 4×4 des échecs comme illustré sur le schéma. Le premier joueur gagne facilement dans ce jeu: 1. axb3+ Dxb3 2. cxb3+ Rxb3 (ou les 2...Rb4 3. dxc3 mat) 3. bxa3+ Rc4 4. Da2 échec et mat), de sorte que Silverman a proposé une variante : Noir peut sélectionner un pion, et le Blanc doit effectuer son premier coup avec ce pion. Toutefois, dans ce cas Noir gagne encore plus facilement (sélectionner le pion b2, 1.bxa3 (ou 1.bxc3) b2+ 2. Dxb2 Dxb2 échec et mat). Pour obtenir la variante la plus jouable, Silverman a finalement proposé d'insérer une ligne entre les pions et d'utiliser un plateau 4×5. Dans cette variante, les pions peuvent effectuer un double-mouvement, si la place cible est libre.
Une autre variante des échecs sur un plateau 4×5, Microchess, a été inventée par Glimne en 1997. Le roque est autorisé dans cette variante.
Il y a aussi la variante sur un plateau 4×8, les Demi-échecs, qui a été inventée par Peter Krystufek en 1986. Le roque est également autorisé dans cette variante.

## Plateaux 5×5
|   | a | b | c | d | e |   |
| 5 | Tour noire sur case noire a5 · Cavalier noir sur case blanche b5 · Fou noir sur case noire c5 · Dame noire sur case blanche d5 · Roi noir sur case noire e5 · Pion noir sur case blanche a4 · Pion noir sur case noire b4 · Pion noir sur case blanche c4 · Pion noir sur case noire d4 · Pion noir sur case blanche e4 · Case noire a3 vide · Case blanche b3 vide · Case noire c3 vide · Case blanche d3 vide · Case noire e3 vide · Pion blanc sur case blanche a2 · Pion blanc sur case noire b2 · Pion blanc sur case blanche c2 · Pion blanc sur case noire d2 · Pion blanc sur case blanche e2 · Tour blanche sur case noire a1 · Cavalier blanc sur case blanche b1 · Fou blanc sur case noire c1 · Dame blanche sur case blanche d1 · Roi blanc sur case noire e1 | Tour noire sur case noire a5 · Cavalier noir sur case blanche b5 · Fou noir sur case noire c5 · Dame noire sur case blanche d5 · Roi noir sur case noire e5 · Pion noir sur case blanche a4 · Pion noir sur case noire b4 · Pion noir sur case blanche c4 · Pion noir sur case noire d4 · Pion noir sur case blanche e4 · Case noire a3 vide · Case blanche b3 vide · Case noire c3 vide · Case blanche d3 vide · Case noire e3 vide · Pion blanc sur case blanche a2 · Pion blanc sur case noire b2 · Pion blanc sur case blanche c2 · Pion blanc sur case noire d2 · Pion blanc sur case blanche e2 · Tour blanche sur case noire a1 · Cavalier blanc sur case blanche b1 · Fou blanc sur case noire c1 · Dame blanche sur case blanche d1 · Roi blanc sur case noire e1 | Tour noire sur case noire a5 · Cavalier noir sur case blanche b5 · Fou noir sur case noire c5 · Dame noire sur case blanche d5 · Roi noir sur case noire e5 · Pion noir sur case blanche a4 · Pion noir sur case noire b4 · Pion noir sur case blanche c4 · Pion noir sur case noire d4 · Pion noir sur case blanche e4 · Case noire a3 vide · Case blanche b3 vide · Case noire c3 vide · Case blanche d3 vide · Case noire e3 vide · Pion blanc sur case blanche a2 · Pion blanc sur case noire b2 · Pion blanc sur case blanche c2 · Pion blanc sur case noire d2 · Pion blanc sur case blanche e2 · Tour blanche sur case noire a1 · Cavalier blanc sur case blanche b1 · Fou blanc sur case noire c1 · Dame blanche sur case blanche d1 · Roi blanc sur case noire e1 | Tour noire sur case noire a5 · Cavalier noir sur case blanche b5 · Fou noir sur case noire c5 · Dame noire sur case blanche d5 · Roi noir sur case noire e5 · Pion noir sur case blanche a4 · Pion noir sur case noire b4 · Pion noir sur case blanche c4 · Pion noir sur case noire d4 · Pion noir sur case blanche e4 · Case noire a3 vide · Case blanche b3 vide · Case noire c3 vide · Case blanche d3 vide · Case noire e3 vide · Pion blanc sur case blanche a2 · Pion blanc sur case noire b2 · Pion blanc sur case blanche c2 · Pion blanc sur case noire d2 · Pion blanc sur case blanche e2 · Tour blanche sur case noire a1 · Cavalier blanc sur case blanche b1 · Fou blanc sur case noire c1 · Dame blanche sur case blanche d1 · Roi blanc sur case noire e1 | Tour noire sur case noire a5 · Cavalier noir sur case blanche b5 · Fou noir sur case noire c5 · Dame noire sur case blanche d5 · Roi noir sur case noire e5 · Pion noir sur case blanche a4 · Pion noir sur case noire b4 · Pion noir sur case blanche c4 · Pion noir sur case noire d4 · Pion noir sur case blanche e4 · Case noire a3 vide · Case blanche b3 vide · Case noire c3 vide · Case blanche d3 vide · Case noire e3 vide · Pion blanc sur case blanche a2 · Pion blanc sur case noire b2 · Pion blanc sur case blanche c2 · Pion blanc sur case noire d2 · Pion blanc sur case blanche e2 · Tour blanche sur case noire a1 · Cavalier blanc sur case blanche b1 · Fou blanc sur case noire c1 · Dame blanche sur case blanche d1 · Roi blanc sur case noire e1 | 5 |
| 4 | Tour noire sur case noire a5 · Cavalier noir sur case blanche b5 · Fou noir sur case noire c5 · Dame noire sur case blanche d5 · Roi noir sur case noire e5 · Pion noir sur case blanche a4 · Pion noir sur case noire b4 · Pion noir sur case blanche c4 · Pion noir sur case noire d4 · Pion noir sur case blanche e4 · Case noire a3 vide · Case blanche b3 vide · Case noire c3 vide · Case blanche d3 vide · Case noire e3 vide · Pion blanc sur case blanche a2 · Pion blanc sur case noire b2 · Pion blanc sur case blanche c2 · Pion blanc sur case noire d2 · Pion blanc sur case blanche e2 · Tour blanche sur case noire a1 · Cavalier blanc sur case blanche b1 · Fou blanc sur case noire c1 · Dame blanche sur case blanche d1 · Roi blanc sur case noire e1 | Tour noire sur case noire a5 · Cavalier noir sur case blanche b5 · Fou noir sur case noire c5 · Dame noire sur case blanche d5 · Roi noir sur case noire e5 · Pion noir sur case blanche a4 · Pion noir sur case noire b4 · Pion noir sur case blanche c4 · Pion noir sur case noire d4 · Pion noir sur case blanche e4 · Case noire a3 vide · Case blanche b3 vide · Case noire c3 vide · Case blanche d3 vide · Case noire e3 vide · Pion blanc sur case blanche a2 · Pion blanc sur case noire b2 · Pion blanc sur case blanche c2 · Pion blanc sur case noire d2 · Pion blanc sur case blanche e2 · Tour blanche sur case noire a1 · Cavalier blanc sur case blanche b1 · Fou blanc sur case noire c1 · Dame blanche sur case blanche d1 · Roi blanc sur case noire e1 | Tour noire sur case noire a5 · Cavalier noir sur case blanche b5 · Fou noir sur case noire c5 · Dame noire sur case blanche d5 · Roi noir sur case noire e5 · Pion noir sur case blanche a4 · Pion noir sur case noire b4 · Pion noir sur case blanche c4 · Pion noir sur case noire d4 · Pion noir sur case blanche e4 · Case noire a3 vide · Case blanche b3 vide · Case noire c3 vide · Case blanche d3 vide · Case noire e3 vide · Pion blanc sur case blanche a2 · Pion blanc sur case noire b2 · Pion blanc sur case blanche c2 · Pion blanc sur case noire d2 · Pion blanc sur case blanche e2 · Tour blanche sur case noire a1 · Cavalier blanc sur case blanche b1 · Fou blanc sur case noire c1 · Dame blanche sur case blanche d1 · Roi blanc sur case noire e1 | Tour noire sur case noire a5 · Cavalier noir sur case blanche b5 · Fou noir sur case noire c5 · Dame noire sur case blanche d5 · Roi noir sur case noire e5 · Pion noir sur case blanche a4 · Pion noir sur case noire b4 · Pion noir sur case blanche c4 · Pion noir sur case noire d4 · Pion noir sur case blanche e4 · Case noire a3 vide · Case blanche b3 vide · Case noire c3 vide · Case blanche d3 vide · Case noire e3 vide · Pion blanc sur case blanche a2 · Pion blanc sur case noire b2 · Pion blanc sur case blanche c2 · Pion blanc sur case noire d2 · Pion blanc sur case blanche e2 · Tour blanche sur case noire a1 · Cavalier blanc sur case blanche b1 · Fou blanc sur case noire c1 · Dame blanche sur case blanche d1 · Roi blanc sur case noire e1 | Tour noire sur case noire a5 · Cavalier noir sur case blanche b5 · Fou noir sur case noire c5 · Dame noire sur case blanche d5 · Roi noir sur case noire e5 · Pion noir sur case blanche a4 · Pion noir sur case noire b4 · Pion noir sur case blanche c4 · Pion noir sur case noire d4 · Pion noir sur case blanche e4 · Case noire a3 vide · Case blanche b3 vide · Case noire c3 vide · Case blanche d3 vide · Case noire e3 vide · Pion blanc sur case blanche a2 · Pion blanc sur case noire b2 · Pion blanc sur case blanche c2 · Pion blanc sur case noire d2 · Pion blanc sur case blanche e2 · Tour blanche sur case noire a1 · Cavalier blanc sur case blanche b1 · Fou blanc sur case noire c1 · Dame blanche sur case blanche d1 · Roi blanc sur case noire e1 | 4 |
| 3 | Tour noire sur case noire a5 · Cavalier noir sur case blanche b5 · Fou noir sur case noire c5 · Dame noire sur case blanche d5 · Roi noir sur case noire e5 · Pion noir sur case blanche a4 · Pion noir sur case noire b4 · Pion noir sur case blanche c4 · Pion noir sur case noire d4 · Pion noir sur case blanche e4 · Case noire a3 vide · Case blanche b3 vide · Case noire c3 vide · Case blanche d3 vide · Case noire e3 vide · Pion blanc sur case blanche a2 · Pion blanc sur case noire b2 · Pion blanc sur case blanche c2 · Pion blanc sur case noire d2 · Pion blanc sur case blanche e2 · Tour blanche sur case noire a1 · Cavalier blanc sur case blanche b1 · Fou blanc sur case noire c1 · Dame blanche sur case blanche d1 · Roi blanc sur case noire e1 | Tour noire sur case noire a5 · Cavalier noir sur case blanche b5 · Fou noir sur case noire c5 · Dame noire sur case blanche d5 · Roi noir sur case noire e5 · Pion noir sur case blanche a4 · Pion noir sur case noire b4 · Pion noir sur case blanche c4 · Pion noir sur case noire d4 · Pion noir sur case blanche e4 · Case noire a3 vide · Case blanche b3 vide · Case noire c3 vide · Case blanche d3 vide · Case noire e3 vide · Pion blanc sur case blanche a2 · Pion blanc sur case noire b2 · Pion blanc sur case blanche c2 · Pion blanc sur case noire d2 · Pion blanc sur case blanche e2 · Tour blanche sur case noire a1 · Cavalier blanc sur case blanche b1 · Fou blanc sur case noire c1 · Dame blanche sur case blanche d1 · Roi blanc sur case noire e1 | Tour noire sur case noire a5 · Cavalier noir sur case blanche b5 · Fou noir sur case noire c5 · Dame noire sur case blanche d5 · Roi noir sur case noire e5 · Pion noir sur case blanche a4 · Pion noir sur case noire b4 · Pion noir sur case blanche c4 · Pion noir sur case noire d4 · Pion noir sur case blanche e4 · Case noire a3 vide · Case blanche b3 vide · Case noire c3 vide · Case blanche d3 vide · Case noire e3 vide · Pion blanc sur case blanche a2 · Pion blanc sur case noire b2 · Pion blanc sur case blanche c2 · Pion blanc sur case noire d2 · Pion blanc sur case blanche e2 · Tour blanche sur case noire a1 · Cavalier blanc sur case blanche b1 · Fou blanc sur case noire c1 · Dame blanche sur case blanche d1 · Roi blanc sur case noire e1 | Tour noire sur case noire a5 · Cavalier noir sur case blanche b5 · Fou noir sur case noire c5 · Dame noire sur case blanche d5 · Roi noir sur case noire e5 · Pion noir sur case blanche a4 · Pion noir sur case noire b4 · Pion noir sur case blanche c4 · Pion noir sur case noire d4 · Pion noir sur case blanche e4 · Case noire a3 vide · Case blanche b3 vide · Case noire c3 vide · Case blanche d3 vide · Case noire e3 vide · Pion blanc sur case blanche a2 · Pion blanc sur case noire b2 · Pion blanc sur case blanche c2 · Pion blanc sur case noire d2 · Pion blanc sur case blanche e2 · Tour blanche sur case noire a1 · Cavalier blanc sur case blanche b1 · Fou blanc sur case noire c1 · Dame blanche sur case blanche d1 · Roi blanc sur case noire e1 | Tour noire sur case noire a5 · Cavalier noir sur case blanche b5 · Fou noir sur case noire c5 · Dame noire sur case blanche d5 · Roi noir sur case noire e5 · Pion noir sur case blanche a4 · Pion noir sur case noire b4 · Pion noir sur case blanche c4 · Pion noir sur case noire d4 · Pion noir sur case blanche e4 · Case noire a3 vide · Case blanche b3 vide · Case noire c3 vide · Case blanche d3 vide · Case noire e3 vide · Pion blanc sur case blanche a2 · Pion blanc sur case noire b2 · Pion blanc sur case blanche c2 · Pion blanc sur case noire d2 · Pion blanc sur case blanche e2 · Tour blanche sur case noire a1 · Cavalier blanc sur case blanche b1 · Fou blanc sur case noire c1 · Dame blanche sur case blanche d1 · Roi blanc sur case noire e1 | 3 |
| 2 | Tour noire sur case noire a5 · Cavalier noir sur case blanche b5 · Fou noir sur case noire c5 · Dame noire sur case blanche d5 · Roi noir sur case noire e5 · Pion noir sur case blanche a4 · Pion noir sur case noire b4 · Pion noir sur case blanche c4 · Pion noir sur case noire d4 · Pion noir sur case blanche e4 · Case noire a3 vide · Case blanche b3 vide · Case noire c3 vide · Case blanche d3 vide · Case noire e3 vide · Pion blanc sur case blanche a2 · Pion blanc sur case noire b2 · Pion blanc sur case blanche c2 · Pion blanc sur case noire d2 · Pion blanc sur case blanche e2 · Tour blanche sur case noire a1 · Cavalier blanc sur case blanche b1 · Fou blanc sur case noire c1 · Dame blanche sur case blanche d1 · Roi blanc sur case noire e1 | Tour noire sur case noire a5 · Cavalier noir sur case blanche b5 · Fou noir sur case noire c5 · Dame noire sur case blanche d5 · Roi noir sur case noire e5 · Pion noir sur case blanche a4 · Pion noir sur case noire b4 · Pion noir sur case blanche c4 · Pion noir sur case noire d4 · Pion noir sur case blanche e4 · Case noire a3 vide · Case blanche b3 vide · Case noire c3 vide · Case blanche d3 vide · Case noire e3 vide · Pion blanc sur case blanche a2 · Pion blanc sur case noire b2 · Pion blanc sur case blanche c2 · Pion blanc sur case noire d2 · Pion blanc sur case blanche e2 · Tour blanche sur case noire a1 · Cavalier blanc sur case blanche b1 · Fou blanc sur case noire c1 · Dame blanche sur case blanche d1 · Roi blanc sur case noire e1 | Tour noire sur case noire a5 · Cavalier noir sur case blanche b5 · Fou noir sur case noire c5 · Dame noire sur case blanche d5 · Roi noir sur case noire e5 · Pion noir sur case blanche a4 · Pion noir sur case noire b4 · Pion noir sur case blanche c4 · Pion noir sur case noire d4 · Pion noir sur case blanche e4 · Case noire a3 vide · Case blanche b3 vide · Case noire c3 vide · Case blanche d3 vide · Case noire e3 vide · Pion blanc sur case blanche a2 · Pion blanc sur case noire b2 · Pion blanc sur case blanche c2 · Pion blanc sur case noire d2 · Pion blanc sur case blanche e2 · Tour blanche sur case noire a1 · Cavalier blanc sur case blanche b1 · Fou blanc sur case noire c1 · Dame blanche sur case blanche d1 · Roi blanc sur case noire e1 | Tour noire sur case noire a5 · Cavalier noir sur case blanche b5 · Fou noir sur case noire c5 · Dame noire sur case blanche d5 · Roi noir sur case noire e5 · Pion noir sur case blanche a4 · Pion noir sur case noire b4 · Pion noir sur case blanche c4 · Pion noir sur case noire d4 · Pion noir sur case blanche e4 · Case noire a3 vide · Case blanche b3 vide · Case noire c3 vide · Case blanche d3 vide · Case noire e3 vide · Pion blanc sur case blanche a2 · Pion blanc sur case noire b2 · Pion blanc sur case blanche c2 · Pion blanc sur case noire d2 · Pion blanc sur case blanche e2 · Tour blanche sur case noire a1 · Cavalier blanc sur case blanche b1 · Fou blanc sur case noire c1 · Dame blanche sur case blanche d1 · Roi blanc sur case noire e1 | Tour noire sur case noire a5 · Cavalier noir sur case blanche b5 · Fou noir sur case noire c5 · Dame noire sur case blanche d5 · Roi noir sur case noire e5 · Pion noir sur case blanche a4 · Pion noir sur case noire b4 · Pion noir sur case blanche c4 · Pion noir sur case noire d4 · Pion noir sur case blanche e4 · Case noire a3 vide · Case blanche b3 vide · Case noire c3 vide · Case blanche d3 vide · Case noire e3 vide · Pion blanc sur case blanche a2 · Pion blanc sur case noire b2 · Pion blanc sur case blanche c2 · Pion blanc sur case noire d2 · Pion blanc sur case blanche e2 · Tour blanche sur case noire a1 · Cavalier blanc sur case blanche b1 · Fou blanc sur case noire c1 · Dame blanche sur case blanche d1 · Roi blanc sur case noire e1 | 2 |
| 1 | Tour noire sur case noire a5 · Cavalier noir sur case blanche b5 · Fou noir sur case noire c5 · Dame noire sur case blanche d5 · Roi noir sur case noire e5 · Pion noir sur case blanche a4 · Pion noir sur case noire b4 · Pion noir sur case blanche c4 · Pion noir sur case noire d4 · Pion noir sur case blanche e4 · Case noire a3 vide · Case blanche b3 vide · Case noire c3 vide · Case blanche d3 vide · Case noire e3 vide · Pion blanc sur case blanche a2 · Pion blanc sur case noire b2 · Pion blanc sur case blanche c2 · Pion blanc sur case noire d2 · Pion blanc sur case blanche e2 · Tour blanche sur case noire a1 · Cavalier blanc sur case blanche b1 · Fou blanc sur case noire c1 · Dame blanche sur case blanche d1 · Roi blanc sur case noire e1 | Tour noire sur case noire a5 · Cavalier noir sur case blanche b5 · Fou noir sur case noire c5 · Dame noire sur case blanche d5 · Roi noir sur case noire e5 · Pion noir sur case blanche a4 · Pion noir sur case noire b4 · Pion noir sur case blanche c4 · Pion noir sur case noire d4 · Pion noir sur case blanche e4 · Case noire a3 vide · Case blanche b3 vide · Case noire c3 vide · Case blanche d3 vide · Case noire e3 vide · Pion blanc sur case blanche a2 · Pion blanc sur case noire b2 · Pion blanc sur case blanche c2 · Pion blanc sur case noire d2 · Pion blanc sur case blanche e2 · Tour blanche sur case noire a1 · Cavalier blanc sur case blanche b1 · Fou blanc sur case noire c1 · Dame blanche sur case blanche d1 · Roi blanc sur case noire e1 | Tour noire sur case noire a5 · Cavalier noir sur case blanche b5 · Fou noir sur case noire c5 · Dame noire sur case blanche d5 · Roi noir sur case noire e5 · Pion noir sur case blanche a4 · Pion noir sur case noire b4 · Pion noir sur case blanche c4 · Pion noir sur case noire d4 · Pion noir sur case blanche e4 · Case noire a3 vide · Case blanche b3 vide · Case noire c3 vide · Case blanche d3 vide · Case noire e3 vide · Pion blanc sur case blanche a2 · Pion blanc sur case noire b2 · Pion blanc sur case blanche c2 · Pion blanc sur case noire d2 · Pion blanc sur case blanche e2 · Tour blanche sur case noire a1 · Cavalier blanc sur case blanche b1 · Fou blanc sur case noire c1 · Dame blanche sur case blanche d1 · Roi blanc sur case noire e1 | Tour noire sur case noire a5 · Cavalier noir sur case blanche b5 · Fou noir sur case noire c5 · Dame noire sur case blanche d5 · Roi noir sur case noire e5 · Pion noir sur case blanche a4 · Pion noir sur case noire b4 · Pion noir sur case blanche c4 · Pion noir sur case noire d4 · Pion noir sur case blanche e4 · Case noire a3 vide · Case blanche b3 vide · Case noire c3 vide · Case blanche d3 vide · Case noire e3 vide · Pion blanc sur case blanche a2 · Pion blanc sur case noire b2 · Pion blanc sur case blanche c2 · Pion blanc sur case noire d2 · Pion blanc sur case blanche e2 · Tour blanche sur case noire a1 · Cavalier blanc sur case blanche b1 · Fou blanc sur case noire c1 · Dame blanche sur case blanche d1 · Roi blanc sur case noire e1 | Tour noire sur case noire a5 · Cavalier noir sur case blanche b5 · Fou noir sur case noire c5 · Dame noire sur case blanche d5 · Roi noir sur case noire e5 · Pion noir sur case blanche a4 · Pion noir sur case noire b4 · Pion noir sur case blanche c4 · Pion noir sur case noire d4 · Pion noir sur case blanche e4 · Case noire a3 vide · Case blanche b3 vide · Case noire c3 vide · Case blanche d3 vide · Case noire e3 vide · Pion blanc sur case blanche a2 · Pion blanc sur case noire b2 · Pion blanc sur case blanche c2 · Pion blanc sur case noire d2 · Pion blanc sur case blanche e2 · Tour blanche sur case noire a1 · Cavalier blanc sur case blanche b1 · Fou blanc sur case noire c1 · Dame blanche sur case blanche d1 · Roi blanc sur case noire e1 | 1 |
|   | a | b | c | d | e |   |

|   | a | b | c | d | e |   |
| 5 | Roi noir sur case noire a5 · Dame noire sur case blanche b5 · Fou noir sur case noire c5 · Cavalier noir sur case blanche d5 · Tour noire sur case noire e5 · Pion noir sur case blanche a4 · Pion noir sur case noire b4 · Pion noir sur case blanche c4 · Pion noir sur case noire d4 · Pion noir sur case blanche e4 · Case noire a3 vide · Case blanche b3 vide · Case noire c3 vide · Case blanche d3 vide · Case noire e3 vide · Pion blanc sur case blanche a2 · Pion blanc sur case noire b2 · Pion blanc sur case blanche c2 · Pion blanc sur case noire d2 · Pion blanc sur case blanche e2 · Tour blanche sur case noire a1 · Cavalier blanc sur case blanche b1 · Fou blanc sur case noire c1 · Dame blanche sur case blanche d1 · Roi blanc sur case noire e1 | Roi noir sur case noire a5 · Dame noire sur case blanche b5 · Fou noir sur case noire c5 · Cavalier noir sur case blanche d5 · Tour noire sur case noire e5 · Pion noir sur case blanche a4 · Pion noir sur case noire b4 · Pion noir sur case blanche c4 · Pion noir sur case noire d4 · Pion noir sur case blanche e4 · Case noire a3 vide · Case blanche b3 vide · Case noire c3 vide · Case blanche d3 vide · Case noire e3 vide · Pion blanc sur case blanche a2 · Pion blanc sur case noire b2 · Pion blanc sur case blanche c2 · Pion blanc sur case noire d2 · Pion blanc sur case blanche e2 · Tour blanche sur case noire a1 · Cavalier blanc sur case blanche b1 · Fou blanc sur case noire c1 · Dame blanche sur case blanche d1 · Roi blanc sur case noire e1 | Roi noir sur case noire a5 · Dame noire sur case blanche b5 · Fou noir sur case noire c5 · Cavalier noir sur case blanche d5 · Tour noire sur case noire e5 · Pion noir sur case blanche a4 · Pion noir sur case noire b4 · Pion noir sur case blanche c4 · Pion noir sur case noire d4 · Pion noir sur case blanche e4 · Case noire a3 vide · Case blanche b3 vide · Case noire c3 vide · Case blanche d3 vide · Case noire e3 vide · Pion blanc sur case blanche a2 · Pion blanc sur case noire b2 · Pion blanc sur case blanche c2 · Pion blanc sur case noire d2 · Pion blanc sur case blanche e2 · Tour blanche sur case noire a1 · Cavalier blanc sur case blanche b1 · Fou blanc sur case noire c1 · Dame blanche sur case blanche d1 · Roi blanc sur case noire e1 | Roi noir sur case noire a5 · Dame noire sur case blanche b5 · Fou noir sur case noire c5 · Cavalier noir sur case blanche d5 · Tour noire sur case noire e5 · Pion noir sur case blanche a4 · Pion noir sur case noire b4 · Pion noir sur case blanche c4 · Pion noir sur case noire d4 · Pion noir sur case blanche e4 · Case noire a3 vide · Case blanche b3 vide · Case noire c3 vide · Case blanche d3 vide · Case noire e3 vide · Pion blanc sur case blanche a2 · Pion blanc sur case noire b2 · Pion blanc sur case blanche c2 · Pion blanc sur case noire d2 · Pion blanc sur case blanche e2 · Tour blanche sur case noire a1 · Cavalier blanc sur case blanche b1 · Fou blanc sur case noire c1 · Dame blanche sur case blanche d1 · Roi blanc sur case noire e1 | Roi noir sur case noire a5 · Dame noire sur case blanche b5 · Fou noir sur case noire c5 · Cavalier noir sur case blanche d5 · Tour noire sur case noire e5 · Pion noir sur case blanche a4 · Pion noir sur case noire b4 · Pion noir sur case blanche c4 · Pion noir sur case noire d4 · Pion noir sur case blanche e4 · Case noire a3 vide · Case blanche b3 vide · Case noire c3 vide · Case blanche d3 vide · Case noire e3 vide · Pion blanc sur case blanche a2 · Pion blanc sur case noire b2 · Pion blanc sur case blanche c2 · Pion blanc sur case noire d2 · Pion blanc sur case blanche e2 · Tour blanche sur case noire a1 · Cavalier blanc sur case blanche b1 · Fou blanc sur case noire c1 · Dame blanche sur case blanche d1 · Roi blanc sur case noire e1 | 5 |
| 4 | Roi noir sur case noire a5 · Dame noire sur case blanche b5 · Fou noir sur case noire c5 · Cavalier noir sur case blanche d5 · Tour noire sur case noire e5 · Pion noir sur case blanche a4 · Pion noir sur case noire b4 · Pion noir sur case blanche c4 · Pion noir sur case noire d4 · Pion noir sur case blanche e4 · Case noire a3 vide · Case blanche b3 vide · Case noire c3 vide · Case blanche d3 vide · Case noire e3 vide · Pion blanc sur case blanche a2 · Pion blanc sur case noire b2 · Pion blanc sur case blanche c2 · Pion blanc sur case noire d2 · Pion blanc sur case blanche e2 · Tour blanche sur case noire a1 · Cavalier blanc sur case blanche b1 · Fou blanc sur case noire c1 · Dame blanche sur case blanche d1 · Roi blanc sur case noire e1 | Roi noir sur case noire a5 · Dame noire sur case blanche b5 · Fou noir sur case noire c5 · Cavalier noir sur case blanche d5 · Tour noire sur case noire e5 · Pion noir sur case blanche a4 · Pion noir sur case noire b4 · Pion noir sur case blanche c4 · Pion noir sur case noire d4 · Pion noir sur case blanche e4 · Case noire a3 vide · Case blanche b3 vide · Case noire c3 vide · Case blanche d3 vide · Case noire e3 vide · Pion blanc sur case blanche a2 · Pion blanc sur case noire b2 · Pion blanc sur case blanche c2 · Pion blanc sur case noire d2 · Pion blanc sur case blanche e2 · Tour blanche sur case noire a1 · Cavalier blanc sur case blanche b1 · Fou blanc sur case noire c1 · Dame blanche sur case blanche d1 · Roi blanc sur case noire e1 | Roi noir sur case noire a5 · Dame noire sur case blanche b5 · Fou noir sur case noire c5 · Cavalier noir sur case blanche d5 · Tour noire sur case noire e5 · Pion noir sur case blanche a4 · Pion noir sur case noire b4 · Pion noir sur case blanche c4 · Pion noir sur case noire d4 · Pion noir sur case blanche e4 · Case noire a3 vide · Case blanche b3 vide · Case noire c3 vide · Case blanche d3 vide · Case noire e3 vide · Pion blanc sur case blanche a2 · Pion blanc sur case noire b2 · Pion blanc sur case blanche c2 · Pion blanc sur case noire d2 · Pion blanc sur case blanche e2 · Tour blanche sur case noire a1 · Cavalier blanc sur case blanche b1 · Fou blanc sur case noire c1 · Dame blanche sur case blanche d1 · Roi blanc sur case noire e1 | Roi noir sur case noire a5 · Dame noire sur case blanche b5 · Fou noir sur case noire c5 · Cavalier noir sur case blanche d5 · Tour noire sur case noire e5 · Pion noir sur case blanche a4 · Pion noir sur case noire b4 · Pion noir sur case blanche c4 · Pion noir sur case noire d4 · Pion noir sur case blanche e4 · Case noire a3 vide · Case blanche b3 vide · Case noire c3 vide · Case blanche d3 vide · Case noire e3 vide · Pion blanc sur case blanche a2 · Pion blanc sur case noire b2 · Pion blanc sur case blanche c2 · Pion blanc sur case noire d2 · Pion blanc sur case blanche e2 · Tour blanche sur case noire a1 · Cavalier blanc sur case blanche b1 · Fou blanc sur case noire c1 · Dame blanche sur case blanche d1 · Roi blanc sur case noire e1 | Roi noir sur case noire a5 · Dame noire sur case blanche b5 · Fou noir sur case noire c5 · Cavalier noir sur case blanche d5 · Tour noire sur case noire e5 · Pion noir sur case blanche a4 · Pion noir sur case noire b4 · Pion noir sur case blanche c4 · Pion noir sur case noire d4 · Pion noir sur case blanche e4 · Case noire a3 vide · Case blanche b3 vide · Case noire c3 vide · Case blanche d3 vide · Case noire e3 vide · Pion blanc sur case blanche a2 · Pion blanc sur case noire b2 · Pion blanc sur case blanche c2 · Pion blanc sur case noire d2 · Pion blanc sur case blanche e2 · Tour blanche sur case noire a1 · Cavalier blanc sur case blanche b1 · Fou blanc sur case noire c1 · Dame blanche sur case blanche d1 · Roi blanc sur case noire e1 | 4 |
| 3 | Roi noir sur case noire a5 · Dame noire sur case blanche b5 · Fou noir sur case noire c5 · Cavalier noir sur case blanche d5 · Tour noire sur case noire e5 · Pion noir sur case blanche a4 · Pion noir sur case noire b4 · Pion noir sur case blanche c4 · Pion noir sur case noire d4 · Pion noir sur case blanche e4 · Case noire a3 vide · Case blanche b3 vide · Case noire c3 vide · Case blanche d3 vide · Case noire e3 vide · Pion blanc sur case blanche a2 · Pion blanc sur case noire b2 · Pion blanc sur case blanche c2 · Pion blanc sur case noire d2 · Pion blanc sur case blanche e2 · Tour blanche sur case noire a1 · Cavalier blanc sur case blanche b1 · Fou blanc sur case noire c1 · Dame blanche sur case blanche d1 · Roi blanc sur case noire e1 | Roi noir sur case noire a5 · Dame noire sur case blanche b5 · Fou noir sur case noire c5 · Cavalier noir sur case blanche d5 · Tour noire sur case noire e5 · Pion noir sur case blanche a4 · Pion noir sur case noire b4 · Pion noir sur case blanche c4 · Pion noir sur case noire d4 · Pion noir sur case blanche e4 · Case noire a3 vide · Case blanche b3 vide · Case noire c3 vide · Case blanche d3 vide · Case noire e3 vide · Pion blanc sur case blanche a2 · Pion blanc sur case noire b2 · Pion blanc sur case blanche c2 · Pion blanc sur case noire d2 · Pion blanc sur case blanche e2 · Tour blanche sur case noire a1 · Cavalier blanc sur case blanche b1 · Fou blanc sur case noire c1 · Dame blanche sur case blanche d1 · Roi blanc sur case noire e1 | Roi noir sur case noire a5 · Dame noire sur case blanche b5 · Fou noir sur case noire c5 · Cavalier noir sur case blanche d5 · Tour noire sur case noire e5 · Pion noir sur case blanche a4 · Pion noir sur case noire b4 · Pion noir sur case blanche c4 · Pion noir sur case noire d4 · Pion noir sur case blanche e4 · Case noire a3 vide · Case blanche b3 vide · Case noire c3 vide · Case blanche d3 vide · Case noire e3 vide · Pion blanc sur case blanche a2 · Pion blanc sur case noire b2 · Pion blanc sur case blanche c2 · Pion blanc sur case noire d2 · Pion blanc sur case blanche e2 · Tour blanche sur case noire a1 · Cavalier blanc sur case blanche b1 · Fou blanc sur case noire c1 · Dame blanche sur case blanche d1 · Roi blanc sur case noire e1 | Roi noir sur case noire a5 · Dame noire sur case blanche b5 · Fou noir sur case noire c5 · Cavalier noir sur case blanche d5 · Tour noire sur case noire e5 · Pion noir sur case blanche a4 · Pion noir sur case noire b4 · Pion noir sur case blanche c4 · Pion noir sur case noire d4 · Pion noir sur case blanche e4 · Case noire a3 vide · Case blanche b3 vide · Case noire c3 vide · Case blanche d3 vide · Case noire e3 vide · Pion blanc sur case blanche a2 · Pion blanc sur case noire b2 · Pion blanc sur case blanche c2 · Pion blanc sur case noire d2 · Pion blanc sur case blanche e2 · Tour blanche sur case noire a1 · Cavalier blanc sur case blanche b1 · Fou blanc sur case noire c1 · Dame blanche sur case blanche d1 · Roi blanc sur case noire e1 | Roi noir sur case noire a5 · Dame noire sur case blanche b5 · Fou noir sur case noire c5 · Cavalier noir sur case blanche d5 · Tour noire sur case noire e5 · Pion noir sur case blanche a4 · Pion noir sur case noire b4 · Pion noir sur case blanche c4 · Pion noir sur case noire d4 · Pion noir sur case blanche e4 · Case noire a3 vide · Case blanche b3 vide · Case noire c3 vide · Case blanche d3 vide · Case noire e3 vide · Pion blanc sur case blanche a2 · Pion blanc sur case noire b2 · Pion blanc sur case blanche c2 · Pion blanc sur case noire d2 · Pion blanc sur case blanche e2 · Tour blanche sur case noire a1 · Cavalier blanc sur case blanche b1 · Fou blanc sur case noire c1 · Dame blanche sur case blanche d1 · Roi blanc sur case noire e1 | 3 |
| 2 | Roi noir sur case noire a5 · Dame noire sur case blanche b5 · Fou noir sur case noire c5 · Cavalier noir sur case blanche d5 · Tour noire sur case noire e5 · Pion noir sur case blanche a4 · Pion noir sur case noire b4 · Pion noir sur case blanche c4 · Pion noir sur case noire d4 · Pion noir sur case blanche e4 · Case noire a3 vide · Case blanche b3 vide · Case noire c3 vide · Case blanche d3 vide · Case noire e3 vide · Pion blanc sur case blanche a2 · Pion blanc sur case noire b2 · Pion blanc sur case blanche c2 · Pion blanc sur case noire d2 · Pion blanc sur case blanche e2 · Tour blanche sur case noire a1 · Cavalier blanc sur case blanche b1 · Fou blanc sur case noire c1 · Dame blanche sur case blanche d1 · Roi blanc sur case noire e1 | Roi noir sur case noire a5 · Dame noire sur case blanche b5 · Fou noir sur case noire c5 · Cavalier noir sur case blanche d5 · Tour noire sur case noire e5 · Pion noir sur case blanche a4 · Pion noir sur case noire b4 · Pion noir sur case blanche c4 · Pion noir sur case noire d4 · Pion noir sur case blanche e4 · Case noire a3 vide · Case blanche b3 vide · Case noire c3 vide · Case blanche d3 vide · Case noire e3 vide · Pion blanc sur case blanche a2 · Pion blanc sur case noire b2 · Pion blanc sur case blanche c2 · Pion blanc sur case noire d2 · Pion blanc sur case blanche e2 · Tour blanche sur case noire a1 · Cavalier blanc sur case blanche b1 · Fou blanc sur case noire c1 · Dame blanche sur case blanche d1 · Roi blanc sur case noire e1 | Roi noir sur case noire a5 · Dame noire sur case blanche b5 · Fou noir sur case noire c5 · Cavalier noir sur case blanche d5 · Tour noire sur case noire e5 · Pion noir sur case blanche a4 · Pion noir sur case noire b4 · Pion noir sur case blanche c4 · Pion noir sur case noire d4 · Pion noir sur case blanche e4 · Case noire a3 vide · Case blanche b3 vide · Case noire c3 vide · Case blanche d3 vide · Case noire e3 vide · Pion blanc sur case blanche a2 · Pion blanc sur case noire b2 · Pion blanc sur case blanche c2 · Pion blanc sur case noire d2 · Pion blanc sur case blanche e2 · Tour blanche sur case noire a1 · Cavalier blanc sur case blanche b1 · Fou blanc sur case noire c1 · Dame blanche sur case blanche d1 · Roi blanc sur case noire e1 | Roi noir sur case noire a5 · Dame noire sur case blanche b5 · Fou noir sur case noire c5 · Cavalier noir sur case blanche d5 · Tour noire sur case noire e5 · Pion noir sur case blanche a4 · Pion noir sur case noire b4 · Pion noir sur case blanche c4 · Pion noir sur case noire d4 · Pion noir sur case blanche e4 · Case noire a3 vide · Case blanche b3 vide · Case noire c3 vide · Case blanche d3 vide · Case noire e3 vide · Pion blanc sur case blanche a2 · Pion blanc sur case noire b2 · Pion blanc sur case blanche c2 · Pion blanc sur case noire d2 · Pion blanc sur case blanche e2 · Tour blanche sur case noire a1 · Cavalier blanc sur case blanche b1 · Fou blanc sur case noire c1 · Dame blanche sur case blanche d1 · Roi blanc sur case noire e1 | Roi noir sur case noire a5 · Dame noire sur case blanche b5 · Fou noir sur case noire c5 · Cavalier noir sur case blanche d5 · Tour noire sur case noire e5 · Pion noir sur case blanche a4 · Pion noir sur case noire b4 · Pion noir sur case blanche c4 · Pion noir sur case noire d4 · Pion noir sur case blanche e4 · Case noire a3 vide · Case blanche b3 vide · Case noire c3 vide · Case blanche d3 vide · Case noire e3 vide · Pion blanc sur case blanche a2 · Pion blanc sur case noire b2 · Pion blanc sur case blanche c2 · Pion blanc sur case noire d2 · Pion blanc sur case blanche e2 · Tour blanche sur case noire a1 · Cavalier blanc sur case blanche b1 · Fou blanc sur case noire c1 · Dame blanche sur case blanche d1 · Roi blanc sur case noire e1 | 2 |
| 1 | Roi noir sur case noire a5 · Dame noire sur case blanche b5 · Fou noir sur case noire c5 · Cavalier noir sur case blanche d5 · Tour noire sur case noire e5 · Pion noir sur case blanche a4 · Pion noir sur case noire b4 · Pion noir sur case blanche c4 · Pion noir sur case noire d4 · Pion noir sur case blanche e4 · Case noire a3 vide · Case blanche b3 vide · Case noire c3 vide · Case blanche d3 vide · Case noire e3 vide · Pion blanc sur case blanche a2 · Pion blanc sur case noire b2 · Pion blanc sur case blanche c2 · Pion blanc sur case noire d2 · Pion blanc sur case blanche e2 · Tour blanche sur case noire a1 · Cavalier blanc sur case blanche b1 · Fou blanc sur case noire c1 · Dame blanche sur case blanche d1 · Roi blanc sur case noire e1 | Roi noir sur case noire a5 · Dame noire sur case blanche b5 · Fou noir sur case noire c5 · Cavalier noir sur case blanche d5 · Tour noire sur case noire e5 · Pion noir sur case blanche a4 · Pion noir sur case noire b4 · Pion noir sur case blanche c4 · Pion noir sur case noire d4 · Pion noir sur case blanche e4 · Case noire a3 vide · Case blanche b3 vide · Case noire c3 vide · Case blanche d3 vide · Case noire e3 vide · Pion blanc sur case blanche a2 · Pion blanc sur case noire b2 · Pion blanc sur case blanche c2 · Pion blanc sur case noire d2 · Pion blanc sur case blanche e2 · Tour blanche sur case noire a1 · Cavalier blanc sur case blanche b1 · Fou blanc sur case noire c1 · Dame blanche sur case blanche d1 · Roi blanc sur case noire e1 | Roi noir sur case noire a5 · Dame noire sur case blanche b5 · Fou noir sur case noire c5 · Cavalier noir sur case blanche d5 · Tour noire sur case noire e5 · Pion noir sur case blanche a4 · Pion noir sur case noire b4 · Pion noir sur case blanche c4 · Pion noir sur case noire d4 · Pion noir sur case blanche e4 · Case noire a3 vide · Case blanche b3 vide · Case noire c3 vide · Case blanche d3 vide · Case noire e3 vide · Pion blanc sur case blanche a2 · Pion blanc sur case noire b2 · Pion blanc sur case blanche c2 · Pion blanc sur case noire d2 · Pion blanc sur case blanche e2 · Tour blanche sur case noire a1 · Cavalier blanc sur case blanche b1 · Fou blanc sur case noire c1 · Dame blanche sur case blanche d1 · Roi blanc sur case noire e1 | Roi noir sur case noire a5 · Dame noire sur case blanche b5 · Fou noir sur case noire c5 · Cavalier noir sur case blanche d5 · Tour noire sur case noire e5 · Pion noir sur case blanche a4 · Pion noir sur case noire b4 · Pion noir sur case blanche c4 · Pion noir sur case noire d4 · Pion noir sur case blanche e4 · Case noire a3 vide · Case blanche b3 vide · Case noire c3 vide · Case blanche d3 vide · Case noire e3 vide · Pion blanc sur case blanche a2 · Pion blanc sur case noire b2 · Pion blanc sur case blanche c2 · Pion blanc sur case noire d2 · Pion blanc sur case blanche e2 · Tour blanche sur case noire a1 · Cavalier blanc sur case blanche b1 · Fou blanc sur case noire c1 · Dame blanche sur case blanche d1 · Roi blanc sur case noire e1 | Roi noir sur case noire a5 · Dame noire sur case blanche b5 · Fou noir sur case noire c5 · Cavalier noir sur case blanche d5 · Tour noire sur case noire e5 · Pion noir sur case blanche a4 · Pion noir sur case noire b4 · Pion noir sur case blanche c4 · Pion noir sur case noire d4 · Pion noir sur case blanche e4 · Case noire a3 vide · Case blanche b3 vide · Case noire c3 vide · Case blanche d3 vide · Case noire e3 vide · Pion blanc sur case blanche a2 · Pion blanc sur case noire b2 · Pion blanc sur case blanche c2 · Pion blanc sur case noire d2 · Pion blanc sur case blanche e2 · Tour blanche sur case noire a1 · Cavalier blanc sur case blanche b1 · Fou blanc sur case noire c1 · Dame blanche sur case blanche d1 · Roi blanc sur case noire e1 | 1 |
|   | a | b | c | d | e |   |

|   | a | b | c | d | e |   |
| 5 | Fou noir sur case noire a5 · Cavalier noir sur case blanche b5 · Tour noire sur case noire c5 · Dame noire sur case blanche d5 · Roi noir sur case noire e5 · Pion noir sur case blanche a4 · Pion noir sur case noire b4 · Pion noir sur case blanche c4 · Pion noir sur case noire d4 · Pion noir sur case blanche e4 · Case noire a3 vide · Case blanche b3 vide · Case noire c3 vide · Case blanche d3 vide · Case noire e3 vide · Pion blanc sur case blanche a2 · Pion blanc sur case noire b2 · Pion blanc sur case blanche c2 · Pion blanc sur case noire d2 · Pion blanc sur case blanche e2 · Roi blanc sur case noire a1 · Dame blanche sur case blanche b1 · Tour blanche sur case noire c1 · Cavalier blanc sur case blanche d1 · Fou blanc sur case noire e1 | Fou noir sur case noire a5 · Cavalier noir sur case blanche b5 · Tour noire sur case noire c5 · Dame noire sur case blanche d5 · Roi noir sur case noire e5 · Pion noir sur case blanche a4 · Pion noir sur case noire b4 · Pion noir sur case blanche c4 · Pion noir sur case noire d4 · Pion noir sur case blanche e4 · Case noire a3 vide · Case blanche b3 vide · Case noire c3 vide · Case blanche d3 vide · Case noire e3 vide · Pion blanc sur case blanche a2 · Pion blanc sur case noire b2 · Pion blanc sur case blanche c2 · Pion blanc sur case noire d2 · Pion blanc sur case blanche e2 · Roi blanc sur case noire a1 · Dame blanche sur case blanche b1 · Tour blanche sur case noire c1 · Cavalier blanc sur case blanche d1 · Fou blanc sur case noire e1 | Fou noir sur case noire a5 · Cavalier noir sur case blanche b5 · Tour noire sur case noire c5 · Dame noire sur case blanche d5 · Roi noir sur case noire e5 · Pion noir sur case blanche a4 · Pion noir sur case noire b4 · Pion noir sur case blanche c4 · Pion noir sur case noire d4 · Pion noir sur case blanche e4 · Case noire a3 vide · Case blanche b3 vide · Case noire c3 vide · Case blanche d3 vide · Case noire e3 vide · Pion blanc sur case blanche a2 · Pion blanc sur case noire b2 · Pion blanc sur case blanche c2 · Pion blanc sur case noire d2 · Pion blanc sur case blanche e2 · Roi blanc sur case noire a1 · Dame blanche sur case blanche b1 · Tour blanche sur case noire c1 · Cavalier blanc sur case blanche d1 · Fou blanc sur case noire e1 | Fou noir sur case noire a5 · Cavalier noir sur case blanche b5 · Tour noire sur case noire c5 · Dame noire sur case blanche d5 · Roi noir sur case noire e5 · Pion noir sur case blanche a4 · Pion noir sur case noire b4 · Pion noir sur case blanche c4 · Pion noir sur case noire d4 · Pion noir sur case blanche e4 · Case noire a3 vide · Case blanche b3 vide · Case noire c3 vide · Case blanche d3 vide · Case noire e3 vide · Pion blanc sur case blanche a2 · Pion blanc sur case noire b2 · Pion blanc sur case blanche c2 · Pion blanc sur case noire d2 · Pion blanc sur case blanche e2 · Roi blanc sur case noire a1 · Dame blanche sur case blanche b1 · Tour blanche sur case noire c1 · Cavalier blanc sur case blanche d1 · Fou blanc sur case noire e1 | Fou noir sur case noire a5 · Cavalier noir sur case blanche b5 · Tour noire sur case noire c5 · Dame noire sur case blanche d5 · Roi noir sur case noire e5 · Pion noir sur case blanche a4 · Pion noir sur case noire b4 · Pion noir sur case blanche c4 · Pion noir sur case noire d4 · Pion noir sur case blanche e4 · Case noire a3 vide · Case blanche b3 vide · Case noire c3 vide · Case blanche d3 vide · Case noire e3 vide · Pion blanc sur case blanche a2 · Pion blanc sur case noire b2 · Pion blanc sur case blanche c2 · Pion blanc sur case noire d2 · Pion blanc sur case blanche e2 · Roi blanc sur case noire a1 · Dame blanche sur case blanche b1 · Tour blanche sur case noire c1 · Cavalier blanc sur case blanche d1 · Fou blanc sur case noire e1 | 5 |
| 4 | Fou noir sur case noire a5 · Cavalier noir sur case blanche b5 · Tour noire sur case noire c5 · Dame noire sur case blanche d5 · Roi noir sur case noire e5 · Pion noir sur case blanche a4 · Pion noir sur case noire b4 · Pion noir sur case blanche c4 · Pion noir sur case noire d4 · Pion noir sur case blanche e4 · Case noire a3 vide · Case blanche b3 vide · Case noire c3 vide · Case blanche d3 vide · Case noire e3 vide · Pion blanc sur case blanche a2 · Pion blanc sur case noire b2 · Pion blanc sur case blanche c2 · Pion blanc sur case noire d2 · Pion blanc sur case blanche e2 · Roi blanc sur case noire a1 · Dame blanche sur case blanche b1 · Tour blanche sur case noire c1 · Cavalier blanc sur case blanche d1 · Fou blanc sur case noire e1 | Fou noir sur case noire a5 · Cavalier noir sur case blanche b5 · Tour noire sur case noire c5 · Dame noire sur case blanche d5 · Roi noir sur case noire e5 · Pion noir sur case blanche a4 · Pion noir sur case noire b4 · Pion noir sur case blanche c4 · Pion noir sur case noire d4 · Pion noir sur case blanche e4 · Case noire a3 vide · Case blanche b3 vide · Case noire c3 vide · Case blanche d3 vide · Case noire e3 vide · Pion blanc sur case blanche a2 · Pion blanc sur case noire b2 · Pion blanc sur case blanche c2 · Pion blanc sur case noire d2 · Pion blanc sur case blanche e2 · Roi blanc sur case noire a1 · Dame blanche sur case blanche b1 · Tour blanche sur case noire c1 · Cavalier blanc sur case blanche d1 · Fou blanc sur case noire e1 | Fou noir sur case noire a5 · Cavalier noir sur case blanche b5 · Tour noire sur case noire c5 · Dame noire sur case blanche d5 · Roi noir sur case noire e5 · Pion noir sur case blanche a4 · Pion noir sur case noire b4 · Pion noir sur case blanche c4 · Pion noir sur case noire d4 · Pion noir sur case blanche e4 · Case noire a3 vide · Case blanche b3 vide · Case noire c3 vide · Case blanche d3 vide · Case noire e3 vide · Pion blanc sur case blanche a2 · Pion blanc sur case noire b2 · Pion blanc sur case blanche c2 · Pion blanc sur case noire d2 · Pion blanc sur case blanche e2 · Roi blanc sur case noire a1 · Dame blanche sur case blanche b1 · Tour blanche sur case noire c1 · Cavalier blanc sur case blanche d1 · Fou blanc sur case noire e1 | Fou noir sur case noire a5 · Cavalier noir sur case blanche b5 · Tour noire sur case noire c5 · Dame noire sur case blanche d5 · Roi noir sur case noire e5 · Pion noir sur case blanche a4 · Pion noir sur case noire b4 · Pion noir sur case blanche c4 · Pion noir sur case noire d4 · Pion noir sur case blanche e4 · Case noire a3 vide · Case blanche b3 vide · Case noire c3 vide · Case blanche d3 vide · Case noire e3 vide · Pion blanc sur case blanche a2 · Pion blanc sur case noire b2 · Pion blanc sur case blanche c2 · Pion blanc sur case noire d2 · Pion blanc sur case blanche e2 · Roi blanc sur case noire a1 · Dame blanche sur case blanche b1 · Tour blanche sur case noire c1 · Cavalier blanc sur case blanche d1 · Fou blanc sur case noire e1 | Fou noir sur case noire a5 · Cavalier noir sur case blanche b5 · Tour noire sur case noire c5 · Dame noire sur case blanche d5 · Roi noir sur case noire e5 · Pion noir sur case blanche a4 · Pion noir sur case noire b4 · Pion noir sur case blanche c4 · Pion noir sur case noire d4 · Pion noir sur case blanche e4 · Case noire a3 vide · Case blanche b3 vide · Case noire c3 vide · Case blanche d3 vide · Case noire e3 vide · Pion blanc sur case blanche a2 · Pion blanc sur case noire b2 · Pion blanc sur case blanche c2 · Pion blanc sur case noire d2 · Pion blanc sur case blanche e2 · Roi blanc sur case noire a1 · Dame blanche sur case blanche b1 · Tour blanche sur case noire c1 · Cavalier blanc sur case blanche d1 · Fou blanc sur case noire e1 | 4 |
| 3 | Fou noir sur case noire a5 · Cavalier noir sur case blanche b5 · Tour noire sur case noire c5 · Dame noire sur case blanche d5 · Roi noir sur case noire e5 · Pion noir sur case blanche a4 · Pion noir sur case noire b4 · Pion noir sur case blanche c4 · Pion noir sur case noire d4 · Pion noir sur case blanche e4 · Case noire a3 vide · Case blanche b3 vide · Case noire c3 vide · Case blanche d3 vide · Case noire e3 vide · Pion blanc sur case blanche a2 · Pion blanc sur case noire b2 · Pion blanc sur case blanche c2 · Pion blanc sur case noire d2 · Pion blanc sur case blanche e2 · Roi blanc sur case noire a1 · Dame blanche sur case blanche b1 · Tour blanche sur case noire c1 · Cavalier blanc sur case blanche d1 · Fou blanc sur case noire e1 | Fou noir sur case noire a5 · Cavalier noir sur case blanche b5 · Tour noire sur case noire c5 · Dame noire sur case blanche d5 · Roi noir sur case noire e5 · Pion noir sur case blanche a4 · Pion noir sur case noire b4 · Pion noir sur case blanche c4 · Pion noir sur case noire d4 · Pion noir sur case blanche e4 · Case noire a3 vide · Case blanche b3 vide · Case noire c3 vide · Case blanche d3 vide · Case noire e3 vide · Pion blanc sur case blanche a2 · Pion blanc sur case noire b2 · Pion blanc sur case blanche c2 · Pion blanc sur case noire d2 · Pion blanc sur case blanche e2 · Roi blanc sur case noire a1 · Dame blanche sur case blanche b1 · Tour blanche sur case noire c1 · Cavalier blanc sur case blanche d1 · Fou blanc sur case noire e1 | Fou noir sur case noire a5 · Cavalier noir sur case blanche b5 · Tour noire sur case noire c5 · Dame noire sur case blanche d5 · Roi noir sur case noire e5 · Pion noir sur case blanche a4 · Pion noir sur case noire b4 · Pion noir sur case blanche c4 · Pion noir sur case noire d4 · Pion noir sur case blanche e4 · Case noire a3 vide · Case blanche b3 vide · Case noire c3 vide · Case blanche d3 vide · Case noire e3 vide · Pion blanc sur case blanche a2 · Pion blanc sur case noire b2 · Pion blanc sur case blanche c2 · Pion blanc sur case noire d2 · Pion blanc sur case blanche e2 · Roi blanc sur case noire a1 · Dame blanche sur case blanche b1 · Tour blanche sur case noire c1 · Cavalier blanc sur case blanche d1 · Fou blanc sur case noire e1 | Fou noir sur case noire a5 · Cavalier noir sur case blanche b5 · Tour noire sur case noire c5 · Dame noire sur case blanche d5 · Roi noir sur case noire e5 · Pion noir sur case blanche a4 · Pion noir sur case noire b4 · Pion noir sur case blanche c4 · Pion noir sur case noire d4 · Pion noir sur case blanche e4 · Case noire a3 vide · Case blanche b3 vide · Case noire c3 vide · Case blanche d3 vide · Case noire e3 vide · Pion blanc sur case blanche a2 · Pion blanc sur case noire b2 · Pion blanc sur case blanche c2 · Pion blanc sur case noire d2 · Pion blanc sur case blanche e2 · Roi blanc sur case noire a1 · Dame blanche sur case blanche b1 · Tour blanche sur case noire c1 · Cavalier blanc sur case blanche d1 · Fou blanc sur case noire e1 | Fou noir sur case noire a5 · Cavalier noir sur case blanche b5 · Tour noire sur case noire c5 · Dame noire sur case blanche d5 · Roi noir sur case noire e5 · Pion noir sur case blanche a4 · Pion noir sur case noire b4 · Pion noir sur case blanche c4 · Pion noir sur case noire d4 · Pion noir sur case blanche e4 · Case noire a3 vide · Case blanche b3 vide · Case noire c3 vide · Case blanche d3 vide · Case noire e3 vide · Pion blanc sur case blanche a2 · Pion blanc sur case noire b2 · Pion blanc sur case blanche c2 · Pion blanc sur case noire d2 · Pion blanc sur case blanche e2 · Roi blanc sur case noire a1 · Dame blanche sur case blanche b1 · Tour blanche sur case noire c1 · Cavalier blanc sur case blanche d1 · Fou blanc sur case noire e1 | 3 |
| 2 | Fou noir sur case noire a5 · Cavalier noir sur case blanche b5 · Tour noire sur case noire c5 · Dame noire sur case blanche d5 · Roi noir sur case noire e5 · Pion noir sur case blanche a4 · Pion noir sur case noire b4 · Pion noir sur case blanche c4 · Pion noir sur case noire d4 · Pion noir sur case blanche e4 · Case noire a3 vide · Case blanche b3 vide · Case noire c3 vide · Case blanche d3 vide · Case noire e3 vide · Pion blanc sur case blanche a2 · Pion blanc sur case noire b2 · Pion blanc sur case blanche c2 · Pion blanc sur case noire d2 · Pion blanc sur case blanche e2 · Roi blanc sur case noire a1 · Dame blanche sur case blanche b1 · Tour blanche sur case noire c1 · Cavalier blanc sur case blanche d1 · Fou blanc sur case noire e1 | Fou noir sur case noire a5 · Cavalier noir sur case blanche b5 · Tour noire sur case noire c5 · Dame noire sur case blanche d5 · Roi noir sur case noire e5 · Pion noir sur case blanche a4 · Pion noir sur case noire b4 · Pion noir sur case blanche c4 · Pion noir sur case noire d4 · Pion noir sur case blanche e4 · Case noire a3 vide · Case blanche b3 vide · Case noire c3 vide · Case blanche d3 vide · Case noire e3 vide · Pion blanc sur case blanche a2 · Pion blanc sur case noire b2 · Pion blanc sur case blanche c2 · Pion blanc sur case noire d2 · Pion blanc sur case blanche e2 · Roi blanc sur case noire a1 · Dame blanche sur case blanche b1 · Tour blanche sur case noire c1 · Cavalier blanc sur case blanche d1 · Fou blanc sur case noire e1 | Fou noir sur case noire a5 · Cavalier noir sur case blanche b5 · Tour noire sur case noire c5 · Dame noire sur case blanche d5 · Roi noir sur case noire e5 · Pion noir sur case blanche a4 · Pion noir sur case noire b4 · Pion noir sur case blanche c4 · Pion noir sur case noire d4 · Pion noir sur case blanche e4 · Case noire a3 vide · Case blanche b3 vide · Case noire c3 vide · Case blanche d3 vide · Case noire e3 vide · Pion blanc sur case blanche a2 · Pion blanc sur case noire b2 · Pion blanc sur case blanche c2 · Pion blanc sur case noire d2 · Pion blanc sur case blanche e2 · Roi blanc sur case noire a1 · Dame blanche sur case blanche b1 · Tour blanche sur case noire c1 · Cavalier blanc sur case blanche d1 · Fou blanc sur case noire e1 | Fou noir sur case noire a5 · Cavalier noir sur case blanche b5 · Tour noire sur case noire c5 · Dame noire sur case blanche d5 · Roi noir sur case noire e5 · Pion noir sur case blanche a4 · Pion noir sur case noire b4 · Pion noir sur case blanche c4 · Pion noir sur case noire d4 · Pion noir sur case blanche e4 · Case noire a3 vide · Case blanche b3 vide · Case noire c3 vide · Case blanche d3 vide · Case noire e3 vide · Pion blanc sur case blanche a2 · Pion blanc sur case noire b2 · Pion blanc sur case blanche c2 · Pion blanc sur case noire d2 · Pion blanc sur case blanche e2 · Roi blanc sur case noire a1 · Dame blanche sur case blanche b1 · Tour blanche sur case noire c1 · Cavalier blanc sur case blanche d1 · Fou blanc sur case noire e1 | Fou noir sur case noire a5 · Cavalier noir sur case blanche b5 · Tour noire sur case noire c5 · Dame noire sur case blanche d5 · Roi noir sur case noire e5 · Pion noir sur case blanche a4 · Pion noir sur case noire b4 · Pion noir sur case blanche c4 · Pion noir sur case noire d4 · Pion noir sur case blanche e4 · Case noire a3 vide · Case blanche b3 vide · Case noire c3 vide · Case blanche d3 vide · Case noire e3 vide · Pion blanc sur case blanche a2 · Pion blanc sur case noire b2 · Pion blanc sur case blanche c2 · Pion blanc sur case noire d2 · Pion blanc sur case blanche e2 · Roi blanc sur case noire a1 · Dame blanche sur case blanche b1 · Tour blanche sur case noire c1 · Cavalier blanc sur case blanche d1 · Fou blanc sur case noire e1 | 2 |
| 1 | Fou noir sur case noire a5 · Cavalier noir sur case blanche b5 · Tour noire sur case noire c5 · Dame noire sur case blanche d5 · Roi noir sur case noire e5 · Pion noir sur case blanche a4 · Pion noir sur case noire b4 · Pion noir sur case blanche c4 · Pion noir sur case noire d4 · Pion noir sur case blanche e4 · Case noire a3 vide · Case blanche b3 vide · Case noire c3 vide · Case blanche d3 vide · Case noire e3 vide · Pion blanc sur case blanche a2 · Pion blanc sur case noire b2 · Pion blanc sur case blanche c2 · Pion blanc sur case noire d2 · Pion blanc sur case blanche e2 · Roi blanc sur case noire a1 · Dame blanche sur case blanche b1 · Tour blanche sur case noire c1 · Cavalier blanc sur case blanche d1 · Fou blanc sur case noire e1 | Fou noir sur case noire a5 · Cavalier noir sur case blanche b5 · Tour noire sur case noire c5 · Dame noire sur case blanche d5 · Roi noir sur case noire e5 · Pion noir sur case blanche a4 · Pion noir sur case noire b4 · Pion noir sur case blanche c4 · Pion noir sur case noire d4 · Pion noir sur case blanche e4 · Case noire a3 vide · Case blanche b3 vide · Case noire c3 vide · Case blanche d3 vide · Case noire e3 vide · Pion blanc sur case blanche a2 · Pion blanc sur case noire b2 · Pion blanc sur case blanche c2 · Pion blanc sur case noire d2 · Pion blanc sur case blanche e2 · Roi blanc sur case noire a1 · Dame blanche sur case blanche b1 · Tour blanche sur case noire c1 · Cavalier blanc sur case blanche d1 · Fou blanc sur case noire e1 | Fou noir sur case noire a5 · Cavalier noir sur case blanche b5 · Tour noire sur case noire c5 · Dame noire sur case blanche d5 · Roi noir sur case noire e5 · Pion noir sur case blanche a4 · Pion noir sur case noire b4 · Pion noir sur case blanche c4 · Pion noir sur case noire d4 · Pion noir sur case blanche e4 · Case noire a3 vide · Case blanche b3 vide · Case noire c3 vide · Case blanche d3 vide · Case noire e3 vide · Pion blanc sur case blanche a2 · Pion blanc sur case noire b2 · Pion blanc sur case blanche c2 · Pion blanc sur case noire d2 · Pion blanc sur case blanche e2 · Roi blanc sur case noire a1 · Dame blanche sur case blanche b1 · Tour blanche sur case noire c1 · Cavalier blanc sur case blanche d1 · Fou blanc sur case noire e1 | Fou noir sur case noire a5 · Cavalier noir sur case blanche b5 · Tour noire sur case noire c5 · Dame noire sur case blanche d5 · Roi noir sur case noire e5 · Pion noir sur case blanche a4 · Pion noir sur case noire b4 · Pion noir sur case blanche c4 · Pion noir sur case noire d4 · Pion noir sur case blanche e4 · Case noire a3 vide · Case blanche b3 vide · Case noire c3 vide · Case blanche d3 vide · Case noire e3 vide · Pion blanc sur case blanche a2 · Pion blanc sur case noire b2 · Pion blanc sur case blanche c2 · Pion blanc sur case noire d2 · Pion blanc sur case blanche e2 · Roi blanc sur case noire a1 · Dame blanche sur case blanche b1 · Tour blanche sur case noire c1 · Cavalier blanc sur case blanche d1 · Fou blanc sur case noire e1 | Fou noir sur case noire a5 · Cavalier noir sur case blanche b5 · Tour noire sur case noire c5 · Dame noire sur case blanche d5 · Roi noir sur case noire e5 · Pion noir sur case blanche a4 · Pion noir sur case noire b4 · Pion noir sur case blanche c4 · Pion noir sur case noire d4 · Pion noir sur case blanche e4 · Case noire a3 vide · Case blanche b3 vide · Case noire c3 vide · Case blanche d3 vide · Case noire e3 vide · Pion blanc sur case blanche a2 · Pion blanc sur case noire b2 · Pion blanc sur case blanche c2 · Pion blanc sur case noire d2 · Pion blanc sur case blanche e2 · Roi blanc sur case noire a1 · Dame blanche sur case blanche b1 · Tour blanche sur case noire c1 · Cavalier blanc sur case blanche d1 · Fou blanc sur case noire e1 | 1 |
|   | a | b | c | d | e |   |

|   | a | b | c | d | e |   |
| 5 | Tour noire sur case noire a5 · Fou noir sur case blanche b5 · Roi noir sur case noire c5 · Dame noire sur case blanche d5 · Fou noir sur case noire e5 · Pion noir sur case blanche a4 · Pion noir sur case noire b4 · Pion noir sur case blanche c4 · Pion noir sur case noire d4 · Pion noir sur case blanche e4 · Case noire a3 vide · Case blanche b3 vide · Case noire c3 vide · Case blanche d3 vide · Case noire e3 vide · Pion blanc sur case blanche a2 · Pion blanc sur case noire b2 · Pion blanc sur case blanche c2 · Pion blanc sur case noire d2 · Pion blanc sur case blanche e2 · Tour blanche sur case noire a1 · Cavalier blanc sur case blanche b1 · Roi blanc sur case noire c1 · Dame blanche sur case blanche d1 · Cavalier blanc sur case noire e1 | Tour noire sur case noire a5 · Fou noir sur case blanche b5 · Roi noir sur case noire c5 · Dame noire sur case blanche d5 · Fou noir sur case noire e5 · Pion noir sur case blanche a4 · Pion noir sur case noire b4 · Pion noir sur case blanche c4 · Pion noir sur case noire d4 · Pion noir sur case blanche e4 · Case noire a3 vide · Case blanche b3 vide · Case noire c3 vide · Case blanche d3 vide · Case noire e3 vide · Pion blanc sur case blanche a2 · Pion blanc sur case noire b2 · Pion blanc sur case blanche c2 · Pion blanc sur case noire d2 · Pion blanc sur case blanche e2 · Tour blanche sur case noire a1 · Cavalier blanc sur case blanche b1 · Roi blanc sur case noire c1 · Dame blanche sur case blanche d1 · Cavalier blanc sur case noire e1 | Tour noire sur case noire a5 · Fou noir sur case blanche b5 · Roi noir sur case noire c5 · Dame noire sur case blanche d5 · Fou noir sur case noire e5 · Pion noir sur case blanche a4 · Pion noir sur case noire b4 · Pion noir sur case blanche c4 · Pion noir sur case noire d4 · Pion noir sur case blanche e4 · Case noire a3 vide · Case blanche b3 vide · Case noire c3 vide · Case blanche d3 vide · Case noire e3 vide · Pion blanc sur case blanche a2 · Pion blanc sur case noire b2 · Pion blanc sur case blanche c2 · Pion blanc sur case noire d2 · Pion blanc sur case blanche e2 · Tour blanche sur case noire a1 · Cavalier blanc sur case blanche b1 · Roi blanc sur case noire c1 · Dame blanche sur case blanche d1 · Cavalier blanc sur case noire e1 | Tour noire sur case noire a5 · Fou noir sur case blanche b5 · Roi noir sur case noire c5 · Dame noire sur case blanche d5 · Fou noir sur case noire e5 · Pion noir sur case blanche a4 · Pion noir sur case noire b4 · Pion noir sur case blanche c4 · Pion noir sur case noire d4 · Pion noir sur case blanche e4 · Case noire a3 vide · Case blanche b3 vide · Case noire c3 vide · Case blanche d3 vide · Case noire e3 vide · Pion blanc sur case blanche a2 · Pion blanc sur case noire b2 · Pion blanc sur case blanche c2 · Pion blanc sur case noire d2 · Pion blanc sur case blanche e2 · Tour blanche sur case noire a1 · Cavalier blanc sur case blanche b1 · Roi blanc sur case noire c1 · Dame blanche sur case blanche d1 · Cavalier blanc sur case noire e1 | Tour noire sur case noire a5 · Fou noir sur case blanche b5 · Roi noir sur case noire c5 · Dame noire sur case blanche d5 · Fou noir sur case noire e5 · Pion noir sur case blanche a4 · Pion noir sur case noire b4 · Pion noir sur case blanche c4 · Pion noir sur case noire d4 · Pion noir sur case blanche e4 · Case noire a3 vide · Case blanche b3 vide · Case noire c3 vide · Case blanche d3 vide · Case noire e3 vide · Pion blanc sur case blanche a2 · Pion blanc sur case noire b2 · Pion blanc sur case blanche c2 · Pion blanc sur case noire d2 · Pion blanc sur case blanche e2 · Tour blanche sur case noire a1 · Cavalier blanc sur case blanche b1 · Roi blanc sur case noire c1 · Dame blanche sur case blanche d1 · Cavalier blanc sur case noire e1 | 5 |
| 4 | Tour noire sur case noire a5 · Fou noir sur case blanche b5 · Roi noir sur case noire c5 · Dame noire sur case blanche d5 · Fou noir sur case noire e5 · Pion noir sur case blanche a4 · Pion noir sur case noire b4 · Pion noir sur case blanche c4 · Pion noir sur case noire d4 · Pion noir sur case blanche e4 · Case noire a3 vide · Case blanche b3 vide · Case noire c3 vide · Case blanche d3 vide · Case noire e3 vide · Pion blanc sur case blanche a2 · Pion blanc sur case noire b2 · Pion blanc sur case blanche c2 · Pion blanc sur case noire d2 · Pion blanc sur case blanche e2 · Tour blanche sur case noire a1 · Cavalier blanc sur case blanche b1 · Roi blanc sur case noire c1 · Dame blanche sur case blanche d1 · Cavalier blanc sur case noire e1 | Tour noire sur case noire a5 · Fou noir sur case blanche b5 · Roi noir sur case noire c5 · Dame noire sur case blanche d5 · Fou noir sur case noire e5 · Pion noir sur case blanche a4 · Pion noir sur case noire b4 · Pion noir sur case blanche c4 · Pion noir sur case noire d4 · Pion noir sur case blanche e4 · Case noire a3 vide · Case blanche b3 vide · Case noire c3 vide · Case blanche d3 vide · Case noire e3 vide · Pion blanc sur case blanche a2 · Pion blanc sur case noire b2 · Pion blanc sur case blanche c2 · Pion blanc sur case noire d2 · Pion blanc sur case blanche e2 · Tour blanche sur case noire a1 · Cavalier blanc sur case blanche b1 · Roi blanc sur case noire c1 · Dame blanche sur case blanche d1 · Cavalier blanc sur case noire e1 | Tour noire sur case noire a5 · Fou noir sur case blanche b5 · Roi noir sur case noire c5 · Dame noire sur case blanche d5 · Fou noir sur case noire e5 · Pion noir sur case blanche a4 · Pion noir sur case noire b4 · Pion noir sur case blanche c4 · Pion noir sur case noire d4 · Pion noir sur case blanche e4 · Case noire a3 vide · Case blanche b3 vide · Case noire c3 vide · Case blanche d3 vide · Case noire e3 vide · Pion blanc sur case blanche a2 · Pion blanc sur case noire b2 · Pion blanc sur case blanche c2 · Pion blanc sur case noire d2 · Pion blanc sur case blanche e2 · Tour blanche sur case noire a1 · Cavalier blanc sur case blanche b1 · Roi blanc sur case noire c1 · Dame blanche sur case blanche d1 · Cavalier blanc sur case noire e1 | Tour noire sur case noire a5 · Fou noir sur case blanche b5 · Roi noir sur case noire c5 · Dame noire sur case blanche d5 · Fou noir sur case noire e5 · Pion noir sur case blanche a4 · Pion noir sur case noire b4 · Pion noir sur case blanche c4 · Pion noir sur case noire d4 · Pion noir sur case blanche e4 · Case noire a3 vide · Case blanche b3 vide · Case noire c3 vide · Case blanche d3 vide · Case noire e3 vide · Pion blanc sur case blanche a2 · Pion blanc sur case noire b2 · Pion blanc sur case blanche c2 · Pion blanc sur case noire d2 · Pion blanc sur case blanche e2 · Tour blanche sur case noire a1 · Cavalier blanc sur case blanche b1 · Roi blanc sur case noire c1 · Dame blanche sur case blanche d1 · Cavalier blanc sur case noire e1 | Tour noire sur case noire a5 · Fou noir sur case blanche b5 · Roi noir sur case noire c5 · Dame noire sur case blanche d5 · Fou noir sur case noire e5 · Pion noir sur case blanche a4 · Pion noir sur case noire b4 · Pion noir sur case blanche c4 · Pion noir sur case noire d4 · Pion noir sur case blanche e4 · Case noire a3 vide · Case blanche b3 vide · Case noire c3 vide · Case blanche d3 vide · Case noire e3 vide · Pion blanc sur case blanche a2 · Pion blanc sur case noire b2 · Pion blanc sur case blanche c2 · Pion blanc sur case noire d2 · Pion blanc sur case blanche e2 · Tour blanche sur case noire a1 · Cavalier blanc sur case blanche b1 · Roi blanc sur case noire c1 · Dame blanche sur case blanche d1 · Cavalier blanc sur case noire e1 | 4 |
| 3 | Tour noire sur case noire a5 · Fou noir sur case blanche b5 · Roi noir sur case noire c5 · Dame noire sur case blanche d5 · Fou noir sur case noire e5 · Pion noir sur case blanche a4 · Pion noir sur case noire b4 · Pion noir sur case blanche c4 · Pion noir sur case noire d4 · Pion noir sur case blanche e4 · Case noire a3 vide · Case blanche b3 vide · Case noire c3 vide · Case blanche d3 vide · Case noire e3 vide · Pion blanc sur case blanche a2 · Pion blanc sur case noire b2 · Pion blanc sur case blanche c2 · Pion blanc sur case noire d2 · Pion blanc sur case blanche e2 · Tour blanche sur case noire a1 · Cavalier blanc sur case blanche b1 · Roi blanc sur case noire c1 · Dame blanche sur case blanche d1 · Cavalier blanc sur case noire e1 | Tour noire sur case noire a5 · Fou noir sur case blanche b5 · Roi noir sur case noire c5 · Dame noire sur case blanche d5 · Fou noir sur case noire e5 · Pion noir sur case blanche a4 · Pion noir sur case noire b4 · Pion noir sur case blanche c4 · Pion noir sur case noire d4 · Pion noir sur case blanche e4 · Case noire a3 vide · Case blanche b3 vide · Case noire c3 vide · Case blanche d3 vide · Case noire e3 vide · Pion blanc sur case blanche a2 · Pion blanc sur case noire b2 · Pion blanc sur case blanche c2 · Pion blanc sur case noire d2 · Pion blanc sur case blanche e2 · Tour blanche sur case noire a1 · Cavalier blanc sur case blanche b1 · Roi blanc sur case noire c1 · Dame blanche sur case blanche d1 · Cavalier blanc sur case noire e1 | Tour noire sur case noire a5 · Fou noir sur case blanche b5 · Roi noir sur case noire c5 · Dame noire sur case blanche d5 · Fou noir sur case noire e5 · Pion noir sur case blanche a4 · Pion noir sur case noire b4 · Pion noir sur case blanche c4 · Pion noir sur case noire d4 · Pion noir sur case blanche e4 · Case noire a3 vide · Case blanche b3 vide · Case noire c3 vide · Case blanche d3 vide · Case noire e3 vide · Pion blanc sur case blanche a2 · Pion blanc sur case noire b2 · Pion blanc sur case blanche c2 · Pion blanc sur case noire d2 · Pion blanc sur case blanche e2 · Tour blanche sur case noire a1 · Cavalier blanc sur case blanche b1 · Roi blanc sur case noire c1 · Dame blanche sur case blanche d1 · Cavalier blanc sur case noire e1 | Tour noire sur case noire a5 · Fou noir sur case blanche b5 · Roi noir sur case noire c5 · Dame noire sur case blanche d5 · Fou noir sur case noire e5 · Pion noir sur case blanche a4 · Pion noir sur case noire b4 · Pion noir sur case blanche c4 · Pion noir sur case noire d4 · Pion noir sur case blanche e4 · Case noire a3 vide · Case blanche b3 vide · Case noire c3 vide · Case blanche d3 vide · Case noire e3 vide · Pion blanc sur case blanche a2 · Pion blanc sur case noire b2 · Pion blanc sur case blanche c2 · Pion blanc sur case noire d2 · Pion blanc sur case blanche e2 · Tour blanche sur case noire a1 · Cavalier blanc sur case blanche b1 · Roi blanc sur case noire c1 · Dame blanche sur case blanche d1 · Cavalier blanc sur case noire e1 | Tour noire sur case noire a5 · Fou noir sur case blanche b5 · Roi noir sur case noire c5 · Dame noire sur case blanche d5 · Fou noir sur case noire e5 · Pion noir sur case blanche a4 · Pion noir sur case noire b4 · Pion noir sur case blanche c4 · Pion noir sur case noire d4 · Pion noir sur case blanche e4 · Case noire a3 vide · Case blanche b3 vide · Case noire c3 vide · Case blanche d3 vide · Case noire e3 vide · Pion blanc sur case blanche a2 · Pion blanc sur case noire b2 · Pion blanc sur case blanche c2 · Pion blanc sur case noire d2 · Pion blanc sur case blanche e2 · Tour blanche sur case noire a1 · Cavalier blanc sur case blanche b1 · Roi blanc sur case noire c1 · Dame blanche sur case blanche d1 · Cavalier blanc sur case noire e1 | 3 |
| 2 | Tour noire sur case noire a5 · Fou noir sur case blanche b5 · Roi noir sur case noire c5 · Dame noire sur case blanche d5 · Fou noir sur case noire e5 · Pion noir sur case blanche a4 · Pion noir sur case noire b4 · Pion noir sur case blanche c4 · Pion noir sur case noire d4 · Pion noir sur case blanche e4 · Case noire a3 vide · Case blanche b3 vide · Case noire c3 vide · Case blanche d3 vide · Case noire e3 vide · Pion blanc sur case blanche a2 · Pion blanc sur case noire b2 · Pion blanc sur case blanche c2 · Pion blanc sur case noire d2 · Pion blanc sur case blanche e2 · Tour blanche sur case noire a1 · Cavalier blanc sur case blanche b1 · Roi blanc sur case noire c1 · Dame blanche sur case blanche d1 · Cavalier blanc sur case noire e1 | Tour noire sur case noire a5 · Fou noir sur case blanche b5 · Roi noir sur case noire c5 · Dame noire sur case blanche d5 · Fou noir sur case noire e5 · Pion noir sur case blanche a4 · Pion noir sur case noire b4 · Pion noir sur case blanche c4 · Pion noir sur case noire d4 · Pion noir sur case blanche e4 · Case noire a3 vide · Case blanche b3 vide · Case noire c3 vide · Case blanche d3 vide · Case noire e3 vide · Pion blanc sur case blanche a2 · Pion blanc sur case noire b2 · Pion blanc sur case blanche c2 · Pion blanc sur case noire d2 · Pion blanc sur case blanche e2 · Tour blanche sur case noire a1 · Cavalier blanc sur case blanche b1 · Roi blanc sur case noire c1 · Dame blanche sur case blanche d1 · Cavalier blanc sur case noire e1 | Tour noire sur case noire a5 · Fou noir sur case blanche b5 · Roi noir sur case noire c5 · Dame noire sur case blanche d5 · Fou noir sur case noire e5 · Pion noir sur case blanche a4 · Pion noir sur case noire b4 · Pion noir sur case blanche c4 · Pion noir sur case noire d4 · Pion noir sur case blanche e4 · Case noire a3 vide · Case blanche b3 vide · Case noire c3 vide · Case blanche d3 vide · Case noire e3 vide · Pion blanc sur case blanche a2 · Pion blanc sur case noire b2 · Pion blanc sur case blanche c2 · Pion blanc sur case noire d2 · Pion blanc sur case blanche e2 · Tour blanche sur case noire a1 · Cavalier blanc sur case blanche b1 · Roi blanc sur case noire c1 · Dame blanche sur case blanche d1 · Cavalier blanc sur case noire e1 | Tour noire sur case noire a5 · Fou noir sur case blanche b5 · Roi noir sur case noire c5 · Dame noire sur case blanche d5 · Fou noir sur case noire e5 · Pion noir sur case blanche a4 · Pion noir sur case noire b4 · Pion noir sur case blanche c4 · Pion noir sur case noire d4 · Pion noir sur case blanche e4 · Case noire a3 vide · Case blanche b3 vide · Case noire c3 vide · Case blanche d3 vide · Case noire e3 vide · Pion blanc sur case blanche a2 · Pion blanc sur case noire b2 · Pion blanc sur case blanche c2 · Pion blanc sur case noire d2 · Pion blanc sur case blanche e2 · Tour blanche sur case noire a1 · Cavalier blanc sur case blanche b1 · Roi blanc sur case noire c1 · Dame blanche sur case blanche d1 · Cavalier blanc sur case noire e1 | Tour noire sur case noire a5 · Fou noir sur case blanche b5 · Roi noir sur case noire c5 · Dame noire sur case blanche d5 · Fou noir sur case noire e5 · Pion noir sur case blanche a4 · Pion noir sur case noire b4 · Pion noir sur case blanche c4 · Pion noir sur case noire d4 · Pion noir sur case blanche e4 · Case noire a3 vide · Case blanche b3 vide · Case noire c3 vide · Case blanche d3 vide · Case noire e3 vide · Pion blanc sur case blanche a2 · Pion blanc sur case noire b2 · Pion blanc sur case blanche c2 · Pion blanc sur case noire d2 · Pion blanc sur case blanche e2 · Tour blanche sur case noire a1 · Cavalier blanc sur case blanche b1 · Roi blanc sur case noire c1 · Dame blanche sur case blanche d1 · Cavalier blanc sur case noire e1 | 2 |
| 1 | Tour noire sur case noire a5 · Fou noir sur case blanche b5 · Roi noir sur case noire c5 · Dame noire sur case blanche d5 · Fou noir sur case noire e5 · Pion noir sur case blanche a4 · Pion noir sur case noire b4 · Pion noir sur case blanche c4 · Pion noir sur case noire d4 · Pion noir sur case blanche e4 · Case noire a3 vide · Case blanche b3 vide · Case noire c3 vide · Case blanche d3 vide · Case noire e3 vide · Pion blanc sur case blanche a2 · Pion blanc sur case noire b2 · Pion blanc sur case blanche c2 · Pion blanc sur case noire d2 · Pion blanc sur case blanche e2 · Tour blanche sur case noire a1 · Cavalier blanc sur case blanche b1 · Roi blanc sur case noire c1 · Dame blanche sur case blanche d1 · Cavalier blanc sur case noire e1 | Tour noire sur case noire a5 · Fou noir sur case blanche b5 · Roi noir sur case noire c5 · Dame noire sur case blanche d5 · Fou noir sur case noire e5 · Pion noir sur case blanche a4 · Pion noir sur case noire b4 · Pion noir sur case blanche c4 · Pion noir sur case noire d4 · Pion noir sur case blanche e4 · Case noire a3 vide · Case blanche b3 vide · Case noire c3 vide · Case blanche d3 vide · Case noire e3 vide · Pion blanc sur case blanche a2 · Pion blanc sur case noire b2 · Pion blanc sur case blanche c2 · Pion blanc sur case noire d2 · Pion blanc sur case blanche e2 · Tour blanche sur case noire a1 · Cavalier blanc sur case blanche b1 · Roi blanc sur case noire c1 · Dame blanche sur case blanche d1 · Cavalier blanc sur case noire e1 | Tour noire sur case noire a5 · Fou noir sur case blanche b5 · Roi noir sur case noire c5 · Dame noire sur case blanche d5 · Fou noir sur case noire e5 · Pion noir sur case blanche a4 · Pion noir sur case noire b4 · Pion noir sur case blanche c4 · Pion noir sur case noire d4 · Pion noir sur case blanche e4 · Case noire a3 vide · Case blanche b3 vide · Case noire c3 vide · Case blanche d3 vide · Case noire e3 vide · Pion blanc sur case blanche a2 · Pion blanc sur case noire b2 · Pion blanc sur case blanche c2 · Pion blanc sur case noire d2 · Pion blanc sur case blanche e2 · Tour blanche sur case noire a1 · Cavalier blanc sur case blanche b1 · Roi blanc sur case noire c1 · Dame blanche sur case blanche d1 · Cavalier blanc sur case noire e1 | Tour noire sur case noire a5 · Fou noir sur case blanche b5 · Roi noir sur case noire c5 · Dame noire sur case blanche d5 · Fou noir sur case noire e5 · Pion noir sur case blanche a4 · Pion noir sur case noire b4 · Pion noir sur case blanche c4 · Pion noir sur case noire d4 · Pion noir sur case blanche e4 · Case noire a3 vide · Case blanche b3 vide · Case noire c3 vide · Case blanche d3 vide · Case noire e3 vide · Pion blanc sur case blanche a2 · Pion blanc sur case noire b2 · Pion blanc sur case blanche c2 · Pion blanc sur case noire d2 · Pion blanc sur case blanche e2 · Tour blanche sur case noire a1 · Cavalier blanc sur case blanche b1 · Roi blanc sur case noire c1 · Dame blanche sur case blanche d1 · Cavalier blanc sur case noire e1 | Tour noire sur case noire a5 · Fou noir sur case blanche b5 · Roi noir sur case noire c5 · Dame noire sur case blanche d5 · Fou noir sur case noire e5 · Pion noir sur case blanche a4 · Pion noir sur case noire b4 · Pion noir sur case blanche c4 · Pion noir sur case noire d4 · Pion noir sur case blanche e4 · Case noire a3 vide · Case blanche b3 vide · Case noire c3 vide · Case blanche d3 vide · Case noire e3 vide · Pion blanc sur case blanche a2 · Pion blanc sur case noire b2 · Pion blanc sur case blanche c2 · Pion blanc sur case noire d2 · Pion blanc sur case blanche e2 · Tour blanche sur case noire a1 · Cavalier blanc sur case blanche b1 · Roi blanc sur case noire c1 · Dame blanche sur case blanche d1 · Cavalier blanc sur case noire e1 | 1 |
|   | a | b | c | d | e |   |

Le plateau doit être large de cinq cases pour contenir toutes les sortes de pièces d'échecs sur la première ligne. En 1969, Martin Gardner a suggéré une variante des échecs sur un plateau 5×5 dans lequel tous les coups des échecs sont autorisés, y compris le double-déplacement de pion, la capture en-passant et le roque. Plus tard l'AISE (Associazione Italiana Scacchi Eterodossi, "Association italienne d'échecs hétérodoxes"), abandonne le double-déplacement de pion et le roque. Le jeu a été largement joué en Italie (y compris par correspondance) et une théorie des ouvertures a été développée. Les statistiques du jeux sont les suivantes :
- Blanc gagne 40 % des parties.
- Noir en gagne 28 %.
- 32 % de parties nulles.

Mehdi Mhalla et Frédéric Prost ont faiblement résolu les mini-échecs de Gardner en 2013 et ont prouvé que la valeur selon la théorie des jeux est un match nul.
Les mini-échecs de Gardner ont également été joués par l'AISE avec les règles de Qui perd gagne et des échecs progressifs. En 1980 HP lance la calculatrice programmable HP-41C, qui peut jouer à ce jeu. Elle est capable de jouer à un niveau tout à fait décent.
En 1989, Martin Gardner a proposé une autre configuration, qu'il a appelée Baby chess. À la différence des mini-échecs de Gardner, les pièces noires sont en miroir. Paul Jacobs et Marco Meirovitz suggèrent une autre position de départ pour les échecs 5×5,elle est affichée à droite. Jeff Mallett (développeur principal de Zillions of Games (en)), a proposé une disposition dans laquelle les blancs ont deux cavaliers contre deux fous noirs.

## Plateaux 5×6
|   | a | b | c | d | e |   |
| 6 | Dame noire sur case blanche a6 · Roi noir sur case noire b6 · Fou noir sur case blanche c6 · Cavalier noir sur case noire d6 · Tour noire sur case blanche e6 · Pion noir sur case noire a5 · Pion noir sur case blanche b5 · Pion noir sur case noire c5 · Pion noir sur case blanche d5 · Pion noir sur case noire e5 · Case blanche a4 vide · Case noire b4 vide · Case blanche c4 vide · Case noire d4 vide · Case blanche e4 vide · Case noire a3 vide · Case blanche b3 vide · Case noire c3 vide · Case blanche d3 vide · Case noire e3 vide · Pion blanc sur case blanche a2 · Pion blanc sur case noire b2 · Pion blanc sur case blanche c2 · Pion blanc sur case noire d2 · Pion blanc sur case blanche e2 · Dame blanche sur case noire a1 · Roi blanc sur case blanche b1 · Fou blanc sur case noire c1 · Cavalier blanc sur case blanche d1 · Tour blanche sur case noire e1 | Dame noire sur case blanche a6 · Roi noir sur case noire b6 · Fou noir sur case blanche c6 · Cavalier noir sur case noire d6 · Tour noire sur case blanche e6 · Pion noir sur case noire a5 · Pion noir sur case blanche b5 · Pion noir sur case noire c5 · Pion noir sur case blanche d5 · Pion noir sur case noire e5 · Case blanche a4 vide · Case noire b4 vide · Case blanche c4 vide · Case noire d4 vide · Case blanche e4 vide · Case noire a3 vide · Case blanche b3 vide · Case noire c3 vide · Case blanche d3 vide · Case noire e3 vide · Pion blanc sur case blanche a2 · Pion blanc sur case noire b2 · Pion blanc sur case blanche c2 · Pion blanc sur case noire d2 · Pion blanc sur case blanche e2 · Dame blanche sur case noire a1 · Roi blanc sur case blanche b1 · Fou blanc sur case noire c1 · Cavalier blanc sur case blanche d1 · Tour blanche sur case noire e1 | Dame noire sur case blanche a6 · Roi noir sur case noire b6 · Fou noir sur case blanche c6 · Cavalier noir sur case noire d6 · Tour noire sur case blanche e6 · Pion noir sur case noire a5 · Pion noir sur case blanche b5 · Pion noir sur case noire c5 · Pion noir sur case blanche d5 · Pion noir sur case noire e5 · Case blanche a4 vide · Case noire b4 vide · Case blanche c4 vide · Case noire d4 vide · Case blanche e4 vide · Case noire a3 vide · Case blanche b3 vide · Case noire c3 vide · Case blanche d3 vide · Case noire e3 vide · Pion blanc sur case blanche a2 · Pion blanc sur case noire b2 · Pion blanc sur case blanche c2 · Pion blanc sur case noire d2 · Pion blanc sur case blanche e2 · Dame blanche sur case noire a1 · Roi blanc sur case blanche b1 · Fou blanc sur case noire c1 · Cavalier blanc sur case blanche d1 · Tour blanche sur case noire e1 | Dame noire sur case blanche a6 · Roi noir sur case noire b6 · Fou noir sur case blanche c6 · Cavalier noir sur case noire d6 · Tour noire sur case blanche e6 · Pion noir sur case noire a5 · Pion noir sur case blanche b5 · Pion noir sur case noire c5 · Pion noir sur case blanche d5 · Pion noir sur case noire e5 · Case blanche a4 vide · Case noire b4 vide · Case blanche c4 vide · Case noire d4 vide · Case blanche e4 vide · Case noire a3 vide · Case blanche b3 vide · Case noire c3 vide · Case blanche d3 vide · Case noire e3 vide · Pion blanc sur case blanche a2 · Pion blanc sur case noire b2 · Pion blanc sur case blanche c2 · Pion blanc sur case noire d2 · Pion blanc sur case blanche e2 · Dame blanche sur case noire a1 · Roi blanc sur case blanche b1 · Fou blanc sur case noire c1 · Cavalier blanc sur case blanche d1 · Tour blanche sur case noire e1 | Dame noire sur case blanche a6 · Roi noir sur case noire b6 · Fou noir sur case blanche c6 · Cavalier noir sur case noire d6 · Tour noire sur case blanche e6 · Pion noir sur case noire a5 · Pion noir sur case blanche b5 · Pion noir sur case noire c5 · Pion noir sur case blanche d5 · Pion noir sur case noire e5 · Case blanche a4 vide · Case noire b4 vide · Case blanche c4 vide · Case noire d4 vide · Case blanche e4 vide · Case noire a3 vide · Case blanche b3 vide · Case noire c3 vide · Case blanche d3 vide · Case noire e3 vide · Pion blanc sur case blanche a2 · Pion blanc sur case noire b2 · Pion blanc sur case blanche c2 · Pion blanc sur case noire d2 · Pion blanc sur case blanche e2 · Dame blanche sur case noire a1 · Roi blanc sur case blanche b1 · Fou blanc sur case noire c1 · Cavalier blanc sur case blanche d1 · Tour blanche sur case noire e1 | 6 |
| 5 | Dame noire sur case blanche a6 · Roi noir sur case noire b6 · Fou noir sur case blanche c6 · Cavalier noir sur case noire d6 · Tour noire sur case blanche e6 · Pion noir sur case noire a5 · Pion noir sur case blanche b5 · Pion noir sur case noire c5 · Pion noir sur case blanche d5 · Pion noir sur case noire e5 · Case blanche a4 vide · Case noire b4 vide · Case blanche c4 vide · Case noire d4 vide · Case blanche e4 vide · Case noire a3 vide · Case blanche b3 vide · Case noire c3 vide · Case blanche d3 vide · Case noire e3 vide · Pion blanc sur case blanche a2 · Pion blanc sur case noire b2 · Pion blanc sur case blanche c2 · Pion blanc sur case noire d2 · Pion blanc sur case blanche e2 · Dame blanche sur case noire a1 · Roi blanc sur case blanche b1 · Fou blanc sur case noire c1 · Cavalier blanc sur case blanche d1 · Tour blanche sur case noire e1 | Dame noire sur case blanche a6 · Roi noir sur case noire b6 · Fou noir sur case blanche c6 · Cavalier noir sur case noire d6 · Tour noire sur case blanche e6 · Pion noir sur case noire a5 · Pion noir sur case blanche b5 · Pion noir sur case noire c5 · Pion noir sur case blanche d5 · Pion noir sur case noire e5 · Case blanche a4 vide · Case noire b4 vide · Case blanche c4 vide · Case noire d4 vide · Case blanche e4 vide · Case noire a3 vide · Case blanche b3 vide · Case noire c3 vide · Case blanche d3 vide · Case noire e3 vide · Pion blanc sur case blanche a2 · Pion blanc sur case noire b2 · Pion blanc sur case blanche c2 · Pion blanc sur case noire d2 · Pion blanc sur case blanche e2 · Dame blanche sur case noire a1 · Roi blanc sur case blanche b1 · Fou blanc sur case noire c1 · Cavalier blanc sur case blanche d1 · Tour blanche sur case noire e1 | Dame noire sur case blanche a6 · Roi noir sur case noire b6 · Fou noir sur case blanche c6 · Cavalier noir sur case noire d6 · Tour noire sur case blanche e6 · Pion noir sur case noire a5 · Pion noir sur case blanche b5 · Pion noir sur case noire c5 · Pion noir sur case blanche d5 · Pion noir sur case noire e5 · Case blanche a4 vide · Case noire b4 vide · Case blanche c4 vide · Case noire d4 vide · Case blanche e4 vide · Case noire a3 vide · Case blanche b3 vide · Case noire c3 vide · Case blanche d3 vide · Case noire e3 vide · Pion blanc sur case blanche a2 · Pion blanc sur case noire b2 · Pion blanc sur case blanche c2 · Pion blanc sur case noire d2 · Pion blanc sur case blanche e2 · Dame blanche sur case noire a1 · Roi blanc sur case blanche b1 · Fou blanc sur case noire c1 · Cavalier blanc sur case blanche d1 · Tour blanche sur case noire e1 | Dame noire sur case blanche a6 · Roi noir sur case noire b6 · Fou noir sur case blanche c6 · Cavalier noir sur case noire d6 · Tour noire sur case blanche e6 · Pion noir sur case noire a5 · Pion noir sur case blanche b5 · Pion noir sur case noire c5 · Pion noir sur case blanche d5 · Pion noir sur case noire e5 · Case blanche a4 vide · Case noire b4 vide · Case blanche c4 vide · Case noire d4 vide · Case blanche e4 vide · Case noire a3 vide · Case blanche b3 vide · Case noire c3 vide · Case blanche d3 vide · Case noire e3 vide · Pion blanc sur case blanche a2 · Pion blanc sur case noire b2 · Pion blanc sur case blanche c2 · Pion blanc sur case noire d2 · Pion blanc sur case blanche e2 · Dame blanche sur case noire a1 · Roi blanc sur case blanche b1 · Fou blanc sur case noire c1 · Cavalier blanc sur case blanche d1 · Tour blanche sur case noire e1 | Dame noire sur case blanche a6 · Roi noir sur case noire b6 · Fou noir sur case blanche c6 · Cavalier noir sur case noire d6 · Tour noire sur case blanche e6 · Pion noir sur case noire a5 · Pion noir sur case blanche b5 · Pion noir sur case noire c5 · Pion noir sur case blanche d5 · Pion noir sur case noire e5 · Case blanche a4 vide · Case noire b4 vide · Case blanche c4 vide · Case noire d4 vide · Case blanche e4 vide · Case noire a3 vide · Case blanche b3 vide · Case noire c3 vide · Case blanche d3 vide · Case noire e3 vide · Pion blanc sur case blanche a2 · Pion blanc sur case noire b2 · Pion blanc sur case blanche c2 · Pion blanc sur case noire d2 · Pion blanc sur case blanche e2 · Dame blanche sur case noire a1 · Roi blanc sur case blanche b1 · Fou blanc sur case noire c1 · Cavalier blanc sur case blanche d1 · Tour blanche sur case noire e1 | 5 |
| 4 | Dame noire sur case blanche a6 · Roi noir sur case noire b6 · Fou noir sur case blanche c6 · Cavalier noir sur case noire d6 · Tour noire sur case blanche e6 · Pion noir sur case noire a5 · Pion noir sur case blanche b5 · Pion noir sur case noire c5 · Pion noir sur case blanche d5 · Pion noir sur case noire e5 · Case blanche a4 vide · Case noire b4 vide · Case blanche c4 vide · Case noire d4 vide · Case blanche e4 vide · Case noire a3 vide · Case blanche b3 vide · Case noire c3 vide · Case blanche d3 vide · Case noire e3 vide · Pion blanc sur case blanche a2 · Pion blanc sur case noire b2 · Pion blanc sur case blanche c2 · Pion blanc sur case noire d2 · Pion blanc sur case blanche e2 · Dame blanche sur case noire a1 · Roi blanc sur case blanche b1 · Fou blanc sur case noire c1 · Cavalier blanc sur case blanche d1 · Tour blanche sur case noire e1 | Dame noire sur case blanche a6 · Roi noir sur case noire b6 · Fou noir sur case blanche c6 · Cavalier noir sur case noire d6 · Tour noire sur case blanche e6 · Pion noir sur case noire a5 · Pion noir sur case blanche b5 · Pion noir sur case noire c5 · Pion noir sur case blanche d5 · Pion noir sur case noire e5 · Case blanche a4 vide · Case noire b4 vide · Case blanche c4 vide · Case noire d4 vide · Case blanche e4 vide · Case noire a3 vide · Case blanche b3 vide · Case noire c3 vide · Case blanche d3 vide · Case noire e3 vide · Pion blanc sur case blanche a2 · Pion blanc sur case noire b2 · Pion blanc sur case blanche c2 · Pion blanc sur case noire d2 · Pion blanc sur case blanche e2 · Dame blanche sur case noire a1 · Roi blanc sur case blanche b1 · Fou blanc sur case noire c1 · Cavalier blanc sur case blanche d1 · Tour blanche sur case noire e1 | Dame noire sur case blanche a6 · Roi noir sur case noire b6 · Fou noir sur case blanche c6 · Cavalier noir sur case noire d6 · Tour noire sur case blanche e6 · Pion noir sur case noire a5 · Pion noir sur case blanche b5 · Pion noir sur case noire c5 · Pion noir sur case blanche d5 · Pion noir sur case noire e5 · Case blanche a4 vide · Case noire b4 vide · Case blanche c4 vide · Case noire d4 vide · Case blanche e4 vide · Case noire a3 vide · Case blanche b3 vide · Case noire c3 vide · Case blanche d3 vide · Case noire e3 vide · Pion blanc sur case blanche a2 · Pion blanc sur case noire b2 · Pion blanc sur case blanche c2 · Pion blanc sur case noire d2 · Pion blanc sur case blanche e2 · Dame blanche sur case noire a1 · Roi blanc sur case blanche b1 · Fou blanc sur case noire c1 · Cavalier blanc sur case blanche d1 · Tour blanche sur case noire e1 | Dame noire sur case blanche a6 · Roi noir sur case noire b6 · Fou noir sur case blanche c6 · Cavalier noir sur case noire d6 · Tour noire sur case blanche e6 · Pion noir sur case noire a5 · Pion noir sur case blanche b5 · Pion noir sur case noire c5 · Pion noir sur case blanche d5 · Pion noir sur case noire e5 · Case blanche a4 vide · Case noire b4 vide · Case blanche c4 vide · Case noire d4 vide · Case blanche e4 vide · Case noire a3 vide · Case blanche b3 vide · Case noire c3 vide · Case blanche d3 vide · Case noire e3 vide · Pion blanc sur case blanche a2 · Pion blanc sur case noire b2 · Pion blanc sur case blanche c2 · Pion blanc sur case noire d2 · Pion blanc sur case blanche e2 · Dame blanche sur case noire a1 · Roi blanc sur case blanche b1 · Fou blanc sur case noire c1 · Cavalier blanc sur case blanche d1 · Tour blanche sur case noire e1 | Dame noire sur case blanche a6 · Roi noir sur case noire b6 · Fou noir sur case blanche c6 · Cavalier noir sur case noire d6 · Tour noire sur case blanche e6 · Pion noir sur case noire a5 · Pion noir sur case blanche b5 · Pion noir sur case noire c5 · Pion noir sur case blanche d5 · Pion noir sur case noire e5 · Case blanche a4 vide · Case noire b4 vide · Case blanche c4 vide · Case noire d4 vide · Case blanche e4 vide · Case noire a3 vide · Case blanche b3 vide · Case noire c3 vide · Case blanche d3 vide · Case noire e3 vide · Pion blanc sur case blanche a2 · Pion blanc sur case noire b2 · Pion blanc sur case blanche c2 · Pion blanc sur case noire d2 · Pion blanc sur case blanche e2 · Dame blanche sur case noire a1 · Roi blanc sur case blanche b1 · Fou blanc sur case noire c1 · Cavalier blanc sur case blanche d1 · Tour blanche sur case noire e1 | 4 |
| 3 | Dame noire sur case blanche a6 · Roi noir sur case noire b6 · Fou noir sur case blanche c6 · Cavalier noir sur case noire d6 · Tour noire sur case blanche e6 · Pion noir sur case noire a5 · Pion noir sur case blanche b5 · Pion noir sur case noire c5 · Pion noir sur case blanche d5 · Pion noir sur case noire e5 · Case blanche a4 vide · Case noire b4 vide · Case blanche c4 vide · Case noire d4 vide · Case blanche e4 vide · Case noire a3 vide · Case blanche b3 vide · Case noire c3 vide · Case blanche d3 vide · Case noire e3 vide · Pion blanc sur case blanche a2 · Pion blanc sur case noire b2 · Pion blanc sur case blanche c2 · Pion blanc sur case noire d2 · Pion blanc sur case blanche e2 · Dame blanche sur case noire a1 · Roi blanc sur case blanche b1 · Fou blanc sur case noire c1 · Cavalier blanc sur case blanche d1 · Tour blanche sur case noire e1 | Dame noire sur case blanche a6 · Roi noir sur case noire b6 · Fou noir sur case blanche c6 · Cavalier noir sur case noire d6 · Tour noire sur case blanche e6 · Pion noir sur case noire a5 · Pion noir sur case blanche b5 · Pion noir sur case noire c5 · Pion noir sur case blanche d5 · Pion noir sur case noire e5 · Case blanche a4 vide · Case noire b4 vide · Case blanche c4 vide · Case noire d4 vide · Case blanche e4 vide · Case noire a3 vide · Case blanche b3 vide · Case noire c3 vide · Case blanche d3 vide · Case noire e3 vide · Pion blanc sur case blanche a2 · Pion blanc sur case noire b2 · Pion blanc sur case blanche c2 · Pion blanc sur case noire d2 · Pion blanc sur case blanche e2 · Dame blanche sur case noire a1 · Roi blanc sur case blanche b1 · Fou blanc sur case noire c1 · Cavalier blanc sur case blanche d1 · Tour blanche sur case noire e1 | Dame noire sur case blanche a6 · Roi noir sur case noire b6 · Fou noir sur case blanche c6 · Cavalier noir sur case noire d6 · Tour noire sur case blanche e6 · Pion noir sur case noire a5 · Pion noir sur case blanche b5 · Pion noir sur case noire c5 · Pion noir sur case blanche d5 · Pion noir sur case noire e5 · Case blanche a4 vide · Case noire b4 vide · Case blanche c4 vide · Case noire d4 vide · Case blanche e4 vide · Case noire a3 vide · Case blanche b3 vide · Case noire c3 vide · Case blanche d3 vide · Case noire e3 vide · Pion blanc sur case blanche a2 · Pion blanc sur case noire b2 · Pion blanc sur case blanche c2 · Pion blanc sur case noire d2 · Pion blanc sur case blanche e2 · Dame blanche sur case noire a1 · Roi blanc sur case blanche b1 · Fou blanc sur case noire c1 · Cavalier blanc sur case blanche d1 · Tour blanche sur case noire e1 | Dame noire sur case blanche a6 · Roi noir sur case noire b6 · Fou noir sur case blanche c6 · Cavalier noir sur case noire d6 · Tour noire sur case blanche e6 · Pion noir sur case noire a5 · Pion noir sur case blanche b5 · Pion noir sur case noire c5 · Pion noir sur case blanche d5 · Pion noir sur case noire e5 · Case blanche a4 vide · Case noire b4 vide · Case blanche c4 vide · Case noire d4 vide · Case blanche e4 vide · Case noire a3 vide · Case blanche b3 vide · Case noire c3 vide · Case blanche d3 vide · Case noire e3 vide · Pion blanc sur case blanche a2 · Pion blanc sur case noire b2 · Pion blanc sur case blanche c2 · Pion blanc sur case noire d2 · Pion blanc sur case blanche e2 · Dame blanche sur case noire a1 · Roi blanc sur case blanche b1 · Fou blanc sur case noire c1 · Cavalier blanc sur case blanche d1 · Tour blanche sur case noire e1 | Dame noire sur case blanche a6 · Roi noir sur case noire b6 · Fou noir sur case blanche c6 · Cavalier noir sur case noire d6 · Tour noire sur case blanche e6 · Pion noir sur case noire a5 · Pion noir sur case blanche b5 · Pion noir sur case noire c5 · Pion noir sur case blanche d5 · Pion noir sur case noire e5 · Case blanche a4 vide · Case noire b4 vide · Case blanche c4 vide · Case noire d4 vide · Case blanche e4 vide · Case noire a3 vide · Case blanche b3 vide · Case noire c3 vide · Case blanche d3 vide · Case noire e3 vide · Pion blanc sur case blanche a2 · Pion blanc sur case noire b2 · Pion blanc sur case blanche c2 · Pion blanc sur case noire d2 · Pion blanc sur case blanche e2 · Dame blanche sur case noire a1 · Roi blanc sur case blanche b1 · Fou blanc sur case noire c1 · Cavalier blanc sur case blanche d1 · Tour blanche sur case noire e1 | 3 |
| 2 | Dame noire sur case blanche a6 · Roi noir sur case noire b6 · Fou noir sur case blanche c6 · Cavalier noir sur case noire d6 · Tour noire sur case blanche e6 · Pion noir sur case noire a5 · Pion noir sur case blanche b5 · Pion noir sur case noire c5 · Pion noir sur case blanche d5 · Pion noir sur case noire e5 · Case blanche a4 vide · Case noire b4 vide · Case blanche c4 vide · Case noire d4 vide · Case blanche e4 vide · Case noire a3 vide · Case blanche b3 vide · Case noire c3 vide · Case blanche d3 vide · Case noire e3 vide · Pion blanc sur case blanche a2 · Pion blanc sur case noire b2 · Pion blanc sur case blanche c2 · Pion blanc sur case noire d2 · Pion blanc sur case blanche e2 · Dame blanche sur case noire a1 · Roi blanc sur case blanche b1 · Fou blanc sur case noire c1 · Cavalier blanc sur case blanche d1 · Tour blanche sur case noire e1 | Dame noire sur case blanche a6 · Roi noir sur case noire b6 · Fou noir sur case blanche c6 · Cavalier noir sur case noire d6 · Tour noire sur case blanche e6 · Pion noir sur case noire a5 · Pion noir sur case blanche b5 · Pion noir sur case noire c5 · Pion noir sur case blanche d5 · Pion noir sur case noire e5 · Case blanche a4 vide · Case noire b4 vide · Case blanche c4 vide · Case noire d4 vide · Case blanche e4 vide · Case noire a3 vide · Case blanche b3 vide · Case noire c3 vide · Case blanche d3 vide · Case noire e3 vide · Pion blanc sur case blanche a2 · Pion blanc sur case noire b2 · Pion blanc sur case blanche c2 · Pion blanc sur case noire d2 · Pion blanc sur case blanche e2 · Dame blanche sur case noire a1 · Roi blanc sur case blanche b1 · Fou blanc sur case noire c1 · Cavalier blanc sur case blanche d1 · Tour blanche sur case noire e1 | Dame noire sur case blanche a6 · Roi noir sur case noire b6 · Fou noir sur case blanche c6 · Cavalier noir sur case noire d6 · Tour noire sur case blanche e6 · Pion noir sur case noire a5 · Pion noir sur case blanche b5 · Pion noir sur case noire c5 · Pion noir sur case blanche d5 · Pion noir sur case noire e5 · Case blanche a4 vide · Case noire b4 vide · Case blanche c4 vide · Case noire d4 vide · Case blanche e4 vide · Case noire a3 vide · Case blanche b3 vide · Case noire c3 vide · Case blanche d3 vide · Case noire e3 vide · Pion blanc sur case blanche a2 · Pion blanc sur case noire b2 · Pion blanc sur case blanche c2 · Pion blanc sur case noire d2 · Pion blanc sur case blanche e2 · Dame blanche sur case noire a1 · Roi blanc sur case blanche b1 · Fou blanc sur case noire c1 · Cavalier blanc sur case blanche d1 · Tour blanche sur case noire e1 | Dame noire sur case blanche a6 · Roi noir sur case noire b6 · Fou noir sur case blanche c6 · Cavalier noir sur case noire d6 · Tour noire sur case blanche e6 · Pion noir sur case noire a5 · Pion noir sur case blanche b5 · Pion noir sur case noire c5 · Pion noir sur case blanche d5 · Pion noir sur case noire e5 · Case blanche a4 vide · Case noire b4 vide · Case blanche c4 vide · Case noire d4 vide · Case blanche e4 vide · Case noire a3 vide · Case blanche b3 vide · Case noire c3 vide · Case blanche d3 vide · Case noire e3 vide · Pion blanc sur case blanche a2 · Pion blanc sur case noire b2 · Pion blanc sur case blanche c2 · Pion blanc sur case noire d2 · Pion blanc sur case blanche e2 · Dame blanche sur case noire a1 · Roi blanc sur case blanche b1 · Fou blanc sur case noire c1 · Cavalier blanc sur case blanche d1 · Tour blanche sur case noire e1 | Dame noire sur case blanche a6 · Roi noir sur case noire b6 · Fou noir sur case blanche c6 · Cavalier noir sur case noire d6 · Tour noire sur case blanche e6 · Pion noir sur case noire a5 · Pion noir sur case blanche b5 · Pion noir sur case noire c5 · Pion noir sur case blanche d5 · Pion noir sur case noire e5 · Case blanche a4 vide · Case noire b4 vide · Case blanche c4 vide · Case noire d4 vide · Case blanche e4 vide · Case noire a3 vide · Case blanche b3 vide · Case noire c3 vide · Case blanche d3 vide · Case noire e3 vide · Pion blanc sur case blanche a2 · Pion blanc sur case noire b2 · Pion blanc sur case blanche c2 · Pion blanc sur case noire d2 · Pion blanc sur case blanche e2 · Dame blanche sur case noire a1 · Roi blanc sur case blanche b1 · Fou blanc sur case noire c1 · Cavalier blanc sur case blanche d1 · Tour blanche sur case noire e1 | 2 |
| 1 | Dame noire sur case blanche a6 · Roi noir sur case noire b6 · Fou noir sur case blanche c6 · Cavalier noir sur case noire d6 · Tour noire sur case blanche e6 · Pion noir sur case noire a5 · Pion noir sur case blanche b5 · Pion noir sur case noire c5 · Pion noir sur case blanche d5 · Pion noir sur case noire e5 · Case blanche a4 vide · Case noire b4 vide · Case blanche c4 vide · Case noire d4 vide · Case blanche e4 vide · Case noire a3 vide · Case blanche b3 vide · Case noire c3 vide · Case blanche d3 vide · Case noire e3 vide · Pion blanc sur case blanche a2 · Pion blanc sur case noire b2 · Pion blanc sur case blanche c2 · Pion blanc sur case noire d2 · Pion blanc sur case blanche e2 · Dame blanche sur case noire a1 · Roi blanc sur case blanche b1 · Fou blanc sur case noire c1 · Cavalier blanc sur case blanche d1 · Tour blanche sur case noire e1 | Dame noire sur case blanche a6 · Roi noir sur case noire b6 · Fou noir sur case blanche c6 · Cavalier noir sur case noire d6 · Tour noire sur case blanche e6 · Pion noir sur case noire a5 · Pion noir sur case blanche b5 · Pion noir sur case noire c5 · Pion noir sur case blanche d5 · Pion noir sur case noire e5 · Case blanche a4 vide · Case noire b4 vide · Case blanche c4 vide · Case noire d4 vide · Case blanche e4 vide · Case noire a3 vide · Case blanche b3 vide · Case noire c3 vide · Case blanche d3 vide · Case noire e3 vide · Pion blanc sur case blanche a2 · Pion blanc sur case noire b2 · Pion blanc sur case blanche c2 · Pion blanc sur case noire d2 · Pion blanc sur case blanche e2 · Dame blanche sur case noire a1 · Roi blanc sur case blanche b1 · Fou blanc sur case noire c1 · Cavalier blanc sur case blanche d1 · Tour blanche sur case noire e1 | Dame noire sur case blanche a6 · Roi noir sur case noire b6 · Fou noir sur case blanche c6 · Cavalier noir sur case noire d6 · Tour noire sur case blanche e6 · Pion noir sur case noire a5 · Pion noir sur case blanche b5 · Pion noir sur case noire c5 · Pion noir sur case blanche d5 · Pion noir sur case noire e5 · Case blanche a4 vide · Case noire b4 vide · Case blanche c4 vide · Case noire d4 vide · Case blanche e4 vide · Case noire a3 vide · Case blanche b3 vide · Case noire c3 vide · Case blanche d3 vide · Case noire e3 vide · Pion blanc sur case blanche a2 · Pion blanc sur case noire b2 · Pion blanc sur case blanche c2 · Pion blanc sur case noire d2 · Pion blanc sur case blanche e2 · Dame blanche sur case noire a1 · Roi blanc sur case blanche b1 · Fou blanc sur case noire c1 · Cavalier blanc sur case blanche d1 · Tour blanche sur case noire e1 | Dame noire sur case blanche a6 · Roi noir sur case noire b6 · Fou noir sur case blanche c6 · Cavalier noir sur case noire d6 · Tour noire sur case blanche e6 · Pion noir sur case noire a5 · Pion noir sur case blanche b5 · Pion noir sur case noire c5 · Pion noir sur case blanche d5 · Pion noir sur case noire e5 · Case blanche a4 vide · Case noire b4 vide · Case blanche c4 vide · Case noire d4 vide · Case blanche e4 vide · Case noire a3 vide · Case blanche b3 vide · Case noire c3 vide · Case blanche d3 vide · Case noire e3 vide · Pion blanc sur case blanche a2 · Pion blanc sur case noire b2 · Pion blanc sur case blanche c2 · Pion blanc sur case noire d2 · Pion blanc sur case blanche e2 · Dame blanche sur case noire a1 · Roi blanc sur case blanche b1 · Fou blanc sur case noire c1 · Cavalier blanc sur case blanche d1 · Tour blanche sur case noire e1 | Dame noire sur case blanche a6 · Roi noir sur case noire b6 · Fou noir sur case blanche c6 · Cavalier noir sur case noire d6 · Tour noire sur case blanche e6 · Pion noir sur case noire a5 · Pion noir sur case blanche b5 · Pion noir sur case noire c5 · Pion noir sur case blanche d5 · Pion noir sur case noire e5 · Case blanche a4 vide · Case noire b4 vide · Case blanche c4 vide · Case noire d4 vide · Case blanche e4 vide · Case noire a3 vide · Case blanche b3 vide · Case noire c3 vide · Case blanche d3 vide · Case noire e3 vide · Pion blanc sur case blanche a2 · Pion blanc sur case noire b2 · Pion blanc sur case blanche c2 · Pion blanc sur case noire d2 · Pion blanc sur case blanche e2 · Dame blanche sur case noire a1 · Roi blanc sur case blanche b1 · Fou blanc sur case noire c1 · Cavalier blanc sur case blanche d1 · Tour blanche sur case noire e1 | 1 |
|   | a | b | c | d | e |   |

|   | a | b | c | d | e |   |
| 6 | Dame noire sur case blanche a6 · Roi noir sur case noire b6 · Fou noir sur case blanche c6 · Cavalier noir sur case noire d6 · Tour noire sur case blanche e6 · Pion noir sur case noire a5 · Pion noir sur case blanche b5 · Pion noir sur case noire c5 · Pion noir sur case blanche d5 · Pion noir sur case noire e5 · Case blanche a4 vide · Case noire b4 vide · Case blanche c4 vide · Case noire d4 vide · Case blanche e4 vide · Case noire a3 vide · Case blanche b3 vide · Case noire c3 vide · Case blanche d3 vide · Case noire e3 vide · Pion blanc sur case blanche a2 · Pion blanc sur case noire b2 · Pion blanc sur case blanche c2 · Pion blanc sur case noire d2 · Pion blanc sur case blanche e2 · Tour blanche sur case noire a1 · Cavalier blanc sur case blanche b1 · Fou blanc sur case noire c1 · Roi blanc sur case blanche d1 · Dame blanche sur case noire e1 | Dame noire sur case blanche a6 · Roi noir sur case noire b6 · Fou noir sur case blanche c6 · Cavalier noir sur case noire d6 · Tour noire sur case blanche e6 · Pion noir sur case noire a5 · Pion noir sur case blanche b5 · Pion noir sur case noire c5 · Pion noir sur case blanche d5 · Pion noir sur case noire e5 · Case blanche a4 vide · Case noire b4 vide · Case blanche c4 vide · Case noire d4 vide · Case blanche e4 vide · Case noire a3 vide · Case blanche b3 vide · Case noire c3 vide · Case blanche d3 vide · Case noire e3 vide · Pion blanc sur case blanche a2 · Pion blanc sur case noire b2 · Pion blanc sur case blanche c2 · Pion blanc sur case noire d2 · Pion blanc sur case blanche e2 · Tour blanche sur case noire a1 · Cavalier blanc sur case blanche b1 · Fou blanc sur case noire c1 · Roi blanc sur case blanche d1 · Dame blanche sur case noire e1 | Dame noire sur case blanche a6 · Roi noir sur case noire b6 · Fou noir sur case blanche c6 · Cavalier noir sur case noire d6 · Tour noire sur case blanche e6 · Pion noir sur case noire a5 · Pion noir sur case blanche b5 · Pion noir sur case noire c5 · Pion noir sur case blanche d5 · Pion noir sur case noire e5 · Case blanche a4 vide · Case noire b4 vide · Case blanche c4 vide · Case noire d4 vide · Case blanche e4 vide · Case noire a3 vide · Case blanche b3 vide · Case noire c3 vide · Case blanche d3 vide · Case noire e3 vide · Pion blanc sur case blanche a2 · Pion blanc sur case noire b2 · Pion blanc sur case blanche c2 · Pion blanc sur case noire d2 · Pion blanc sur case blanche e2 · Tour blanche sur case noire a1 · Cavalier blanc sur case blanche b1 · Fou blanc sur case noire c1 · Roi blanc sur case blanche d1 · Dame blanche sur case noire e1 | Dame noire sur case blanche a6 · Roi noir sur case noire b6 · Fou noir sur case blanche c6 · Cavalier noir sur case noire d6 · Tour noire sur case blanche e6 · Pion noir sur case noire a5 · Pion noir sur case blanche b5 · Pion noir sur case noire c5 · Pion noir sur case blanche d5 · Pion noir sur case noire e5 · Case blanche a4 vide · Case noire b4 vide · Case blanche c4 vide · Case noire d4 vide · Case blanche e4 vide · Case noire a3 vide · Case blanche b3 vide · Case noire c3 vide · Case blanche d3 vide · Case noire e3 vide · Pion blanc sur case blanche a2 · Pion blanc sur case noire b2 · Pion blanc sur case blanche c2 · Pion blanc sur case noire d2 · Pion blanc sur case blanche e2 · Tour blanche sur case noire a1 · Cavalier blanc sur case blanche b1 · Fou blanc sur case noire c1 · Roi blanc sur case blanche d1 · Dame blanche sur case noire e1 | Dame noire sur case blanche a6 · Roi noir sur case noire b6 · Fou noir sur case blanche c6 · Cavalier noir sur case noire d6 · Tour noire sur case blanche e6 · Pion noir sur case noire a5 · Pion noir sur case blanche b5 · Pion noir sur case noire c5 · Pion noir sur case blanche d5 · Pion noir sur case noire e5 · Case blanche a4 vide · Case noire b4 vide · Case blanche c4 vide · Case noire d4 vide · Case blanche e4 vide · Case noire a3 vide · Case blanche b3 vide · Case noire c3 vide · Case blanche d3 vide · Case noire e3 vide · Pion blanc sur case blanche a2 · Pion blanc sur case noire b2 · Pion blanc sur case blanche c2 · Pion blanc sur case noire d2 · Pion blanc sur case blanche e2 · Tour blanche sur case noire a1 · Cavalier blanc sur case blanche b1 · Fou blanc sur case noire c1 · Roi blanc sur case blanche d1 · Dame blanche sur case noire e1 | 6 |
| 5 | Dame noire sur case blanche a6 · Roi noir sur case noire b6 · Fou noir sur case blanche c6 · Cavalier noir sur case noire d6 · Tour noire sur case blanche e6 · Pion noir sur case noire a5 · Pion noir sur case blanche b5 · Pion noir sur case noire c5 · Pion noir sur case blanche d5 · Pion noir sur case noire e5 · Case blanche a4 vide · Case noire b4 vide · Case blanche c4 vide · Case noire d4 vide · Case blanche e4 vide · Case noire a3 vide · Case blanche b3 vide · Case noire c3 vide · Case blanche d3 vide · Case noire e3 vide · Pion blanc sur case blanche a2 · Pion blanc sur case noire b2 · Pion blanc sur case blanche c2 · Pion blanc sur case noire d2 · Pion blanc sur case blanche e2 · Tour blanche sur case noire a1 · Cavalier blanc sur case blanche b1 · Fou blanc sur case noire c1 · Roi blanc sur case blanche d1 · Dame blanche sur case noire e1 | Dame noire sur case blanche a6 · Roi noir sur case noire b6 · Fou noir sur case blanche c6 · Cavalier noir sur case noire d6 · Tour noire sur case blanche e6 · Pion noir sur case noire a5 · Pion noir sur case blanche b5 · Pion noir sur case noire c5 · Pion noir sur case blanche d5 · Pion noir sur case noire e5 · Case blanche a4 vide · Case noire b4 vide · Case blanche c4 vide · Case noire d4 vide · Case blanche e4 vide · Case noire a3 vide · Case blanche b3 vide · Case noire c3 vide · Case blanche d3 vide · Case noire e3 vide · Pion blanc sur case blanche a2 · Pion blanc sur case noire b2 · Pion blanc sur case blanche c2 · Pion blanc sur case noire d2 · Pion blanc sur case blanche e2 · Tour blanche sur case noire a1 · Cavalier blanc sur case blanche b1 · Fou blanc sur case noire c1 · Roi blanc sur case blanche d1 · Dame blanche sur case noire e1 | Dame noire sur case blanche a6 · Roi noir sur case noire b6 · Fou noir sur case blanche c6 · Cavalier noir sur case noire d6 · Tour noire sur case blanche e6 · Pion noir sur case noire a5 · Pion noir sur case blanche b5 · Pion noir sur case noire c5 · Pion noir sur case blanche d5 · Pion noir sur case noire e5 · Case blanche a4 vide · Case noire b4 vide · Case blanche c4 vide · Case noire d4 vide · Case blanche e4 vide · Case noire a3 vide · Case blanche b3 vide · Case noire c3 vide · Case blanche d3 vide · Case noire e3 vide · Pion blanc sur case blanche a2 · Pion blanc sur case noire b2 · Pion blanc sur case blanche c2 · Pion blanc sur case noire d2 · Pion blanc sur case blanche e2 · Tour blanche sur case noire a1 · Cavalier blanc sur case blanche b1 · Fou blanc sur case noire c1 · Roi blanc sur case blanche d1 · Dame blanche sur case noire e1 | Dame noire sur case blanche a6 · Roi noir sur case noire b6 · Fou noir sur case blanche c6 · Cavalier noir sur case noire d6 · Tour noire sur case blanche e6 · Pion noir sur case noire a5 · Pion noir sur case blanche b5 · Pion noir sur case noire c5 · Pion noir sur case blanche d5 · Pion noir sur case noire e5 · Case blanche a4 vide · Case noire b4 vide · Case blanche c4 vide · Case noire d4 vide · Case blanche e4 vide · Case noire a3 vide · Case blanche b3 vide · Case noire c3 vide · Case blanche d3 vide · Case noire e3 vide · Pion blanc sur case blanche a2 · Pion blanc sur case noire b2 · Pion blanc sur case blanche c2 · Pion blanc sur case noire d2 · Pion blanc sur case blanche e2 · Tour blanche sur case noire a1 · Cavalier blanc sur case blanche b1 · Fou blanc sur case noire c1 · Roi blanc sur case blanche d1 · Dame blanche sur case noire e1 | Dame noire sur case blanche a6 · Roi noir sur case noire b6 · Fou noir sur case blanche c6 · Cavalier noir sur case noire d6 · Tour noire sur case blanche e6 · Pion noir sur case noire a5 · Pion noir sur case blanche b5 · Pion noir sur case noire c5 · Pion noir sur case blanche d5 · Pion noir sur case noire e5 · Case blanche a4 vide · Case noire b4 vide · Case blanche c4 vide · Case noire d4 vide · Case blanche e4 vide · Case noire a3 vide · Case blanche b3 vide · Case noire c3 vide · Case blanche d3 vide · Case noire e3 vide · Pion blanc sur case blanche a2 · Pion blanc sur case noire b2 · Pion blanc sur case blanche c2 · Pion blanc sur case noire d2 · Pion blanc sur case blanche e2 · Tour blanche sur case noire a1 · Cavalier blanc sur case blanche b1 · Fou blanc sur case noire c1 · Roi blanc sur case blanche d1 · Dame blanche sur case noire e1 | 5 |
| 4 | Dame noire sur case blanche a6 · Roi noir sur case noire b6 · Fou noir sur case blanche c6 · Cavalier noir sur case noire d6 · Tour noire sur case blanche e6 · Pion noir sur case noire a5 · Pion noir sur case blanche b5 · Pion noir sur case noire c5 · Pion noir sur case blanche d5 · Pion noir sur case noire e5 · Case blanche a4 vide · Case noire b4 vide · Case blanche c4 vide · Case noire d4 vide · Case blanche e4 vide · Case noire a3 vide · Case blanche b3 vide · Case noire c3 vide · Case blanche d3 vide · Case noire e3 vide · Pion blanc sur case blanche a2 · Pion blanc sur case noire b2 · Pion blanc sur case blanche c2 · Pion blanc sur case noire d2 · Pion blanc sur case blanche e2 · Tour blanche sur case noire a1 · Cavalier blanc sur case blanche b1 · Fou blanc sur case noire c1 · Roi blanc sur case blanche d1 · Dame blanche sur case noire e1 | Dame noire sur case blanche a6 · Roi noir sur case noire b6 · Fou noir sur case blanche c6 · Cavalier noir sur case noire d6 · Tour noire sur case blanche e6 · Pion noir sur case noire a5 · Pion noir sur case blanche b5 · Pion noir sur case noire c5 · Pion noir sur case blanche d5 · Pion noir sur case noire e5 · Case blanche a4 vide · Case noire b4 vide · Case blanche c4 vide · Case noire d4 vide · Case blanche e4 vide · Case noire a3 vide · Case blanche b3 vide · Case noire c3 vide · Case blanche d3 vide · Case noire e3 vide · Pion blanc sur case blanche a2 · Pion blanc sur case noire b2 · Pion blanc sur case blanche c2 · Pion blanc sur case noire d2 · Pion blanc sur case blanche e2 · Tour blanche sur case noire a1 · Cavalier blanc sur case blanche b1 · Fou blanc sur case noire c1 · Roi blanc sur case blanche d1 · Dame blanche sur case noire e1 | Dame noire sur case blanche a6 · Roi noir sur case noire b6 · Fou noir sur case blanche c6 · Cavalier noir sur case noire d6 · Tour noire sur case blanche e6 · Pion noir sur case noire a5 · Pion noir sur case blanche b5 · Pion noir sur case noire c5 · Pion noir sur case blanche d5 · Pion noir sur case noire e5 · Case blanche a4 vide · Case noire b4 vide · Case blanche c4 vide · Case noire d4 vide · Case blanche e4 vide · Case noire a3 vide · Case blanche b3 vide · Case noire c3 vide · Case blanche d3 vide · Case noire e3 vide · Pion blanc sur case blanche a2 · Pion blanc sur case noire b2 · Pion blanc sur case blanche c2 · Pion blanc sur case noire d2 · Pion blanc sur case blanche e2 · Tour blanche sur case noire a1 · Cavalier blanc sur case blanche b1 · Fou blanc sur case noire c1 · Roi blanc sur case blanche d1 · Dame blanche sur case noire e1 | Dame noire sur case blanche a6 · Roi noir sur case noire b6 · Fou noir sur case blanche c6 · Cavalier noir sur case noire d6 · Tour noire sur case blanche e6 · Pion noir sur case noire a5 · Pion noir sur case blanche b5 · Pion noir sur case noire c5 · Pion noir sur case blanche d5 · Pion noir sur case noire e5 · Case blanche a4 vide · Case noire b4 vide · Case blanche c4 vide · Case noire d4 vide · Case blanche e4 vide · Case noire a3 vide · Case blanche b3 vide · Case noire c3 vide · Case blanche d3 vide · Case noire e3 vide · Pion blanc sur case blanche a2 · Pion blanc sur case noire b2 · Pion blanc sur case blanche c2 · Pion blanc sur case noire d2 · Pion blanc sur case blanche e2 · Tour blanche sur case noire a1 · Cavalier blanc sur case blanche b1 · Fou blanc sur case noire c1 · Roi blanc sur case blanche d1 · Dame blanche sur case noire e1 | Dame noire sur case blanche a6 · Roi noir sur case noire b6 · Fou noir sur case blanche c6 · Cavalier noir sur case noire d6 · Tour noire sur case blanche e6 · Pion noir sur case noire a5 · Pion noir sur case blanche b5 · Pion noir sur case noire c5 · Pion noir sur case blanche d5 · Pion noir sur case noire e5 · Case blanche a4 vide · Case noire b4 vide · Case blanche c4 vide · Case noire d4 vide · Case blanche e4 vide · Case noire a3 vide · Case blanche b3 vide · Case noire c3 vide · Case blanche d3 vide · Case noire e3 vide · Pion blanc sur case blanche a2 · Pion blanc sur case noire b2 · Pion blanc sur case blanche c2 · Pion blanc sur case noire d2 · Pion blanc sur case blanche e2 · Tour blanche sur case noire a1 · Cavalier blanc sur case blanche b1 · Fou blanc sur case noire c1 · Roi blanc sur case blanche d1 · Dame blanche sur case noire e1 | 4 |
| 3 | Dame noire sur case blanche a6 · Roi noir sur case noire b6 · Fou noir sur case blanche c6 · Cavalier noir sur case noire d6 · Tour noire sur case blanche e6 · Pion noir sur case noire a5 · Pion noir sur case blanche b5 · Pion noir sur case noire c5 · Pion noir sur case blanche d5 · Pion noir sur case noire e5 · Case blanche a4 vide · Case noire b4 vide · Case blanche c4 vide · Case noire d4 vide · Case blanche e4 vide · Case noire a3 vide · Case blanche b3 vide · Case noire c3 vide · Case blanche d3 vide · Case noire e3 vide · Pion blanc sur case blanche a2 · Pion blanc sur case noire b2 · Pion blanc sur case blanche c2 · Pion blanc sur case noire d2 · Pion blanc sur case blanche e2 · Tour blanche sur case noire a1 · Cavalier blanc sur case blanche b1 · Fou blanc sur case noire c1 · Roi blanc sur case blanche d1 · Dame blanche sur case noire e1 | Dame noire sur case blanche a6 · Roi noir sur case noire b6 · Fou noir sur case blanche c6 · Cavalier noir sur case noire d6 · Tour noire sur case blanche e6 · Pion noir sur case noire a5 · Pion noir sur case blanche b5 · Pion noir sur case noire c5 · Pion noir sur case blanche d5 · Pion noir sur case noire e5 · Case blanche a4 vide · Case noire b4 vide · Case blanche c4 vide · Case noire d4 vide · Case blanche e4 vide · Case noire a3 vide · Case blanche b3 vide · Case noire c3 vide · Case blanche d3 vide · Case noire e3 vide · Pion blanc sur case blanche a2 · Pion blanc sur case noire b2 · Pion blanc sur case blanche c2 · Pion blanc sur case noire d2 · Pion blanc sur case blanche e2 · Tour blanche sur case noire a1 · Cavalier blanc sur case blanche b1 · Fou blanc sur case noire c1 · Roi blanc sur case blanche d1 · Dame blanche sur case noire e1 | Dame noire sur case blanche a6 · Roi noir sur case noire b6 · Fou noir sur case blanche c6 · Cavalier noir sur case noire d6 · Tour noire sur case blanche e6 · Pion noir sur case noire a5 · Pion noir sur case blanche b5 · Pion noir sur case noire c5 · Pion noir sur case blanche d5 · Pion noir sur case noire e5 · Case blanche a4 vide · Case noire b4 vide · Case blanche c4 vide · Case noire d4 vide · Case blanche e4 vide · Case noire a3 vide · Case blanche b3 vide · Case noire c3 vide · Case blanche d3 vide · Case noire e3 vide · Pion blanc sur case blanche a2 · Pion blanc sur case noire b2 · Pion blanc sur case blanche c2 · Pion blanc sur case noire d2 · Pion blanc sur case blanche e2 · Tour blanche sur case noire a1 · Cavalier blanc sur case blanche b1 · Fou blanc sur case noire c1 · Roi blanc sur case blanche d1 · Dame blanche sur case noire e1 | Dame noire sur case blanche a6 · Roi noir sur case noire b6 · Fou noir sur case blanche c6 · Cavalier noir sur case noire d6 · Tour noire sur case blanche e6 · Pion noir sur case noire a5 · Pion noir sur case blanche b5 · Pion noir sur case noire c5 · Pion noir sur case blanche d5 · Pion noir sur case noire e5 · Case blanche a4 vide · Case noire b4 vide · Case blanche c4 vide · Case noire d4 vide · Case blanche e4 vide · Case noire a3 vide · Case blanche b3 vide · Case noire c3 vide · Case blanche d3 vide · Case noire e3 vide · Pion blanc sur case blanche a2 · Pion blanc sur case noire b2 · Pion blanc sur case blanche c2 · Pion blanc sur case noire d2 · Pion blanc sur case blanche e2 · Tour blanche sur case noire a1 · Cavalier blanc sur case blanche b1 · Fou blanc sur case noire c1 · Roi blanc sur case blanche d1 · Dame blanche sur case noire e1 | Dame noire sur case blanche a6 · Roi noir sur case noire b6 · Fou noir sur case blanche c6 · Cavalier noir sur case noire d6 · Tour noire sur case blanche e6 · Pion noir sur case noire a5 · Pion noir sur case blanche b5 · Pion noir sur case noire c5 · Pion noir sur case blanche d5 · Pion noir sur case noire e5 · Case blanche a4 vide · Case noire b4 vide · Case blanche c4 vide · Case noire d4 vide · Case blanche e4 vide · Case noire a3 vide · Case blanche b3 vide · Case noire c3 vide · Case blanche d3 vide · Case noire e3 vide · Pion blanc sur case blanche a2 · Pion blanc sur case noire b2 · Pion blanc sur case blanche c2 · Pion blanc sur case noire d2 · Pion blanc sur case blanche e2 · Tour blanche sur case noire a1 · Cavalier blanc sur case blanche b1 · Fou blanc sur case noire c1 · Roi blanc sur case blanche d1 · Dame blanche sur case noire e1 | 3 |
| 2 | Dame noire sur case blanche a6 · Roi noir sur case noire b6 · Fou noir sur case blanche c6 · Cavalier noir sur case noire d6 · Tour noire sur case blanche e6 · Pion noir sur case noire a5 · Pion noir sur case blanche b5 · Pion noir sur case noire c5 · Pion noir sur case blanche d5 · Pion noir sur case noire e5 · Case blanche a4 vide · Case noire b4 vide · Case blanche c4 vide · Case noire d4 vide · Case blanche e4 vide · Case noire a3 vide · Case blanche b3 vide · Case noire c3 vide · Case blanche d3 vide · Case noire e3 vide · Pion blanc sur case blanche a2 · Pion blanc sur case noire b2 · Pion blanc sur case blanche c2 · Pion blanc sur case noire d2 · Pion blanc sur case blanche e2 · Tour blanche sur case noire a1 · Cavalier blanc sur case blanche b1 · Fou blanc sur case noire c1 · Roi blanc sur case blanche d1 · Dame blanche sur case noire e1 | Dame noire sur case blanche a6 · Roi noir sur case noire b6 · Fou noir sur case blanche c6 · Cavalier noir sur case noire d6 · Tour noire sur case blanche e6 · Pion noir sur case noire a5 · Pion noir sur case blanche b5 · Pion noir sur case noire c5 · Pion noir sur case blanche d5 · Pion noir sur case noire e5 · Case blanche a4 vide · Case noire b4 vide · Case blanche c4 vide · Case noire d4 vide · Case blanche e4 vide · Case noire a3 vide · Case blanche b3 vide · Case noire c3 vide · Case blanche d3 vide · Case noire e3 vide · Pion blanc sur case blanche a2 · Pion blanc sur case noire b2 · Pion blanc sur case blanche c2 · Pion blanc sur case noire d2 · Pion blanc sur case blanche e2 · Tour blanche sur case noire a1 · Cavalier blanc sur case blanche b1 · Fou blanc sur case noire c1 · Roi blanc sur case blanche d1 · Dame blanche sur case noire e1 | Dame noire sur case blanche a6 · Roi noir sur case noire b6 · Fou noir sur case blanche c6 · Cavalier noir sur case noire d6 · Tour noire sur case blanche e6 · Pion noir sur case noire a5 · Pion noir sur case blanche b5 · Pion noir sur case noire c5 · Pion noir sur case blanche d5 · Pion noir sur case noire e5 · Case blanche a4 vide · Case noire b4 vide · Case blanche c4 vide · Case noire d4 vide · Case blanche e4 vide · Case noire a3 vide · Case blanche b3 vide · Case noire c3 vide · Case blanche d3 vide · Case noire e3 vide · Pion blanc sur case blanche a2 · Pion blanc sur case noire b2 · Pion blanc sur case blanche c2 · Pion blanc sur case noire d2 · Pion blanc sur case blanche e2 · Tour blanche sur case noire a1 · Cavalier blanc sur case blanche b1 · Fou blanc sur case noire c1 · Roi blanc sur case blanche d1 · Dame blanche sur case noire e1 | Dame noire sur case blanche a6 · Roi noir sur case noire b6 · Fou noir sur case blanche c6 · Cavalier noir sur case noire d6 · Tour noire sur case blanche e6 · Pion noir sur case noire a5 · Pion noir sur case blanche b5 · Pion noir sur case noire c5 · Pion noir sur case blanche d5 · Pion noir sur case noire e5 · Case blanche a4 vide · Case noire b4 vide · Case blanche c4 vide · Case noire d4 vide · Case blanche e4 vide · Case noire a3 vide · Case blanche b3 vide · Case noire c3 vide · Case blanche d3 vide · Case noire e3 vide · Pion blanc sur case blanche a2 · Pion blanc sur case noire b2 · Pion blanc sur case blanche c2 · Pion blanc sur case noire d2 · Pion blanc sur case blanche e2 · Tour blanche sur case noire a1 · Cavalier blanc sur case blanche b1 · Fou blanc sur case noire c1 · Roi blanc sur case blanche d1 · Dame blanche sur case noire e1 | Dame noire sur case blanche a6 · Roi noir sur case noire b6 · Fou noir sur case blanche c6 · Cavalier noir sur case noire d6 · Tour noire sur case blanche e6 · Pion noir sur case noire a5 · Pion noir sur case blanche b5 · Pion noir sur case noire c5 · Pion noir sur case blanche d5 · Pion noir sur case noire e5 · Case blanche a4 vide · Case noire b4 vide · Case blanche c4 vide · Case noire d4 vide · Case blanche e4 vide · Case noire a3 vide · Case blanche b3 vide · Case noire c3 vide · Case blanche d3 vide · Case noire e3 vide · Pion blanc sur case blanche a2 · Pion blanc sur case noire b2 · Pion blanc sur case blanche c2 · Pion blanc sur case noire d2 · Pion blanc sur case blanche e2 · Tour blanche sur case noire a1 · Cavalier blanc sur case blanche b1 · Fou blanc sur case noire c1 · Roi blanc sur case blanche d1 · Dame blanche sur case noire e1 | 2 |
| 1 | Dame noire sur case blanche a6 · Roi noir sur case noire b6 · Fou noir sur case blanche c6 · Cavalier noir sur case noire d6 · Tour noire sur case blanche e6 · Pion noir sur case noire a5 · Pion noir sur case blanche b5 · Pion noir sur case noire c5 · Pion noir sur case blanche d5 · Pion noir sur case noire e5 · Case blanche a4 vide · Case noire b4 vide · Case blanche c4 vide · Case noire d4 vide · Case blanche e4 vide · Case noire a3 vide · Case blanche b3 vide · Case noire c3 vide · Case blanche d3 vide · Case noire e3 vide · Pion blanc sur case blanche a2 · Pion blanc sur case noire b2 · Pion blanc sur case blanche c2 · Pion blanc sur case noire d2 · Pion blanc sur case blanche e2 · Tour blanche sur case noire a1 · Cavalier blanc sur case blanche b1 · Fou blanc sur case noire c1 · Roi blanc sur case blanche d1 · Dame blanche sur case noire e1 | Dame noire sur case blanche a6 · Roi noir sur case noire b6 · Fou noir sur case blanche c6 · Cavalier noir sur case noire d6 · Tour noire sur case blanche e6 · Pion noir sur case noire a5 · Pion noir sur case blanche b5 · Pion noir sur case noire c5 · Pion noir sur case blanche d5 · Pion noir sur case noire e5 · Case blanche a4 vide · Case noire b4 vide · Case blanche c4 vide · Case noire d4 vide · Case blanche e4 vide · Case noire a3 vide · Case blanche b3 vide · Case noire c3 vide · Case blanche d3 vide · Case noire e3 vide · Pion blanc sur case blanche a2 · Pion blanc sur case noire b2 · Pion blanc sur case blanche c2 · Pion blanc sur case noire d2 · Pion blanc sur case blanche e2 · Tour blanche sur case noire a1 · Cavalier blanc sur case blanche b1 · Fou blanc sur case noire c1 · Roi blanc sur case blanche d1 · Dame blanche sur case noire e1 | Dame noire sur case blanche a6 · Roi noir sur case noire b6 · Fou noir sur case blanche c6 · Cavalier noir sur case noire d6 · Tour noire sur case blanche e6 · Pion noir sur case noire a5 · Pion noir sur case blanche b5 · Pion noir sur case noire c5 · Pion noir sur case blanche d5 · Pion noir sur case noire e5 · Case blanche a4 vide · Case noire b4 vide · Case blanche c4 vide · Case noire d4 vide · Case blanche e4 vide · Case noire a3 vide · Case blanche b3 vide · Case noire c3 vide · Case blanche d3 vide · Case noire e3 vide · Pion blanc sur case blanche a2 · Pion blanc sur case noire b2 · Pion blanc sur case blanche c2 · Pion blanc sur case noire d2 · Pion blanc sur case blanche e2 · Tour blanche sur case noire a1 · Cavalier blanc sur case blanche b1 · Fou blanc sur case noire c1 · Roi blanc sur case blanche d1 · Dame blanche sur case noire e1 | Dame noire sur case blanche a6 · Roi noir sur case noire b6 · Fou noir sur case blanche c6 · Cavalier noir sur case noire d6 · Tour noire sur case blanche e6 · Pion noir sur case noire a5 · Pion noir sur case blanche b5 · Pion noir sur case noire c5 · Pion noir sur case blanche d5 · Pion noir sur case noire e5 · Case blanche a4 vide · Case noire b4 vide · Case blanche c4 vide · Case noire d4 vide · Case blanche e4 vide · Case noire a3 vide · Case blanche b3 vide · Case noire c3 vide · Case blanche d3 vide · Case noire e3 vide · Pion blanc sur case blanche a2 · Pion blanc sur case noire b2 · Pion blanc sur case blanche c2 · Pion blanc sur case noire d2 · Pion blanc sur case blanche e2 · Tour blanche sur case noire a1 · Cavalier blanc sur case blanche b1 · Fou blanc sur case noire c1 · Roi blanc sur case blanche d1 · Dame blanche sur case noire e1 | Dame noire sur case blanche a6 · Roi noir sur case noire b6 · Fou noir sur case blanche c6 · Cavalier noir sur case noire d6 · Tour noire sur case blanche e6 · Pion noir sur case noire a5 · Pion noir sur case blanche b5 · Pion noir sur case noire c5 · Pion noir sur case blanche d5 · Pion noir sur case noire e5 · Case blanche a4 vide · Case noire b4 vide · Case blanche c4 vide · Case noire d4 vide · Case blanche e4 vide · Case noire a3 vide · Case blanche b3 vide · Case noire c3 vide · Case blanche d3 vide · Case noire e3 vide · Pion blanc sur case blanche a2 · Pion blanc sur case noire b2 · Pion blanc sur case blanche c2 · Pion blanc sur case noire d2 · Pion blanc sur case blanche e2 · Tour blanche sur case noire a1 · Cavalier blanc sur case blanche b1 · Fou blanc sur case noire c1 · Roi blanc sur case blanche d1 · Dame blanche sur case noire e1 | 1 |
|   | a | b | c | d | e |   |

|   | a | b | c | d | e |   |
| 6 | Tour noire sur case blanche a6 · Fou noir sur case noire b6 · Dame noire sur case blanche c6 · Roi noir sur case noire d6 · Cavalier noir sur case blanche e6 · Pion noir sur case noire a5 · Pion noir sur case blanche b5 · Pion noir sur case noire c5 · Pion noir sur case blanche d5 · Pion noir sur case noire e5 · Case blanche a4 vide · Case noire b4 vide · Case blanche c4 vide · Case noire d4 vide · Case blanche e4 vide · Case noire a3 vide · Case blanche b3 vide · Case noire c3 vide · Case blanche d3 vide · Case noire e3 vide · Pion blanc sur case blanche a2 · Pion blanc sur case noire b2 · Pion blanc sur case blanche c2 · Pion blanc sur case noire d2 · Pion blanc sur case blanche e2 · Tour blanche sur case noire a1 · Fou blanc sur case blanche b1 · Dame blanche sur case noire c1 · Roi blanc sur case blanche d1 · Cavalier blanc sur case noire e1 | Tour noire sur case blanche a6 · Fou noir sur case noire b6 · Dame noire sur case blanche c6 · Roi noir sur case noire d6 · Cavalier noir sur case blanche e6 · Pion noir sur case noire a5 · Pion noir sur case blanche b5 · Pion noir sur case noire c5 · Pion noir sur case blanche d5 · Pion noir sur case noire e5 · Case blanche a4 vide · Case noire b4 vide · Case blanche c4 vide · Case noire d4 vide · Case blanche e4 vide · Case noire a3 vide · Case blanche b3 vide · Case noire c3 vide · Case blanche d3 vide · Case noire e3 vide · Pion blanc sur case blanche a2 · Pion blanc sur case noire b2 · Pion blanc sur case blanche c2 · Pion blanc sur case noire d2 · Pion blanc sur case blanche e2 · Tour blanche sur case noire a1 · Fou blanc sur case blanche b1 · Dame blanche sur case noire c1 · Roi blanc sur case blanche d1 · Cavalier blanc sur case noire e1 | Tour noire sur case blanche a6 · Fou noir sur case noire b6 · Dame noire sur case blanche c6 · Roi noir sur case noire d6 · Cavalier noir sur case blanche e6 · Pion noir sur case noire a5 · Pion noir sur case blanche b5 · Pion noir sur case noire c5 · Pion noir sur case blanche d5 · Pion noir sur case noire e5 · Case blanche a4 vide · Case noire b4 vide · Case blanche c4 vide · Case noire d4 vide · Case blanche e4 vide · Case noire a3 vide · Case blanche b3 vide · Case noire c3 vide · Case blanche d3 vide · Case noire e3 vide · Pion blanc sur case blanche a2 · Pion blanc sur case noire b2 · Pion blanc sur case blanche c2 · Pion blanc sur case noire d2 · Pion blanc sur case blanche e2 · Tour blanche sur case noire a1 · Fou blanc sur case blanche b1 · Dame blanche sur case noire c1 · Roi blanc sur case blanche d1 · Cavalier blanc sur case noire e1 | Tour noire sur case blanche a6 · Fou noir sur case noire b6 · Dame noire sur case blanche c6 · Roi noir sur case noire d6 · Cavalier noir sur case blanche e6 · Pion noir sur case noire a5 · Pion noir sur case blanche b5 · Pion noir sur case noire c5 · Pion noir sur case blanche d5 · Pion noir sur case noire e5 · Case blanche a4 vide · Case noire b4 vide · Case blanche c4 vide · Case noire d4 vide · Case blanche e4 vide · Case noire a3 vide · Case blanche b3 vide · Case noire c3 vide · Case blanche d3 vide · Case noire e3 vide · Pion blanc sur case blanche a2 · Pion blanc sur case noire b2 · Pion blanc sur case blanche c2 · Pion blanc sur case noire d2 · Pion blanc sur case blanche e2 · Tour blanche sur case noire a1 · Fou blanc sur case blanche b1 · Dame blanche sur case noire c1 · Roi blanc sur case blanche d1 · Cavalier blanc sur case noire e1 | Tour noire sur case blanche a6 · Fou noir sur case noire b6 · Dame noire sur case blanche c6 · Roi noir sur case noire d6 · Cavalier noir sur case blanche e6 · Pion noir sur case noire a5 · Pion noir sur case blanche b5 · Pion noir sur case noire c5 · Pion noir sur case blanche d5 · Pion noir sur case noire e5 · Case blanche a4 vide · Case noire b4 vide · Case blanche c4 vide · Case noire d4 vide · Case blanche e4 vide · Case noire a3 vide · Case blanche b3 vide · Case noire c3 vide · Case blanche d3 vide · Case noire e3 vide · Pion blanc sur case blanche a2 · Pion blanc sur case noire b2 · Pion blanc sur case blanche c2 · Pion blanc sur case noire d2 · Pion blanc sur case blanche e2 · Tour blanche sur case noire a1 · Fou blanc sur case blanche b1 · Dame blanche sur case noire c1 · Roi blanc sur case blanche d1 · Cavalier blanc sur case noire e1 | 6 |
| 5 | Tour noire sur case blanche a6 · Fou noir sur case noire b6 · Dame noire sur case blanche c6 · Roi noir sur case noire d6 · Cavalier noir sur case blanche e6 · Pion noir sur case noire a5 · Pion noir sur case blanche b5 · Pion noir sur case noire c5 · Pion noir sur case blanche d5 · Pion noir sur case noire e5 · Case blanche a4 vide · Case noire b4 vide · Case blanche c4 vide · Case noire d4 vide · Case blanche e4 vide · Case noire a3 vide · Case blanche b3 vide · Case noire c3 vide · Case blanche d3 vide · Case noire e3 vide · Pion blanc sur case blanche a2 · Pion blanc sur case noire b2 · Pion blanc sur case blanche c2 · Pion blanc sur case noire d2 · Pion blanc sur case blanche e2 · Tour blanche sur case noire a1 · Fou blanc sur case blanche b1 · Dame blanche sur case noire c1 · Roi blanc sur case blanche d1 · Cavalier blanc sur case noire e1 | Tour noire sur case blanche a6 · Fou noir sur case noire b6 · Dame noire sur case blanche c6 · Roi noir sur case noire d6 · Cavalier noir sur case blanche e6 · Pion noir sur case noire a5 · Pion noir sur case blanche b5 · Pion noir sur case noire c5 · Pion noir sur case blanche d5 · Pion noir sur case noire e5 · Case blanche a4 vide · Case noire b4 vide · Case blanche c4 vide · Case noire d4 vide · Case blanche e4 vide · Case noire a3 vide · Case blanche b3 vide · Case noire c3 vide · Case blanche d3 vide · Case noire e3 vide · Pion blanc sur case blanche a2 · Pion blanc sur case noire b2 · Pion blanc sur case blanche c2 · Pion blanc sur case noire d2 · Pion blanc sur case blanche e2 · Tour blanche sur case noire a1 · Fou blanc sur case blanche b1 · Dame blanche sur case noire c1 · Roi blanc sur case blanche d1 · Cavalier blanc sur case noire e1 | Tour noire sur case blanche a6 · Fou noir sur case noire b6 · Dame noire sur case blanche c6 · Roi noir sur case noire d6 · Cavalier noir sur case blanche e6 · Pion noir sur case noire a5 · Pion noir sur case blanche b5 · Pion noir sur case noire c5 · Pion noir sur case blanche d5 · Pion noir sur case noire e5 · Case blanche a4 vide · Case noire b4 vide · Case blanche c4 vide · Case noire d4 vide · Case blanche e4 vide · Case noire a3 vide · Case blanche b3 vide · Case noire c3 vide · Case blanche d3 vide · Case noire e3 vide · Pion blanc sur case blanche a2 · Pion blanc sur case noire b2 · Pion blanc sur case blanche c2 · Pion blanc sur case noire d2 · Pion blanc sur case blanche e2 · Tour blanche sur case noire a1 · Fou blanc sur case blanche b1 · Dame blanche sur case noire c1 · Roi blanc sur case blanche d1 · Cavalier blanc sur case noire e1 | Tour noire sur case blanche a6 · Fou noir sur case noire b6 · Dame noire sur case blanche c6 · Roi noir sur case noire d6 · Cavalier noir sur case blanche e6 · Pion noir sur case noire a5 · Pion noir sur case blanche b5 · Pion noir sur case noire c5 · Pion noir sur case blanche d5 · Pion noir sur case noire e5 · Case blanche a4 vide · Case noire b4 vide · Case blanche c4 vide · Case noire d4 vide · Case blanche e4 vide · Case noire a3 vide · Case blanche b3 vide · Case noire c3 vide · Case blanche d3 vide · Case noire e3 vide · Pion blanc sur case blanche a2 · Pion blanc sur case noire b2 · Pion blanc sur case blanche c2 · Pion blanc sur case noire d2 · Pion blanc sur case blanche e2 · Tour blanche sur case noire a1 · Fou blanc sur case blanche b1 · Dame blanche sur case noire c1 · Roi blanc sur case blanche d1 · Cavalier blanc sur case noire e1 | Tour noire sur case blanche a6 · Fou noir sur case noire b6 · Dame noire sur case blanche c6 · Roi noir sur case noire d6 · Cavalier noir sur case blanche e6 · Pion noir sur case noire a5 · Pion noir sur case blanche b5 · Pion noir sur case noire c5 · Pion noir sur case blanche d5 · Pion noir sur case noire e5 · Case blanche a4 vide · Case noire b4 vide · Case blanche c4 vide · Case noire d4 vide · Case blanche e4 vide · Case noire a3 vide · Case blanche b3 vide · Case noire c3 vide · Case blanche d3 vide · Case noire e3 vide · Pion blanc sur case blanche a2 · Pion blanc sur case noire b2 · Pion blanc sur case blanche c2 · Pion blanc sur case noire d2 · Pion blanc sur case blanche e2 · Tour blanche sur case noire a1 · Fou blanc sur case blanche b1 · Dame blanche sur case noire c1 · Roi blanc sur case blanche d1 · Cavalier blanc sur case noire e1 | 5 |
| 4 | Tour noire sur case blanche a6 · Fou noir sur case noire b6 · Dame noire sur case blanche c6 · Roi noir sur case noire d6 · Cavalier noir sur case blanche e6 · Pion noir sur case noire a5 · Pion noir sur case blanche b5 · Pion noir sur case noire c5 · Pion noir sur case blanche d5 · Pion noir sur case noire e5 · Case blanche a4 vide · Case noire b4 vide · Case blanche c4 vide · Case noire d4 vide · Case blanche e4 vide · Case noire a3 vide · Case blanche b3 vide · Case noire c3 vide · Case blanche d3 vide · Case noire e3 vide · Pion blanc sur case blanche a2 · Pion blanc sur case noire b2 · Pion blanc sur case blanche c2 · Pion blanc sur case noire d2 · Pion blanc sur case blanche e2 · Tour blanche sur case noire a1 · Fou blanc sur case blanche b1 · Dame blanche sur case noire c1 · Roi blanc sur case blanche d1 · Cavalier blanc sur case noire e1 | Tour noire sur case blanche a6 · Fou noir sur case noire b6 · Dame noire sur case blanche c6 · Roi noir sur case noire d6 · Cavalier noir sur case blanche e6 · Pion noir sur case noire a5 · Pion noir sur case blanche b5 · Pion noir sur case noire c5 · Pion noir sur case blanche d5 · Pion noir sur case noire e5 · Case blanche a4 vide · Case noire b4 vide · Case blanche c4 vide · Case noire d4 vide · Case blanche e4 vide · Case noire a3 vide · Case blanche b3 vide · Case noire c3 vide · Case blanche d3 vide · Case noire e3 vide · Pion blanc sur case blanche a2 · Pion blanc sur case noire b2 · Pion blanc sur case blanche c2 · Pion blanc sur case noire d2 · Pion blanc sur case blanche e2 · Tour blanche sur case noire a1 · Fou blanc sur case blanche b1 · Dame blanche sur case noire c1 · Roi blanc sur case blanche d1 · Cavalier blanc sur case noire e1 | Tour noire sur case blanche a6 · Fou noir sur case noire b6 · Dame noire sur case blanche c6 · Roi noir sur case noire d6 · Cavalier noir sur case blanche e6 · Pion noir sur case noire a5 · Pion noir sur case blanche b5 · Pion noir sur case noire c5 · Pion noir sur case blanche d5 · Pion noir sur case noire e5 · Case blanche a4 vide · Case noire b4 vide · Case blanche c4 vide · Case noire d4 vide · Case blanche e4 vide · Case noire a3 vide · Case blanche b3 vide · Case noire c3 vide · Case blanche d3 vide · Case noire e3 vide · Pion blanc sur case blanche a2 · Pion blanc sur case noire b2 · Pion blanc sur case blanche c2 · Pion blanc sur case noire d2 · Pion blanc sur case blanche e2 · Tour blanche sur case noire a1 · Fou blanc sur case blanche b1 · Dame blanche sur case noire c1 · Roi blanc sur case blanche d1 · Cavalier blanc sur case noire e1 | Tour noire sur case blanche a6 · Fou noir sur case noire b6 · Dame noire sur case blanche c6 · Roi noir sur case noire d6 · Cavalier noir sur case blanche e6 · Pion noir sur case noire a5 · Pion noir sur case blanche b5 · Pion noir sur case noire c5 · Pion noir sur case blanche d5 · Pion noir sur case noire e5 · Case blanche a4 vide · Case noire b4 vide · Case blanche c4 vide · Case noire d4 vide · Case blanche e4 vide · Case noire a3 vide · Case blanche b3 vide · Case noire c3 vide · Case blanche d3 vide · Case noire e3 vide · Pion blanc sur case blanche a2 · Pion blanc sur case noire b2 · Pion blanc sur case blanche c2 · Pion blanc sur case noire d2 · Pion blanc sur case blanche e2 · Tour blanche sur case noire a1 · Fou blanc sur case blanche b1 · Dame blanche sur case noire c1 · Roi blanc sur case blanche d1 · Cavalier blanc sur case noire e1 | Tour noire sur case blanche a6 · Fou noir sur case noire b6 · Dame noire sur case blanche c6 · Roi noir sur case noire d6 · Cavalier noir sur case blanche e6 · Pion noir sur case noire a5 · Pion noir sur case blanche b5 · Pion noir sur case noire c5 · Pion noir sur case blanche d5 · Pion noir sur case noire e5 · Case blanche a4 vide · Case noire b4 vide · Case blanche c4 vide · Case noire d4 vide · Case blanche e4 vide · Case noire a3 vide · Case blanche b3 vide · Case noire c3 vide · Case blanche d3 vide · Case noire e3 vide · Pion blanc sur case blanche a2 · Pion blanc sur case noire b2 · Pion blanc sur case blanche c2 · Pion blanc sur case noire d2 · Pion blanc sur case blanche e2 · Tour blanche sur case noire a1 · Fou blanc sur case blanche b1 · Dame blanche sur case noire c1 · Roi blanc sur case blanche d1 · Cavalier blanc sur case noire e1 | 4 |
| 3 | Tour noire sur case blanche a6 · Fou noir sur case noire b6 · Dame noire sur case blanche c6 · Roi noir sur case noire d6 · Cavalier noir sur case blanche e6 · Pion noir sur case noire a5 · Pion noir sur case blanche b5 · Pion noir sur case noire c5 · Pion noir sur case blanche d5 · Pion noir sur case noire e5 · Case blanche a4 vide · Case noire b4 vide · Case blanche c4 vide · Case noire d4 vide · Case blanche e4 vide · Case noire a3 vide · Case blanche b3 vide · Case noire c3 vide · Case blanche d3 vide · Case noire e3 vide · Pion blanc sur case blanche a2 · Pion blanc sur case noire b2 · Pion blanc sur case blanche c2 · Pion blanc sur case noire d2 · Pion blanc sur case blanche e2 · Tour blanche sur case noire a1 · Fou blanc sur case blanche b1 · Dame blanche sur case noire c1 · Roi blanc sur case blanche d1 · Cavalier blanc sur case noire e1 | Tour noire sur case blanche a6 · Fou noir sur case noire b6 · Dame noire sur case blanche c6 · Roi noir sur case noire d6 · Cavalier noir sur case blanche e6 · Pion noir sur case noire a5 · Pion noir sur case blanche b5 · Pion noir sur case noire c5 · Pion noir sur case blanche d5 · Pion noir sur case noire e5 · Case blanche a4 vide · Case noire b4 vide · Case blanche c4 vide · Case noire d4 vide · Case blanche e4 vide · Case noire a3 vide · Case blanche b3 vide · Case noire c3 vide · Case blanche d3 vide · Case noire e3 vide · Pion blanc sur case blanche a2 · Pion blanc sur case noire b2 · Pion blanc sur case blanche c2 · Pion blanc sur case noire d2 · Pion blanc sur case blanche e2 · Tour blanche sur case noire a1 · Fou blanc sur case blanche b1 · Dame blanche sur case noire c1 · Roi blanc sur case blanche d1 · Cavalier blanc sur case noire e1 | Tour noire sur case blanche a6 · Fou noir sur case noire b6 · Dame noire sur case blanche c6 · Roi noir sur case noire d6 · Cavalier noir sur case blanche e6 · Pion noir sur case noire a5 · Pion noir sur case blanche b5 · Pion noir sur case noire c5 · Pion noir sur case blanche d5 · Pion noir sur case noire e5 · Case blanche a4 vide · Case noire b4 vide · Case blanche c4 vide · Case noire d4 vide · Case blanche e4 vide · Case noire a3 vide · Case blanche b3 vide · Case noire c3 vide · Case blanche d3 vide · Case noire e3 vide · Pion blanc sur case blanche a2 · Pion blanc sur case noire b2 · Pion blanc sur case blanche c2 · Pion blanc sur case noire d2 · Pion blanc sur case blanche e2 · Tour blanche sur case noire a1 · Fou blanc sur case blanche b1 · Dame blanche sur case noire c1 · Roi blanc sur case blanche d1 · Cavalier blanc sur case noire e1 | Tour noire sur case blanche a6 · Fou noir sur case noire b6 · Dame noire sur case blanche c6 · Roi noir sur case noire d6 · Cavalier noir sur case blanche e6 · Pion noir sur case noire a5 · Pion noir sur case blanche b5 · Pion noir sur case noire c5 · Pion noir sur case blanche d5 · Pion noir sur case noire e5 · Case blanche a4 vide · Case noire b4 vide · Case blanche c4 vide · Case noire d4 vide · Case blanche e4 vide · Case noire a3 vide · Case blanche b3 vide · Case noire c3 vide · Case blanche d3 vide · Case noire e3 vide · Pion blanc sur case blanche a2 · Pion blanc sur case noire b2 · Pion blanc sur case blanche c2 · Pion blanc sur case noire d2 · Pion blanc sur case blanche e2 · Tour blanche sur case noire a1 · Fou blanc sur case blanche b1 · Dame blanche sur case noire c1 · Roi blanc sur case blanche d1 · Cavalier blanc sur case noire e1 | Tour noire sur case blanche a6 · Fou noir sur case noire b6 · Dame noire sur case blanche c6 · Roi noir sur case noire d6 · Cavalier noir sur case blanche e6 · Pion noir sur case noire a5 · Pion noir sur case blanche b5 · Pion noir sur case noire c5 · Pion noir sur case blanche d5 · Pion noir sur case noire e5 · Case blanche a4 vide · Case noire b4 vide · Case blanche c4 vide · Case noire d4 vide · Case blanche e4 vide · Case noire a3 vide · Case blanche b3 vide · Case noire c3 vide · Case blanche d3 vide · Case noire e3 vide · Pion blanc sur case blanche a2 · Pion blanc sur case noire b2 · Pion blanc sur case blanche c2 · Pion blanc sur case noire d2 · Pion blanc sur case blanche e2 · Tour blanche sur case noire a1 · Fou blanc sur case blanche b1 · Dame blanche sur case noire c1 · Roi blanc sur case blanche d1 · Cavalier blanc sur case noire e1 | 3 |
| 2 | Tour noire sur case blanche a6 · Fou noir sur case noire b6 · Dame noire sur case blanche c6 · Roi noir sur case noire d6 · Cavalier noir sur case blanche e6 · Pion noir sur case noire a5 · Pion noir sur case blanche b5 · Pion noir sur case noire c5 · Pion noir sur case blanche d5 · Pion noir sur case noire e5 · Case blanche a4 vide · Case noire b4 vide · Case blanche c4 vide · Case noire d4 vide · Case blanche e4 vide · Case noire a3 vide · Case blanche b3 vide · Case noire c3 vide · Case blanche d3 vide · Case noire e3 vide · Pion blanc sur case blanche a2 · Pion blanc sur case noire b2 · Pion blanc sur case blanche c2 · Pion blanc sur case noire d2 · Pion blanc sur case blanche e2 · Tour blanche sur case noire a1 · Fou blanc sur case blanche b1 · Dame blanche sur case noire c1 · Roi blanc sur case blanche d1 · Cavalier blanc sur case noire e1 | Tour noire sur case blanche a6 · Fou noir sur case noire b6 · Dame noire sur case blanche c6 · Roi noir sur case noire d6 · Cavalier noir sur case blanche e6 · Pion noir sur case noire a5 · Pion noir sur case blanche b5 · Pion noir sur case noire c5 · Pion noir sur case blanche d5 · Pion noir sur case noire e5 · Case blanche a4 vide · Case noire b4 vide · Case blanche c4 vide · Case noire d4 vide · Case blanche e4 vide · Case noire a3 vide · Case blanche b3 vide · Case noire c3 vide · Case blanche d3 vide · Case noire e3 vide · Pion blanc sur case blanche a2 · Pion blanc sur case noire b2 · Pion blanc sur case blanche c2 · Pion blanc sur case noire d2 · Pion blanc sur case blanche e2 · Tour blanche sur case noire a1 · Fou blanc sur case blanche b1 · Dame blanche sur case noire c1 · Roi blanc sur case blanche d1 · Cavalier blanc sur case noire e1 | Tour noire sur case blanche a6 · Fou noir sur case noire b6 · Dame noire sur case blanche c6 · Roi noir sur case noire d6 · Cavalier noir sur case blanche e6 · Pion noir sur case noire a5 · Pion noir sur case blanche b5 · Pion noir sur case noire c5 · Pion noir sur case blanche d5 · Pion noir sur case noire e5 · Case blanche a4 vide · Case noire b4 vide · Case blanche c4 vide · Case noire d4 vide · Case blanche e4 vide · Case noire a3 vide · Case blanche b3 vide · Case noire c3 vide · Case blanche d3 vide · Case noire e3 vide · Pion blanc sur case blanche a2 · Pion blanc sur case noire b2 · Pion blanc sur case blanche c2 · Pion blanc sur case noire d2 · Pion blanc sur case blanche e2 · Tour blanche sur case noire a1 · Fou blanc sur case blanche b1 · Dame blanche sur case noire c1 · Roi blanc sur case blanche d1 · Cavalier blanc sur case noire e1 | Tour noire sur case blanche a6 · Fou noir sur case noire b6 · Dame noire sur case blanche c6 · Roi noir sur case noire d6 · Cavalier noir sur case blanche e6 · Pion noir sur case noire a5 · Pion noir sur case blanche b5 · Pion noir sur case noire c5 · Pion noir sur case blanche d5 · Pion noir sur case noire e5 · Case blanche a4 vide · Case noire b4 vide · Case blanche c4 vide · Case noire d4 vide · Case blanche e4 vide · Case noire a3 vide · Case blanche b3 vide · Case noire c3 vide · Case blanche d3 vide · Case noire e3 vide · Pion blanc sur case blanche a2 · Pion blanc sur case noire b2 · Pion blanc sur case blanche c2 · Pion blanc sur case noire d2 · Pion blanc sur case blanche e2 · Tour blanche sur case noire a1 · Fou blanc sur case blanche b1 · Dame blanche sur case noire c1 · Roi blanc sur case blanche d1 · Cavalier blanc sur case noire e1 | Tour noire sur case blanche a6 · Fou noir sur case noire b6 · Dame noire sur case blanche c6 · Roi noir sur case noire d6 · Cavalier noir sur case blanche e6 · Pion noir sur case noire a5 · Pion noir sur case blanche b5 · Pion noir sur case noire c5 · Pion noir sur case blanche d5 · Pion noir sur case noire e5 · Case blanche a4 vide · Case noire b4 vide · Case blanche c4 vide · Case noire d4 vide · Case blanche e4 vide · Case noire a3 vide · Case blanche b3 vide · Case noire c3 vide · Case blanche d3 vide · Case noire e3 vide · Pion blanc sur case blanche a2 · Pion blanc sur case noire b2 · Pion blanc sur case blanche c2 · Pion blanc sur case noire d2 · Pion blanc sur case blanche e2 · Tour blanche sur case noire a1 · Fou blanc sur case blanche b1 · Dame blanche sur case noire c1 · Roi blanc sur case blanche d1 · Cavalier blanc sur case noire e1 | 2 |
| 1 | Tour noire sur case blanche a6 · Fou noir sur case noire b6 · Dame noire sur case blanche c6 · Roi noir sur case noire d6 · Cavalier noir sur case blanche e6 · Pion noir sur case noire a5 · Pion noir sur case blanche b5 · Pion noir sur case noire c5 · Pion noir sur case blanche d5 · Pion noir sur case noire e5 · Case blanche a4 vide · Case noire b4 vide · Case blanche c4 vide · Case noire d4 vide · Case blanche e4 vide · Case noire a3 vide · Case blanche b3 vide · Case noire c3 vide · Case blanche d3 vide · Case noire e3 vide · Pion blanc sur case blanche a2 · Pion blanc sur case noire b2 · Pion blanc sur case blanche c2 · Pion blanc sur case noire d2 · Pion blanc sur case blanche e2 · Tour blanche sur case noire a1 · Fou blanc sur case blanche b1 · Dame blanche sur case noire c1 · Roi blanc sur case blanche d1 · Cavalier blanc sur case noire e1 | Tour noire sur case blanche a6 · Fou noir sur case noire b6 · Dame noire sur case blanche c6 · Roi noir sur case noire d6 · Cavalier noir sur case blanche e6 · Pion noir sur case noire a5 · Pion noir sur case blanche b5 · Pion noir sur case noire c5 · Pion noir sur case blanche d5 · Pion noir sur case noire e5 · Case blanche a4 vide · Case noire b4 vide · Case blanche c4 vide · Case noire d4 vide · Case blanche e4 vide · Case noire a3 vide · Case blanche b3 vide · Case noire c3 vide · Case blanche d3 vide · Case noire e3 vide · Pion blanc sur case blanche a2 · Pion blanc sur case noire b2 · Pion blanc sur case blanche c2 · Pion blanc sur case noire d2 · Pion blanc sur case blanche e2 · Tour blanche sur case noire a1 · Fou blanc sur case blanche b1 · Dame blanche sur case noire c1 · Roi blanc sur case blanche d1 · Cavalier blanc sur case noire e1 | Tour noire sur case blanche a6 · Fou noir sur case noire b6 · Dame noire sur case blanche c6 · Roi noir sur case noire d6 · Cavalier noir sur case blanche e6 · Pion noir sur case noire a5 · Pion noir sur case blanche b5 · Pion noir sur case noire c5 · Pion noir sur case blanche d5 · Pion noir sur case noire e5 · Case blanche a4 vide · Case noire b4 vide · Case blanche c4 vide · Case noire d4 vide · Case blanche e4 vide · Case noire a3 vide · Case blanche b3 vide · Case noire c3 vide · Case blanche d3 vide · Case noire e3 vide · Pion blanc sur case blanche a2 · Pion blanc sur case noire b2 · Pion blanc sur case blanche c2 · Pion blanc sur case noire d2 · Pion blanc sur case blanche e2 · Tour blanche sur case noire a1 · Fou blanc sur case blanche b1 · Dame blanche sur case noire c1 · Roi blanc sur case blanche d1 · Cavalier blanc sur case noire e1 | Tour noire sur case blanche a6 · Fou noir sur case noire b6 · Dame noire sur case blanche c6 · Roi noir sur case noire d6 · Cavalier noir sur case blanche e6 · Pion noir sur case noire a5 · Pion noir sur case blanche b5 · Pion noir sur case noire c5 · Pion noir sur case blanche d5 · Pion noir sur case noire e5 · Case blanche a4 vide · Case noire b4 vide · Case blanche c4 vide · Case noire d4 vide · Case blanche e4 vide · Case noire a3 vide · Case blanche b3 vide · Case noire c3 vide · Case blanche d3 vide · Case noire e3 vide · Pion blanc sur case blanche a2 · Pion blanc sur case noire b2 · Pion blanc sur case blanche c2 · Pion blanc sur case noire d2 · Pion blanc sur case blanche e2 · Tour blanche sur case noire a1 · Fou blanc sur case blanche b1 · Dame blanche sur case noire c1 · Roi blanc sur case blanche d1 · Cavalier blanc sur case noire e1 | Tour noire sur case blanche a6 · Fou noir sur case noire b6 · Dame noire sur case blanche c6 · Roi noir sur case noire d6 · Cavalier noir sur case blanche e6 · Pion noir sur case noire a5 · Pion noir sur case blanche b5 · Pion noir sur case noire c5 · Pion noir sur case blanche d5 · Pion noir sur case noire e5 · Case blanche a4 vide · Case noire b4 vide · Case blanche c4 vide · Case noire d4 vide · Case blanche e4 vide · Case noire a3 vide · Case blanche b3 vide · Case noire c3 vide · Case blanche d3 vide · Case noire e3 vide · Pion blanc sur case blanche a2 · Pion blanc sur case noire b2 · Pion blanc sur case blanche c2 · Pion blanc sur case noire d2 · Pion blanc sur case blanche e2 · Tour blanche sur case noire a1 · Fou blanc sur case blanche b1 · Dame blanche sur case noire c1 · Roi blanc sur case blanche d1 · Cavalier blanc sur case noire e1 | 1 |
|   | a | b | c | d | e |   |

|   | a | b | c | d | e |   |
| 6 | Tour noire sur case blanche a6 · Fou noir sur case noire b6 · Roi noir sur case blanche c6 · Dame noire sur case noire d6 · Cavalier noir sur case blanche e6 · Pion noir sur case noire a5 · Pion noir sur case blanche b5 · Pion noir sur case noire c5 · Pion noir sur case blanche d5 · Pion noir sur case noire e5 · Case blanche a4 vide · Case noire b4 vide · Case blanche c4 vide · Case noire d4 vide · Case blanche e4 vide · Case noire a3 vide · Case blanche b3 vide · Case noire c3 vide · Case blanche d3 vide · Case noire e3 vide · Pion blanc sur case blanche a2 · Pion blanc sur case noire b2 · Pion blanc sur case blanche c2 · Pion blanc sur case noire d2 · Pion blanc sur case blanche e2 · Cavalier blanc sur case noire a1 · Dame blanche sur case blanche b1 · Roi blanc sur case noire c1 · Fou blanc sur case blanche d1 · Tour blanche sur case noire e1 | Tour noire sur case blanche a6 · Fou noir sur case noire b6 · Roi noir sur case blanche c6 · Dame noire sur case noire d6 · Cavalier noir sur case blanche e6 · Pion noir sur case noire a5 · Pion noir sur case blanche b5 · Pion noir sur case noire c5 · Pion noir sur case blanche d5 · Pion noir sur case noire e5 · Case blanche a4 vide · Case noire b4 vide · Case blanche c4 vide · Case noire d4 vide · Case blanche e4 vide · Case noire a3 vide · Case blanche b3 vide · Case noire c3 vide · Case blanche d3 vide · Case noire e3 vide · Pion blanc sur case blanche a2 · Pion blanc sur case noire b2 · Pion blanc sur case blanche c2 · Pion blanc sur case noire d2 · Pion blanc sur case blanche e2 · Cavalier blanc sur case noire a1 · Dame blanche sur case blanche b1 · Roi blanc sur case noire c1 · Fou blanc sur case blanche d1 · Tour blanche sur case noire e1 | Tour noire sur case blanche a6 · Fou noir sur case noire b6 · Roi noir sur case blanche c6 · Dame noire sur case noire d6 · Cavalier noir sur case blanche e6 · Pion noir sur case noire a5 · Pion noir sur case blanche b5 · Pion noir sur case noire c5 · Pion noir sur case blanche d5 · Pion noir sur case noire e5 · Case blanche a4 vide · Case noire b4 vide · Case blanche c4 vide · Case noire d4 vide · Case blanche e4 vide · Case noire a3 vide · Case blanche b3 vide · Case noire c3 vide · Case blanche d3 vide · Case noire e3 vide · Pion blanc sur case blanche a2 · Pion blanc sur case noire b2 · Pion blanc sur case blanche c2 · Pion blanc sur case noire d2 · Pion blanc sur case blanche e2 · Cavalier blanc sur case noire a1 · Dame blanche sur case blanche b1 · Roi blanc sur case noire c1 · Fou blanc sur case blanche d1 · Tour blanche sur case noire e1 | Tour noire sur case blanche a6 · Fou noir sur case noire b6 · Roi noir sur case blanche c6 · Dame noire sur case noire d6 · Cavalier noir sur case blanche e6 · Pion noir sur case noire a5 · Pion noir sur case blanche b5 · Pion noir sur case noire c5 · Pion noir sur case blanche d5 · Pion noir sur case noire e5 · Case blanche a4 vide · Case noire b4 vide · Case blanche c4 vide · Case noire d4 vide · Case blanche e4 vide · Case noire a3 vide · Case blanche b3 vide · Case noire c3 vide · Case blanche d3 vide · Case noire e3 vide · Pion blanc sur case blanche a2 · Pion blanc sur case noire b2 · Pion blanc sur case blanche c2 · Pion blanc sur case noire d2 · Pion blanc sur case blanche e2 · Cavalier blanc sur case noire a1 · Dame blanche sur case blanche b1 · Roi blanc sur case noire c1 · Fou blanc sur case blanche d1 · Tour blanche sur case noire e1 | Tour noire sur case blanche a6 · Fou noir sur case noire b6 · Roi noir sur case blanche c6 · Dame noire sur case noire d6 · Cavalier noir sur case blanche e6 · Pion noir sur case noire a5 · Pion noir sur case blanche b5 · Pion noir sur case noire c5 · Pion noir sur case blanche d5 · Pion noir sur case noire e5 · Case blanche a4 vide · Case noire b4 vide · Case blanche c4 vide · Case noire d4 vide · Case blanche e4 vide · Case noire a3 vide · Case blanche b3 vide · Case noire c3 vide · Case blanche d3 vide · Case noire e3 vide · Pion blanc sur case blanche a2 · Pion blanc sur case noire b2 · Pion blanc sur case blanche c2 · Pion blanc sur case noire d2 · Pion blanc sur case blanche e2 · Cavalier blanc sur case noire a1 · Dame blanche sur case blanche b1 · Roi blanc sur case noire c1 · Fou blanc sur case blanche d1 · Tour blanche sur case noire e1 | 6 |
| 5 | Tour noire sur case blanche a6 · Fou noir sur case noire b6 · Roi noir sur case blanche c6 · Dame noire sur case noire d6 · Cavalier noir sur case blanche e6 · Pion noir sur case noire a5 · Pion noir sur case blanche b5 · Pion noir sur case noire c5 · Pion noir sur case blanche d5 · Pion noir sur case noire e5 · Case blanche a4 vide · Case noire b4 vide · Case blanche c4 vide · Case noire d4 vide · Case blanche e4 vide · Case noire a3 vide · Case blanche b3 vide · Case noire c3 vide · Case blanche d3 vide · Case noire e3 vide · Pion blanc sur case blanche a2 · Pion blanc sur case noire b2 · Pion blanc sur case blanche c2 · Pion blanc sur case noire d2 · Pion blanc sur case blanche e2 · Cavalier blanc sur case noire a1 · Dame blanche sur case blanche b1 · Roi blanc sur case noire c1 · Fou blanc sur case blanche d1 · Tour blanche sur case noire e1 | Tour noire sur case blanche a6 · Fou noir sur case noire b6 · Roi noir sur case blanche c6 · Dame noire sur case noire d6 · Cavalier noir sur case blanche e6 · Pion noir sur case noire a5 · Pion noir sur case blanche b5 · Pion noir sur case noire c5 · Pion noir sur case blanche d5 · Pion noir sur case noire e5 · Case blanche a4 vide · Case noire b4 vide · Case blanche c4 vide · Case noire d4 vide · Case blanche e4 vide · Case noire a3 vide · Case blanche b3 vide · Case noire c3 vide · Case blanche d3 vide · Case noire e3 vide · Pion blanc sur case blanche a2 · Pion blanc sur case noire b2 · Pion blanc sur case blanche c2 · Pion blanc sur case noire d2 · Pion blanc sur case blanche e2 · Cavalier blanc sur case noire a1 · Dame blanche sur case blanche b1 · Roi blanc sur case noire c1 · Fou blanc sur case blanche d1 · Tour blanche sur case noire e1 | Tour noire sur case blanche a6 · Fou noir sur case noire b6 · Roi noir sur case blanche c6 · Dame noire sur case noire d6 · Cavalier noir sur case blanche e6 · Pion noir sur case noire a5 · Pion noir sur case blanche b5 · Pion noir sur case noire c5 · Pion noir sur case blanche d5 · Pion noir sur case noire e5 · Case blanche a4 vide · Case noire b4 vide · Case blanche c4 vide · Case noire d4 vide · Case blanche e4 vide · Case noire a3 vide · Case blanche b3 vide · Case noire c3 vide · Case blanche d3 vide · Case noire e3 vide · Pion blanc sur case blanche a2 · Pion blanc sur case noire b2 · Pion blanc sur case blanche c2 · Pion blanc sur case noire d2 · Pion blanc sur case blanche e2 · Cavalier blanc sur case noire a1 · Dame blanche sur case blanche b1 · Roi blanc sur case noire c1 · Fou blanc sur case blanche d1 · Tour blanche sur case noire e1 | Tour noire sur case blanche a6 · Fou noir sur case noire b6 · Roi noir sur case blanche c6 · Dame noire sur case noire d6 · Cavalier noir sur case blanche e6 · Pion noir sur case noire a5 · Pion noir sur case blanche b5 · Pion noir sur case noire c5 · Pion noir sur case blanche d5 · Pion noir sur case noire e5 · Case blanche a4 vide · Case noire b4 vide · Case blanche c4 vide · Case noire d4 vide · Case blanche e4 vide · Case noire a3 vide · Case blanche b3 vide · Case noire c3 vide · Case blanche d3 vide · Case noire e3 vide · Pion blanc sur case blanche a2 · Pion blanc sur case noire b2 · Pion blanc sur case blanche c2 · Pion blanc sur case noire d2 · Pion blanc sur case blanche e2 · Cavalier blanc sur case noire a1 · Dame blanche sur case blanche b1 · Roi blanc sur case noire c1 · Fou blanc sur case blanche d1 · Tour blanche sur case noire e1 | Tour noire sur case blanche a6 · Fou noir sur case noire b6 · Roi noir sur case blanche c6 · Dame noire sur case noire d6 · Cavalier noir sur case blanche e6 · Pion noir sur case noire a5 · Pion noir sur case blanche b5 · Pion noir sur case noire c5 · Pion noir sur case blanche d5 · Pion noir sur case noire e5 · Case blanche a4 vide · Case noire b4 vide · Case blanche c4 vide · Case noire d4 vide · Case blanche e4 vide · Case noire a3 vide · Case blanche b3 vide · Case noire c3 vide · Case blanche d3 vide · Case noire e3 vide · Pion blanc sur case blanche a2 · Pion blanc sur case noire b2 · Pion blanc sur case blanche c2 · Pion blanc sur case noire d2 · Pion blanc sur case blanche e2 · Cavalier blanc sur case noire a1 · Dame blanche sur case blanche b1 · Roi blanc sur case noire c1 · Fou blanc sur case blanche d1 · Tour blanche sur case noire e1 | 5 |
| 4 | Tour noire sur case blanche a6 · Fou noir sur case noire b6 · Roi noir sur case blanche c6 · Dame noire sur case noire d6 · Cavalier noir sur case blanche e6 · Pion noir sur case noire a5 · Pion noir sur case blanche b5 · Pion noir sur case noire c5 · Pion noir sur case blanche d5 · Pion noir sur case noire e5 · Case blanche a4 vide · Case noire b4 vide · Case blanche c4 vide · Case noire d4 vide · Case blanche e4 vide · Case noire a3 vide · Case blanche b3 vide · Case noire c3 vide · Case blanche d3 vide · Case noire e3 vide · Pion blanc sur case blanche a2 · Pion blanc sur case noire b2 · Pion blanc sur case blanche c2 · Pion blanc sur case noire d2 · Pion blanc sur case blanche e2 · Cavalier blanc sur case noire a1 · Dame blanche sur case blanche b1 · Roi blanc sur case noire c1 · Fou blanc sur case blanche d1 · Tour blanche sur case noire e1 | Tour noire sur case blanche a6 · Fou noir sur case noire b6 · Roi noir sur case blanche c6 · Dame noire sur case noire d6 · Cavalier noir sur case blanche e6 · Pion noir sur case noire a5 · Pion noir sur case blanche b5 · Pion noir sur case noire c5 · Pion noir sur case blanche d5 · Pion noir sur case noire e5 · Case blanche a4 vide · Case noire b4 vide · Case blanche c4 vide · Case noire d4 vide · Case blanche e4 vide · Case noire a3 vide · Case blanche b3 vide · Case noire c3 vide · Case blanche d3 vide · Case noire e3 vide · Pion blanc sur case blanche a2 · Pion blanc sur case noire b2 · Pion blanc sur case blanche c2 · Pion blanc sur case noire d2 · Pion blanc sur case blanche e2 · Cavalier blanc sur case noire a1 · Dame blanche sur case blanche b1 · Roi blanc sur case noire c1 · Fou blanc sur case blanche d1 · Tour blanche sur case noire e1 | Tour noire sur case blanche a6 · Fou noir sur case noire b6 · Roi noir sur case blanche c6 · Dame noire sur case noire d6 · Cavalier noir sur case blanche e6 · Pion noir sur case noire a5 · Pion noir sur case blanche b5 · Pion noir sur case noire c5 · Pion noir sur case blanche d5 · Pion noir sur case noire e5 · Case blanche a4 vide · Case noire b4 vide · Case blanche c4 vide · Case noire d4 vide · Case blanche e4 vide · Case noire a3 vide · Case blanche b3 vide · Case noire c3 vide · Case blanche d3 vide · Case noire e3 vide · Pion blanc sur case blanche a2 · Pion blanc sur case noire b2 · Pion blanc sur case blanche c2 · Pion blanc sur case noire d2 · Pion blanc sur case blanche e2 · Cavalier blanc sur case noire a1 · Dame blanche sur case blanche b1 · Roi blanc sur case noire c1 · Fou blanc sur case blanche d1 · Tour blanche sur case noire e1 | Tour noire sur case blanche a6 · Fou noir sur case noire b6 · Roi noir sur case blanche c6 · Dame noire sur case noire d6 · Cavalier noir sur case blanche e6 · Pion noir sur case noire a5 · Pion noir sur case blanche b5 · Pion noir sur case noire c5 · Pion noir sur case blanche d5 · Pion noir sur case noire e5 · Case blanche a4 vide · Case noire b4 vide · Case blanche c4 vide · Case noire d4 vide · Case blanche e4 vide · Case noire a3 vide · Case blanche b3 vide · Case noire c3 vide · Case blanche d3 vide · Case noire e3 vide · Pion blanc sur case blanche a2 · Pion blanc sur case noire b2 · Pion blanc sur case blanche c2 · Pion blanc sur case noire d2 · Pion blanc sur case blanche e2 · Cavalier blanc sur case noire a1 · Dame blanche sur case blanche b1 · Roi blanc sur case noire c1 · Fou blanc sur case blanche d1 · Tour blanche sur case noire e1 | Tour noire sur case blanche a6 · Fou noir sur case noire b6 · Roi noir sur case blanche c6 · Dame noire sur case noire d6 · Cavalier noir sur case blanche e6 · Pion noir sur case noire a5 · Pion noir sur case blanche b5 · Pion noir sur case noire c5 · Pion noir sur case blanche d5 · Pion noir sur case noire e5 · Case blanche a4 vide · Case noire b4 vide · Case blanche c4 vide · Case noire d4 vide · Case blanche e4 vide · Case noire a3 vide · Case blanche b3 vide · Case noire c3 vide · Case blanche d3 vide · Case noire e3 vide · Pion blanc sur case blanche a2 · Pion blanc sur case noire b2 · Pion blanc sur case blanche c2 · Pion blanc sur case noire d2 · Pion blanc sur case blanche e2 · Cavalier blanc sur case noire a1 · Dame blanche sur case blanche b1 · Roi blanc sur case noire c1 · Fou blanc sur case blanche d1 · Tour blanche sur case noire e1 | 4 |
| 3 | Tour noire sur case blanche a6 · Fou noir sur case noire b6 · Roi noir sur case blanche c6 · Dame noire sur case noire d6 · Cavalier noir sur case blanche e6 · Pion noir sur case noire a5 · Pion noir sur case blanche b5 · Pion noir sur case noire c5 · Pion noir sur case blanche d5 · Pion noir sur case noire e5 · Case blanche a4 vide · Case noire b4 vide · Case blanche c4 vide · Case noire d4 vide · Case blanche e4 vide · Case noire a3 vide · Case blanche b3 vide · Case noire c3 vide · Case blanche d3 vide · Case noire e3 vide · Pion blanc sur case blanche a2 · Pion blanc sur case noire b2 · Pion blanc sur case blanche c2 · Pion blanc sur case noire d2 · Pion blanc sur case blanche e2 · Cavalier blanc sur case noire a1 · Dame blanche sur case blanche b1 · Roi blanc sur case noire c1 · Fou blanc sur case blanche d1 · Tour blanche sur case noire e1 | Tour noire sur case blanche a6 · Fou noir sur case noire b6 · Roi noir sur case blanche c6 · Dame noire sur case noire d6 · Cavalier noir sur case blanche e6 · Pion noir sur case noire a5 · Pion noir sur case blanche b5 · Pion noir sur case noire c5 · Pion noir sur case blanche d5 · Pion noir sur case noire e5 · Case blanche a4 vide · Case noire b4 vide · Case blanche c4 vide · Case noire d4 vide · Case blanche e4 vide · Case noire a3 vide · Case blanche b3 vide · Case noire c3 vide · Case blanche d3 vide · Case noire e3 vide · Pion blanc sur case blanche a2 · Pion blanc sur case noire b2 · Pion blanc sur case blanche c2 · Pion blanc sur case noire d2 · Pion blanc sur case blanche e2 · Cavalier blanc sur case noire a1 · Dame blanche sur case blanche b1 · Roi blanc sur case noire c1 · Fou blanc sur case blanche d1 · Tour blanche sur case noire e1 | Tour noire sur case blanche a6 · Fou noir sur case noire b6 · Roi noir sur case blanche c6 · Dame noire sur case noire d6 · Cavalier noir sur case blanche e6 · Pion noir sur case noire a5 · Pion noir sur case blanche b5 · Pion noir sur case noire c5 · Pion noir sur case blanche d5 · Pion noir sur case noire e5 · Case blanche a4 vide · Case noire b4 vide · Case blanche c4 vide · Case noire d4 vide · Case blanche e4 vide · Case noire a3 vide · Case blanche b3 vide · Case noire c3 vide · Case blanche d3 vide · Case noire e3 vide · Pion blanc sur case blanche a2 · Pion blanc sur case noire b2 · Pion blanc sur case blanche c2 · Pion blanc sur case noire d2 · Pion blanc sur case blanche e2 · Cavalier blanc sur case noire a1 · Dame blanche sur case blanche b1 · Roi blanc sur case noire c1 · Fou blanc sur case blanche d1 · Tour blanche sur case noire e1 | Tour noire sur case blanche a6 · Fou noir sur case noire b6 · Roi noir sur case blanche c6 · Dame noire sur case noire d6 · Cavalier noir sur case blanche e6 · Pion noir sur case noire a5 · Pion noir sur case blanche b5 · Pion noir sur case noire c5 · Pion noir sur case blanche d5 · Pion noir sur case noire e5 · Case blanche a4 vide · Case noire b4 vide · Case blanche c4 vide · Case noire d4 vide · Case blanche e4 vide · Case noire a3 vide · Case blanche b3 vide · Case noire c3 vide · Case blanche d3 vide · Case noire e3 vide · Pion blanc sur case blanche a2 · Pion blanc sur case noire b2 · Pion blanc sur case blanche c2 · Pion blanc sur case noire d2 · Pion blanc sur case blanche e2 · Cavalier blanc sur case noire a1 · Dame blanche sur case blanche b1 · Roi blanc sur case noire c1 · Fou blanc sur case blanche d1 · Tour blanche sur case noire e1 | Tour noire sur case blanche a6 · Fou noir sur case noire b6 · Roi noir sur case blanche c6 · Dame noire sur case noire d6 · Cavalier noir sur case blanche e6 · Pion noir sur case noire a5 · Pion noir sur case blanche b5 · Pion noir sur case noire c5 · Pion noir sur case blanche d5 · Pion noir sur case noire e5 · Case blanche a4 vide · Case noire b4 vide · Case blanche c4 vide · Case noire d4 vide · Case blanche e4 vide · Case noire a3 vide · Case blanche b3 vide · Case noire c3 vide · Case blanche d3 vide · Case noire e3 vide · Pion blanc sur case blanche a2 · Pion blanc sur case noire b2 · Pion blanc sur case blanche c2 · Pion blanc sur case noire d2 · Pion blanc sur case blanche e2 · Cavalier blanc sur case noire a1 · Dame blanche sur case blanche b1 · Roi blanc sur case noire c1 · Fou blanc sur case blanche d1 · Tour blanche sur case noire e1 | 3 |
| 2 | Tour noire sur case blanche a6 · Fou noir sur case noire b6 · Roi noir sur case blanche c6 · Dame noire sur case noire d6 · Cavalier noir sur case blanche e6 · Pion noir sur case noire a5 · Pion noir sur case blanche b5 · Pion noir sur case noire c5 · Pion noir sur case blanche d5 · Pion noir sur case noire e5 · Case blanche a4 vide · Case noire b4 vide · Case blanche c4 vide · Case noire d4 vide · Case blanche e4 vide · Case noire a3 vide · Case blanche b3 vide · Case noire c3 vide · Case blanche d3 vide · Case noire e3 vide · Pion blanc sur case blanche a2 · Pion blanc sur case noire b2 · Pion blanc sur case blanche c2 · Pion blanc sur case noire d2 · Pion blanc sur case blanche e2 · Cavalier blanc sur case noire a1 · Dame blanche sur case blanche b1 · Roi blanc sur case noire c1 · Fou blanc sur case blanche d1 · Tour blanche sur case noire e1 | Tour noire sur case blanche a6 · Fou noir sur case noire b6 · Roi noir sur case blanche c6 · Dame noire sur case noire d6 · Cavalier noir sur case blanche e6 · Pion noir sur case noire a5 · Pion noir sur case blanche b5 · Pion noir sur case noire c5 · Pion noir sur case blanche d5 · Pion noir sur case noire e5 · Case blanche a4 vide · Case noire b4 vide · Case blanche c4 vide · Case noire d4 vide · Case blanche e4 vide · Case noire a3 vide · Case blanche b3 vide · Case noire c3 vide · Case blanche d3 vide · Case noire e3 vide · Pion blanc sur case blanche a2 · Pion blanc sur case noire b2 · Pion blanc sur case blanche c2 · Pion blanc sur case noire d2 · Pion blanc sur case blanche e2 · Cavalier blanc sur case noire a1 · Dame blanche sur case blanche b1 · Roi blanc sur case noire c1 · Fou blanc sur case blanche d1 · Tour blanche sur case noire e1 | Tour noire sur case blanche a6 · Fou noir sur case noire b6 · Roi noir sur case blanche c6 · Dame noire sur case noire d6 · Cavalier noir sur case blanche e6 · Pion noir sur case noire a5 · Pion noir sur case blanche b5 · Pion noir sur case noire c5 · Pion noir sur case blanche d5 · Pion noir sur case noire e5 · Case blanche a4 vide · Case noire b4 vide · Case blanche c4 vide · Case noire d4 vide · Case blanche e4 vide · Case noire a3 vide · Case blanche b3 vide · Case noire c3 vide · Case blanche d3 vide · Case noire e3 vide · Pion blanc sur case blanche a2 · Pion blanc sur case noire b2 · Pion blanc sur case blanche c2 · Pion blanc sur case noire d2 · Pion blanc sur case blanche e2 · Cavalier blanc sur case noire a1 · Dame blanche sur case blanche b1 · Roi blanc sur case noire c1 · Fou blanc sur case blanche d1 · Tour blanche sur case noire e1 | Tour noire sur case blanche a6 · Fou noir sur case noire b6 · Roi noir sur case blanche c6 · Dame noire sur case noire d6 · Cavalier noir sur case blanche e6 · Pion noir sur case noire a5 · Pion noir sur case blanche b5 · Pion noir sur case noire c5 · Pion noir sur case blanche d5 · Pion noir sur case noire e5 · Case blanche a4 vide · Case noire b4 vide · Case blanche c4 vide · Case noire d4 vide · Case blanche e4 vide · Case noire a3 vide · Case blanche b3 vide · Case noire c3 vide · Case blanche d3 vide · Case noire e3 vide · Pion blanc sur case blanche a2 · Pion blanc sur case noire b2 · Pion blanc sur case blanche c2 · Pion blanc sur case noire d2 · Pion blanc sur case blanche e2 · Cavalier blanc sur case noire a1 · Dame blanche sur case blanche b1 · Roi blanc sur case noire c1 · Fou blanc sur case blanche d1 · Tour blanche sur case noire e1 | Tour noire sur case blanche a6 · Fou noir sur case noire b6 · Roi noir sur case blanche c6 · Dame noire sur case noire d6 · Cavalier noir sur case blanche e6 · Pion noir sur case noire a5 · Pion noir sur case blanche b5 · Pion noir sur case noire c5 · Pion noir sur case blanche d5 · Pion noir sur case noire e5 · Case blanche a4 vide · Case noire b4 vide · Case blanche c4 vide · Case noire d4 vide · Case blanche e4 vide · Case noire a3 vide · Case blanche b3 vide · Case noire c3 vide · Case blanche d3 vide · Case noire e3 vide · Pion blanc sur case blanche a2 · Pion blanc sur case noire b2 · Pion blanc sur case blanche c2 · Pion blanc sur case noire d2 · Pion blanc sur case blanche e2 · Cavalier blanc sur case noire a1 · Dame blanche sur case blanche b1 · Roi blanc sur case noire c1 · Fou blanc sur case blanche d1 · Tour blanche sur case noire e1 | 2 |
| 1 | Tour noire sur case blanche a6 · Fou noir sur case noire b6 · Roi noir sur case blanche c6 · Dame noire sur case noire d6 · Cavalier noir sur case blanche e6 · Pion noir sur case noire a5 · Pion noir sur case blanche b5 · Pion noir sur case noire c5 · Pion noir sur case blanche d5 · Pion noir sur case noire e5 · Case blanche a4 vide · Case noire b4 vide · Case blanche c4 vide · Case noire d4 vide · Case blanche e4 vide · Case noire a3 vide · Case blanche b3 vide · Case noire c3 vide · Case blanche d3 vide · Case noire e3 vide · Pion blanc sur case blanche a2 · Pion blanc sur case noire b2 · Pion blanc sur case blanche c2 · Pion blanc sur case noire d2 · Pion blanc sur case blanche e2 · Cavalier blanc sur case noire a1 · Dame blanche sur case blanche b1 · Roi blanc sur case noire c1 · Fou blanc sur case blanche d1 · Tour blanche sur case noire e1 | Tour noire sur case blanche a6 · Fou noir sur case noire b6 · Roi noir sur case blanche c6 · Dame noire sur case noire d6 · Cavalier noir sur case blanche e6 · Pion noir sur case noire a5 · Pion noir sur case blanche b5 · Pion noir sur case noire c5 · Pion noir sur case blanche d5 · Pion noir sur case noire e5 · Case blanche a4 vide · Case noire b4 vide · Case blanche c4 vide · Case noire d4 vide · Case blanche e4 vide · Case noire a3 vide · Case blanche b3 vide · Case noire c3 vide · Case blanche d3 vide · Case noire e3 vide · Pion blanc sur case blanche a2 · Pion blanc sur case noire b2 · Pion blanc sur case blanche c2 · Pion blanc sur case noire d2 · Pion blanc sur case blanche e2 · Cavalier blanc sur case noire a1 · Dame blanche sur case blanche b1 · Roi blanc sur case noire c1 · Fou blanc sur case blanche d1 · Tour blanche sur case noire e1 | Tour noire sur case blanche a6 · Fou noir sur case noire b6 · Roi noir sur case blanche c6 · Dame noire sur case noire d6 · Cavalier noir sur case blanche e6 · Pion noir sur case noire a5 · Pion noir sur case blanche b5 · Pion noir sur case noire c5 · Pion noir sur case blanche d5 · Pion noir sur case noire e5 · Case blanche a4 vide · Case noire b4 vide · Case blanche c4 vide · Case noire d4 vide · Case blanche e4 vide · Case noire a3 vide · Case blanche b3 vide · Case noire c3 vide · Case blanche d3 vide · Case noire e3 vide · Pion blanc sur case blanche a2 · Pion blanc sur case noire b2 · Pion blanc sur case blanche c2 · Pion blanc sur case noire d2 · Pion blanc sur case blanche e2 · Cavalier blanc sur case noire a1 · Dame blanche sur case blanche b1 · Roi blanc sur case noire c1 · Fou blanc sur case blanche d1 · Tour blanche sur case noire e1 | Tour noire sur case blanche a6 · Fou noir sur case noire b6 · Roi noir sur case blanche c6 · Dame noire sur case noire d6 · Cavalier noir sur case blanche e6 · Pion noir sur case noire a5 · Pion noir sur case blanche b5 · Pion noir sur case noire c5 · Pion noir sur case blanche d5 · Pion noir sur case noire e5 · Case blanche a4 vide · Case noire b4 vide · Case blanche c4 vide · Case noire d4 vide · Case blanche e4 vide · Case noire a3 vide · Case blanche b3 vide · Case noire c3 vide · Case blanche d3 vide · Case noire e3 vide · Pion blanc sur case blanche a2 · Pion blanc sur case noire b2 · Pion blanc sur case blanche c2 · Pion blanc sur case noire d2 · Pion blanc sur case blanche e2 · Cavalier blanc sur case noire a1 · Dame blanche sur case blanche b1 · Roi blanc sur case noire c1 · Fou blanc sur case blanche d1 · Tour blanche sur case noire e1 | Tour noire sur case blanche a6 · Fou noir sur case noire b6 · Roi noir sur case blanche c6 · Dame noire sur case noire d6 · Cavalier noir sur case blanche e6 · Pion noir sur case noire a5 · Pion noir sur case blanche b5 · Pion noir sur case noire c5 · Pion noir sur case blanche d5 · Pion noir sur case noire e5 · Case blanche a4 vide · Case noire b4 vide · Case blanche c4 vide · Case noire d4 vide · Case blanche e4 vide · Case noire a3 vide · Case blanche b3 vide · Case noire c3 vide · Case blanche d3 vide · Case noire e3 vide · Pion blanc sur case blanche a2 · Pion blanc sur case noire b2 · Pion blanc sur case blanche c2 · Pion blanc sur case noire d2 · Pion blanc sur case blanche e2 · Cavalier blanc sur case noire a1 · Dame blanche sur case blanche b1 · Roi blanc sur case noire c1 · Fou blanc sur case blanche d1 · Tour blanche sur case noire e1 | 1 |
|   | a | b | c | d | e |   |

|   | a | b | c | d | e |   |
| 6 | Tour noire sur case blanche a6 · Cavalier noir sur case noire b6 · Fou noir sur case blanche c6 · Dame noire sur case noire d6 · Roi noir sur case blanche e6 · Pion noir sur case noire a5 · Pion noir sur case blanche b5 · Pion noir sur case noire c5 · Pion noir sur case blanche d5 · Pion noir sur case noire e5 · Case blanche a4 vide · Case noire b4 vide · Case blanche c4 vide · Case noire d4 vide · Case blanche e4 vide · Case noire a3 vide · Case blanche b3 vide · Case noire c3 vide · Case blanche d3 vide · Case noire e3 vide · Pion blanc sur case blanche a2 · Pion blanc sur case noire b2 · Pion blanc sur case blanche c2 · Pion blanc sur case noire d2 · Pion blanc sur case blanche e2 · Tour blanche sur case noire a1 · Cavalier blanc sur case blanche b1 · Fou blanc sur case noire c1 · Dame blanche sur case blanche d1 · Roi blanc sur case noire e1 | Tour noire sur case blanche a6 · Cavalier noir sur case noire b6 · Fou noir sur case blanche c6 · Dame noire sur case noire d6 · Roi noir sur case blanche e6 · Pion noir sur case noire a5 · Pion noir sur case blanche b5 · Pion noir sur case noire c5 · Pion noir sur case blanche d5 · Pion noir sur case noire e5 · Case blanche a4 vide · Case noire b4 vide · Case blanche c4 vide · Case noire d4 vide · Case blanche e4 vide · Case noire a3 vide · Case blanche b3 vide · Case noire c3 vide · Case blanche d3 vide · Case noire e3 vide · Pion blanc sur case blanche a2 · Pion blanc sur case noire b2 · Pion blanc sur case blanche c2 · Pion blanc sur case noire d2 · Pion blanc sur case blanche e2 · Tour blanche sur case noire a1 · Cavalier blanc sur case blanche b1 · Fou blanc sur case noire c1 · Dame blanche sur case blanche d1 · Roi blanc sur case noire e1 | Tour noire sur case blanche a6 · Cavalier noir sur case noire b6 · Fou noir sur case blanche c6 · Dame noire sur case noire d6 · Roi noir sur case blanche e6 · Pion noir sur case noire a5 · Pion noir sur case blanche b5 · Pion noir sur case noire c5 · Pion noir sur case blanche d5 · Pion noir sur case noire e5 · Case blanche a4 vide · Case noire b4 vide · Case blanche c4 vide · Case noire d4 vide · Case blanche e4 vide · Case noire a3 vide · Case blanche b3 vide · Case noire c3 vide · Case blanche d3 vide · Case noire e3 vide · Pion blanc sur case blanche a2 · Pion blanc sur case noire b2 · Pion blanc sur case blanche c2 · Pion blanc sur case noire d2 · Pion blanc sur case blanche e2 · Tour blanche sur case noire a1 · Cavalier blanc sur case blanche b1 · Fou blanc sur case noire c1 · Dame blanche sur case blanche d1 · Roi blanc sur case noire e1 | Tour noire sur case blanche a6 · Cavalier noir sur case noire b6 · Fou noir sur case blanche c6 · Dame noire sur case noire d6 · Roi noir sur case blanche e6 · Pion noir sur case noire a5 · Pion noir sur case blanche b5 · Pion noir sur case noire c5 · Pion noir sur case blanche d5 · Pion noir sur case noire e5 · Case blanche a4 vide · Case noire b4 vide · Case blanche c4 vide · Case noire d4 vide · Case blanche e4 vide · Case noire a3 vide · Case blanche b3 vide · Case noire c3 vide · Case blanche d3 vide · Case noire e3 vide · Pion blanc sur case blanche a2 · Pion blanc sur case noire b2 · Pion blanc sur case blanche c2 · Pion blanc sur case noire d2 · Pion blanc sur case blanche e2 · Tour blanche sur case noire a1 · Cavalier blanc sur case blanche b1 · Fou blanc sur case noire c1 · Dame blanche sur case blanche d1 · Roi blanc sur case noire e1 | Tour noire sur case blanche a6 · Cavalier noir sur case noire b6 · Fou noir sur case blanche c6 · Dame noire sur case noire d6 · Roi noir sur case blanche e6 · Pion noir sur case noire a5 · Pion noir sur case blanche b5 · Pion noir sur case noire c5 · Pion noir sur case blanche d5 · Pion noir sur case noire e5 · Case blanche a4 vide · Case noire b4 vide · Case blanche c4 vide · Case noire d4 vide · Case blanche e4 vide · Case noire a3 vide · Case blanche b3 vide · Case noire c3 vide · Case blanche d3 vide · Case noire e3 vide · Pion blanc sur case blanche a2 · Pion blanc sur case noire b2 · Pion blanc sur case blanche c2 · Pion blanc sur case noire d2 · Pion blanc sur case blanche e2 · Tour blanche sur case noire a1 · Cavalier blanc sur case blanche b1 · Fou blanc sur case noire c1 · Dame blanche sur case blanche d1 · Roi blanc sur case noire e1 | 6 |
| 5 | Tour noire sur case blanche a6 · Cavalier noir sur case noire b6 · Fou noir sur case blanche c6 · Dame noire sur case noire d6 · Roi noir sur case blanche e6 · Pion noir sur case noire a5 · Pion noir sur case blanche b5 · Pion noir sur case noire c5 · Pion noir sur case blanche d5 · Pion noir sur case noire e5 · Case blanche a4 vide · Case noire b4 vide · Case blanche c4 vide · Case noire d4 vide · Case blanche e4 vide · Case noire a3 vide · Case blanche b3 vide · Case noire c3 vide · Case blanche d3 vide · Case noire e3 vide · Pion blanc sur case blanche a2 · Pion blanc sur case noire b2 · Pion blanc sur case blanche c2 · Pion blanc sur case noire d2 · Pion blanc sur case blanche e2 · Tour blanche sur case noire a1 · Cavalier blanc sur case blanche b1 · Fou blanc sur case noire c1 · Dame blanche sur case blanche d1 · Roi blanc sur case noire e1 | Tour noire sur case blanche a6 · Cavalier noir sur case noire b6 · Fou noir sur case blanche c6 · Dame noire sur case noire d6 · Roi noir sur case blanche e6 · Pion noir sur case noire a5 · Pion noir sur case blanche b5 · Pion noir sur case noire c5 · Pion noir sur case blanche d5 · Pion noir sur case noire e5 · Case blanche a4 vide · Case noire b4 vide · Case blanche c4 vide · Case noire d4 vide · Case blanche e4 vide · Case noire a3 vide · Case blanche b3 vide · Case noire c3 vide · Case blanche d3 vide · Case noire e3 vide · Pion blanc sur case blanche a2 · Pion blanc sur case noire b2 · Pion blanc sur case blanche c2 · Pion blanc sur case noire d2 · Pion blanc sur case blanche e2 · Tour blanche sur case noire a1 · Cavalier blanc sur case blanche b1 · Fou blanc sur case noire c1 · Dame blanche sur case blanche d1 · Roi blanc sur case noire e1 | Tour noire sur case blanche a6 · Cavalier noir sur case noire b6 · Fou noir sur case blanche c6 · Dame noire sur case noire d6 · Roi noir sur case blanche e6 · Pion noir sur case noire a5 · Pion noir sur case blanche b5 · Pion noir sur case noire c5 · Pion noir sur case blanche d5 · Pion noir sur case noire e5 · Case blanche a4 vide · Case noire b4 vide · Case blanche c4 vide · Case noire d4 vide · Case blanche e4 vide · Case noire a3 vide · Case blanche b3 vide · Case noire c3 vide · Case blanche d3 vide · Case noire e3 vide · Pion blanc sur case blanche a2 · Pion blanc sur case noire b2 · Pion blanc sur case blanche c2 · Pion blanc sur case noire d2 · Pion blanc sur case blanche e2 · Tour blanche sur case noire a1 · Cavalier blanc sur case blanche b1 · Fou blanc sur case noire c1 · Dame blanche sur case blanche d1 · Roi blanc sur case noire e1 | Tour noire sur case blanche a6 · Cavalier noir sur case noire b6 · Fou noir sur case blanche c6 · Dame noire sur case noire d6 · Roi noir sur case blanche e6 · Pion noir sur case noire a5 · Pion noir sur case blanche b5 · Pion noir sur case noire c5 · Pion noir sur case blanche d5 · Pion noir sur case noire e5 · Case blanche a4 vide · Case noire b4 vide · Case blanche c4 vide · Case noire d4 vide · Case blanche e4 vide · Case noire a3 vide · Case blanche b3 vide · Case noire c3 vide · Case blanche d3 vide · Case noire e3 vide · Pion blanc sur case blanche a2 · Pion blanc sur case noire b2 · Pion blanc sur case blanche c2 · Pion blanc sur case noire d2 · Pion blanc sur case blanche e2 · Tour blanche sur case noire a1 · Cavalier blanc sur case blanche b1 · Fou blanc sur case noire c1 · Dame blanche sur case blanche d1 · Roi blanc sur case noire e1 | Tour noire sur case blanche a6 · Cavalier noir sur case noire b6 · Fou noir sur case blanche c6 · Dame noire sur case noire d6 · Roi noir sur case blanche e6 · Pion noir sur case noire a5 · Pion noir sur case blanche b5 · Pion noir sur case noire c5 · Pion noir sur case blanche d5 · Pion noir sur case noire e5 · Case blanche a4 vide · Case noire b4 vide · Case blanche c4 vide · Case noire d4 vide · Case blanche e4 vide · Case noire a3 vide · Case blanche b3 vide · Case noire c3 vide · Case blanche d3 vide · Case noire e3 vide · Pion blanc sur case blanche a2 · Pion blanc sur case noire b2 · Pion blanc sur case blanche c2 · Pion blanc sur case noire d2 · Pion blanc sur case blanche e2 · Tour blanche sur case noire a1 · Cavalier blanc sur case blanche b1 · Fou blanc sur case noire c1 · Dame blanche sur case blanche d1 · Roi blanc sur case noire e1 | 5 |
| 4 | Tour noire sur case blanche a6 · Cavalier noir sur case noire b6 · Fou noir sur case blanche c6 · Dame noire sur case noire d6 · Roi noir sur case blanche e6 · Pion noir sur case noire a5 · Pion noir sur case blanche b5 · Pion noir sur case noire c5 · Pion noir sur case blanche d5 · Pion noir sur case noire e5 · Case blanche a4 vide · Case noire b4 vide · Case blanche c4 vide · Case noire d4 vide · Case blanche e4 vide · Case noire a3 vide · Case blanche b3 vide · Case noire c3 vide · Case blanche d3 vide · Case noire e3 vide · Pion blanc sur case blanche a2 · Pion blanc sur case noire b2 · Pion blanc sur case blanche c2 · Pion blanc sur case noire d2 · Pion blanc sur case blanche e2 · Tour blanche sur case noire a1 · Cavalier blanc sur case blanche b1 · Fou blanc sur case noire c1 · Dame blanche sur case blanche d1 · Roi blanc sur case noire e1 | Tour noire sur case blanche a6 · Cavalier noir sur case noire b6 · Fou noir sur case blanche c6 · Dame noire sur case noire d6 · Roi noir sur case blanche e6 · Pion noir sur case noire a5 · Pion noir sur case blanche b5 · Pion noir sur case noire c5 · Pion noir sur case blanche d5 · Pion noir sur case noire e5 · Case blanche a4 vide · Case noire b4 vide · Case blanche c4 vide · Case noire d4 vide · Case blanche e4 vide · Case noire a3 vide · Case blanche b3 vide · Case noire c3 vide · Case blanche d3 vide · Case noire e3 vide · Pion blanc sur case blanche a2 · Pion blanc sur case noire b2 · Pion blanc sur case blanche c2 · Pion blanc sur case noire d2 · Pion blanc sur case blanche e2 · Tour blanche sur case noire a1 · Cavalier blanc sur case blanche b1 · Fou blanc sur case noire c1 · Dame blanche sur case blanche d1 · Roi blanc sur case noire e1 | Tour noire sur case blanche a6 · Cavalier noir sur case noire b6 · Fou noir sur case blanche c6 · Dame noire sur case noire d6 · Roi noir sur case blanche e6 · Pion noir sur case noire a5 · Pion noir sur case blanche b5 · Pion noir sur case noire c5 · Pion noir sur case blanche d5 · Pion noir sur case noire e5 · Case blanche a4 vide · Case noire b4 vide · Case blanche c4 vide · Case noire d4 vide · Case blanche e4 vide · Case noire a3 vide · Case blanche b3 vide · Case noire c3 vide · Case blanche d3 vide · Case noire e3 vide · Pion blanc sur case blanche a2 · Pion blanc sur case noire b2 · Pion blanc sur case blanche c2 · Pion blanc sur case noire d2 · Pion blanc sur case blanche e2 · Tour blanche sur case noire a1 · Cavalier blanc sur case blanche b1 · Fou blanc sur case noire c1 · Dame blanche sur case blanche d1 · Roi blanc sur case noire e1 | Tour noire sur case blanche a6 · Cavalier noir sur case noire b6 · Fou noir sur case blanche c6 · Dame noire sur case noire d6 · Roi noir sur case blanche e6 · Pion noir sur case noire a5 · Pion noir sur case blanche b5 · Pion noir sur case noire c5 · Pion noir sur case blanche d5 · Pion noir sur case noire e5 · Case blanche a4 vide · Case noire b4 vide · Case blanche c4 vide · Case noire d4 vide · Case blanche e4 vide · Case noire a3 vide · Case blanche b3 vide · Case noire c3 vide · Case blanche d3 vide · Case noire e3 vide · Pion blanc sur case blanche a2 · Pion blanc sur case noire b2 · Pion blanc sur case blanche c2 · Pion blanc sur case noire d2 · Pion blanc sur case blanche e2 · Tour blanche sur case noire a1 · Cavalier blanc sur case blanche b1 · Fou blanc sur case noire c1 · Dame blanche sur case blanche d1 · Roi blanc sur case noire e1 | Tour noire sur case blanche a6 · Cavalier noir sur case noire b6 · Fou noir sur case blanche c6 · Dame noire sur case noire d6 · Roi noir sur case blanche e6 · Pion noir sur case noire a5 · Pion noir sur case blanche b5 · Pion noir sur case noire c5 · Pion noir sur case blanche d5 · Pion noir sur case noire e5 · Case blanche a4 vide · Case noire b4 vide · Case blanche c4 vide · Case noire d4 vide · Case blanche e4 vide · Case noire a3 vide · Case blanche b3 vide · Case noire c3 vide · Case blanche d3 vide · Case noire e3 vide · Pion blanc sur case blanche a2 · Pion blanc sur case noire b2 · Pion blanc sur case blanche c2 · Pion blanc sur case noire d2 · Pion blanc sur case blanche e2 · Tour blanche sur case noire a1 · Cavalier blanc sur case blanche b1 · Fou blanc sur case noire c1 · Dame blanche sur case blanche d1 · Roi blanc sur case noire e1 | 4 |
| 3 | Tour noire sur case blanche a6 · Cavalier noir sur case noire b6 · Fou noir sur case blanche c6 · Dame noire sur case noire d6 · Roi noir sur case blanche e6 · Pion noir sur case noire a5 · Pion noir sur case blanche b5 · Pion noir sur case noire c5 · Pion noir sur case blanche d5 · Pion noir sur case noire e5 · Case blanche a4 vide · Case noire b4 vide · Case blanche c4 vide · Case noire d4 vide · Case blanche e4 vide · Case noire a3 vide · Case blanche b3 vide · Case noire c3 vide · Case blanche d3 vide · Case noire e3 vide · Pion blanc sur case blanche a2 · Pion blanc sur case noire b2 · Pion blanc sur case blanche c2 · Pion blanc sur case noire d2 · Pion blanc sur case blanche e2 · Tour blanche sur case noire a1 · Cavalier blanc sur case blanche b1 · Fou blanc sur case noire c1 · Dame blanche sur case blanche d1 · Roi blanc sur case noire e1 | Tour noire sur case blanche a6 · Cavalier noir sur case noire b6 · Fou noir sur case blanche c6 · Dame noire sur case noire d6 · Roi noir sur case blanche e6 · Pion noir sur case noire a5 · Pion noir sur case blanche b5 · Pion noir sur case noire c5 · Pion noir sur case blanche d5 · Pion noir sur case noire e5 · Case blanche a4 vide · Case noire b4 vide · Case blanche c4 vide · Case noire d4 vide · Case blanche e4 vide · Case noire a3 vide · Case blanche b3 vide · Case noire c3 vide · Case blanche d3 vide · Case noire e3 vide · Pion blanc sur case blanche a2 · Pion blanc sur case noire b2 · Pion blanc sur case blanche c2 · Pion blanc sur case noire d2 · Pion blanc sur case blanche e2 · Tour blanche sur case noire a1 · Cavalier blanc sur case blanche b1 · Fou blanc sur case noire c1 · Dame blanche sur case blanche d1 · Roi blanc sur case noire e1 | Tour noire sur case blanche a6 · Cavalier noir sur case noire b6 · Fou noir sur case blanche c6 · Dame noire sur case noire d6 · Roi noir sur case blanche e6 · Pion noir sur case noire a5 · Pion noir sur case blanche b5 · Pion noir sur case noire c5 · Pion noir sur case blanche d5 · Pion noir sur case noire e5 · Case blanche a4 vide · Case noire b4 vide · Case blanche c4 vide · Case noire d4 vide · Case blanche e4 vide · Case noire a3 vide · Case blanche b3 vide · Case noire c3 vide · Case blanche d3 vide · Case noire e3 vide · Pion blanc sur case blanche a2 · Pion blanc sur case noire b2 · Pion blanc sur case blanche c2 · Pion blanc sur case noire d2 · Pion blanc sur case blanche e2 · Tour blanche sur case noire a1 · Cavalier blanc sur case blanche b1 · Fou blanc sur case noire c1 · Dame blanche sur case blanche d1 · Roi blanc sur case noire e1 | Tour noire sur case blanche a6 · Cavalier noir sur case noire b6 · Fou noir sur case blanche c6 · Dame noire sur case noire d6 · Roi noir sur case blanche e6 · Pion noir sur case noire a5 · Pion noir sur case blanche b5 · Pion noir sur case noire c5 · Pion noir sur case blanche d5 · Pion noir sur case noire e5 · Case blanche a4 vide · Case noire b4 vide · Case blanche c4 vide · Case noire d4 vide · Case blanche e4 vide · Case noire a3 vide · Case blanche b3 vide · Case noire c3 vide · Case blanche d3 vide · Case noire e3 vide · Pion blanc sur case blanche a2 · Pion blanc sur case noire b2 · Pion blanc sur case blanche c2 · Pion blanc sur case noire d2 · Pion blanc sur case blanche e2 · Tour blanche sur case noire a1 · Cavalier blanc sur case blanche b1 · Fou blanc sur case noire c1 · Dame blanche sur case blanche d1 · Roi blanc sur case noire e1 | Tour noire sur case blanche a6 · Cavalier noir sur case noire b6 · Fou noir sur case blanche c6 · Dame noire sur case noire d6 · Roi noir sur case blanche e6 · Pion noir sur case noire a5 · Pion noir sur case blanche b5 · Pion noir sur case noire c5 · Pion noir sur case blanche d5 · Pion noir sur case noire e5 · Case blanche a4 vide · Case noire b4 vide · Case blanche c4 vide · Case noire d4 vide · Case blanche e4 vide · Case noire a3 vide · Case blanche b3 vide · Case noire c3 vide · Case blanche d3 vide · Case noire e3 vide · Pion blanc sur case blanche a2 · Pion blanc sur case noire b2 · Pion blanc sur case blanche c2 · Pion blanc sur case noire d2 · Pion blanc sur case blanche e2 · Tour blanche sur case noire a1 · Cavalier blanc sur case blanche b1 · Fou blanc sur case noire c1 · Dame blanche sur case blanche d1 · Roi blanc sur case noire e1 | 3 |
| 2 | Tour noire sur case blanche a6 · Cavalier noir sur case noire b6 · Fou noir sur case blanche c6 · Dame noire sur case noire d6 · Roi noir sur case blanche e6 · Pion noir sur case noire a5 · Pion noir sur case blanche b5 · Pion noir sur case noire c5 · Pion noir sur case blanche d5 · Pion noir sur case noire e5 · Case blanche a4 vide · Case noire b4 vide · Case blanche c4 vide · Case noire d4 vide · Case blanche e4 vide · Case noire a3 vide · Case blanche b3 vide · Case noire c3 vide · Case blanche d3 vide · Case noire e3 vide · Pion blanc sur case blanche a2 · Pion blanc sur case noire b2 · Pion blanc sur case blanche c2 · Pion blanc sur case noire d2 · Pion blanc sur case blanche e2 · Tour blanche sur case noire a1 · Cavalier blanc sur case blanche b1 · Fou blanc sur case noire c1 · Dame blanche sur case blanche d1 · Roi blanc sur case noire e1 | Tour noire sur case blanche a6 · Cavalier noir sur case noire b6 · Fou noir sur case blanche c6 · Dame noire sur case noire d6 · Roi noir sur case blanche e6 · Pion noir sur case noire a5 · Pion noir sur case blanche b5 · Pion noir sur case noire c5 · Pion noir sur case blanche d5 · Pion noir sur case noire e5 · Case blanche a4 vide · Case noire b4 vide · Case blanche c4 vide · Case noire d4 vide · Case blanche e4 vide · Case noire a3 vide · Case blanche b3 vide · Case noire c3 vide · Case blanche d3 vide · Case noire e3 vide · Pion blanc sur case blanche a2 · Pion blanc sur case noire b2 · Pion blanc sur case blanche c2 · Pion blanc sur case noire d2 · Pion blanc sur case blanche e2 · Tour blanche sur case noire a1 · Cavalier blanc sur case blanche b1 · Fou blanc sur case noire c1 · Dame blanche sur case blanche d1 · Roi blanc sur case noire e1 | Tour noire sur case blanche a6 · Cavalier noir sur case noire b6 · Fou noir sur case blanche c6 · Dame noire sur case noire d6 · Roi noir sur case blanche e6 · Pion noir sur case noire a5 · Pion noir sur case blanche b5 · Pion noir sur case noire c5 · Pion noir sur case blanche d5 · Pion noir sur case noire e5 · Case blanche a4 vide · Case noire b4 vide · Case blanche c4 vide · Case noire d4 vide · Case blanche e4 vide · Case noire a3 vide · Case blanche b3 vide · Case noire c3 vide · Case blanche d3 vide · Case noire e3 vide · Pion blanc sur case blanche a2 · Pion blanc sur case noire b2 · Pion blanc sur case blanche c2 · Pion blanc sur case noire d2 · Pion blanc sur case blanche e2 · Tour blanche sur case noire a1 · Cavalier blanc sur case blanche b1 · Fou blanc sur case noire c1 · Dame blanche sur case blanche d1 · Roi blanc sur case noire e1 | Tour noire sur case blanche a6 · Cavalier noir sur case noire b6 · Fou noir sur case blanche c6 · Dame noire sur case noire d6 · Roi noir sur case blanche e6 · Pion noir sur case noire a5 · Pion noir sur case blanche b5 · Pion noir sur case noire c5 · Pion noir sur case blanche d5 · Pion noir sur case noire e5 · Case blanche a4 vide · Case noire b4 vide · Case blanche c4 vide · Case noire d4 vide · Case blanche e4 vide · Case noire a3 vide · Case blanche b3 vide · Case noire c3 vide · Case blanche d3 vide · Case noire e3 vide · Pion blanc sur case blanche a2 · Pion blanc sur case noire b2 · Pion blanc sur case blanche c2 · Pion blanc sur case noire d2 · Pion blanc sur case blanche e2 · Tour blanche sur case noire a1 · Cavalier blanc sur case blanche b1 · Fou blanc sur case noire c1 · Dame blanche sur case blanche d1 · Roi blanc sur case noire e1 | Tour noire sur case blanche a6 · Cavalier noir sur case noire b6 · Fou noir sur case blanche c6 · Dame noire sur case noire d6 · Roi noir sur case blanche e6 · Pion noir sur case noire a5 · Pion noir sur case blanche b5 · Pion noir sur case noire c5 · Pion noir sur case blanche d5 · Pion noir sur case noire e5 · Case blanche a4 vide · Case noire b4 vide · Case blanche c4 vide · Case noire d4 vide · Case blanche e4 vide · Case noire a3 vide · Case blanche b3 vide · Case noire c3 vide · Case blanche d3 vide · Case noire e3 vide · Pion blanc sur case blanche a2 · Pion blanc sur case noire b2 · Pion blanc sur case blanche c2 · Pion blanc sur case noire d2 · Pion blanc sur case blanche e2 · Tour blanche sur case noire a1 · Cavalier blanc sur case blanche b1 · Fou blanc sur case noire c1 · Dame blanche sur case blanche d1 · Roi blanc sur case noire e1 | 2 |
| 1 | Tour noire sur case blanche a6 · Cavalier noir sur case noire b6 · Fou noir sur case blanche c6 · Dame noire sur case noire d6 · Roi noir sur case blanche e6 · Pion noir sur case noire a5 · Pion noir sur case blanche b5 · Pion noir sur case noire c5 · Pion noir sur case blanche d5 · Pion noir sur case noire e5 · Case blanche a4 vide · Case noire b4 vide · Case blanche c4 vide · Case noire d4 vide · Case blanche e4 vide · Case noire a3 vide · Case blanche b3 vide · Case noire c3 vide · Case blanche d3 vide · Case noire e3 vide · Pion blanc sur case blanche a2 · Pion blanc sur case noire b2 · Pion blanc sur case blanche c2 · Pion blanc sur case noire d2 · Pion blanc sur case blanche e2 · Tour blanche sur case noire a1 · Cavalier blanc sur case blanche b1 · Fou blanc sur case noire c1 · Dame blanche sur case blanche d1 · Roi blanc sur case noire e1 | Tour noire sur case blanche a6 · Cavalier noir sur case noire b6 · Fou noir sur case blanche c6 · Dame noire sur case noire d6 · Roi noir sur case blanche e6 · Pion noir sur case noire a5 · Pion noir sur case blanche b5 · Pion noir sur case noire c5 · Pion noir sur case blanche d5 · Pion noir sur case noire e5 · Case blanche a4 vide · Case noire b4 vide · Case blanche c4 vide · Case noire d4 vide · Case blanche e4 vide · Case noire a3 vide · Case blanche b3 vide · Case noire c3 vide · Case blanche d3 vide · Case noire e3 vide · Pion blanc sur case blanche a2 · Pion blanc sur case noire b2 · Pion blanc sur case blanche c2 · Pion blanc sur case noire d2 · Pion blanc sur case blanche e2 · Tour blanche sur case noire a1 · Cavalier blanc sur case blanche b1 · Fou blanc sur case noire c1 · Dame blanche sur case blanche d1 · Roi blanc sur case noire e1 | Tour noire sur case blanche a6 · Cavalier noir sur case noire b6 · Fou noir sur case blanche c6 · Dame noire sur case noire d6 · Roi noir sur case blanche e6 · Pion noir sur case noire a5 · Pion noir sur case blanche b5 · Pion noir sur case noire c5 · Pion noir sur case blanche d5 · Pion noir sur case noire e5 · Case blanche a4 vide · Case noire b4 vide · Case blanche c4 vide · Case noire d4 vide · Case blanche e4 vide · Case noire a3 vide · Case blanche b3 vide · Case noire c3 vide · Case blanche d3 vide · Case noire e3 vide · Pion blanc sur case blanche a2 · Pion blanc sur case noire b2 · Pion blanc sur case blanche c2 · Pion blanc sur case noire d2 · Pion blanc sur case blanche e2 · Tour blanche sur case noire a1 · Cavalier blanc sur case blanche b1 · Fou blanc sur case noire c1 · Dame blanche sur case blanche d1 · Roi blanc sur case noire e1 | Tour noire sur case blanche a6 · Cavalier noir sur case noire b6 · Fou noir sur case blanche c6 · Dame noire sur case noire d6 · Roi noir sur case blanche e6 · Pion noir sur case noire a5 · Pion noir sur case blanche b5 · Pion noir sur case noire c5 · Pion noir sur case blanche d5 · Pion noir sur case noire e5 · Case blanche a4 vide · Case noire b4 vide · Case blanche c4 vide · Case noire d4 vide · Case blanche e4 vide · Case noire a3 vide · Case blanche b3 vide · Case noire c3 vide · Case blanche d3 vide · Case noire e3 vide · Pion blanc sur case blanche a2 · Pion blanc sur case noire b2 · Pion blanc sur case blanche c2 · Pion blanc sur case noire d2 · Pion blanc sur case blanche e2 · Tour blanche sur case noire a1 · Cavalier blanc sur case blanche b1 · Fou blanc sur case noire c1 · Dame blanche sur case blanche d1 · Roi blanc sur case noire e1 | Tour noire sur case blanche a6 · Cavalier noir sur case noire b6 · Fou noir sur case blanche c6 · Dame noire sur case noire d6 · Roi noir sur case blanche e6 · Pion noir sur case noire a5 · Pion noir sur case blanche b5 · Pion noir sur case noire c5 · Pion noir sur case blanche d5 · Pion noir sur case noire e5 · Case blanche a4 vide · Case noire b4 vide · Case blanche c4 vide · Case noire d4 vide · Case blanche e4 vide · Case noire a3 vide · Case blanche b3 vide · Case noire c3 vide · Case blanche d3 vide · Case noire e3 vide · Pion blanc sur case blanche a2 · Pion blanc sur case noire b2 · Pion blanc sur case blanche c2 · Pion blanc sur case noire d2 · Pion blanc sur case blanche e2 · Tour blanche sur case noire a1 · Cavalier blanc sur case blanche b1 · Fou blanc sur case noire c1 · Dame blanche sur case blanche d1 · Roi blanc sur case noire e1 | 1 |
|   | a | b | c | d | e |   |

|   | a | b | c | d | e |   |
| 6 | Roi noir sur case blanche a6 · Dame noire sur case noire b6 · Fou noir sur case blanche c6 · Cavalier noir sur case noire d6 · Tour noire sur case blanche e6 · Pion noir sur case noire a5 · Pion noir sur case blanche b5 · Pion noir sur case noire c5 · Pion noir sur case blanche d5 · Pion noir sur case noire e5 · Case blanche a4 vide · Case noire b4 vide · Case blanche c4 vide · Case noire d4 vide · Case blanche e4 vide · Case noire a3 vide · Case blanche b3 vide · Case noire c3 vide · Case blanche d3 vide · Case noire e3 vide · Pion blanc sur case blanche a2 · Pion blanc sur case noire b2 · Pion blanc sur case blanche c2 · Pion blanc sur case noire d2 · Pion blanc sur case blanche e2 · Tour blanche sur case noire a1 · Cavalier blanc sur case blanche b1 · Fou blanc sur case noire c1 · Dame blanche sur case blanche d1 · Roi blanc sur case noire e1 | Roi noir sur case blanche a6 · Dame noire sur case noire b6 · Fou noir sur case blanche c6 · Cavalier noir sur case noire d6 · Tour noire sur case blanche e6 · Pion noir sur case noire a5 · Pion noir sur case blanche b5 · Pion noir sur case noire c5 · Pion noir sur case blanche d5 · Pion noir sur case noire e5 · Case blanche a4 vide · Case noire b4 vide · Case blanche c4 vide · Case noire d4 vide · Case blanche e4 vide · Case noire a3 vide · Case blanche b3 vide · Case noire c3 vide · Case blanche d3 vide · Case noire e3 vide · Pion blanc sur case blanche a2 · Pion blanc sur case noire b2 · Pion blanc sur case blanche c2 · Pion blanc sur case noire d2 · Pion blanc sur case blanche e2 · Tour blanche sur case noire a1 · Cavalier blanc sur case blanche b1 · Fou blanc sur case noire c1 · Dame blanche sur case blanche d1 · Roi blanc sur case noire e1 | Roi noir sur case blanche a6 · Dame noire sur case noire b6 · Fou noir sur case blanche c6 · Cavalier noir sur case noire d6 · Tour noire sur case blanche e6 · Pion noir sur case noire a5 · Pion noir sur case blanche b5 · Pion noir sur case noire c5 · Pion noir sur case blanche d5 · Pion noir sur case noire e5 · Case blanche a4 vide · Case noire b4 vide · Case blanche c4 vide · Case noire d4 vide · Case blanche e4 vide · Case noire a3 vide · Case blanche b3 vide · Case noire c3 vide · Case blanche d3 vide · Case noire e3 vide · Pion blanc sur case blanche a2 · Pion blanc sur case noire b2 · Pion blanc sur case blanche c2 · Pion blanc sur case noire d2 · Pion blanc sur case blanche e2 · Tour blanche sur case noire a1 · Cavalier blanc sur case blanche b1 · Fou blanc sur case noire c1 · Dame blanche sur case blanche d1 · Roi blanc sur case noire e1 | Roi noir sur case blanche a6 · Dame noire sur case noire b6 · Fou noir sur case blanche c6 · Cavalier noir sur case noire d6 · Tour noire sur case blanche e6 · Pion noir sur case noire a5 · Pion noir sur case blanche b5 · Pion noir sur case noire c5 · Pion noir sur case blanche d5 · Pion noir sur case noire e5 · Case blanche a4 vide · Case noire b4 vide · Case blanche c4 vide · Case noire d4 vide · Case blanche e4 vide · Case noire a3 vide · Case blanche b3 vide · Case noire c3 vide · Case blanche d3 vide · Case noire e3 vide · Pion blanc sur case blanche a2 · Pion blanc sur case noire b2 · Pion blanc sur case blanche c2 · Pion blanc sur case noire d2 · Pion blanc sur case blanche e2 · Tour blanche sur case noire a1 · Cavalier blanc sur case blanche b1 · Fou blanc sur case noire c1 · Dame blanche sur case blanche d1 · Roi blanc sur case noire e1 | Roi noir sur case blanche a6 · Dame noire sur case noire b6 · Fou noir sur case blanche c6 · Cavalier noir sur case noire d6 · Tour noire sur case blanche e6 · Pion noir sur case noire a5 · Pion noir sur case blanche b5 · Pion noir sur case noire c5 · Pion noir sur case blanche d5 · Pion noir sur case noire e5 · Case blanche a4 vide · Case noire b4 vide · Case blanche c4 vide · Case noire d4 vide · Case blanche e4 vide · Case noire a3 vide · Case blanche b3 vide · Case noire c3 vide · Case blanche d3 vide · Case noire e3 vide · Pion blanc sur case blanche a2 · Pion blanc sur case noire b2 · Pion blanc sur case blanche c2 · Pion blanc sur case noire d2 · Pion blanc sur case blanche e2 · Tour blanche sur case noire a1 · Cavalier blanc sur case blanche b1 · Fou blanc sur case noire c1 · Dame blanche sur case blanche d1 · Roi blanc sur case noire e1 | 6 |
| 5 | Roi noir sur case blanche a6 · Dame noire sur case noire b6 · Fou noir sur case blanche c6 · Cavalier noir sur case noire d6 · Tour noire sur case blanche e6 · Pion noir sur case noire a5 · Pion noir sur case blanche b5 · Pion noir sur case noire c5 · Pion noir sur case blanche d5 · Pion noir sur case noire e5 · Case blanche a4 vide · Case noire b4 vide · Case blanche c4 vide · Case noire d4 vide · Case blanche e4 vide · Case noire a3 vide · Case blanche b3 vide · Case noire c3 vide · Case blanche d3 vide · Case noire e3 vide · Pion blanc sur case blanche a2 · Pion blanc sur case noire b2 · Pion blanc sur case blanche c2 · Pion blanc sur case noire d2 · Pion blanc sur case blanche e2 · Tour blanche sur case noire a1 · Cavalier blanc sur case blanche b1 · Fou blanc sur case noire c1 · Dame blanche sur case blanche d1 · Roi blanc sur case noire e1 | Roi noir sur case blanche a6 · Dame noire sur case noire b6 · Fou noir sur case blanche c6 · Cavalier noir sur case noire d6 · Tour noire sur case blanche e6 · Pion noir sur case noire a5 · Pion noir sur case blanche b5 · Pion noir sur case noire c5 · Pion noir sur case blanche d5 · Pion noir sur case noire e5 · Case blanche a4 vide · Case noire b4 vide · Case blanche c4 vide · Case noire d4 vide · Case blanche e4 vide · Case noire a3 vide · Case blanche b3 vide · Case noire c3 vide · Case blanche d3 vide · Case noire e3 vide · Pion blanc sur case blanche a2 · Pion blanc sur case noire b2 · Pion blanc sur case blanche c2 · Pion blanc sur case noire d2 · Pion blanc sur case blanche e2 · Tour blanche sur case noire a1 · Cavalier blanc sur case blanche b1 · Fou blanc sur case noire c1 · Dame blanche sur case blanche d1 · Roi blanc sur case noire e1 | Roi noir sur case blanche a6 · Dame noire sur case noire b6 · Fou noir sur case blanche c6 · Cavalier noir sur case noire d6 · Tour noire sur case blanche e6 · Pion noir sur case noire a5 · Pion noir sur case blanche b5 · Pion noir sur case noire c5 · Pion noir sur case blanche d5 · Pion noir sur case noire e5 · Case blanche a4 vide · Case noire b4 vide · Case blanche c4 vide · Case noire d4 vide · Case blanche e4 vide · Case noire a3 vide · Case blanche b3 vide · Case noire c3 vide · Case blanche d3 vide · Case noire e3 vide · Pion blanc sur case blanche a2 · Pion blanc sur case noire b2 · Pion blanc sur case blanche c2 · Pion blanc sur case noire d2 · Pion blanc sur case blanche e2 · Tour blanche sur case noire a1 · Cavalier blanc sur case blanche b1 · Fou blanc sur case noire c1 · Dame blanche sur case blanche d1 · Roi blanc sur case noire e1 | Roi noir sur case blanche a6 · Dame noire sur case noire b6 · Fou noir sur case blanche c6 · Cavalier noir sur case noire d6 · Tour noire sur case blanche e6 · Pion noir sur case noire a5 · Pion noir sur case blanche b5 · Pion noir sur case noire c5 · Pion noir sur case blanche d5 · Pion noir sur case noire e5 · Case blanche a4 vide · Case noire b4 vide · Case blanche c4 vide · Case noire d4 vide · Case blanche e4 vide · Case noire a3 vide · Case blanche b3 vide · Case noire c3 vide · Case blanche d3 vide · Case noire e3 vide · Pion blanc sur case blanche a2 · Pion blanc sur case noire b2 · Pion blanc sur case blanche c2 · Pion blanc sur case noire d2 · Pion blanc sur case blanche e2 · Tour blanche sur case noire a1 · Cavalier blanc sur case blanche b1 · Fou blanc sur case noire c1 · Dame blanche sur case blanche d1 · Roi blanc sur case noire e1 | Roi noir sur case blanche a6 · Dame noire sur case noire b6 · Fou noir sur case blanche c6 · Cavalier noir sur case noire d6 · Tour noire sur case blanche e6 · Pion noir sur case noire a5 · Pion noir sur case blanche b5 · Pion noir sur case noire c5 · Pion noir sur case blanche d5 · Pion noir sur case noire e5 · Case blanche a4 vide · Case noire b4 vide · Case blanche c4 vide · Case noire d4 vide · Case blanche e4 vide · Case noire a3 vide · Case blanche b3 vide · Case noire c3 vide · Case blanche d3 vide · Case noire e3 vide · Pion blanc sur case blanche a2 · Pion blanc sur case noire b2 · Pion blanc sur case blanche c2 · Pion blanc sur case noire d2 · Pion blanc sur case blanche e2 · Tour blanche sur case noire a1 · Cavalier blanc sur case blanche b1 · Fou blanc sur case noire c1 · Dame blanche sur case blanche d1 · Roi blanc sur case noire e1 | 5 |
| 4 | Roi noir sur case blanche a6 · Dame noire sur case noire b6 · Fou noir sur case blanche c6 · Cavalier noir sur case noire d6 · Tour noire sur case blanche e6 · Pion noir sur case noire a5 · Pion noir sur case blanche b5 · Pion noir sur case noire c5 · Pion noir sur case blanche d5 · Pion noir sur case noire e5 · Case blanche a4 vide · Case noire b4 vide · Case blanche c4 vide · Case noire d4 vide · Case blanche e4 vide · Case noire a3 vide · Case blanche b3 vide · Case noire c3 vide · Case blanche d3 vide · Case noire e3 vide · Pion blanc sur case blanche a2 · Pion blanc sur case noire b2 · Pion blanc sur case blanche c2 · Pion blanc sur case noire d2 · Pion blanc sur case blanche e2 · Tour blanche sur case noire a1 · Cavalier blanc sur case blanche b1 · Fou blanc sur case noire c1 · Dame blanche sur case blanche d1 · Roi blanc sur case noire e1 | Roi noir sur case blanche a6 · Dame noire sur case noire b6 · Fou noir sur case blanche c6 · Cavalier noir sur case noire d6 · Tour noire sur case blanche e6 · Pion noir sur case noire a5 · Pion noir sur case blanche b5 · Pion noir sur case noire c5 · Pion noir sur case blanche d5 · Pion noir sur case noire e5 · Case blanche a4 vide · Case noire b4 vide · Case blanche c4 vide · Case noire d4 vide · Case blanche e4 vide · Case noire a3 vide · Case blanche b3 vide · Case noire c3 vide · Case blanche d3 vide · Case noire e3 vide · Pion blanc sur case blanche a2 · Pion blanc sur case noire b2 · Pion blanc sur case blanche c2 · Pion blanc sur case noire d2 · Pion blanc sur case blanche e2 · Tour blanche sur case noire a1 · Cavalier blanc sur case blanche b1 · Fou blanc sur case noire c1 · Dame blanche sur case blanche d1 · Roi blanc sur case noire e1 | Roi noir sur case blanche a6 · Dame noire sur case noire b6 · Fou noir sur case blanche c6 · Cavalier noir sur case noire d6 · Tour noire sur case blanche e6 · Pion noir sur case noire a5 · Pion noir sur case blanche b5 · Pion noir sur case noire c5 · Pion noir sur case blanche d5 · Pion noir sur case noire e5 · Case blanche a4 vide · Case noire b4 vide · Case blanche c4 vide · Case noire d4 vide · Case blanche e4 vide · Case noire a3 vide · Case blanche b3 vide · Case noire c3 vide · Case blanche d3 vide · Case noire e3 vide · Pion blanc sur case blanche a2 · Pion blanc sur case noire b2 · Pion blanc sur case blanche c2 · Pion blanc sur case noire d2 · Pion blanc sur case blanche e2 · Tour blanche sur case noire a1 · Cavalier blanc sur case blanche b1 · Fou blanc sur case noire c1 · Dame blanche sur case blanche d1 · Roi blanc sur case noire e1 | Roi noir sur case blanche a6 · Dame noire sur case noire b6 · Fou noir sur case blanche c6 · Cavalier noir sur case noire d6 · Tour noire sur case blanche e6 · Pion noir sur case noire a5 · Pion noir sur case blanche b5 · Pion noir sur case noire c5 · Pion noir sur case blanche d5 · Pion noir sur case noire e5 · Case blanche a4 vide · Case noire b4 vide · Case blanche c4 vide · Case noire d4 vide · Case blanche e4 vide · Case noire a3 vide · Case blanche b3 vide · Case noire c3 vide · Case blanche d3 vide · Case noire e3 vide · Pion blanc sur case blanche a2 · Pion blanc sur case noire b2 · Pion blanc sur case blanche c2 · Pion blanc sur case noire d2 · Pion blanc sur case blanche e2 · Tour blanche sur case noire a1 · Cavalier blanc sur case blanche b1 · Fou blanc sur case noire c1 · Dame blanche sur case blanche d1 · Roi blanc sur case noire e1 | Roi noir sur case blanche a6 · Dame noire sur case noire b6 · Fou noir sur case blanche c6 · Cavalier noir sur case noire d6 · Tour noire sur case blanche e6 · Pion noir sur case noire a5 · Pion noir sur case blanche b5 · Pion noir sur case noire c5 · Pion noir sur case blanche d5 · Pion noir sur case noire e5 · Case blanche a4 vide · Case noire b4 vide · Case blanche c4 vide · Case noire d4 vide · Case blanche e4 vide · Case noire a3 vide · Case blanche b3 vide · Case noire c3 vide · Case blanche d3 vide · Case noire e3 vide · Pion blanc sur case blanche a2 · Pion blanc sur case noire b2 · Pion blanc sur case blanche c2 · Pion blanc sur case noire d2 · Pion blanc sur case blanche e2 · Tour blanche sur case noire a1 · Cavalier blanc sur case blanche b1 · Fou blanc sur case noire c1 · Dame blanche sur case blanche d1 · Roi blanc sur case noire e1 | 4 |
| 3 | Roi noir sur case blanche a6 · Dame noire sur case noire b6 · Fou noir sur case blanche c6 · Cavalier noir sur case noire d6 · Tour noire sur case blanche e6 · Pion noir sur case noire a5 · Pion noir sur case blanche b5 · Pion noir sur case noire c5 · Pion noir sur case blanche d5 · Pion noir sur case noire e5 · Case blanche a4 vide · Case noire b4 vide · Case blanche c4 vide · Case noire d4 vide · Case blanche e4 vide · Case noire a3 vide · Case blanche b3 vide · Case noire c3 vide · Case blanche d3 vide · Case noire e3 vide · Pion blanc sur case blanche a2 · Pion blanc sur case noire b2 · Pion blanc sur case blanche c2 · Pion blanc sur case noire d2 · Pion blanc sur case blanche e2 · Tour blanche sur case noire a1 · Cavalier blanc sur case blanche b1 · Fou blanc sur case noire c1 · Dame blanche sur case blanche d1 · Roi blanc sur case noire e1 | Roi noir sur case blanche a6 · Dame noire sur case noire b6 · Fou noir sur case blanche c6 · Cavalier noir sur case noire d6 · Tour noire sur case blanche e6 · Pion noir sur case noire a5 · Pion noir sur case blanche b5 · Pion noir sur case noire c5 · Pion noir sur case blanche d5 · Pion noir sur case noire e5 · Case blanche a4 vide · Case noire b4 vide · Case blanche c4 vide · Case noire d4 vide · Case blanche e4 vide · Case noire a3 vide · Case blanche b3 vide · Case noire c3 vide · Case blanche d3 vide · Case noire e3 vide · Pion blanc sur case blanche a2 · Pion blanc sur case noire b2 · Pion blanc sur case blanche c2 · Pion blanc sur case noire d2 · Pion blanc sur case blanche e2 · Tour blanche sur case noire a1 · Cavalier blanc sur case blanche b1 · Fou blanc sur case noire c1 · Dame blanche sur case blanche d1 · Roi blanc sur case noire e1 | Roi noir sur case blanche a6 · Dame noire sur case noire b6 · Fou noir sur case blanche c6 · Cavalier noir sur case noire d6 · Tour noire sur case blanche e6 · Pion noir sur case noire a5 · Pion noir sur case blanche b5 · Pion noir sur case noire c5 · Pion noir sur case blanche d5 · Pion noir sur case noire e5 · Case blanche a4 vide · Case noire b4 vide · Case blanche c4 vide · Case noire d4 vide · Case blanche e4 vide · Case noire a3 vide · Case blanche b3 vide · Case noire c3 vide · Case blanche d3 vide · Case noire e3 vide · Pion blanc sur case blanche a2 · Pion blanc sur case noire b2 · Pion blanc sur case blanche c2 · Pion blanc sur case noire d2 · Pion blanc sur case blanche e2 · Tour blanche sur case noire a1 · Cavalier blanc sur case blanche b1 · Fou blanc sur case noire c1 · Dame blanche sur case blanche d1 · Roi blanc sur case noire e1 | Roi noir sur case blanche a6 · Dame noire sur case noire b6 · Fou noir sur case blanche c6 · Cavalier noir sur case noire d6 · Tour noire sur case blanche e6 · Pion noir sur case noire a5 · Pion noir sur case blanche b5 · Pion noir sur case noire c5 · Pion noir sur case blanche d5 · Pion noir sur case noire e5 · Case blanche a4 vide · Case noire b4 vide · Case blanche c4 vide · Case noire d4 vide · Case blanche e4 vide · Case noire a3 vide · Case blanche b3 vide · Case noire c3 vide · Case blanche d3 vide · Case noire e3 vide · Pion blanc sur case blanche a2 · Pion blanc sur case noire b2 · Pion blanc sur case blanche c2 · Pion blanc sur case noire d2 · Pion blanc sur case blanche e2 · Tour blanche sur case noire a1 · Cavalier blanc sur case blanche b1 · Fou blanc sur case noire c1 · Dame blanche sur case blanche d1 · Roi blanc sur case noire e1 | Roi noir sur case blanche a6 · Dame noire sur case noire b6 · Fou noir sur case blanche c6 · Cavalier noir sur case noire d6 · Tour noire sur case blanche e6 · Pion noir sur case noire a5 · Pion noir sur case blanche b5 · Pion noir sur case noire c5 · Pion noir sur case blanche d5 · Pion noir sur case noire e5 · Case blanche a4 vide · Case noire b4 vide · Case blanche c4 vide · Case noire d4 vide · Case blanche e4 vide · Case noire a3 vide · Case blanche b3 vide · Case noire c3 vide · Case blanche d3 vide · Case noire e3 vide · Pion blanc sur case blanche a2 · Pion blanc sur case noire b2 · Pion blanc sur case blanche c2 · Pion blanc sur case noire d2 · Pion blanc sur case blanche e2 · Tour blanche sur case noire a1 · Cavalier blanc sur case blanche b1 · Fou blanc sur case noire c1 · Dame blanche sur case blanche d1 · Roi blanc sur case noire e1 | 3 |
| 2 | Roi noir sur case blanche a6 · Dame noire sur case noire b6 · Fou noir sur case blanche c6 · Cavalier noir sur case noire d6 · Tour noire sur case blanche e6 · Pion noir sur case noire a5 · Pion noir sur case blanche b5 · Pion noir sur case noire c5 · Pion noir sur case blanche d5 · Pion noir sur case noire e5 · Case blanche a4 vide · Case noire b4 vide · Case blanche c4 vide · Case noire d4 vide · Case blanche e4 vide · Case noire a3 vide · Case blanche b3 vide · Case noire c3 vide · Case blanche d3 vide · Case noire e3 vide · Pion blanc sur case blanche a2 · Pion blanc sur case noire b2 · Pion blanc sur case blanche c2 · Pion blanc sur case noire d2 · Pion blanc sur case blanche e2 · Tour blanche sur case noire a1 · Cavalier blanc sur case blanche b1 · Fou blanc sur case noire c1 · Dame blanche sur case blanche d1 · Roi blanc sur case noire e1 | Roi noir sur case blanche a6 · Dame noire sur case noire b6 · Fou noir sur case blanche c6 · Cavalier noir sur case noire d6 · Tour noire sur case blanche e6 · Pion noir sur case noire a5 · Pion noir sur case blanche b5 · Pion noir sur case noire c5 · Pion noir sur case blanche d5 · Pion noir sur case noire e5 · Case blanche a4 vide · Case noire b4 vide · Case blanche c4 vide · Case noire d4 vide · Case blanche e4 vide · Case noire a3 vide · Case blanche b3 vide · Case noire c3 vide · Case blanche d3 vide · Case noire e3 vide · Pion blanc sur case blanche a2 · Pion blanc sur case noire b2 · Pion blanc sur case blanche c2 · Pion blanc sur case noire d2 · Pion blanc sur case blanche e2 · Tour blanche sur case noire a1 · Cavalier blanc sur case blanche b1 · Fou blanc sur case noire c1 · Dame blanche sur case blanche d1 · Roi blanc sur case noire e1 | Roi noir sur case blanche a6 · Dame noire sur case noire b6 · Fou noir sur case blanche c6 · Cavalier noir sur case noire d6 · Tour noire sur case blanche e6 · Pion noir sur case noire a5 · Pion noir sur case blanche b5 · Pion noir sur case noire c5 · Pion noir sur case blanche d5 · Pion noir sur case noire e5 · Case blanche a4 vide · Case noire b4 vide · Case blanche c4 vide · Case noire d4 vide · Case blanche e4 vide · Case noire a3 vide · Case blanche b3 vide · Case noire c3 vide · Case blanche d3 vide · Case noire e3 vide · Pion blanc sur case blanche a2 · Pion blanc sur case noire b2 · Pion blanc sur case blanche c2 · Pion blanc sur case noire d2 · Pion blanc sur case blanche e2 · Tour blanche sur case noire a1 · Cavalier blanc sur case blanche b1 · Fou blanc sur case noire c1 · Dame blanche sur case blanche d1 · Roi blanc sur case noire e1 | Roi noir sur case blanche a6 · Dame noire sur case noire b6 · Fou noir sur case blanche c6 · Cavalier noir sur case noire d6 · Tour noire sur case blanche e6 · Pion noir sur case noire a5 · Pion noir sur case blanche b5 · Pion noir sur case noire c5 · Pion noir sur case blanche d5 · Pion noir sur case noire e5 · Case blanche a4 vide · Case noire b4 vide · Case blanche c4 vide · Case noire d4 vide · Case blanche e4 vide · Case noire a3 vide · Case blanche b3 vide · Case noire c3 vide · Case blanche d3 vide · Case noire e3 vide · Pion blanc sur case blanche a2 · Pion blanc sur case noire b2 · Pion blanc sur case blanche c2 · Pion blanc sur case noire d2 · Pion blanc sur case blanche e2 · Tour blanche sur case noire a1 · Cavalier blanc sur case blanche b1 · Fou blanc sur case noire c1 · Dame blanche sur case blanche d1 · Roi blanc sur case noire e1 | Roi noir sur case blanche a6 · Dame noire sur case noire b6 · Fou noir sur case blanche c6 · Cavalier noir sur case noire d6 · Tour noire sur case blanche e6 · Pion noir sur case noire a5 · Pion noir sur case blanche b5 · Pion noir sur case noire c5 · Pion noir sur case blanche d5 · Pion noir sur case noire e5 · Case blanche a4 vide · Case noire b4 vide · Case blanche c4 vide · Case noire d4 vide · Case blanche e4 vide · Case noire a3 vide · Case blanche b3 vide · Case noire c3 vide · Case blanche d3 vide · Case noire e3 vide · Pion blanc sur case blanche a2 · Pion blanc sur case noire b2 · Pion blanc sur case blanche c2 · Pion blanc sur case noire d2 · Pion blanc sur case blanche e2 · Tour blanche sur case noire a1 · Cavalier blanc sur case blanche b1 · Fou blanc sur case noire c1 · Dame blanche sur case blanche d1 · Roi blanc sur case noire e1 | 2 |
| 1 | Roi noir sur case blanche a6 · Dame noire sur case noire b6 · Fou noir sur case blanche c6 · Cavalier noir sur case noire d6 · Tour noire sur case blanche e6 · Pion noir sur case noire a5 · Pion noir sur case blanche b5 · Pion noir sur case noire c5 · Pion noir sur case blanche d5 · Pion noir sur case noire e5 · Case blanche a4 vide · Case noire b4 vide · Case blanche c4 vide · Case noire d4 vide · Case blanche e4 vide · Case noire a3 vide · Case blanche b3 vide · Case noire c3 vide · Case blanche d3 vide · Case noire e3 vide · Pion blanc sur case blanche a2 · Pion blanc sur case noire b2 · Pion blanc sur case blanche c2 · Pion blanc sur case noire d2 · Pion blanc sur case blanche e2 · Tour blanche sur case noire a1 · Cavalier blanc sur case blanche b1 · Fou blanc sur case noire c1 · Dame blanche sur case blanche d1 · Roi blanc sur case noire e1 | Roi noir sur case blanche a6 · Dame noire sur case noire b6 · Fou noir sur case blanche c6 · Cavalier noir sur case noire d6 · Tour noire sur case blanche e6 · Pion noir sur case noire a5 · Pion noir sur case blanche b5 · Pion noir sur case noire c5 · Pion noir sur case blanche d5 · Pion noir sur case noire e5 · Case blanche a4 vide · Case noire b4 vide · Case blanche c4 vide · Case noire d4 vide · Case blanche e4 vide · Case noire a3 vide · Case blanche b3 vide · Case noire c3 vide · Case blanche d3 vide · Case noire e3 vide · Pion blanc sur case blanche a2 · Pion blanc sur case noire b2 · Pion blanc sur case blanche c2 · Pion blanc sur case noire d2 · Pion blanc sur case blanche e2 · Tour blanche sur case noire a1 · Cavalier blanc sur case blanche b1 · Fou blanc sur case noire c1 · Dame blanche sur case blanche d1 · Roi blanc sur case noire e1 | Roi noir sur case blanche a6 · Dame noire sur case noire b6 · Fou noir sur case blanche c6 · Cavalier noir sur case noire d6 · Tour noire sur case blanche e6 · Pion noir sur case noire a5 · Pion noir sur case blanche b5 · Pion noir sur case noire c5 · Pion noir sur case blanche d5 · Pion noir sur case noire e5 · Case blanche a4 vide · Case noire b4 vide · Case blanche c4 vide · Case noire d4 vide · Case blanche e4 vide · Case noire a3 vide · Case blanche b3 vide · Case noire c3 vide · Case blanche d3 vide · Case noire e3 vide · Pion blanc sur case blanche a2 · Pion blanc sur case noire b2 · Pion blanc sur case blanche c2 · Pion blanc sur case noire d2 · Pion blanc sur case blanche e2 · Tour blanche sur case noire a1 · Cavalier blanc sur case blanche b1 · Fou blanc sur case noire c1 · Dame blanche sur case blanche d1 · Roi blanc sur case noire e1 | Roi noir sur case blanche a6 · Dame noire sur case noire b6 · Fou noir sur case blanche c6 · Cavalier noir sur case noire d6 · Tour noire sur case blanche e6 · Pion noir sur case noire a5 · Pion noir sur case blanche b5 · Pion noir sur case noire c5 · Pion noir sur case blanche d5 · Pion noir sur case noire e5 · Case blanche a4 vide · Case noire b4 vide · Case blanche c4 vide · Case noire d4 vide · Case blanche e4 vide · Case noire a3 vide · Case blanche b3 vide · Case noire c3 vide · Case blanche d3 vide · Case noire e3 vide · Pion blanc sur case blanche a2 · Pion blanc sur case noire b2 · Pion blanc sur case blanche c2 · Pion blanc sur case noire d2 · Pion blanc sur case blanche e2 · Tour blanche sur case noire a1 · Cavalier blanc sur case blanche b1 · Fou blanc sur case noire c1 · Dame blanche sur case blanche d1 · Roi blanc sur case noire e1 | Roi noir sur case blanche a6 · Dame noire sur case noire b6 · Fou noir sur case blanche c6 · Cavalier noir sur case noire d6 · Tour noire sur case blanche e6 · Pion noir sur case noire a5 · Pion noir sur case blanche b5 · Pion noir sur case noire c5 · Pion noir sur case blanche d5 · Pion noir sur case noire e5 · Case blanche a4 vide · Case noire b4 vide · Case blanche c4 vide · Case noire d4 vide · Case blanche e4 vide · Case noire a3 vide · Case blanche b3 vide · Case noire c3 vide · Case blanche d3 vide · Case noire e3 vide · Pion blanc sur case blanche a2 · Pion blanc sur case noire b2 · Pion blanc sur case blanche c2 · Pion blanc sur case noire d2 · Pion blanc sur case blanche e2 · Tour blanche sur case noire a1 · Cavalier blanc sur case blanche b1 · Fou blanc sur case noire c1 · Dame blanche sur case blanche d1 · Roi blanc sur case noire e1 | 1 |
|   | a | b | c | d | e |   |

Il existe plusieurs variantes d'échecs sur un plateau 5×6. La première publiée est Petty chess, qui a été inventée par B. Walker Watson en 1930. Speed chess a été inventée par M. den Oude en 1988. Elena chess a été inventée par Sergei Sirotkin en 1999.
QuickChess a été inventée par Joseph Miccio en 1991. Le double-déplacement de pion et le roque ne sont pas autorisés dans cette variante, les pions ne peuvent faire de la promotion que pour les pièces capturées. Le jeu a été vendu par Amerigames International et a reçu National Parenting Publications Award en 1993. Miccio obtenu une patente aux États-Unis en 1993, dans laquelle sont décrites les trois autres variantes des échecs sur un plateau 5×6. En plus de deux variantes similaires à Speed chess et Elena chess (même position des pièces blanches, la position des pièces noires est symétrique), le brevet décrit une autre variante, qui a été nommée plus tard Chess Attack. Miccio préconise ces jeux comme outils éducatifs pour apprendre aux enfants les règles des échecs. Le plateau réduit et le moins grand nombre de pièces permettraient de réduire la complexité du jeu, et permettre des parties plus rapides. La disposition comme dans Speed chess était destinée à enseigner le petit roque et la configuration de Chess Attack le grand roque.
Laszlo Polgar a publié un livre en 1994, Minichess 777+1 Positions (Quickchess teaches chess quick), entièrement consacré au jeu d'échecs sur un plateau 5×6. Outre la configuration initiale comme dans QuickChess, Polgar a proposé d'utiliser toute autre configuration possible des pièces, même asymétrique. Le livre contenait des problèmes, des combinaisons et des parties pour échecs 5×6. Polgar recommande de l'utiliser comme premier livre pour apprendre aux enfants à jouer aux échecs.
Chess Attack, qui a la même configuration que les mini-échecs de Gardner (mais qui se joue sur un plus grand plateau) est vendu par l'entreprise norvégienne Yes Games AS depuis 2008. Dans cette variante, les pions peuvent faire double-mouvement et la capture en-passant est autorisée. Le jeu a été approuvé par Magnus Carlsen et Alexandra Kosteniouk.
MinitChess, publié en 2010, basé sur les variantes antérieures de 2007 et 2009, est joué sur un plateau de Gardner avec les pièces noires en miroir. Dans cette variante, il n'existe pas de roque, pas de double-mouvement de pion, la promotion d'un pion se fait seulement à la reine, la victoire par la capture du roi ou quand un adversaire n'a aucun coup possible (y compris des coups qui mettent le roi en échec, ces mouvements sont autorisés), et après 40 mouvements de chaque côté. En outre, le fou est remplacé par un mauvais fou qui a la possibilité de passer à une autre case vide à son tour, lui permettant de changer de couleur. Cette variante est conçue pour faciliter l'écriture des programmes d'ordinateur pour y jouer et le rendre plus difficile pour les experts humains du jeu d'échecs standard, tout en conservant le caractère essentiel du jeu : plusieurs tournois d'ordinateur ont été organisés.

## Plateaux 6×6
|   | a | b | c | d | e | f |   |
| 6 | Tour noire sur case blanche a6 · Fou noir sur case noire b6 · Cavalier noir sur case blanche c6 · Roi noir sur case noire d6 · Fou noir sur case blanche e6 · Tour noire sur case noire f6 · Pion noir sur case noire a5 · Pion noir sur case blanche b5 · Pion noir sur case noire c5 · Pion noir sur case blanche d5 · Pion noir sur case noire e5 · Pion noir sur case blanche f5 · Case blanche a4 vide · Case noire b4 vide · Case blanche c4 vide · Case noire d4 vide · Case blanche e4 vide · Case noire f4 vide · Case noire a3 vide · Case blanche b3 vide · Case noire c3 vide · Case blanche d3 vide · Case noire e3 vide · Case blanche f3 vide · Pion blanc sur case blanche a2 · Pion blanc sur case noire b2 · Pion blanc sur case blanche c2 · Pion blanc sur case noire d2 · Pion blanc sur case blanche e2 · Pion blanc sur case noire f2 · Tour blanche sur case noire a1 · Fou blanc sur case blanche b1 · Cavalier blanc sur case noire c1 · Roi blanc sur case blanche d1 · Fou blanc sur case noire e1 · Tour blanche sur case blanche f1 | Tour noire sur case blanche a6 · Fou noir sur case noire b6 · Cavalier noir sur case blanche c6 · Roi noir sur case noire d6 · Fou noir sur case blanche e6 · Tour noire sur case noire f6 · Pion noir sur case noire a5 · Pion noir sur case blanche b5 · Pion noir sur case noire c5 · Pion noir sur case blanche d5 · Pion noir sur case noire e5 · Pion noir sur case blanche f5 · Case blanche a4 vide · Case noire b4 vide · Case blanche c4 vide · Case noire d4 vide · Case blanche e4 vide · Case noire f4 vide · Case noire a3 vide · Case blanche b3 vide · Case noire c3 vide · Case blanche d3 vide · Case noire e3 vide · Case blanche f3 vide · Pion blanc sur case blanche a2 · Pion blanc sur case noire b2 · Pion blanc sur case blanche c2 · Pion blanc sur case noire d2 · Pion blanc sur case blanche e2 · Pion blanc sur case noire f2 · Tour blanche sur case noire a1 · Fou blanc sur case blanche b1 · Cavalier blanc sur case noire c1 · Roi blanc sur case blanche d1 · Fou blanc sur case noire e1 · Tour blanche sur case blanche f1 | Tour noire sur case blanche a6 · Fou noir sur case noire b6 · Cavalier noir sur case blanche c6 · Roi noir sur case noire d6 · Fou noir sur case blanche e6 · Tour noire sur case noire f6 · Pion noir sur case noire a5 · Pion noir sur case blanche b5 · Pion noir sur case noire c5 · Pion noir sur case blanche d5 · Pion noir sur case noire e5 · Pion noir sur case blanche f5 · Case blanche a4 vide · Case noire b4 vide · Case blanche c4 vide · Case noire d4 vide · Case blanche e4 vide · Case noire f4 vide · Case noire a3 vide · Case blanche b3 vide · Case noire c3 vide · Case blanche d3 vide · Case noire e3 vide · Case blanche f3 vide · Pion blanc sur case blanche a2 · Pion blanc sur case noire b2 · Pion blanc sur case blanche c2 · Pion blanc sur case noire d2 · Pion blanc sur case blanche e2 · Pion blanc sur case noire f2 · Tour blanche sur case noire a1 · Fou blanc sur case blanche b1 · Cavalier blanc sur case noire c1 · Roi blanc sur case blanche d1 · Fou blanc sur case noire e1 · Tour blanche sur case blanche f1 | Tour noire sur case blanche a6 · Fou noir sur case noire b6 · Cavalier noir sur case blanche c6 · Roi noir sur case noire d6 · Fou noir sur case blanche e6 · Tour noire sur case noire f6 · Pion noir sur case noire a5 · Pion noir sur case blanche b5 · Pion noir sur case noire c5 · Pion noir sur case blanche d5 · Pion noir sur case noire e5 · Pion noir sur case blanche f5 · Case blanche a4 vide · Case noire b4 vide · Case blanche c4 vide · Case noire d4 vide · Case blanche e4 vide · Case noire f4 vide · Case noire a3 vide · Case blanche b3 vide · Case noire c3 vide · Case blanche d3 vide · Case noire e3 vide · Case blanche f3 vide · Pion blanc sur case blanche a2 · Pion blanc sur case noire b2 · Pion blanc sur case blanche c2 · Pion blanc sur case noire d2 · Pion blanc sur case blanche e2 · Pion blanc sur case noire f2 · Tour blanche sur case noire a1 · Fou blanc sur case blanche b1 · Cavalier blanc sur case noire c1 · Roi blanc sur case blanche d1 · Fou blanc sur case noire e1 · Tour blanche sur case blanche f1 | Tour noire sur case blanche a6 · Fou noir sur case noire b6 · Cavalier noir sur case blanche c6 · Roi noir sur case noire d6 · Fou noir sur case blanche e6 · Tour noire sur case noire f6 · Pion noir sur case noire a5 · Pion noir sur case blanche b5 · Pion noir sur case noire c5 · Pion noir sur case blanche d5 · Pion noir sur case noire e5 · Pion noir sur case blanche f5 · Case blanche a4 vide · Case noire b4 vide · Case blanche c4 vide · Case noire d4 vide · Case blanche e4 vide · Case noire f4 vide · Case noire a3 vide · Case blanche b3 vide · Case noire c3 vide · Case blanche d3 vide · Case noire e3 vide · Case blanche f3 vide · Pion blanc sur case blanche a2 · Pion blanc sur case noire b2 · Pion blanc sur case blanche c2 · Pion blanc sur case noire d2 · Pion blanc sur case blanche e2 · Pion blanc sur case noire f2 · Tour blanche sur case noire a1 · Fou blanc sur case blanche b1 · Cavalier blanc sur case noire c1 · Roi blanc sur case blanche d1 · Fou blanc sur case noire e1 · Tour blanche sur case blanche f1 | Tour noire sur case blanche a6 · Fou noir sur case noire b6 · Cavalier noir sur case blanche c6 · Roi noir sur case noire d6 · Fou noir sur case blanche e6 · Tour noire sur case noire f6 · Pion noir sur case noire a5 · Pion noir sur case blanche b5 · Pion noir sur case noire c5 · Pion noir sur case blanche d5 · Pion noir sur case noire e5 · Pion noir sur case blanche f5 · Case blanche a4 vide · Case noire b4 vide · Case blanche c4 vide · Case noire d4 vide · Case blanche e4 vide · Case noire f4 vide · Case noire a3 vide · Case blanche b3 vide · Case noire c3 vide · Case blanche d3 vide · Case noire e3 vide · Case blanche f3 vide · Pion blanc sur case blanche a2 · Pion blanc sur case noire b2 · Pion blanc sur case blanche c2 · Pion blanc sur case noire d2 · Pion blanc sur case blanche e2 · Pion blanc sur case noire f2 · Tour blanche sur case noire a1 · Fou blanc sur case blanche b1 · Cavalier blanc sur case noire c1 · Roi blanc sur case blanche d1 · Fou blanc sur case noire e1 · Tour blanche sur case blanche f1 | 6 |
| 5 | Tour noire sur case blanche a6 · Fou noir sur case noire b6 · Cavalier noir sur case blanche c6 · Roi noir sur case noire d6 · Fou noir sur case blanche e6 · Tour noire sur case noire f6 · Pion noir sur case noire a5 · Pion noir sur case blanche b5 · Pion noir sur case noire c5 · Pion noir sur case blanche d5 · Pion noir sur case noire e5 · Pion noir sur case blanche f5 · Case blanche a4 vide · Case noire b4 vide · Case blanche c4 vide · Case noire d4 vide · Case blanche e4 vide · Case noire f4 vide · Case noire a3 vide · Case blanche b3 vide · Case noire c3 vide · Case blanche d3 vide · Case noire e3 vide · Case blanche f3 vide · Pion blanc sur case blanche a2 · Pion blanc sur case noire b2 · Pion blanc sur case blanche c2 · Pion blanc sur case noire d2 · Pion blanc sur case blanche e2 · Pion blanc sur case noire f2 · Tour blanche sur case noire a1 · Fou blanc sur case blanche b1 · Cavalier blanc sur case noire c1 · Roi blanc sur case blanche d1 · Fou blanc sur case noire e1 · Tour blanche sur case blanche f1 | Tour noire sur case blanche a6 · Fou noir sur case noire b6 · Cavalier noir sur case blanche c6 · Roi noir sur case noire d6 · Fou noir sur case blanche e6 · Tour noire sur case noire f6 · Pion noir sur case noire a5 · Pion noir sur case blanche b5 · Pion noir sur case noire c5 · Pion noir sur case blanche d5 · Pion noir sur case noire e5 · Pion noir sur case blanche f5 · Case blanche a4 vide · Case noire b4 vide · Case blanche c4 vide · Case noire d4 vide · Case blanche e4 vide · Case noire f4 vide · Case noire a3 vide · Case blanche b3 vide · Case noire c3 vide · Case blanche d3 vide · Case noire e3 vide · Case blanche f3 vide · Pion blanc sur case blanche a2 · Pion blanc sur case noire b2 · Pion blanc sur case blanche c2 · Pion blanc sur case noire d2 · Pion blanc sur case blanche e2 · Pion blanc sur case noire f2 · Tour blanche sur case noire a1 · Fou blanc sur case blanche b1 · Cavalier blanc sur case noire c1 · Roi blanc sur case blanche d1 · Fou blanc sur case noire e1 · Tour blanche sur case blanche f1 | Tour noire sur case blanche a6 · Fou noir sur case noire b6 · Cavalier noir sur case blanche c6 · Roi noir sur case noire d6 · Fou noir sur case blanche e6 · Tour noire sur case noire f6 · Pion noir sur case noire a5 · Pion noir sur case blanche b5 · Pion noir sur case noire c5 · Pion noir sur case blanche d5 · Pion noir sur case noire e5 · Pion noir sur case blanche f5 · Case blanche a4 vide · Case noire b4 vide · Case blanche c4 vide · Case noire d4 vide · Case blanche e4 vide · Case noire f4 vide · Case noire a3 vide · Case blanche b3 vide · Case noire c3 vide · Case blanche d3 vide · Case noire e3 vide · Case blanche f3 vide · Pion blanc sur case blanche a2 · Pion blanc sur case noire b2 · Pion blanc sur case blanche c2 · Pion blanc sur case noire d2 · Pion blanc sur case blanche e2 · Pion blanc sur case noire f2 · Tour blanche sur case noire a1 · Fou blanc sur case blanche b1 · Cavalier blanc sur case noire c1 · Roi blanc sur case blanche d1 · Fou blanc sur case noire e1 · Tour blanche sur case blanche f1 | Tour noire sur case blanche a6 · Fou noir sur case noire b6 · Cavalier noir sur case blanche c6 · Roi noir sur case noire d6 · Fou noir sur case blanche e6 · Tour noire sur case noire f6 · Pion noir sur case noire a5 · Pion noir sur case blanche b5 · Pion noir sur case noire c5 · Pion noir sur case blanche d5 · Pion noir sur case noire e5 · Pion noir sur case blanche f5 · Case blanche a4 vide · Case noire b4 vide · Case blanche c4 vide · Case noire d4 vide · Case blanche e4 vide · Case noire f4 vide · Case noire a3 vide · Case blanche b3 vide · Case noire c3 vide · Case blanche d3 vide · Case noire e3 vide · Case blanche f3 vide · Pion blanc sur case blanche a2 · Pion blanc sur case noire b2 · Pion blanc sur case blanche c2 · Pion blanc sur case noire d2 · Pion blanc sur case blanche e2 · Pion blanc sur case noire f2 · Tour blanche sur case noire a1 · Fou blanc sur case blanche b1 · Cavalier blanc sur case noire c1 · Roi blanc sur case blanche d1 · Fou blanc sur case noire e1 · Tour blanche sur case blanche f1 | Tour noire sur case blanche a6 · Fou noir sur case noire b6 · Cavalier noir sur case blanche c6 · Roi noir sur case noire d6 · Fou noir sur case blanche e6 · Tour noire sur case noire f6 · Pion noir sur case noire a5 · Pion noir sur case blanche b5 · Pion noir sur case noire c5 · Pion noir sur case blanche d5 · Pion noir sur case noire e5 · Pion noir sur case blanche f5 · Case blanche a4 vide · Case noire b4 vide · Case blanche c4 vide · Case noire d4 vide · Case blanche e4 vide · Case noire f4 vide · Case noire a3 vide · Case blanche b3 vide · Case noire c3 vide · Case blanche d3 vide · Case noire e3 vide · Case blanche f3 vide · Pion blanc sur case blanche a2 · Pion blanc sur case noire b2 · Pion blanc sur case blanche c2 · Pion blanc sur case noire d2 · Pion blanc sur case blanche e2 · Pion blanc sur case noire f2 · Tour blanche sur case noire a1 · Fou blanc sur case blanche b1 · Cavalier blanc sur case noire c1 · Roi blanc sur case blanche d1 · Fou blanc sur case noire e1 · Tour blanche sur case blanche f1 | Tour noire sur case blanche a6 · Fou noir sur case noire b6 · Cavalier noir sur case blanche c6 · Roi noir sur case noire d6 · Fou noir sur case blanche e6 · Tour noire sur case noire f6 · Pion noir sur case noire a5 · Pion noir sur case blanche b5 · Pion noir sur case noire c5 · Pion noir sur case blanche d5 · Pion noir sur case noire e5 · Pion noir sur case blanche f5 · Case blanche a4 vide · Case noire b4 vide · Case blanche c4 vide · Case noire d4 vide · Case blanche e4 vide · Case noire f4 vide · Case noire a3 vide · Case blanche b3 vide · Case noire c3 vide · Case blanche d3 vide · Case noire e3 vide · Case blanche f3 vide · Pion blanc sur case blanche a2 · Pion blanc sur case noire b2 · Pion blanc sur case blanche c2 · Pion blanc sur case noire d2 · Pion blanc sur case blanche e2 · Pion blanc sur case noire f2 · Tour blanche sur case noire a1 · Fou blanc sur case blanche b1 · Cavalier blanc sur case noire c1 · Roi blanc sur case blanche d1 · Fou blanc sur case noire e1 · Tour blanche sur case blanche f1 | 5 |
| 4 | Tour noire sur case blanche a6 · Fou noir sur case noire b6 · Cavalier noir sur case blanche c6 · Roi noir sur case noire d6 · Fou noir sur case blanche e6 · Tour noire sur case noire f6 · Pion noir sur case noire a5 · Pion noir sur case blanche b5 · Pion noir sur case noire c5 · Pion noir sur case blanche d5 · Pion noir sur case noire e5 · Pion noir sur case blanche f5 · Case blanche a4 vide · Case noire b4 vide · Case blanche c4 vide · Case noire d4 vide · Case blanche e4 vide · Case noire f4 vide · Case noire a3 vide · Case blanche b3 vide · Case noire c3 vide · Case blanche d3 vide · Case noire e3 vide · Case blanche f3 vide · Pion blanc sur case blanche a2 · Pion blanc sur case noire b2 · Pion blanc sur case blanche c2 · Pion blanc sur case noire d2 · Pion blanc sur case blanche e2 · Pion blanc sur case noire f2 · Tour blanche sur case noire a1 · Fou blanc sur case blanche b1 · Cavalier blanc sur case noire c1 · Roi blanc sur case blanche d1 · Fou blanc sur case noire e1 · Tour blanche sur case blanche f1 | Tour noire sur case blanche a6 · Fou noir sur case noire b6 · Cavalier noir sur case blanche c6 · Roi noir sur case noire d6 · Fou noir sur case blanche e6 · Tour noire sur case noire f6 · Pion noir sur case noire a5 · Pion noir sur case blanche b5 · Pion noir sur case noire c5 · Pion noir sur case blanche d5 · Pion noir sur case noire e5 · Pion noir sur case blanche f5 · Case blanche a4 vide · Case noire b4 vide · Case blanche c4 vide · Case noire d4 vide · Case blanche e4 vide · Case noire f4 vide · Case noire a3 vide · Case blanche b3 vide · Case noire c3 vide · Case blanche d3 vide · Case noire e3 vide · Case blanche f3 vide · Pion blanc sur case blanche a2 · Pion blanc sur case noire b2 · Pion blanc sur case blanche c2 · Pion blanc sur case noire d2 · Pion blanc sur case blanche e2 · Pion blanc sur case noire f2 · Tour blanche sur case noire a1 · Fou blanc sur case blanche b1 · Cavalier blanc sur case noire c1 · Roi blanc sur case blanche d1 · Fou blanc sur case noire e1 · Tour blanche sur case blanche f1 | Tour noire sur case blanche a6 · Fou noir sur case noire b6 · Cavalier noir sur case blanche c6 · Roi noir sur case noire d6 · Fou noir sur case blanche e6 · Tour noire sur case noire f6 · Pion noir sur case noire a5 · Pion noir sur case blanche b5 · Pion noir sur case noire c5 · Pion noir sur case blanche d5 · Pion noir sur case noire e5 · Pion noir sur case blanche f5 · Case blanche a4 vide · Case noire b4 vide · Case blanche c4 vide · Case noire d4 vide · Case blanche e4 vide · Case noire f4 vide · Case noire a3 vide · Case blanche b3 vide · Case noire c3 vide · Case blanche d3 vide · Case noire e3 vide · Case blanche f3 vide · Pion blanc sur case blanche a2 · Pion blanc sur case noire b2 · Pion blanc sur case blanche c2 · Pion blanc sur case noire d2 · Pion blanc sur case blanche e2 · Pion blanc sur case noire f2 · Tour blanche sur case noire a1 · Fou blanc sur case blanche b1 · Cavalier blanc sur case noire c1 · Roi blanc sur case blanche d1 · Fou blanc sur case noire e1 · Tour blanche sur case blanche f1 | Tour noire sur case blanche a6 · Fou noir sur case noire b6 · Cavalier noir sur case blanche c6 · Roi noir sur case noire d6 · Fou noir sur case blanche e6 · Tour noire sur case noire f6 · Pion noir sur case noire a5 · Pion noir sur case blanche b5 · Pion noir sur case noire c5 · Pion noir sur case blanche d5 · Pion noir sur case noire e5 · Pion noir sur case blanche f5 · Case blanche a4 vide · Case noire b4 vide · Case blanche c4 vide · Case noire d4 vide · Case blanche e4 vide · Case noire f4 vide · Case noire a3 vide · Case blanche b3 vide · Case noire c3 vide · Case blanche d3 vide · Case noire e3 vide · Case blanche f3 vide · Pion blanc sur case blanche a2 · Pion blanc sur case noire b2 · Pion blanc sur case blanche c2 · Pion blanc sur case noire d2 · Pion blanc sur case blanche e2 · Pion blanc sur case noire f2 · Tour blanche sur case noire a1 · Fou blanc sur case blanche b1 · Cavalier blanc sur case noire c1 · Roi blanc sur case blanche d1 · Fou blanc sur case noire e1 · Tour blanche sur case blanche f1 | Tour noire sur case blanche a6 · Fou noir sur case noire b6 · Cavalier noir sur case blanche c6 · Roi noir sur case noire d6 · Fou noir sur case blanche e6 · Tour noire sur case noire f6 · Pion noir sur case noire a5 · Pion noir sur case blanche b5 · Pion noir sur case noire c5 · Pion noir sur case blanche d5 · Pion noir sur case noire e5 · Pion noir sur case blanche f5 · Case blanche a4 vide · Case noire b4 vide · Case blanche c4 vide · Case noire d4 vide · Case blanche e4 vide · Case noire f4 vide · Case noire a3 vide · Case blanche b3 vide · Case noire c3 vide · Case blanche d3 vide · Case noire e3 vide · Case blanche f3 vide · Pion blanc sur case blanche a2 · Pion blanc sur case noire b2 · Pion blanc sur case blanche c2 · Pion blanc sur case noire d2 · Pion blanc sur case blanche e2 · Pion blanc sur case noire f2 · Tour blanche sur case noire a1 · Fou blanc sur case blanche b1 · Cavalier blanc sur case noire c1 · Roi blanc sur case blanche d1 · Fou blanc sur case noire e1 · Tour blanche sur case blanche f1 | Tour noire sur case blanche a6 · Fou noir sur case noire b6 · Cavalier noir sur case blanche c6 · Roi noir sur case noire d6 · Fou noir sur case blanche e6 · Tour noire sur case noire f6 · Pion noir sur case noire a5 · Pion noir sur case blanche b5 · Pion noir sur case noire c5 · Pion noir sur case blanche d5 · Pion noir sur case noire e5 · Pion noir sur case blanche f5 · Case blanche a4 vide · Case noire b4 vide · Case blanche c4 vide · Case noire d4 vide · Case blanche e4 vide · Case noire f4 vide · Case noire a3 vide · Case blanche b3 vide · Case noire c3 vide · Case blanche d3 vide · Case noire e3 vide · Case blanche f3 vide · Pion blanc sur case blanche a2 · Pion blanc sur case noire b2 · Pion blanc sur case blanche c2 · Pion blanc sur case noire d2 · Pion blanc sur case blanche e2 · Pion blanc sur case noire f2 · Tour blanche sur case noire a1 · Fou blanc sur case blanche b1 · Cavalier blanc sur case noire c1 · Roi blanc sur case blanche d1 · Fou blanc sur case noire e1 · Tour blanche sur case blanche f1 | 4 |
| 3 | Tour noire sur case blanche a6 · Fou noir sur case noire b6 · Cavalier noir sur case blanche c6 · Roi noir sur case noire d6 · Fou noir sur case blanche e6 · Tour noire sur case noire f6 · Pion noir sur case noire a5 · Pion noir sur case blanche b5 · Pion noir sur case noire c5 · Pion noir sur case blanche d5 · Pion noir sur case noire e5 · Pion noir sur case blanche f5 · Case blanche a4 vide · Case noire b4 vide · Case blanche c4 vide · Case noire d4 vide · Case blanche e4 vide · Case noire f4 vide · Case noire a3 vide · Case blanche b3 vide · Case noire c3 vide · Case blanche d3 vide · Case noire e3 vide · Case blanche f3 vide · Pion blanc sur case blanche a2 · Pion blanc sur case noire b2 · Pion blanc sur case blanche c2 · Pion blanc sur case noire d2 · Pion blanc sur case blanche e2 · Pion blanc sur case noire f2 · Tour blanche sur case noire a1 · Fou blanc sur case blanche b1 · Cavalier blanc sur case noire c1 · Roi blanc sur case blanche d1 · Fou blanc sur case noire e1 · Tour blanche sur case blanche f1 | Tour noire sur case blanche a6 · Fou noir sur case noire b6 · Cavalier noir sur case blanche c6 · Roi noir sur case noire d6 · Fou noir sur case blanche e6 · Tour noire sur case noire f6 · Pion noir sur case noire a5 · Pion noir sur case blanche b5 · Pion noir sur case noire c5 · Pion noir sur case blanche d5 · Pion noir sur case noire e5 · Pion noir sur case blanche f5 · Case blanche a4 vide · Case noire b4 vide · Case blanche c4 vide · Case noire d4 vide · Case blanche e4 vide · Case noire f4 vide · Case noire a3 vide · Case blanche b3 vide · Case noire c3 vide · Case blanche d3 vide · Case noire e3 vide · Case blanche f3 vide · Pion blanc sur case blanche a2 · Pion blanc sur case noire b2 · Pion blanc sur case blanche c2 · Pion blanc sur case noire d2 · Pion blanc sur case blanche e2 · Pion blanc sur case noire f2 · Tour blanche sur case noire a1 · Fou blanc sur case blanche b1 · Cavalier blanc sur case noire c1 · Roi blanc sur case blanche d1 · Fou blanc sur case noire e1 · Tour blanche sur case blanche f1 | Tour noire sur case blanche a6 · Fou noir sur case noire b6 · Cavalier noir sur case blanche c6 · Roi noir sur case noire d6 · Fou noir sur case blanche e6 · Tour noire sur case noire f6 · Pion noir sur case noire a5 · Pion noir sur case blanche b5 · Pion noir sur case noire c5 · Pion noir sur case blanche d5 · Pion noir sur case noire e5 · Pion noir sur case blanche f5 · Case blanche a4 vide · Case noire b4 vide · Case blanche c4 vide · Case noire d4 vide · Case blanche e4 vide · Case noire f4 vide · Case noire a3 vide · Case blanche b3 vide · Case noire c3 vide · Case blanche d3 vide · Case noire e3 vide · Case blanche f3 vide · Pion blanc sur case blanche a2 · Pion blanc sur case noire b2 · Pion blanc sur case blanche c2 · Pion blanc sur case noire d2 · Pion blanc sur case blanche e2 · Pion blanc sur case noire f2 · Tour blanche sur case noire a1 · Fou blanc sur case blanche b1 · Cavalier blanc sur case noire c1 · Roi blanc sur case blanche d1 · Fou blanc sur case noire e1 · Tour blanche sur case blanche f1 | Tour noire sur case blanche a6 · Fou noir sur case noire b6 · Cavalier noir sur case blanche c6 · Roi noir sur case noire d6 · Fou noir sur case blanche e6 · Tour noire sur case noire f6 · Pion noir sur case noire a5 · Pion noir sur case blanche b5 · Pion noir sur case noire c5 · Pion noir sur case blanche d5 · Pion noir sur case noire e5 · Pion noir sur case blanche f5 · Case blanche a4 vide · Case noire b4 vide · Case blanche c4 vide · Case noire d4 vide · Case blanche e4 vide · Case noire f4 vide · Case noire a3 vide · Case blanche b3 vide · Case noire c3 vide · Case blanche d3 vide · Case noire e3 vide · Case blanche f3 vide · Pion blanc sur case blanche a2 · Pion blanc sur case noire b2 · Pion blanc sur case blanche c2 · Pion blanc sur case noire d2 · Pion blanc sur case blanche e2 · Pion blanc sur case noire f2 · Tour blanche sur case noire a1 · Fou blanc sur case blanche b1 · Cavalier blanc sur case noire c1 · Roi blanc sur case blanche d1 · Fou blanc sur case noire e1 · Tour blanche sur case blanche f1 | Tour noire sur case blanche a6 · Fou noir sur case noire b6 · Cavalier noir sur case blanche c6 · Roi noir sur case noire d6 · Fou noir sur case blanche e6 · Tour noire sur case noire f6 · Pion noir sur case noire a5 · Pion noir sur case blanche b5 · Pion noir sur case noire c5 · Pion noir sur case blanche d5 · Pion noir sur case noire e5 · Pion noir sur case blanche f5 · Case blanche a4 vide · Case noire b4 vide · Case blanche c4 vide · Case noire d4 vide · Case blanche e4 vide · Case noire f4 vide · Case noire a3 vide · Case blanche b3 vide · Case noire c3 vide · Case blanche d3 vide · Case noire e3 vide · Case blanche f3 vide · Pion blanc sur case blanche a2 · Pion blanc sur case noire b2 · Pion blanc sur case blanche c2 · Pion blanc sur case noire d2 · Pion blanc sur case blanche e2 · Pion blanc sur case noire f2 · Tour blanche sur case noire a1 · Fou blanc sur case blanche b1 · Cavalier blanc sur case noire c1 · Roi blanc sur case blanche d1 · Fou blanc sur case noire e1 · Tour blanche sur case blanche f1 | Tour noire sur case blanche a6 · Fou noir sur case noire b6 · Cavalier noir sur case blanche c6 · Roi noir sur case noire d6 · Fou noir sur case blanche e6 · Tour noire sur case noire f6 · Pion noir sur case noire a5 · Pion noir sur case blanche b5 · Pion noir sur case noire c5 · Pion noir sur case blanche d5 · Pion noir sur case noire e5 · Pion noir sur case blanche f5 · Case blanche a4 vide · Case noire b4 vide · Case blanche c4 vide · Case noire d4 vide · Case blanche e4 vide · Case noire f4 vide · Case noire a3 vide · Case blanche b3 vide · Case noire c3 vide · Case blanche d3 vide · Case noire e3 vide · Case blanche f3 vide · Pion blanc sur case blanche a2 · Pion blanc sur case noire b2 · Pion blanc sur case blanche c2 · Pion blanc sur case noire d2 · Pion blanc sur case blanche e2 · Pion blanc sur case noire f2 · Tour blanche sur case noire a1 · Fou blanc sur case blanche b1 · Cavalier blanc sur case noire c1 · Roi blanc sur case blanche d1 · Fou blanc sur case noire e1 · Tour blanche sur case blanche f1 | 3 |
| 2 | Tour noire sur case blanche a6 · Fou noir sur case noire b6 · Cavalier noir sur case blanche c6 · Roi noir sur case noire d6 · Fou noir sur case blanche e6 · Tour noire sur case noire f6 · Pion noir sur case noire a5 · Pion noir sur case blanche b5 · Pion noir sur case noire c5 · Pion noir sur case blanche d5 · Pion noir sur case noire e5 · Pion noir sur case blanche f5 · Case blanche a4 vide · Case noire b4 vide · Case blanche c4 vide · Case noire d4 vide · Case blanche e4 vide · Case noire f4 vide · Case noire a3 vide · Case blanche b3 vide · Case noire c3 vide · Case blanche d3 vide · Case noire e3 vide · Case blanche f3 vide · Pion blanc sur case blanche a2 · Pion blanc sur case noire b2 · Pion blanc sur case blanche c2 · Pion blanc sur case noire d2 · Pion blanc sur case blanche e2 · Pion blanc sur case noire f2 · Tour blanche sur case noire a1 · Fou blanc sur case blanche b1 · Cavalier blanc sur case noire c1 · Roi blanc sur case blanche d1 · Fou blanc sur case noire e1 · Tour blanche sur case blanche f1 | Tour noire sur case blanche a6 · Fou noir sur case noire b6 · Cavalier noir sur case blanche c6 · Roi noir sur case noire d6 · Fou noir sur case blanche e6 · Tour noire sur case noire f6 · Pion noir sur case noire a5 · Pion noir sur case blanche b5 · Pion noir sur case noire c5 · Pion noir sur case blanche d5 · Pion noir sur case noire e5 · Pion noir sur case blanche f5 · Case blanche a4 vide · Case noire b4 vide · Case blanche c4 vide · Case noire d4 vide · Case blanche e4 vide · Case noire f4 vide · Case noire a3 vide · Case blanche b3 vide · Case noire c3 vide · Case blanche d3 vide · Case noire e3 vide · Case blanche f3 vide · Pion blanc sur case blanche a2 · Pion blanc sur case noire b2 · Pion blanc sur case blanche c2 · Pion blanc sur case noire d2 · Pion blanc sur case blanche e2 · Pion blanc sur case noire f2 · Tour blanche sur case noire a1 · Fou blanc sur case blanche b1 · Cavalier blanc sur case noire c1 · Roi blanc sur case blanche d1 · Fou blanc sur case noire e1 · Tour blanche sur case blanche f1 | Tour noire sur case blanche a6 · Fou noir sur case noire b6 · Cavalier noir sur case blanche c6 · Roi noir sur case noire d6 · Fou noir sur case blanche e6 · Tour noire sur case noire f6 · Pion noir sur case noire a5 · Pion noir sur case blanche b5 · Pion noir sur case noire c5 · Pion noir sur case blanche d5 · Pion noir sur case noire e5 · Pion noir sur case blanche f5 · Case blanche a4 vide · Case noire b4 vide · Case blanche c4 vide · Case noire d4 vide · Case blanche e4 vide · Case noire f4 vide · Case noire a3 vide · Case blanche b3 vide · Case noire c3 vide · Case blanche d3 vide · Case noire e3 vide · Case blanche f3 vide · Pion blanc sur case blanche a2 · Pion blanc sur case noire b2 · Pion blanc sur case blanche c2 · Pion blanc sur case noire d2 · Pion blanc sur case blanche e2 · Pion blanc sur case noire f2 · Tour blanche sur case noire a1 · Fou blanc sur case blanche b1 · Cavalier blanc sur case noire c1 · Roi blanc sur case blanche d1 · Fou blanc sur case noire e1 · Tour blanche sur case blanche f1 | Tour noire sur case blanche a6 · Fou noir sur case noire b6 · Cavalier noir sur case blanche c6 · Roi noir sur case noire d6 · Fou noir sur case blanche e6 · Tour noire sur case noire f6 · Pion noir sur case noire a5 · Pion noir sur case blanche b5 · Pion noir sur case noire c5 · Pion noir sur case blanche d5 · Pion noir sur case noire e5 · Pion noir sur case blanche f5 · Case blanche a4 vide · Case noire b4 vide · Case blanche c4 vide · Case noire d4 vide · Case blanche e4 vide · Case noire f4 vide · Case noire a3 vide · Case blanche b3 vide · Case noire c3 vide · Case blanche d3 vide · Case noire e3 vide · Case blanche f3 vide · Pion blanc sur case blanche a2 · Pion blanc sur case noire b2 · Pion blanc sur case blanche c2 · Pion blanc sur case noire d2 · Pion blanc sur case blanche e2 · Pion blanc sur case noire f2 · Tour blanche sur case noire a1 · Fou blanc sur case blanche b1 · Cavalier blanc sur case noire c1 · Roi blanc sur case blanche d1 · Fou blanc sur case noire e1 · Tour blanche sur case blanche f1 | Tour noire sur case blanche a6 · Fou noir sur case noire b6 · Cavalier noir sur case blanche c6 · Roi noir sur case noire d6 · Fou noir sur case blanche e6 · Tour noire sur case noire f6 · Pion noir sur case noire a5 · Pion noir sur case blanche b5 · Pion noir sur case noire c5 · Pion noir sur case blanche d5 · Pion noir sur case noire e5 · Pion noir sur case blanche f5 · Case blanche a4 vide · Case noire b4 vide · Case blanche c4 vide · Case noire d4 vide · Case blanche e4 vide · Case noire f4 vide · Case noire a3 vide · Case blanche b3 vide · Case noire c3 vide · Case blanche d3 vide · Case noire e3 vide · Case blanche f3 vide · Pion blanc sur case blanche a2 · Pion blanc sur case noire b2 · Pion blanc sur case blanche c2 · Pion blanc sur case noire d2 · Pion blanc sur case blanche e2 · Pion blanc sur case noire f2 · Tour blanche sur case noire a1 · Fou blanc sur case blanche b1 · Cavalier blanc sur case noire c1 · Roi blanc sur case blanche d1 · Fou blanc sur case noire e1 · Tour blanche sur case blanche f1 | Tour noire sur case blanche a6 · Fou noir sur case noire b6 · Cavalier noir sur case blanche c6 · Roi noir sur case noire d6 · Fou noir sur case blanche e6 · Tour noire sur case noire f6 · Pion noir sur case noire a5 · Pion noir sur case blanche b5 · Pion noir sur case noire c5 · Pion noir sur case blanche d5 · Pion noir sur case noire e5 · Pion noir sur case blanche f5 · Case blanche a4 vide · Case noire b4 vide · Case blanche c4 vide · Case noire d4 vide · Case blanche e4 vide · Case noire f4 vide · Case noire a3 vide · Case blanche b3 vide · Case noire c3 vide · Case blanche d3 vide · Case noire e3 vide · Case blanche f3 vide · Pion blanc sur case blanche a2 · Pion blanc sur case noire b2 · Pion blanc sur case blanche c2 · Pion blanc sur case noire d2 · Pion blanc sur case blanche e2 · Pion blanc sur case noire f2 · Tour blanche sur case noire a1 · Fou blanc sur case blanche b1 · Cavalier blanc sur case noire c1 · Roi blanc sur case blanche d1 · Fou blanc sur case noire e1 · Tour blanche sur case blanche f1 | 2 |
| 1 | Tour noire sur case blanche a6 · Fou noir sur case noire b6 · Cavalier noir sur case blanche c6 · Roi noir sur case noire d6 · Fou noir sur case blanche e6 · Tour noire sur case noire f6 · Pion noir sur case noire a5 · Pion noir sur case blanche b5 · Pion noir sur case noire c5 · Pion noir sur case blanche d5 · Pion noir sur case noire e5 · Pion noir sur case blanche f5 · Case blanche a4 vide · Case noire b4 vide · Case blanche c4 vide · Case noire d4 vide · Case blanche e4 vide · Case noire f4 vide · Case noire a3 vide · Case blanche b3 vide · Case noire c3 vide · Case blanche d3 vide · Case noire e3 vide · Case blanche f3 vide · Pion blanc sur case blanche a2 · Pion blanc sur case noire b2 · Pion blanc sur case blanche c2 · Pion blanc sur case noire d2 · Pion blanc sur case blanche e2 · Pion blanc sur case noire f2 · Tour blanche sur case noire a1 · Fou blanc sur case blanche b1 · Cavalier blanc sur case noire c1 · Roi blanc sur case blanche d1 · Fou blanc sur case noire e1 · Tour blanche sur case blanche f1 | Tour noire sur case blanche a6 · Fou noir sur case noire b6 · Cavalier noir sur case blanche c6 · Roi noir sur case noire d6 · Fou noir sur case blanche e6 · Tour noire sur case noire f6 · Pion noir sur case noire a5 · Pion noir sur case blanche b5 · Pion noir sur case noire c5 · Pion noir sur case blanche d5 · Pion noir sur case noire e5 · Pion noir sur case blanche f5 · Case blanche a4 vide · Case noire b4 vide · Case blanche c4 vide · Case noire d4 vide · Case blanche e4 vide · Case noire f4 vide · Case noire a3 vide · Case blanche b3 vide · Case noire c3 vide · Case blanche d3 vide · Case noire e3 vide · Case blanche f3 vide · Pion blanc sur case blanche a2 · Pion blanc sur case noire b2 · Pion blanc sur case blanche c2 · Pion blanc sur case noire d2 · Pion blanc sur case blanche e2 · Pion blanc sur case noire f2 · Tour blanche sur case noire a1 · Fou blanc sur case blanche b1 · Cavalier blanc sur case noire c1 · Roi blanc sur case blanche d1 · Fou blanc sur case noire e1 · Tour blanche sur case blanche f1 | Tour noire sur case blanche a6 · Fou noir sur case noire b6 · Cavalier noir sur case blanche c6 · Roi noir sur case noire d6 · Fou noir sur case blanche e6 · Tour noire sur case noire f6 · Pion noir sur case noire a5 · Pion noir sur case blanche b5 · Pion noir sur case noire c5 · Pion noir sur case blanche d5 · Pion noir sur case noire e5 · Pion noir sur case blanche f5 · Case blanche a4 vide · Case noire b4 vide · Case blanche c4 vide · Case noire d4 vide · Case blanche e4 vide · Case noire f4 vide · Case noire a3 vide · Case blanche b3 vide · Case noire c3 vide · Case blanche d3 vide · Case noire e3 vide · Case blanche f3 vide · Pion blanc sur case blanche a2 · Pion blanc sur case noire b2 · Pion blanc sur case blanche c2 · Pion blanc sur case noire d2 · Pion blanc sur case blanche e2 · Pion blanc sur case noire f2 · Tour blanche sur case noire a1 · Fou blanc sur case blanche b1 · Cavalier blanc sur case noire c1 · Roi blanc sur case blanche d1 · Fou blanc sur case noire e1 · Tour blanche sur case blanche f1 | Tour noire sur case blanche a6 · Fou noir sur case noire b6 · Cavalier noir sur case blanche c6 · Roi noir sur case noire d6 · Fou noir sur case blanche e6 · Tour noire sur case noire f6 · Pion noir sur case noire a5 · Pion noir sur case blanche b5 · Pion noir sur case noire c5 · Pion noir sur case blanche d5 · Pion noir sur case noire e5 · Pion noir sur case blanche f5 · Case blanche a4 vide · Case noire b4 vide · Case blanche c4 vide · Case noire d4 vide · Case blanche e4 vide · Case noire f4 vide · Case noire a3 vide · Case blanche b3 vide · Case noire c3 vide · Case blanche d3 vide · Case noire e3 vide · Case blanche f3 vide · Pion blanc sur case blanche a2 · Pion blanc sur case noire b2 · Pion blanc sur case blanche c2 · Pion blanc sur case noire d2 · Pion blanc sur case blanche e2 · Pion blanc sur case noire f2 · Tour blanche sur case noire a1 · Fou blanc sur case blanche b1 · Cavalier blanc sur case noire c1 · Roi blanc sur case blanche d1 · Fou blanc sur case noire e1 · Tour blanche sur case blanche f1 | Tour noire sur case blanche a6 · Fou noir sur case noire b6 · Cavalier noir sur case blanche c6 · Roi noir sur case noire d6 · Fou noir sur case blanche e6 · Tour noire sur case noire f6 · Pion noir sur case noire a5 · Pion noir sur case blanche b5 · Pion noir sur case noire c5 · Pion noir sur case blanche d5 · Pion noir sur case noire e5 · Pion noir sur case blanche f5 · Case blanche a4 vide · Case noire b4 vide · Case blanche c4 vide · Case noire d4 vide · Case blanche e4 vide · Case noire f4 vide · Case noire a3 vide · Case blanche b3 vide · Case noire c3 vide · Case blanche d3 vide · Case noire e3 vide · Case blanche f3 vide · Pion blanc sur case blanche a2 · Pion blanc sur case noire b2 · Pion blanc sur case blanche c2 · Pion blanc sur case noire d2 · Pion blanc sur case blanche e2 · Pion blanc sur case noire f2 · Tour blanche sur case noire a1 · Fou blanc sur case blanche b1 · Cavalier blanc sur case noire c1 · Roi blanc sur case blanche d1 · Fou blanc sur case noire e1 · Tour blanche sur case blanche f1 | Tour noire sur case blanche a6 · Fou noir sur case noire b6 · Cavalier noir sur case blanche c6 · Roi noir sur case noire d6 · Fou noir sur case blanche e6 · Tour noire sur case noire f6 · Pion noir sur case noire a5 · Pion noir sur case blanche b5 · Pion noir sur case noire c5 · Pion noir sur case blanche d5 · Pion noir sur case noire e5 · Pion noir sur case blanche f5 · Case blanche a4 vide · Case noire b4 vide · Case blanche c4 vide · Case noire d4 vide · Case blanche e4 vide · Case noire f4 vide · Case noire a3 vide · Case blanche b3 vide · Case noire c3 vide · Case blanche d3 vide · Case noire e3 vide · Case blanche f3 vide · Pion blanc sur case blanche a2 · Pion blanc sur case noire b2 · Pion blanc sur case blanche c2 · Pion blanc sur case noire d2 · Pion blanc sur case blanche e2 · Pion blanc sur case noire f2 · Tour blanche sur case noire a1 · Fou blanc sur case blanche b1 · Cavalier blanc sur case noire c1 · Roi blanc sur case blanche d1 · Fou blanc sur case noire e1 · Tour blanche sur case blanche f1 | 1 |
|   | a | b | c | d | e | f |   |

|   | a | b | c | d | e | f |   |
| 6 | Tour noire sur case blanche a6 · Fou noir sur case noire b6 · Roi noir sur case blanche c6 · Cavalier noir sur case noire d6 · Fou noir sur case blanche e6 · Tour noire sur case noire f6 · Pion noir sur case noire a5 · Pion noir sur case blanche b5 · Pion noir sur case noire c5 · Pion noir sur case blanche d5 · Pion noir sur case noire e5 · Pion noir sur case blanche f5 · Case blanche a4 vide · Case noire b4 vide · Case blanche c4 vide · Case noire d4 vide · Case blanche e4 vide · Case noire f4 vide · Case noire a3 vide · Case blanche b3 vide · Case noire c3 vide · Case blanche d3 vide · Case noire e3 vide · Case blanche f3 vide · Pion blanc sur case blanche a2 · Pion blanc sur case noire b2 · Pion blanc sur case blanche c2 · Pion blanc sur case noire d2 · Pion blanc sur case blanche e2 · Pion blanc sur case noire f2 · Tour blanche sur case noire a1 · Fou blanc sur case blanche b1 · Cavalier blanc sur case noire c1 · Roi blanc sur case blanche d1 · Fou blanc sur case noire e1 · Tour blanche sur case blanche f1 | Tour noire sur case blanche a6 · Fou noir sur case noire b6 · Roi noir sur case blanche c6 · Cavalier noir sur case noire d6 · Fou noir sur case blanche e6 · Tour noire sur case noire f6 · Pion noir sur case noire a5 · Pion noir sur case blanche b5 · Pion noir sur case noire c5 · Pion noir sur case blanche d5 · Pion noir sur case noire e5 · Pion noir sur case blanche f5 · Case blanche a4 vide · Case noire b4 vide · Case blanche c4 vide · Case noire d4 vide · Case blanche e4 vide · Case noire f4 vide · Case noire a3 vide · Case blanche b3 vide · Case noire c3 vide · Case blanche d3 vide · Case noire e3 vide · Case blanche f3 vide · Pion blanc sur case blanche a2 · Pion blanc sur case noire b2 · Pion blanc sur case blanche c2 · Pion blanc sur case noire d2 · Pion blanc sur case blanche e2 · Pion blanc sur case noire f2 · Tour blanche sur case noire a1 · Fou blanc sur case blanche b1 · Cavalier blanc sur case noire c1 · Roi blanc sur case blanche d1 · Fou blanc sur case noire e1 · Tour blanche sur case blanche f1 | Tour noire sur case blanche a6 · Fou noir sur case noire b6 · Roi noir sur case blanche c6 · Cavalier noir sur case noire d6 · Fou noir sur case blanche e6 · Tour noire sur case noire f6 · Pion noir sur case noire a5 · Pion noir sur case blanche b5 · Pion noir sur case noire c5 · Pion noir sur case blanche d5 · Pion noir sur case noire e5 · Pion noir sur case blanche f5 · Case blanche a4 vide · Case noire b4 vide · Case blanche c4 vide · Case noire d4 vide · Case blanche e4 vide · Case noire f4 vide · Case noire a3 vide · Case blanche b3 vide · Case noire c3 vide · Case blanche d3 vide · Case noire e3 vide · Case blanche f3 vide · Pion blanc sur case blanche a2 · Pion blanc sur case noire b2 · Pion blanc sur case blanche c2 · Pion blanc sur case noire d2 · Pion blanc sur case blanche e2 · Pion blanc sur case noire f2 · Tour blanche sur case noire a1 · Fou blanc sur case blanche b1 · Cavalier blanc sur case noire c1 · Roi blanc sur case blanche d1 · Fou blanc sur case noire e1 · Tour blanche sur case blanche f1 | Tour noire sur case blanche a6 · Fou noir sur case noire b6 · Roi noir sur case blanche c6 · Cavalier noir sur case noire d6 · Fou noir sur case blanche e6 · Tour noire sur case noire f6 · Pion noir sur case noire a5 · Pion noir sur case blanche b5 · Pion noir sur case noire c5 · Pion noir sur case blanche d5 · Pion noir sur case noire e5 · Pion noir sur case blanche f5 · Case blanche a4 vide · Case noire b4 vide · Case blanche c4 vide · Case noire d4 vide · Case blanche e4 vide · Case noire f4 vide · Case noire a3 vide · Case blanche b3 vide · Case noire c3 vide · Case blanche d3 vide · Case noire e3 vide · Case blanche f3 vide · Pion blanc sur case blanche a2 · Pion blanc sur case noire b2 · Pion blanc sur case blanche c2 · Pion blanc sur case noire d2 · Pion blanc sur case blanche e2 · Pion blanc sur case noire f2 · Tour blanche sur case noire a1 · Fou blanc sur case blanche b1 · Cavalier blanc sur case noire c1 · Roi blanc sur case blanche d1 · Fou blanc sur case noire e1 · Tour blanche sur case blanche f1 | Tour noire sur case blanche a6 · Fou noir sur case noire b6 · Roi noir sur case blanche c6 · Cavalier noir sur case noire d6 · Fou noir sur case blanche e6 · Tour noire sur case noire f6 · Pion noir sur case noire a5 · Pion noir sur case blanche b5 · Pion noir sur case noire c5 · Pion noir sur case blanche d5 · Pion noir sur case noire e5 · Pion noir sur case blanche f5 · Case blanche a4 vide · Case noire b4 vide · Case blanche c4 vide · Case noire d4 vide · Case blanche e4 vide · Case noire f4 vide · Case noire a3 vide · Case blanche b3 vide · Case noire c3 vide · Case blanche d3 vide · Case noire e3 vide · Case blanche f3 vide · Pion blanc sur case blanche a2 · Pion blanc sur case noire b2 · Pion blanc sur case blanche c2 · Pion blanc sur case noire d2 · Pion blanc sur case blanche e2 · Pion blanc sur case noire f2 · Tour blanche sur case noire a1 · Fou blanc sur case blanche b1 · Cavalier blanc sur case noire c1 · Roi blanc sur case blanche d1 · Fou blanc sur case noire e1 · Tour blanche sur case blanche f1 | Tour noire sur case blanche a6 · Fou noir sur case noire b6 · Roi noir sur case blanche c6 · Cavalier noir sur case noire d6 · Fou noir sur case blanche e6 · Tour noire sur case noire f6 · Pion noir sur case noire a5 · Pion noir sur case blanche b5 · Pion noir sur case noire c5 · Pion noir sur case blanche d5 · Pion noir sur case noire e5 · Pion noir sur case blanche f5 · Case blanche a4 vide · Case noire b4 vide · Case blanche c4 vide · Case noire d4 vide · Case blanche e4 vide · Case noire f4 vide · Case noire a3 vide · Case blanche b3 vide · Case noire c3 vide · Case blanche d3 vide · Case noire e3 vide · Case blanche f3 vide · Pion blanc sur case blanche a2 · Pion blanc sur case noire b2 · Pion blanc sur case blanche c2 · Pion blanc sur case noire d2 · Pion blanc sur case blanche e2 · Pion blanc sur case noire f2 · Tour blanche sur case noire a1 · Fou blanc sur case blanche b1 · Cavalier blanc sur case noire c1 · Roi blanc sur case blanche d1 · Fou blanc sur case noire e1 · Tour blanche sur case blanche f1 | 6 |
| 5 | Tour noire sur case blanche a6 · Fou noir sur case noire b6 · Roi noir sur case blanche c6 · Cavalier noir sur case noire d6 · Fou noir sur case blanche e6 · Tour noire sur case noire f6 · Pion noir sur case noire a5 · Pion noir sur case blanche b5 · Pion noir sur case noire c5 · Pion noir sur case blanche d5 · Pion noir sur case noire e5 · Pion noir sur case blanche f5 · Case blanche a4 vide · Case noire b4 vide · Case blanche c4 vide · Case noire d4 vide · Case blanche e4 vide · Case noire f4 vide · Case noire a3 vide · Case blanche b3 vide · Case noire c3 vide · Case blanche d3 vide · Case noire e3 vide · Case blanche f3 vide · Pion blanc sur case blanche a2 · Pion blanc sur case noire b2 · Pion blanc sur case blanche c2 · Pion blanc sur case noire d2 · Pion blanc sur case blanche e2 · Pion blanc sur case noire f2 · Tour blanche sur case noire a1 · Fou blanc sur case blanche b1 · Cavalier blanc sur case noire c1 · Roi blanc sur case blanche d1 · Fou blanc sur case noire e1 · Tour blanche sur case blanche f1 | Tour noire sur case blanche a6 · Fou noir sur case noire b6 · Roi noir sur case blanche c6 · Cavalier noir sur case noire d6 · Fou noir sur case blanche e6 · Tour noire sur case noire f6 · Pion noir sur case noire a5 · Pion noir sur case blanche b5 · Pion noir sur case noire c5 · Pion noir sur case blanche d5 · Pion noir sur case noire e5 · Pion noir sur case blanche f5 · Case blanche a4 vide · Case noire b4 vide · Case blanche c4 vide · Case noire d4 vide · Case blanche e4 vide · Case noire f4 vide · Case noire a3 vide · Case blanche b3 vide · Case noire c3 vide · Case blanche d3 vide · Case noire e3 vide · Case blanche f3 vide · Pion blanc sur case blanche a2 · Pion blanc sur case noire b2 · Pion blanc sur case blanche c2 · Pion blanc sur case noire d2 · Pion blanc sur case blanche e2 · Pion blanc sur case noire f2 · Tour blanche sur case noire a1 · Fou blanc sur case blanche b1 · Cavalier blanc sur case noire c1 · Roi blanc sur case blanche d1 · Fou blanc sur case noire e1 · Tour blanche sur case blanche f1 | Tour noire sur case blanche a6 · Fou noir sur case noire b6 · Roi noir sur case blanche c6 · Cavalier noir sur case noire d6 · Fou noir sur case blanche e6 · Tour noire sur case noire f6 · Pion noir sur case noire a5 · Pion noir sur case blanche b5 · Pion noir sur case noire c5 · Pion noir sur case blanche d5 · Pion noir sur case noire e5 · Pion noir sur case blanche f5 · Case blanche a4 vide · Case noire b4 vide · Case blanche c4 vide · Case noire d4 vide · Case blanche e4 vide · Case noire f4 vide · Case noire a3 vide · Case blanche b3 vide · Case noire c3 vide · Case blanche d3 vide · Case noire e3 vide · Case blanche f3 vide · Pion blanc sur case blanche a2 · Pion blanc sur case noire b2 · Pion blanc sur case blanche c2 · Pion blanc sur case noire d2 · Pion blanc sur case blanche e2 · Pion blanc sur case noire f2 · Tour blanche sur case noire a1 · Fou blanc sur case blanche b1 · Cavalier blanc sur case noire c1 · Roi blanc sur case blanche d1 · Fou blanc sur case noire e1 · Tour blanche sur case blanche f1 | Tour noire sur case blanche a6 · Fou noir sur case noire b6 · Roi noir sur case blanche c6 · Cavalier noir sur case noire d6 · Fou noir sur case blanche e6 · Tour noire sur case noire f6 · Pion noir sur case noire a5 · Pion noir sur case blanche b5 · Pion noir sur case noire c5 · Pion noir sur case blanche d5 · Pion noir sur case noire e5 · Pion noir sur case blanche f5 · Case blanche a4 vide · Case noire b4 vide · Case blanche c4 vide · Case noire d4 vide · Case blanche e4 vide · Case noire f4 vide · Case noire a3 vide · Case blanche b3 vide · Case noire c3 vide · Case blanche d3 vide · Case noire e3 vide · Case blanche f3 vide · Pion blanc sur case blanche a2 · Pion blanc sur case noire b2 · Pion blanc sur case blanche c2 · Pion blanc sur case noire d2 · Pion blanc sur case blanche e2 · Pion blanc sur case noire f2 · Tour blanche sur case noire a1 · Fou blanc sur case blanche b1 · Cavalier blanc sur case noire c1 · Roi blanc sur case blanche d1 · Fou blanc sur case noire e1 · Tour blanche sur case blanche f1 | Tour noire sur case blanche a6 · Fou noir sur case noire b6 · Roi noir sur case blanche c6 · Cavalier noir sur case noire d6 · Fou noir sur case blanche e6 · Tour noire sur case noire f6 · Pion noir sur case noire a5 · Pion noir sur case blanche b5 · Pion noir sur case noire c5 · Pion noir sur case blanche d5 · Pion noir sur case noire e5 · Pion noir sur case blanche f5 · Case blanche a4 vide · Case noire b4 vide · Case blanche c4 vide · Case noire d4 vide · Case blanche e4 vide · Case noire f4 vide · Case noire a3 vide · Case blanche b3 vide · Case noire c3 vide · Case blanche d3 vide · Case noire e3 vide · Case blanche f3 vide · Pion blanc sur case blanche a2 · Pion blanc sur case noire b2 · Pion blanc sur case blanche c2 · Pion blanc sur case noire d2 · Pion blanc sur case blanche e2 · Pion blanc sur case noire f2 · Tour blanche sur case noire a1 · Fou blanc sur case blanche b1 · Cavalier blanc sur case noire c1 · Roi blanc sur case blanche d1 · Fou blanc sur case noire e1 · Tour blanche sur case blanche f1 | Tour noire sur case blanche a6 · Fou noir sur case noire b6 · Roi noir sur case blanche c6 · Cavalier noir sur case noire d6 · Fou noir sur case blanche e6 · Tour noire sur case noire f6 · Pion noir sur case noire a5 · Pion noir sur case blanche b5 · Pion noir sur case noire c5 · Pion noir sur case blanche d5 · Pion noir sur case noire e5 · Pion noir sur case blanche f5 · Case blanche a4 vide · Case noire b4 vide · Case blanche c4 vide · Case noire d4 vide · Case blanche e4 vide · Case noire f4 vide · Case noire a3 vide · Case blanche b3 vide · Case noire c3 vide · Case blanche d3 vide · Case noire e3 vide · Case blanche f3 vide · Pion blanc sur case blanche a2 · Pion blanc sur case noire b2 · Pion blanc sur case blanche c2 · Pion blanc sur case noire d2 · Pion blanc sur case blanche e2 · Pion blanc sur case noire f2 · Tour blanche sur case noire a1 · Fou blanc sur case blanche b1 · Cavalier blanc sur case noire c1 · Roi blanc sur case blanche d1 · Fou blanc sur case noire e1 · Tour blanche sur case blanche f1 | 5 |
| 4 | Tour noire sur case blanche a6 · Fou noir sur case noire b6 · Roi noir sur case blanche c6 · Cavalier noir sur case noire d6 · Fou noir sur case blanche e6 · Tour noire sur case noire f6 · Pion noir sur case noire a5 · Pion noir sur case blanche b5 · Pion noir sur case noire c5 · Pion noir sur case blanche d5 · Pion noir sur case noire e5 · Pion noir sur case blanche f5 · Case blanche a4 vide · Case noire b4 vide · Case blanche c4 vide · Case noire d4 vide · Case blanche e4 vide · Case noire f4 vide · Case noire a3 vide · Case blanche b3 vide · Case noire c3 vide · Case blanche d3 vide · Case noire e3 vide · Case blanche f3 vide · Pion blanc sur case blanche a2 · Pion blanc sur case noire b2 · Pion blanc sur case blanche c2 · Pion blanc sur case noire d2 · Pion blanc sur case blanche e2 · Pion blanc sur case noire f2 · Tour blanche sur case noire a1 · Fou blanc sur case blanche b1 · Cavalier blanc sur case noire c1 · Roi blanc sur case blanche d1 · Fou blanc sur case noire e1 · Tour blanche sur case blanche f1 | Tour noire sur case blanche a6 · Fou noir sur case noire b6 · Roi noir sur case blanche c6 · Cavalier noir sur case noire d6 · Fou noir sur case blanche e6 · Tour noire sur case noire f6 · Pion noir sur case noire a5 · Pion noir sur case blanche b5 · Pion noir sur case noire c5 · Pion noir sur case blanche d5 · Pion noir sur case noire e5 · Pion noir sur case blanche f5 · Case blanche a4 vide · Case noire b4 vide · Case blanche c4 vide · Case noire d4 vide · Case blanche e4 vide · Case noire f4 vide · Case noire a3 vide · Case blanche b3 vide · Case noire c3 vide · Case blanche d3 vide · Case noire e3 vide · Case blanche f3 vide · Pion blanc sur case blanche a2 · Pion blanc sur case noire b2 · Pion blanc sur case blanche c2 · Pion blanc sur case noire d2 · Pion blanc sur case blanche e2 · Pion blanc sur case noire f2 · Tour blanche sur case noire a1 · Fou blanc sur case blanche b1 · Cavalier blanc sur case noire c1 · Roi blanc sur case blanche d1 · Fou blanc sur case noire e1 · Tour blanche sur case blanche f1 | Tour noire sur case blanche a6 · Fou noir sur case noire b6 · Roi noir sur case blanche c6 · Cavalier noir sur case noire d6 · Fou noir sur case blanche e6 · Tour noire sur case noire f6 · Pion noir sur case noire a5 · Pion noir sur case blanche b5 · Pion noir sur case noire c5 · Pion noir sur case blanche d5 · Pion noir sur case noire e5 · Pion noir sur case blanche f5 · Case blanche a4 vide · Case noire b4 vide · Case blanche c4 vide · Case noire d4 vide · Case blanche e4 vide · Case noire f4 vide · Case noire a3 vide · Case blanche b3 vide · Case noire c3 vide · Case blanche d3 vide · Case noire e3 vide · Case blanche f3 vide · Pion blanc sur case blanche a2 · Pion blanc sur case noire b2 · Pion blanc sur case blanche c2 · Pion blanc sur case noire d2 · Pion blanc sur case blanche e2 · Pion blanc sur case noire f2 · Tour blanche sur case noire a1 · Fou blanc sur case blanche b1 · Cavalier blanc sur case noire c1 · Roi blanc sur case blanche d1 · Fou blanc sur case noire e1 · Tour blanche sur case blanche f1 | Tour noire sur case blanche a6 · Fou noir sur case noire b6 · Roi noir sur case blanche c6 · Cavalier noir sur case noire d6 · Fou noir sur case blanche e6 · Tour noire sur case noire f6 · Pion noir sur case noire a5 · Pion noir sur case blanche b5 · Pion noir sur case noire c5 · Pion noir sur case blanche d5 · Pion noir sur case noire e5 · Pion noir sur case blanche f5 · Case blanche a4 vide · Case noire b4 vide · Case blanche c4 vide · Case noire d4 vide · Case blanche e4 vide · Case noire f4 vide · Case noire a3 vide · Case blanche b3 vide · Case noire c3 vide · Case blanche d3 vide · Case noire e3 vide · Case blanche f3 vide · Pion blanc sur case blanche a2 · Pion blanc sur case noire b2 · Pion blanc sur case blanche c2 · Pion blanc sur case noire d2 · Pion blanc sur case blanche e2 · Pion blanc sur case noire f2 · Tour blanche sur case noire a1 · Fou blanc sur case blanche b1 · Cavalier blanc sur case noire c1 · Roi blanc sur case blanche d1 · Fou blanc sur case noire e1 · Tour blanche sur case blanche f1 | Tour noire sur case blanche a6 · Fou noir sur case noire b6 · Roi noir sur case blanche c6 · Cavalier noir sur case noire d6 · Fou noir sur case blanche e6 · Tour noire sur case noire f6 · Pion noir sur case noire a5 · Pion noir sur case blanche b5 · Pion noir sur case noire c5 · Pion noir sur case blanche d5 · Pion noir sur case noire e5 · Pion noir sur case blanche f5 · Case blanche a4 vide · Case noire b4 vide · Case blanche c4 vide · Case noire d4 vide · Case blanche e4 vide · Case noire f4 vide · Case noire a3 vide · Case blanche b3 vide · Case noire c3 vide · Case blanche d3 vide · Case noire e3 vide · Case blanche f3 vide · Pion blanc sur case blanche a2 · Pion blanc sur case noire b2 · Pion blanc sur case blanche c2 · Pion blanc sur case noire d2 · Pion blanc sur case blanche e2 · Pion blanc sur case noire f2 · Tour blanche sur case noire a1 · Fou blanc sur case blanche b1 · Cavalier blanc sur case noire c1 · Roi blanc sur case blanche d1 · Fou blanc sur case noire e1 · Tour blanche sur case blanche f1 | Tour noire sur case blanche a6 · Fou noir sur case noire b6 · Roi noir sur case blanche c6 · Cavalier noir sur case noire d6 · Fou noir sur case blanche e6 · Tour noire sur case noire f6 · Pion noir sur case noire a5 · Pion noir sur case blanche b5 · Pion noir sur case noire c5 · Pion noir sur case blanche d5 · Pion noir sur case noire e5 · Pion noir sur case blanche f5 · Case blanche a4 vide · Case noire b4 vide · Case blanche c4 vide · Case noire d4 vide · Case blanche e4 vide · Case noire f4 vide · Case noire a3 vide · Case blanche b3 vide · Case noire c3 vide · Case blanche d3 vide · Case noire e3 vide · Case blanche f3 vide · Pion blanc sur case blanche a2 · Pion blanc sur case noire b2 · Pion blanc sur case blanche c2 · Pion blanc sur case noire d2 · Pion blanc sur case blanche e2 · Pion blanc sur case noire f2 · Tour blanche sur case noire a1 · Fou blanc sur case blanche b1 · Cavalier blanc sur case noire c1 · Roi blanc sur case blanche d1 · Fou blanc sur case noire e1 · Tour blanche sur case blanche f1 | 4 |
| 3 | Tour noire sur case blanche a6 · Fou noir sur case noire b6 · Roi noir sur case blanche c6 · Cavalier noir sur case noire d6 · Fou noir sur case blanche e6 · Tour noire sur case noire f6 · Pion noir sur case noire a5 · Pion noir sur case blanche b5 · Pion noir sur case noire c5 · Pion noir sur case blanche d5 · Pion noir sur case noire e5 · Pion noir sur case blanche f5 · Case blanche a4 vide · Case noire b4 vide · Case blanche c4 vide · Case noire d4 vide · Case blanche e4 vide · Case noire f4 vide · Case noire a3 vide · Case blanche b3 vide · Case noire c3 vide · Case blanche d3 vide · Case noire e3 vide · Case blanche f3 vide · Pion blanc sur case blanche a2 · Pion blanc sur case noire b2 · Pion blanc sur case blanche c2 · Pion blanc sur case noire d2 · Pion blanc sur case blanche e2 · Pion blanc sur case noire f2 · Tour blanche sur case noire a1 · Fou blanc sur case blanche b1 · Cavalier blanc sur case noire c1 · Roi blanc sur case blanche d1 · Fou blanc sur case noire e1 · Tour blanche sur case blanche f1 | Tour noire sur case blanche a6 · Fou noir sur case noire b6 · Roi noir sur case blanche c6 · Cavalier noir sur case noire d6 · Fou noir sur case blanche e6 · Tour noire sur case noire f6 · Pion noir sur case noire a5 · Pion noir sur case blanche b5 · Pion noir sur case noire c5 · Pion noir sur case blanche d5 · Pion noir sur case noire e5 · Pion noir sur case blanche f5 · Case blanche a4 vide · Case noire b4 vide · Case blanche c4 vide · Case noire d4 vide · Case blanche e4 vide · Case noire f4 vide · Case noire a3 vide · Case blanche b3 vide · Case noire c3 vide · Case blanche d3 vide · Case noire e3 vide · Case blanche f3 vide · Pion blanc sur case blanche a2 · Pion blanc sur case noire b2 · Pion blanc sur case blanche c2 · Pion blanc sur case noire d2 · Pion blanc sur case blanche e2 · Pion blanc sur case noire f2 · Tour blanche sur case noire a1 · Fou blanc sur case blanche b1 · Cavalier blanc sur case noire c1 · Roi blanc sur case blanche d1 · Fou blanc sur case noire e1 · Tour blanche sur case blanche f1 | Tour noire sur case blanche a6 · Fou noir sur case noire b6 · Roi noir sur case blanche c6 · Cavalier noir sur case noire d6 · Fou noir sur case blanche e6 · Tour noire sur case noire f6 · Pion noir sur case noire a5 · Pion noir sur case blanche b5 · Pion noir sur case noire c5 · Pion noir sur case blanche d5 · Pion noir sur case noire e5 · Pion noir sur case blanche f5 · Case blanche a4 vide · Case noire b4 vide · Case blanche c4 vide · Case noire d4 vide · Case blanche e4 vide · Case noire f4 vide · Case noire a3 vide · Case blanche b3 vide · Case noire c3 vide · Case blanche d3 vide · Case noire e3 vide · Case blanche f3 vide · Pion blanc sur case blanche a2 · Pion blanc sur case noire b2 · Pion blanc sur case blanche c2 · Pion blanc sur case noire d2 · Pion blanc sur case blanche e2 · Pion blanc sur case noire f2 · Tour blanche sur case noire a1 · Fou blanc sur case blanche b1 · Cavalier blanc sur case noire c1 · Roi blanc sur case blanche d1 · Fou blanc sur case noire e1 · Tour blanche sur case blanche f1 | Tour noire sur case blanche a6 · Fou noir sur case noire b6 · Roi noir sur case blanche c6 · Cavalier noir sur case noire d6 · Fou noir sur case blanche e6 · Tour noire sur case noire f6 · Pion noir sur case noire a5 · Pion noir sur case blanche b5 · Pion noir sur case noire c5 · Pion noir sur case blanche d5 · Pion noir sur case noire e5 · Pion noir sur case blanche f5 · Case blanche a4 vide · Case noire b4 vide · Case blanche c4 vide · Case noire d4 vide · Case blanche e4 vide · Case noire f4 vide · Case noire a3 vide · Case blanche b3 vide · Case noire c3 vide · Case blanche d3 vide · Case noire e3 vide · Case blanche f3 vide · Pion blanc sur case blanche a2 · Pion blanc sur case noire b2 · Pion blanc sur case blanche c2 · Pion blanc sur case noire d2 · Pion blanc sur case blanche e2 · Pion blanc sur case noire f2 · Tour blanche sur case noire a1 · Fou blanc sur case blanche b1 · Cavalier blanc sur case noire c1 · Roi blanc sur case blanche d1 · Fou blanc sur case noire e1 · Tour blanche sur case blanche f1 | Tour noire sur case blanche a6 · Fou noir sur case noire b6 · Roi noir sur case blanche c6 · Cavalier noir sur case noire d6 · Fou noir sur case blanche e6 · Tour noire sur case noire f6 · Pion noir sur case noire a5 · Pion noir sur case blanche b5 · Pion noir sur case noire c5 · Pion noir sur case blanche d5 · Pion noir sur case noire e5 · Pion noir sur case blanche f5 · Case blanche a4 vide · Case noire b4 vide · Case blanche c4 vide · Case noire d4 vide · Case blanche e4 vide · Case noire f4 vide · Case noire a3 vide · Case blanche b3 vide · Case noire c3 vide · Case blanche d3 vide · Case noire e3 vide · Case blanche f3 vide · Pion blanc sur case blanche a2 · Pion blanc sur case noire b2 · Pion blanc sur case blanche c2 · Pion blanc sur case noire d2 · Pion blanc sur case blanche e2 · Pion blanc sur case noire f2 · Tour blanche sur case noire a1 · Fou blanc sur case blanche b1 · Cavalier blanc sur case noire c1 · Roi blanc sur case blanche d1 · Fou blanc sur case noire e1 · Tour blanche sur case blanche f1 | Tour noire sur case blanche a6 · Fou noir sur case noire b6 · Roi noir sur case blanche c6 · Cavalier noir sur case noire d6 · Fou noir sur case blanche e6 · Tour noire sur case noire f6 · Pion noir sur case noire a5 · Pion noir sur case blanche b5 · Pion noir sur case noire c5 · Pion noir sur case blanche d5 · Pion noir sur case noire e5 · Pion noir sur case blanche f5 · Case blanche a4 vide · Case noire b4 vide · Case blanche c4 vide · Case noire d4 vide · Case blanche e4 vide · Case noire f4 vide · Case noire a3 vide · Case blanche b3 vide · Case noire c3 vide · Case blanche d3 vide · Case noire e3 vide · Case blanche f3 vide · Pion blanc sur case blanche a2 · Pion blanc sur case noire b2 · Pion blanc sur case blanche c2 · Pion blanc sur case noire d2 · Pion blanc sur case blanche e2 · Pion blanc sur case noire f2 · Tour blanche sur case noire a1 · Fou blanc sur case blanche b1 · Cavalier blanc sur case noire c1 · Roi blanc sur case blanche d1 · Fou blanc sur case noire e1 · Tour blanche sur case blanche f1 | 3 |
| 2 | Tour noire sur case blanche a6 · Fou noir sur case noire b6 · Roi noir sur case blanche c6 · Cavalier noir sur case noire d6 · Fou noir sur case blanche e6 · Tour noire sur case noire f6 · Pion noir sur case noire a5 · Pion noir sur case blanche b5 · Pion noir sur case noire c5 · Pion noir sur case blanche d5 · Pion noir sur case noire e5 · Pion noir sur case blanche f5 · Case blanche a4 vide · Case noire b4 vide · Case blanche c4 vide · Case noire d4 vide · Case blanche e4 vide · Case noire f4 vide · Case noire a3 vide · Case blanche b3 vide · Case noire c3 vide · Case blanche d3 vide · Case noire e3 vide · Case blanche f3 vide · Pion blanc sur case blanche a2 · Pion blanc sur case noire b2 · Pion blanc sur case blanche c2 · Pion blanc sur case noire d2 · Pion blanc sur case blanche e2 · Pion blanc sur case noire f2 · Tour blanche sur case noire a1 · Fou blanc sur case blanche b1 · Cavalier blanc sur case noire c1 · Roi blanc sur case blanche d1 · Fou blanc sur case noire e1 · Tour blanche sur case blanche f1 | Tour noire sur case blanche a6 · Fou noir sur case noire b6 · Roi noir sur case blanche c6 · Cavalier noir sur case noire d6 · Fou noir sur case blanche e6 · Tour noire sur case noire f6 · Pion noir sur case noire a5 · Pion noir sur case blanche b5 · Pion noir sur case noire c5 · Pion noir sur case blanche d5 · Pion noir sur case noire e5 · Pion noir sur case blanche f5 · Case blanche a4 vide · Case noire b4 vide · Case blanche c4 vide · Case noire d4 vide · Case blanche e4 vide · Case noire f4 vide · Case noire a3 vide · Case blanche b3 vide · Case noire c3 vide · Case blanche d3 vide · Case noire e3 vide · Case blanche f3 vide · Pion blanc sur case blanche a2 · Pion blanc sur case noire b2 · Pion blanc sur case blanche c2 · Pion blanc sur case noire d2 · Pion blanc sur case blanche e2 · Pion blanc sur case noire f2 · Tour blanche sur case noire a1 · Fou blanc sur case blanche b1 · Cavalier blanc sur case noire c1 · Roi blanc sur case blanche d1 · Fou blanc sur case noire e1 · Tour blanche sur case blanche f1 | Tour noire sur case blanche a6 · Fou noir sur case noire b6 · Roi noir sur case blanche c6 · Cavalier noir sur case noire d6 · Fou noir sur case blanche e6 · Tour noire sur case noire f6 · Pion noir sur case noire a5 · Pion noir sur case blanche b5 · Pion noir sur case noire c5 · Pion noir sur case blanche d5 · Pion noir sur case noire e5 · Pion noir sur case blanche f5 · Case blanche a4 vide · Case noire b4 vide · Case blanche c4 vide · Case noire d4 vide · Case blanche e4 vide · Case noire f4 vide · Case noire a3 vide · Case blanche b3 vide · Case noire c3 vide · Case blanche d3 vide · Case noire e3 vide · Case blanche f3 vide · Pion blanc sur case blanche a2 · Pion blanc sur case noire b2 · Pion blanc sur case blanche c2 · Pion blanc sur case noire d2 · Pion blanc sur case blanche e2 · Pion blanc sur case noire f2 · Tour blanche sur case noire a1 · Fou blanc sur case blanche b1 · Cavalier blanc sur case noire c1 · Roi blanc sur case blanche d1 · Fou blanc sur case noire e1 · Tour blanche sur case blanche f1 | Tour noire sur case blanche a6 · Fou noir sur case noire b6 · Roi noir sur case blanche c6 · Cavalier noir sur case noire d6 · Fou noir sur case blanche e6 · Tour noire sur case noire f6 · Pion noir sur case noire a5 · Pion noir sur case blanche b5 · Pion noir sur case noire c5 · Pion noir sur case blanche d5 · Pion noir sur case noire e5 · Pion noir sur case blanche f5 · Case blanche a4 vide · Case noire b4 vide · Case blanche c4 vide · Case noire d4 vide · Case blanche e4 vide · Case noire f4 vide · Case noire a3 vide · Case blanche b3 vide · Case noire c3 vide · Case blanche d3 vide · Case noire e3 vide · Case blanche f3 vide · Pion blanc sur case blanche a2 · Pion blanc sur case noire b2 · Pion blanc sur case blanche c2 · Pion blanc sur case noire d2 · Pion blanc sur case blanche e2 · Pion blanc sur case noire f2 · Tour blanche sur case noire a1 · Fou blanc sur case blanche b1 · Cavalier blanc sur case noire c1 · Roi blanc sur case blanche d1 · Fou blanc sur case noire e1 · Tour blanche sur case blanche f1 | Tour noire sur case blanche a6 · Fou noir sur case noire b6 · Roi noir sur case blanche c6 · Cavalier noir sur case noire d6 · Fou noir sur case blanche e6 · Tour noire sur case noire f6 · Pion noir sur case noire a5 · Pion noir sur case blanche b5 · Pion noir sur case noire c5 · Pion noir sur case blanche d5 · Pion noir sur case noire e5 · Pion noir sur case blanche f5 · Case blanche a4 vide · Case noire b4 vide · Case blanche c4 vide · Case noire d4 vide · Case blanche e4 vide · Case noire f4 vide · Case noire a3 vide · Case blanche b3 vide · Case noire c3 vide · Case blanche d3 vide · Case noire e3 vide · Case blanche f3 vide · Pion blanc sur case blanche a2 · Pion blanc sur case noire b2 · Pion blanc sur case blanche c2 · Pion blanc sur case noire d2 · Pion blanc sur case blanche e2 · Pion blanc sur case noire f2 · Tour blanche sur case noire a1 · Fou blanc sur case blanche b1 · Cavalier blanc sur case noire c1 · Roi blanc sur case blanche d1 · Fou blanc sur case noire e1 · Tour blanche sur case blanche f1 | Tour noire sur case blanche a6 · Fou noir sur case noire b6 · Roi noir sur case blanche c6 · Cavalier noir sur case noire d6 · Fou noir sur case blanche e6 · Tour noire sur case noire f6 · Pion noir sur case noire a5 · Pion noir sur case blanche b5 · Pion noir sur case noire c5 · Pion noir sur case blanche d5 · Pion noir sur case noire e5 · Pion noir sur case blanche f5 · Case blanche a4 vide · Case noire b4 vide · Case blanche c4 vide · Case noire d4 vide · Case blanche e4 vide · Case noire f4 vide · Case noire a3 vide · Case blanche b3 vide · Case noire c3 vide · Case blanche d3 vide · Case noire e3 vide · Case blanche f3 vide · Pion blanc sur case blanche a2 · Pion blanc sur case noire b2 · Pion blanc sur case blanche c2 · Pion blanc sur case noire d2 · Pion blanc sur case blanche e2 · Pion blanc sur case noire f2 · Tour blanche sur case noire a1 · Fou blanc sur case blanche b1 · Cavalier blanc sur case noire c1 · Roi blanc sur case blanche d1 · Fou blanc sur case noire e1 · Tour blanche sur case blanche f1 | 2 |
| 1 | Tour noire sur case blanche a6 · Fou noir sur case noire b6 · Roi noir sur case blanche c6 · Cavalier noir sur case noire d6 · Fou noir sur case blanche e6 · Tour noire sur case noire f6 · Pion noir sur case noire a5 · Pion noir sur case blanche b5 · Pion noir sur case noire c5 · Pion noir sur case blanche d5 · Pion noir sur case noire e5 · Pion noir sur case blanche f5 · Case blanche a4 vide · Case noire b4 vide · Case blanche c4 vide · Case noire d4 vide · Case blanche e4 vide · Case noire f4 vide · Case noire a3 vide · Case blanche b3 vide · Case noire c3 vide · Case blanche d3 vide · Case noire e3 vide · Case blanche f3 vide · Pion blanc sur case blanche a2 · Pion blanc sur case noire b2 · Pion blanc sur case blanche c2 · Pion blanc sur case noire d2 · Pion blanc sur case blanche e2 · Pion blanc sur case noire f2 · Tour blanche sur case noire a1 · Fou blanc sur case blanche b1 · Cavalier blanc sur case noire c1 · Roi blanc sur case blanche d1 · Fou blanc sur case noire e1 · Tour blanche sur case blanche f1 | Tour noire sur case blanche a6 · Fou noir sur case noire b6 · Roi noir sur case blanche c6 · Cavalier noir sur case noire d6 · Fou noir sur case blanche e6 · Tour noire sur case noire f6 · Pion noir sur case noire a5 · Pion noir sur case blanche b5 · Pion noir sur case noire c5 · Pion noir sur case blanche d5 · Pion noir sur case noire e5 · Pion noir sur case blanche f5 · Case blanche a4 vide · Case noire b4 vide · Case blanche c4 vide · Case noire d4 vide · Case blanche e4 vide · Case noire f4 vide · Case noire a3 vide · Case blanche b3 vide · Case noire c3 vide · Case blanche d3 vide · Case noire e3 vide · Case blanche f3 vide · Pion blanc sur case blanche a2 · Pion blanc sur case noire b2 · Pion blanc sur case blanche c2 · Pion blanc sur case noire d2 · Pion blanc sur case blanche e2 · Pion blanc sur case noire f2 · Tour blanche sur case noire a1 · Fou blanc sur case blanche b1 · Cavalier blanc sur case noire c1 · Roi blanc sur case blanche d1 · Fou blanc sur case noire e1 · Tour blanche sur case blanche f1 | Tour noire sur case blanche a6 · Fou noir sur case noire b6 · Roi noir sur case blanche c6 · Cavalier noir sur case noire d6 · Fou noir sur case blanche e6 · Tour noire sur case noire f6 · Pion noir sur case noire a5 · Pion noir sur case blanche b5 · Pion noir sur case noire c5 · Pion noir sur case blanche d5 · Pion noir sur case noire e5 · Pion noir sur case blanche f5 · Case blanche a4 vide · Case noire b4 vide · Case blanche c4 vide · Case noire d4 vide · Case blanche e4 vide · Case noire f4 vide · Case noire a3 vide · Case blanche b3 vide · Case noire c3 vide · Case blanche d3 vide · Case noire e3 vide · Case blanche f3 vide · Pion blanc sur case blanche a2 · Pion blanc sur case noire b2 · Pion blanc sur case blanche c2 · Pion blanc sur case noire d2 · Pion blanc sur case blanche e2 · Pion blanc sur case noire f2 · Tour blanche sur case noire a1 · Fou blanc sur case blanche b1 · Cavalier blanc sur case noire c1 · Roi blanc sur case blanche d1 · Fou blanc sur case noire e1 · Tour blanche sur case blanche f1 | Tour noire sur case blanche a6 · Fou noir sur case noire b6 · Roi noir sur case blanche c6 · Cavalier noir sur case noire d6 · Fou noir sur case blanche e6 · Tour noire sur case noire f6 · Pion noir sur case noire a5 · Pion noir sur case blanche b5 · Pion noir sur case noire c5 · Pion noir sur case blanche d5 · Pion noir sur case noire e5 · Pion noir sur case blanche f5 · Case blanche a4 vide · Case noire b4 vide · Case blanche c4 vide · Case noire d4 vide · Case blanche e4 vide · Case noire f4 vide · Case noire a3 vide · Case blanche b3 vide · Case noire c3 vide · Case blanche d3 vide · Case noire e3 vide · Case blanche f3 vide · Pion blanc sur case blanche a2 · Pion blanc sur case noire b2 · Pion blanc sur case blanche c2 · Pion blanc sur case noire d2 · Pion blanc sur case blanche e2 · Pion blanc sur case noire f2 · Tour blanche sur case noire a1 · Fou blanc sur case blanche b1 · Cavalier blanc sur case noire c1 · Roi blanc sur case blanche d1 · Fou blanc sur case noire e1 · Tour blanche sur case blanche f1 | Tour noire sur case blanche a6 · Fou noir sur case noire b6 · Roi noir sur case blanche c6 · Cavalier noir sur case noire d6 · Fou noir sur case blanche e6 · Tour noire sur case noire f6 · Pion noir sur case noire a5 · Pion noir sur case blanche b5 · Pion noir sur case noire c5 · Pion noir sur case blanche d5 · Pion noir sur case noire e5 · Pion noir sur case blanche f5 · Case blanche a4 vide · Case noire b4 vide · Case blanche c4 vide · Case noire d4 vide · Case blanche e4 vide · Case noire f4 vide · Case noire a3 vide · Case blanche b3 vide · Case noire c3 vide · Case blanche d3 vide · Case noire e3 vide · Case blanche f3 vide · Pion blanc sur case blanche a2 · Pion blanc sur case noire b2 · Pion blanc sur case blanche c2 · Pion blanc sur case noire d2 · Pion blanc sur case blanche e2 · Pion blanc sur case noire f2 · Tour blanche sur case noire a1 · Fou blanc sur case blanche b1 · Cavalier blanc sur case noire c1 · Roi blanc sur case blanche d1 · Fou blanc sur case noire e1 · Tour blanche sur case blanche f1 | Tour noire sur case blanche a6 · Fou noir sur case noire b6 · Roi noir sur case blanche c6 · Cavalier noir sur case noire d6 · Fou noir sur case blanche e6 · Tour noire sur case noire f6 · Pion noir sur case noire a5 · Pion noir sur case blanche b5 · Pion noir sur case noire c5 · Pion noir sur case blanche d5 · Pion noir sur case noire e5 · Pion noir sur case blanche f5 · Case blanche a4 vide · Case noire b4 vide · Case blanche c4 vide · Case noire d4 vide · Case blanche e4 vide · Case noire f4 vide · Case noire a3 vide · Case blanche b3 vide · Case noire c3 vide · Case blanche d3 vide · Case noire e3 vide · Case blanche f3 vide · Pion blanc sur case blanche a2 · Pion blanc sur case noire b2 · Pion blanc sur case blanche c2 · Pion blanc sur case noire d2 · Pion blanc sur case blanche e2 · Pion blanc sur case noire f2 · Tour blanche sur case noire a1 · Fou blanc sur case blanche b1 · Cavalier blanc sur case noire c1 · Roi blanc sur case blanche d1 · Fou blanc sur case noire e1 · Tour blanche sur case blanche f1 | 1 |
|   | a | b | c | d | e | f |   |

|   | a | b | c | d | e | f |   |
| 6 | Tour noire sur case blanche a6 · Cavalier noir sur case noire b6 · Dame noire sur case blanche c6 · Roi noir sur case noire d6 · Cavalier noir sur case blanche e6 · Tour noire sur case noire f6 · Pion noir sur case noire a5 · Pion noir sur case blanche b5 · Pion noir sur case noire c5 · Pion noir sur case blanche d5 · Pion noir sur case noire e5 · Pion noir sur case blanche f5 · Case blanche a4 vide · Case noire b4 vide · Case blanche c4 vide · Case noire d4 vide · Case blanche e4 vide · Case noire f4 vide · Case noire a3 vide · Case blanche b3 vide · Case noire c3 vide · Case blanche d3 vide · Case noire e3 vide · Case blanche f3 vide · Pion blanc sur case blanche a2 · Pion blanc sur case noire b2 · Pion blanc sur case blanche c2 · Pion blanc sur case noire d2 · Pion blanc sur case blanche e2 · Pion blanc sur case noire f2 · Tour blanche sur case noire a1 · Cavalier blanc sur case blanche b1 · Dame blanche sur case noire c1 · Roi blanc sur case blanche d1 · Cavalier blanc sur case noire e1 · Tour blanche sur case blanche f1 | Tour noire sur case blanche a6 · Cavalier noir sur case noire b6 · Dame noire sur case blanche c6 · Roi noir sur case noire d6 · Cavalier noir sur case blanche e6 · Tour noire sur case noire f6 · Pion noir sur case noire a5 · Pion noir sur case blanche b5 · Pion noir sur case noire c5 · Pion noir sur case blanche d5 · Pion noir sur case noire e5 · Pion noir sur case blanche f5 · Case blanche a4 vide · Case noire b4 vide · Case blanche c4 vide · Case noire d4 vide · Case blanche e4 vide · Case noire f4 vide · Case noire a3 vide · Case blanche b3 vide · Case noire c3 vide · Case blanche d3 vide · Case noire e3 vide · Case blanche f3 vide · Pion blanc sur case blanche a2 · Pion blanc sur case noire b2 · Pion blanc sur case blanche c2 · Pion blanc sur case noire d2 · Pion blanc sur case blanche e2 · Pion blanc sur case noire f2 · Tour blanche sur case noire a1 · Cavalier blanc sur case blanche b1 · Dame blanche sur case noire c1 · Roi blanc sur case blanche d1 · Cavalier blanc sur case noire e1 · Tour blanche sur case blanche f1 | Tour noire sur case blanche a6 · Cavalier noir sur case noire b6 · Dame noire sur case blanche c6 · Roi noir sur case noire d6 · Cavalier noir sur case blanche e6 · Tour noire sur case noire f6 · Pion noir sur case noire a5 · Pion noir sur case blanche b5 · Pion noir sur case noire c5 · Pion noir sur case blanche d5 · Pion noir sur case noire e5 · Pion noir sur case blanche f5 · Case blanche a4 vide · Case noire b4 vide · Case blanche c4 vide · Case noire d4 vide · Case blanche e4 vide · Case noire f4 vide · Case noire a3 vide · Case blanche b3 vide · Case noire c3 vide · Case blanche d3 vide · Case noire e3 vide · Case blanche f3 vide · Pion blanc sur case blanche a2 · Pion blanc sur case noire b2 · Pion blanc sur case blanche c2 · Pion blanc sur case noire d2 · Pion blanc sur case blanche e2 · Pion blanc sur case noire f2 · Tour blanche sur case noire a1 · Cavalier blanc sur case blanche b1 · Dame blanche sur case noire c1 · Roi blanc sur case blanche d1 · Cavalier blanc sur case noire e1 · Tour blanche sur case blanche f1 | Tour noire sur case blanche a6 · Cavalier noir sur case noire b6 · Dame noire sur case blanche c6 · Roi noir sur case noire d6 · Cavalier noir sur case blanche e6 · Tour noire sur case noire f6 · Pion noir sur case noire a5 · Pion noir sur case blanche b5 · Pion noir sur case noire c5 · Pion noir sur case blanche d5 · Pion noir sur case noire e5 · Pion noir sur case blanche f5 · Case blanche a4 vide · Case noire b4 vide · Case blanche c4 vide · Case noire d4 vide · Case blanche e4 vide · Case noire f4 vide · Case noire a3 vide · Case blanche b3 vide · Case noire c3 vide · Case blanche d3 vide · Case noire e3 vide · Case blanche f3 vide · Pion blanc sur case blanche a2 · Pion blanc sur case noire b2 · Pion blanc sur case blanche c2 · Pion blanc sur case noire d2 · Pion blanc sur case blanche e2 · Pion blanc sur case noire f2 · Tour blanche sur case noire a1 · Cavalier blanc sur case blanche b1 · Dame blanche sur case noire c1 · Roi blanc sur case blanche d1 · Cavalier blanc sur case noire e1 · Tour blanche sur case blanche f1 | Tour noire sur case blanche a6 · Cavalier noir sur case noire b6 · Dame noire sur case blanche c6 · Roi noir sur case noire d6 · Cavalier noir sur case blanche e6 · Tour noire sur case noire f6 · Pion noir sur case noire a5 · Pion noir sur case blanche b5 · Pion noir sur case noire c5 · Pion noir sur case blanche d5 · Pion noir sur case noire e5 · Pion noir sur case blanche f5 · Case blanche a4 vide · Case noire b4 vide · Case blanche c4 vide · Case noire d4 vide · Case blanche e4 vide · Case noire f4 vide · Case noire a3 vide · Case blanche b3 vide · Case noire c3 vide · Case blanche d3 vide · Case noire e3 vide · Case blanche f3 vide · Pion blanc sur case blanche a2 · Pion blanc sur case noire b2 · Pion blanc sur case blanche c2 · Pion blanc sur case noire d2 · Pion blanc sur case blanche e2 · Pion blanc sur case noire f2 · Tour blanche sur case noire a1 · Cavalier blanc sur case blanche b1 · Dame blanche sur case noire c1 · Roi blanc sur case blanche d1 · Cavalier blanc sur case noire e1 · Tour blanche sur case blanche f1 | Tour noire sur case blanche a6 · Cavalier noir sur case noire b6 · Dame noire sur case blanche c6 · Roi noir sur case noire d6 · Cavalier noir sur case blanche e6 · Tour noire sur case noire f6 · Pion noir sur case noire a5 · Pion noir sur case blanche b5 · Pion noir sur case noire c5 · Pion noir sur case blanche d5 · Pion noir sur case noire e5 · Pion noir sur case blanche f5 · Case blanche a4 vide · Case noire b4 vide · Case blanche c4 vide · Case noire d4 vide · Case blanche e4 vide · Case noire f4 vide · Case noire a3 vide · Case blanche b3 vide · Case noire c3 vide · Case blanche d3 vide · Case noire e3 vide · Case blanche f3 vide · Pion blanc sur case blanche a2 · Pion blanc sur case noire b2 · Pion blanc sur case blanche c2 · Pion blanc sur case noire d2 · Pion blanc sur case blanche e2 · Pion blanc sur case noire f2 · Tour blanche sur case noire a1 · Cavalier blanc sur case blanche b1 · Dame blanche sur case noire c1 · Roi blanc sur case blanche d1 · Cavalier blanc sur case noire e1 · Tour blanche sur case blanche f1 | 6 |
| 5 | Tour noire sur case blanche a6 · Cavalier noir sur case noire b6 · Dame noire sur case blanche c6 · Roi noir sur case noire d6 · Cavalier noir sur case blanche e6 · Tour noire sur case noire f6 · Pion noir sur case noire a5 · Pion noir sur case blanche b5 · Pion noir sur case noire c5 · Pion noir sur case blanche d5 · Pion noir sur case noire e5 · Pion noir sur case blanche f5 · Case blanche a4 vide · Case noire b4 vide · Case blanche c4 vide · Case noire d4 vide · Case blanche e4 vide · Case noire f4 vide · Case noire a3 vide · Case blanche b3 vide · Case noire c3 vide · Case blanche d3 vide · Case noire e3 vide · Case blanche f3 vide · Pion blanc sur case blanche a2 · Pion blanc sur case noire b2 · Pion blanc sur case blanche c2 · Pion blanc sur case noire d2 · Pion blanc sur case blanche e2 · Pion blanc sur case noire f2 · Tour blanche sur case noire a1 · Cavalier blanc sur case blanche b1 · Dame blanche sur case noire c1 · Roi blanc sur case blanche d1 · Cavalier blanc sur case noire e1 · Tour blanche sur case blanche f1 | Tour noire sur case blanche a6 · Cavalier noir sur case noire b6 · Dame noire sur case blanche c6 · Roi noir sur case noire d6 · Cavalier noir sur case blanche e6 · Tour noire sur case noire f6 · Pion noir sur case noire a5 · Pion noir sur case blanche b5 · Pion noir sur case noire c5 · Pion noir sur case blanche d5 · Pion noir sur case noire e5 · Pion noir sur case blanche f5 · Case blanche a4 vide · Case noire b4 vide · Case blanche c4 vide · Case noire d4 vide · Case blanche e4 vide · Case noire f4 vide · Case noire a3 vide · Case blanche b3 vide · Case noire c3 vide · Case blanche d3 vide · Case noire e3 vide · Case blanche f3 vide · Pion blanc sur case blanche a2 · Pion blanc sur case noire b2 · Pion blanc sur case blanche c2 · Pion blanc sur case noire d2 · Pion blanc sur case blanche e2 · Pion blanc sur case noire f2 · Tour blanche sur case noire a1 · Cavalier blanc sur case blanche b1 · Dame blanche sur case noire c1 · Roi blanc sur case blanche d1 · Cavalier blanc sur case noire e1 · Tour blanche sur case blanche f1 | Tour noire sur case blanche a6 · Cavalier noir sur case noire b6 · Dame noire sur case blanche c6 · Roi noir sur case noire d6 · Cavalier noir sur case blanche e6 · Tour noire sur case noire f6 · Pion noir sur case noire a5 · Pion noir sur case blanche b5 · Pion noir sur case noire c5 · Pion noir sur case blanche d5 · Pion noir sur case noire e5 · Pion noir sur case blanche f5 · Case blanche a4 vide · Case noire b4 vide · Case blanche c4 vide · Case noire d4 vide · Case blanche e4 vide · Case noire f4 vide · Case noire a3 vide · Case blanche b3 vide · Case noire c3 vide · Case blanche d3 vide · Case noire e3 vide · Case blanche f3 vide · Pion blanc sur case blanche a2 · Pion blanc sur case noire b2 · Pion blanc sur case blanche c2 · Pion blanc sur case noire d2 · Pion blanc sur case blanche e2 · Pion blanc sur case noire f2 · Tour blanche sur case noire a1 · Cavalier blanc sur case blanche b1 · Dame blanche sur case noire c1 · Roi blanc sur case blanche d1 · Cavalier blanc sur case noire e1 · Tour blanche sur case blanche f1 | Tour noire sur case blanche a6 · Cavalier noir sur case noire b6 · Dame noire sur case blanche c6 · Roi noir sur case noire d6 · Cavalier noir sur case blanche e6 · Tour noire sur case noire f6 · Pion noir sur case noire a5 · Pion noir sur case blanche b5 · Pion noir sur case noire c5 · Pion noir sur case blanche d5 · Pion noir sur case noire e5 · Pion noir sur case blanche f5 · Case blanche a4 vide · Case noire b4 vide · Case blanche c4 vide · Case noire d4 vide · Case blanche e4 vide · Case noire f4 vide · Case noire a3 vide · Case blanche b3 vide · Case noire c3 vide · Case blanche d3 vide · Case noire e3 vide · Case blanche f3 vide · Pion blanc sur case blanche a2 · Pion blanc sur case noire b2 · Pion blanc sur case blanche c2 · Pion blanc sur case noire d2 · Pion blanc sur case blanche e2 · Pion blanc sur case noire f2 · Tour blanche sur case noire a1 · Cavalier blanc sur case blanche b1 · Dame blanche sur case noire c1 · Roi blanc sur case blanche d1 · Cavalier blanc sur case noire e1 · Tour blanche sur case blanche f1 | Tour noire sur case blanche a6 · Cavalier noir sur case noire b6 · Dame noire sur case blanche c6 · Roi noir sur case noire d6 · Cavalier noir sur case blanche e6 · Tour noire sur case noire f6 · Pion noir sur case noire a5 · Pion noir sur case blanche b5 · Pion noir sur case noire c5 · Pion noir sur case blanche d5 · Pion noir sur case noire e5 · Pion noir sur case blanche f5 · Case blanche a4 vide · Case noire b4 vide · Case blanche c4 vide · Case noire d4 vide · Case blanche e4 vide · Case noire f4 vide · Case noire a3 vide · Case blanche b3 vide · Case noire c3 vide · Case blanche d3 vide · Case noire e3 vide · Case blanche f3 vide · Pion blanc sur case blanche a2 · Pion blanc sur case noire b2 · Pion blanc sur case blanche c2 · Pion blanc sur case noire d2 · Pion blanc sur case blanche e2 · Pion blanc sur case noire f2 · Tour blanche sur case noire a1 · Cavalier blanc sur case blanche b1 · Dame blanche sur case noire c1 · Roi blanc sur case blanche d1 · Cavalier blanc sur case noire e1 · Tour blanche sur case blanche f1 | Tour noire sur case blanche a6 · Cavalier noir sur case noire b6 · Dame noire sur case blanche c6 · Roi noir sur case noire d6 · Cavalier noir sur case blanche e6 · Tour noire sur case noire f6 · Pion noir sur case noire a5 · Pion noir sur case blanche b5 · Pion noir sur case noire c5 · Pion noir sur case blanche d5 · Pion noir sur case noire e5 · Pion noir sur case blanche f5 · Case blanche a4 vide · Case noire b4 vide · Case blanche c4 vide · Case noire d4 vide · Case blanche e4 vide · Case noire f4 vide · Case noire a3 vide · Case blanche b3 vide · Case noire c3 vide · Case blanche d3 vide · Case noire e3 vide · Case blanche f3 vide · Pion blanc sur case blanche a2 · Pion blanc sur case noire b2 · Pion blanc sur case blanche c2 · Pion blanc sur case noire d2 · Pion blanc sur case blanche e2 · Pion blanc sur case noire f2 · Tour blanche sur case noire a1 · Cavalier blanc sur case blanche b1 · Dame blanche sur case noire c1 · Roi blanc sur case blanche d1 · Cavalier blanc sur case noire e1 · Tour blanche sur case blanche f1 | 5 |
| 4 | Tour noire sur case blanche a6 · Cavalier noir sur case noire b6 · Dame noire sur case blanche c6 · Roi noir sur case noire d6 · Cavalier noir sur case blanche e6 · Tour noire sur case noire f6 · Pion noir sur case noire a5 · Pion noir sur case blanche b5 · Pion noir sur case noire c5 · Pion noir sur case blanche d5 · Pion noir sur case noire e5 · Pion noir sur case blanche f5 · Case blanche a4 vide · Case noire b4 vide · Case blanche c4 vide · Case noire d4 vide · Case blanche e4 vide · Case noire f4 vide · Case noire a3 vide · Case blanche b3 vide · Case noire c3 vide · Case blanche d3 vide · Case noire e3 vide · Case blanche f3 vide · Pion blanc sur case blanche a2 · Pion blanc sur case noire b2 · Pion blanc sur case blanche c2 · Pion blanc sur case noire d2 · Pion blanc sur case blanche e2 · Pion blanc sur case noire f2 · Tour blanche sur case noire a1 · Cavalier blanc sur case blanche b1 · Dame blanche sur case noire c1 · Roi blanc sur case blanche d1 · Cavalier blanc sur case noire e1 · Tour blanche sur case blanche f1 | Tour noire sur case blanche a6 · Cavalier noir sur case noire b6 · Dame noire sur case blanche c6 · Roi noir sur case noire d6 · Cavalier noir sur case blanche e6 · Tour noire sur case noire f6 · Pion noir sur case noire a5 · Pion noir sur case blanche b5 · Pion noir sur case noire c5 · Pion noir sur case blanche d5 · Pion noir sur case noire e5 · Pion noir sur case blanche f5 · Case blanche a4 vide · Case noire b4 vide · Case blanche c4 vide · Case noire d4 vide · Case blanche e4 vide · Case noire f4 vide · Case noire a3 vide · Case blanche b3 vide · Case noire c3 vide · Case blanche d3 vide · Case noire e3 vide · Case blanche f3 vide · Pion blanc sur case blanche a2 · Pion blanc sur case noire b2 · Pion blanc sur case blanche c2 · Pion blanc sur case noire d2 · Pion blanc sur case blanche e2 · Pion blanc sur case noire f2 · Tour blanche sur case noire a1 · Cavalier blanc sur case blanche b1 · Dame blanche sur case noire c1 · Roi blanc sur case blanche d1 · Cavalier blanc sur case noire e1 · Tour blanche sur case blanche f1 | Tour noire sur case blanche a6 · Cavalier noir sur case noire b6 · Dame noire sur case blanche c6 · Roi noir sur case noire d6 · Cavalier noir sur case blanche e6 · Tour noire sur case noire f6 · Pion noir sur case noire a5 · Pion noir sur case blanche b5 · Pion noir sur case noire c5 · Pion noir sur case blanche d5 · Pion noir sur case noire e5 · Pion noir sur case blanche f5 · Case blanche a4 vide · Case noire b4 vide · Case blanche c4 vide · Case noire d4 vide · Case blanche e4 vide · Case noire f4 vide · Case noire a3 vide · Case blanche b3 vide · Case noire c3 vide · Case blanche d3 vide · Case noire e3 vide · Case blanche f3 vide · Pion blanc sur case blanche a2 · Pion blanc sur case noire b2 · Pion blanc sur case blanche c2 · Pion blanc sur case noire d2 · Pion blanc sur case blanche e2 · Pion blanc sur case noire f2 · Tour blanche sur case noire a1 · Cavalier blanc sur case blanche b1 · Dame blanche sur case noire c1 · Roi blanc sur case blanche d1 · Cavalier blanc sur case noire e1 · Tour blanche sur case blanche f1 | Tour noire sur case blanche a6 · Cavalier noir sur case noire b6 · Dame noire sur case blanche c6 · Roi noir sur case noire d6 · Cavalier noir sur case blanche e6 · Tour noire sur case noire f6 · Pion noir sur case noire a5 · Pion noir sur case blanche b5 · Pion noir sur case noire c5 · Pion noir sur case blanche d5 · Pion noir sur case noire e5 · Pion noir sur case blanche f5 · Case blanche a4 vide · Case noire b4 vide · Case blanche c4 vide · Case noire d4 vide · Case blanche e4 vide · Case noire f4 vide · Case noire a3 vide · Case blanche b3 vide · Case noire c3 vide · Case blanche d3 vide · Case noire e3 vide · Case blanche f3 vide · Pion blanc sur case blanche a2 · Pion blanc sur case noire b2 · Pion blanc sur case blanche c2 · Pion blanc sur case noire d2 · Pion blanc sur case blanche e2 · Pion blanc sur case noire f2 · Tour blanche sur case noire a1 · Cavalier blanc sur case blanche b1 · Dame blanche sur case noire c1 · Roi blanc sur case blanche d1 · Cavalier blanc sur case noire e1 · Tour blanche sur case blanche f1 | Tour noire sur case blanche a6 · Cavalier noir sur case noire b6 · Dame noire sur case blanche c6 · Roi noir sur case noire d6 · Cavalier noir sur case blanche e6 · Tour noire sur case noire f6 · Pion noir sur case noire a5 · Pion noir sur case blanche b5 · Pion noir sur case noire c5 · Pion noir sur case blanche d5 · Pion noir sur case noire e5 · Pion noir sur case blanche f5 · Case blanche a4 vide · Case noire b4 vide · Case blanche c4 vide · Case noire d4 vide · Case blanche e4 vide · Case noire f4 vide · Case noire a3 vide · Case blanche b3 vide · Case noire c3 vide · Case blanche d3 vide · Case noire e3 vide · Case blanche f3 vide · Pion blanc sur case blanche a2 · Pion blanc sur case noire b2 · Pion blanc sur case blanche c2 · Pion blanc sur case noire d2 · Pion blanc sur case blanche e2 · Pion blanc sur case noire f2 · Tour blanche sur case noire a1 · Cavalier blanc sur case blanche b1 · Dame blanche sur case noire c1 · Roi blanc sur case blanche d1 · Cavalier blanc sur case noire e1 · Tour blanche sur case blanche f1 | Tour noire sur case blanche a6 · Cavalier noir sur case noire b6 · Dame noire sur case blanche c6 · Roi noir sur case noire d6 · Cavalier noir sur case blanche e6 · Tour noire sur case noire f6 · Pion noir sur case noire a5 · Pion noir sur case blanche b5 · Pion noir sur case noire c5 · Pion noir sur case blanche d5 · Pion noir sur case noire e5 · Pion noir sur case blanche f5 · Case blanche a4 vide · Case noire b4 vide · Case blanche c4 vide · Case noire d4 vide · Case blanche e4 vide · Case noire f4 vide · Case noire a3 vide · Case blanche b3 vide · Case noire c3 vide · Case blanche d3 vide · Case noire e3 vide · Case blanche f3 vide · Pion blanc sur case blanche a2 · Pion blanc sur case noire b2 · Pion blanc sur case blanche c2 · Pion blanc sur case noire d2 · Pion blanc sur case blanche e2 · Pion blanc sur case noire f2 · Tour blanche sur case noire a1 · Cavalier blanc sur case blanche b1 · Dame blanche sur case noire c1 · Roi blanc sur case blanche d1 · Cavalier blanc sur case noire e1 · Tour blanche sur case blanche f1 | 4 |
| 3 | Tour noire sur case blanche a6 · Cavalier noir sur case noire b6 · Dame noire sur case blanche c6 · Roi noir sur case noire d6 · Cavalier noir sur case blanche e6 · Tour noire sur case noire f6 · Pion noir sur case noire a5 · Pion noir sur case blanche b5 · Pion noir sur case noire c5 · Pion noir sur case blanche d5 · Pion noir sur case noire e5 · Pion noir sur case blanche f5 · Case blanche a4 vide · Case noire b4 vide · Case blanche c4 vide · Case noire d4 vide · Case blanche e4 vide · Case noire f4 vide · Case noire a3 vide · Case blanche b3 vide · Case noire c3 vide · Case blanche d3 vide · Case noire e3 vide · Case blanche f3 vide · Pion blanc sur case blanche a2 · Pion blanc sur case noire b2 · Pion blanc sur case blanche c2 · Pion blanc sur case noire d2 · Pion blanc sur case blanche e2 · Pion blanc sur case noire f2 · Tour blanche sur case noire a1 · Cavalier blanc sur case blanche b1 · Dame blanche sur case noire c1 · Roi blanc sur case blanche d1 · Cavalier blanc sur case noire e1 · Tour blanche sur case blanche f1 | Tour noire sur case blanche a6 · Cavalier noir sur case noire b6 · Dame noire sur case blanche c6 · Roi noir sur case noire d6 · Cavalier noir sur case blanche e6 · Tour noire sur case noire f6 · Pion noir sur case noire a5 · Pion noir sur case blanche b5 · Pion noir sur case noire c5 · Pion noir sur case blanche d5 · Pion noir sur case noire e5 · Pion noir sur case blanche f5 · Case blanche a4 vide · Case noire b4 vide · Case blanche c4 vide · Case noire d4 vide · Case blanche e4 vide · Case noire f4 vide · Case noire a3 vide · Case blanche b3 vide · Case noire c3 vide · Case blanche d3 vide · Case noire e3 vide · Case blanche f3 vide · Pion blanc sur case blanche a2 · Pion blanc sur case noire b2 · Pion blanc sur case blanche c2 · Pion blanc sur case noire d2 · Pion blanc sur case blanche e2 · Pion blanc sur case noire f2 · Tour blanche sur case noire a1 · Cavalier blanc sur case blanche b1 · Dame blanche sur case noire c1 · Roi blanc sur case blanche d1 · Cavalier blanc sur case noire e1 · Tour blanche sur case blanche f1 | Tour noire sur case blanche a6 · Cavalier noir sur case noire b6 · Dame noire sur case blanche c6 · Roi noir sur case noire d6 · Cavalier noir sur case blanche e6 · Tour noire sur case noire f6 · Pion noir sur case noire a5 · Pion noir sur case blanche b5 · Pion noir sur case noire c5 · Pion noir sur case blanche d5 · Pion noir sur case noire e5 · Pion noir sur case blanche f5 · Case blanche a4 vide · Case noire b4 vide · Case blanche c4 vide · Case noire d4 vide · Case blanche e4 vide · Case noire f4 vide · Case noire a3 vide · Case blanche b3 vide · Case noire c3 vide · Case blanche d3 vide · Case noire e3 vide · Case blanche f3 vide · Pion blanc sur case blanche a2 · Pion blanc sur case noire b2 · Pion blanc sur case blanche c2 · Pion blanc sur case noire d2 · Pion blanc sur case blanche e2 · Pion blanc sur case noire f2 · Tour blanche sur case noire a1 · Cavalier blanc sur case blanche b1 · Dame blanche sur case noire c1 · Roi blanc sur case blanche d1 · Cavalier blanc sur case noire e1 · Tour blanche sur case blanche f1 | Tour noire sur case blanche a6 · Cavalier noir sur case noire b6 · Dame noire sur case blanche c6 · Roi noir sur case noire d6 · Cavalier noir sur case blanche e6 · Tour noire sur case noire f6 · Pion noir sur case noire a5 · Pion noir sur case blanche b5 · Pion noir sur case noire c5 · Pion noir sur case blanche d5 · Pion noir sur case noire e5 · Pion noir sur case blanche f5 · Case blanche a4 vide · Case noire b4 vide · Case blanche c4 vide · Case noire d4 vide · Case blanche e4 vide · Case noire f4 vide · Case noire a3 vide · Case blanche b3 vide · Case noire c3 vide · Case blanche d3 vide · Case noire e3 vide · Case blanche f3 vide · Pion blanc sur case blanche a2 · Pion blanc sur case noire b2 · Pion blanc sur case blanche c2 · Pion blanc sur case noire d2 · Pion blanc sur case blanche e2 · Pion blanc sur case noire f2 · Tour blanche sur case noire a1 · Cavalier blanc sur case blanche b1 · Dame blanche sur case noire c1 · Roi blanc sur case blanche d1 · Cavalier blanc sur case noire e1 · Tour blanche sur case blanche f1 | Tour noire sur case blanche a6 · Cavalier noir sur case noire b6 · Dame noire sur case blanche c6 · Roi noir sur case noire d6 · Cavalier noir sur case blanche e6 · Tour noire sur case noire f6 · Pion noir sur case noire a5 · Pion noir sur case blanche b5 · Pion noir sur case noire c5 · Pion noir sur case blanche d5 · Pion noir sur case noire e5 · Pion noir sur case blanche f5 · Case blanche a4 vide · Case noire b4 vide · Case blanche c4 vide · Case noire d4 vide · Case blanche e4 vide · Case noire f4 vide · Case noire a3 vide · Case blanche b3 vide · Case noire c3 vide · Case blanche d3 vide · Case noire e3 vide · Case blanche f3 vide · Pion blanc sur case blanche a2 · Pion blanc sur case noire b2 · Pion blanc sur case blanche c2 · Pion blanc sur case noire d2 · Pion blanc sur case blanche e2 · Pion blanc sur case noire f2 · Tour blanche sur case noire a1 · Cavalier blanc sur case blanche b1 · Dame blanche sur case noire c1 · Roi blanc sur case blanche d1 · Cavalier blanc sur case noire e1 · Tour blanche sur case blanche f1 | Tour noire sur case blanche a6 · Cavalier noir sur case noire b6 · Dame noire sur case blanche c6 · Roi noir sur case noire d6 · Cavalier noir sur case blanche e6 · Tour noire sur case noire f6 · Pion noir sur case noire a5 · Pion noir sur case blanche b5 · Pion noir sur case noire c5 · Pion noir sur case blanche d5 · Pion noir sur case noire e5 · Pion noir sur case blanche f5 · Case blanche a4 vide · Case noire b4 vide · Case blanche c4 vide · Case noire d4 vide · Case blanche e4 vide · Case noire f4 vide · Case noire a3 vide · Case blanche b3 vide · Case noire c3 vide · Case blanche d3 vide · Case noire e3 vide · Case blanche f3 vide · Pion blanc sur case blanche a2 · Pion blanc sur case noire b2 · Pion blanc sur case blanche c2 · Pion blanc sur case noire d2 · Pion blanc sur case blanche e2 · Pion blanc sur case noire f2 · Tour blanche sur case noire a1 · Cavalier blanc sur case blanche b1 · Dame blanche sur case noire c1 · Roi blanc sur case blanche d1 · Cavalier blanc sur case noire e1 · Tour blanche sur case blanche f1 | 3 |
| 2 | Tour noire sur case blanche a6 · Cavalier noir sur case noire b6 · Dame noire sur case blanche c6 · Roi noir sur case noire d6 · Cavalier noir sur case blanche e6 · Tour noire sur case noire f6 · Pion noir sur case noire a5 · Pion noir sur case blanche b5 · Pion noir sur case noire c5 · Pion noir sur case blanche d5 · Pion noir sur case noire e5 · Pion noir sur case blanche f5 · Case blanche a4 vide · Case noire b4 vide · Case blanche c4 vide · Case noire d4 vide · Case blanche e4 vide · Case noire f4 vide · Case noire a3 vide · Case blanche b3 vide · Case noire c3 vide · Case blanche d3 vide · Case noire e3 vide · Case blanche f3 vide · Pion blanc sur case blanche a2 · Pion blanc sur case noire b2 · Pion blanc sur case blanche c2 · Pion blanc sur case noire d2 · Pion blanc sur case blanche e2 · Pion blanc sur case noire f2 · Tour blanche sur case noire a1 · Cavalier blanc sur case blanche b1 · Dame blanche sur case noire c1 · Roi blanc sur case blanche d1 · Cavalier blanc sur case noire e1 · Tour blanche sur case blanche f1 | Tour noire sur case blanche a6 · Cavalier noir sur case noire b6 · Dame noire sur case blanche c6 · Roi noir sur case noire d6 · Cavalier noir sur case blanche e6 · Tour noire sur case noire f6 · Pion noir sur case noire a5 · Pion noir sur case blanche b5 · Pion noir sur case noire c5 · Pion noir sur case blanche d5 · Pion noir sur case noire e5 · Pion noir sur case blanche f5 · Case blanche a4 vide · Case noire b4 vide · Case blanche c4 vide · Case noire d4 vide · Case blanche e4 vide · Case noire f4 vide · Case noire a3 vide · Case blanche b3 vide · Case noire c3 vide · Case blanche d3 vide · Case noire e3 vide · Case blanche f3 vide · Pion blanc sur case blanche a2 · Pion blanc sur case noire b2 · Pion blanc sur case blanche c2 · Pion blanc sur case noire d2 · Pion blanc sur case blanche e2 · Pion blanc sur case noire f2 · Tour blanche sur case noire a1 · Cavalier blanc sur case blanche b1 · Dame blanche sur case noire c1 · Roi blanc sur case blanche d1 · Cavalier blanc sur case noire e1 · Tour blanche sur case blanche f1 | Tour noire sur case blanche a6 · Cavalier noir sur case noire b6 · Dame noire sur case blanche c6 · Roi noir sur case noire d6 · Cavalier noir sur case blanche e6 · Tour noire sur case noire f6 · Pion noir sur case noire a5 · Pion noir sur case blanche b5 · Pion noir sur case noire c5 · Pion noir sur case blanche d5 · Pion noir sur case noire e5 · Pion noir sur case blanche f5 · Case blanche a4 vide · Case noire b4 vide · Case blanche c4 vide · Case noire d4 vide · Case blanche e4 vide · Case noire f4 vide · Case noire a3 vide · Case blanche b3 vide · Case noire c3 vide · Case blanche d3 vide · Case noire e3 vide · Case blanche f3 vide · Pion blanc sur case blanche a2 · Pion blanc sur case noire b2 · Pion blanc sur case blanche c2 · Pion blanc sur case noire d2 · Pion blanc sur case blanche e2 · Pion blanc sur case noire f2 · Tour blanche sur case noire a1 · Cavalier blanc sur case blanche b1 · Dame blanche sur case noire c1 · Roi blanc sur case blanche d1 · Cavalier blanc sur case noire e1 · Tour blanche sur case blanche f1 | Tour noire sur case blanche a6 · Cavalier noir sur case noire b6 · Dame noire sur case blanche c6 · Roi noir sur case noire d6 · Cavalier noir sur case blanche e6 · Tour noire sur case noire f6 · Pion noir sur case noire a5 · Pion noir sur case blanche b5 · Pion noir sur case noire c5 · Pion noir sur case blanche d5 · Pion noir sur case noire e5 · Pion noir sur case blanche f5 · Case blanche a4 vide · Case noire b4 vide · Case blanche c4 vide · Case noire d4 vide · Case blanche e4 vide · Case noire f4 vide · Case noire a3 vide · Case blanche b3 vide · Case noire c3 vide · Case blanche d3 vide · Case noire e3 vide · Case blanche f3 vide · Pion blanc sur case blanche a2 · Pion blanc sur case noire b2 · Pion blanc sur case blanche c2 · Pion blanc sur case noire d2 · Pion blanc sur case blanche e2 · Pion blanc sur case noire f2 · Tour blanche sur case noire a1 · Cavalier blanc sur case blanche b1 · Dame blanche sur case noire c1 · Roi blanc sur case blanche d1 · Cavalier blanc sur case noire e1 · Tour blanche sur case blanche f1 | Tour noire sur case blanche a6 · Cavalier noir sur case noire b6 · Dame noire sur case blanche c6 · Roi noir sur case noire d6 · Cavalier noir sur case blanche e6 · Tour noire sur case noire f6 · Pion noir sur case noire a5 · Pion noir sur case blanche b5 · Pion noir sur case noire c5 · Pion noir sur case blanche d5 · Pion noir sur case noire e5 · Pion noir sur case blanche f5 · Case blanche a4 vide · Case noire b4 vide · Case blanche c4 vide · Case noire d4 vide · Case blanche e4 vide · Case noire f4 vide · Case noire a3 vide · Case blanche b3 vide · Case noire c3 vide · Case blanche d3 vide · Case noire e3 vide · Case blanche f3 vide · Pion blanc sur case blanche a2 · Pion blanc sur case noire b2 · Pion blanc sur case blanche c2 · Pion blanc sur case noire d2 · Pion blanc sur case blanche e2 · Pion blanc sur case noire f2 · Tour blanche sur case noire a1 · Cavalier blanc sur case blanche b1 · Dame blanche sur case noire c1 · Roi blanc sur case blanche d1 · Cavalier blanc sur case noire e1 · Tour blanche sur case blanche f1 | Tour noire sur case blanche a6 · Cavalier noir sur case noire b6 · Dame noire sur case blanche c6 · Roi noir sur case noire d6 · Cavalier noir sur case blanche e6 · Tour noire sur case noire f6 · Pion noir sur case noire a5 · Pion noir sur case blanche b5 · Pion noir sur case noire c5 · Pion noir sur case blanche d5 · Pion noir sur case noire e5 · Pion noir sur case blanche f5 · Case blanche a4 vide · Case noire b4 vide · Case blanche c4 vide · Case noire d4 vide · Case blanche e4 vide · Case noire f4 vide · Case noire a3 vide · Case blanche b3 vide · Case noire c3 vide · Case blanche d3 vide · Case noire e3 vide · Case blanche f3 vide · Pion blanc sur case blanche a2 · Pion blanc sur case noire b2 · Pion blanc sur case blanche c2 · Pion blanc sur case noire d2 · Pion blanc sur case blanche e2 · Pion blanc sur case noire f2 · Tour blanche sur case noire a1 · Cavalier blanc sur case blanche b1 · Dame blanche sur case noire c1 · Roi blanc sur case blanche d1 · Cavalier blanc sur case noire e1 · Tour blanche sur case blanche f1 | 2 |
| 1 | Tour noire sur case blanche a6 · Cavalier noir sur case noire b6 · Dame noire sur case blanche c6 · Roi noir sur case noire d6 · Cavalier noir sur case blanche e6 · Tour noire sur case noire f6 · Pion noir sur case noire a5 · Pion noir sur case blanche b5 · Pion noir sur case noire c5 · Pion noir sur case blanche d5 · Pion noir sur case noire e5 · Pion noir sur case blanche f5 · Case blanche a4 vide · Case noire b4 vide · Case blanche c4 vide · Case noire d4 vide · Case blanche e4 vide · Case noire f4 vide · Case noire a3 vide · Case blanche b3 vide · Case noire c3 vide · Case blanche d3 vide · Case noire e3 vide · Case blanche f3 vide · Pion blanc sur case blanche a2 · Pion blanc sur case noire b2 · Pion blanc sur case blanche c2 · Pion blanc sur case noire d2 · Pion blanc sur case blanche e2 · Pion blanc sur case noire f2 · Tour blanche sur case noire a1 · Cavalier blanc sur case blanche b1 · Dame blanche sur case noire c1 · Roi blanc sur case blanche d1 · Cavalier blanc sur case noire e1 · Tour blanche sur case blanche f1 | Tour noire sur case blanche a6 · Cavalier noir sur case noire b6 · Dame noire sur case blanche c6 · Roi noir sur case noire d6 · Cavalier noir sur case blanche e6 · Tour noire sur case noire f6 · Pion noir sur case noire a5 · Pion noir sur case blanche b5 · Pion noir sur case noire c5 · Pion noir sur case blanche d5 · Pion noir sur case noire e5 · Pion noir sur case blanche f5 · Case blanche a4 vide · Case noire b4 vide · Case blanche c4 vide · Case noire d4 vide · Case blanche e4 vide · Case noire f4 vide · Case noire a3 vide · Case blanche b3 vide · Case noire c3 vide · Case blanche d3 vide · Case noire e3 vide · Case blanche f3 vide · Pion blanc sur case blanche a2 · Pion blanc sur case noire b2 · Pion blanc sur case blanche c2 · Pion blanc sur case noire d2 · Pion blanc sur case blanche e2 · Pion blanc sur case noire f2 · Tour blanche sur case noire a1 · Cavalier blanc sur case blanche b1 · Dame blanche sur case noire c1 · Roi blanc sur case blanche d1 · Cavalier blanc sur case noire e1 · Tour blanche sur case blanche f1 | Tour noire sur case blanche a6 · Cavalier noir sur case noire b6 · Dame noire sur case blanche c6 · Roi noir sur case noire d6 · Cavalier noir sur case blanche e6 · Tour noire sur case noire f6 · Pion noir sur case noire a5 · Pion noir sur case blanche b5 · Pion noir sur case noire c5 · Pion noir sur case blanche d5 · Pion noir sur case noire e5 · Pion noir sur case blanche f5 · Case blanche a4 vide · Case noire b4 vide · Case blanche c4 vide · Case noire d4 vide · Case blanche e4 vide · Case noire f4 vide · Case noire a3 vide · Case blanche b3 vide · Case noire c3 vide · Case blanche d3 vide · Case noire e3 vide · Case blanche f3 vide · Pion blanc sur case blanche a2 · Pion blanc sur case noire b2 · Pion blanc sur case blanche c2 · Pion blanc sur case noire d2 · Pion blanc sur case blanche e2 · Pion blanc sur case noire f2 · Tour blanche sur case noire a1 · Cavalier blanc sur case blanche b1 · Dame blanche sur case noire c1 · Roi blanc sur case blanche d1 · Cavalier blanc sur case noire e1 · Tour blanche sur case blanche f1 | Tour noire sur case blanche a6 · Cavalier noir sur case noire b6 · Dame noire sur case blanche c6 · Roi noir sur case noire d6 · Cavalier noir sur case blanche e6 · Tour noire sur case noire f6 · Pion noir sur case noire a5 · Pion noir sur case blanche b5 · Pion noir sur case noire c5 · Pion noir sur case blanche d5 · Pion noir sur case noire e5 · Pion noir sur case blanche f5 · Case blanche a4 vide · Case noire b4 vide · Case blanche c4 vide · Case noire d4 vide · Case blanche e4 vide · Case noire f4 vide · Case noire a3 vide · Case blanche b3 vide · Case noire c3 vide · Case blanche d3 vide · Case noire e3 vide · Case blanche f3 vide · Pion blanc sur case blanche a2 · Pion blanc sur case noire b2 · Pion blanc sur case blanche c2 · Pion blanc sur case noire d2 · Pion blanc sur case blanche e2 · Pion blanc sur case noire f2 · Tour blanche sur case noire a1 · Cavalier blanc sur case blanche b1 · Dame blanche sur case noire c1 · Roi blanc sur case blanche d1 · Cavalier blanc sur case noire e1 · Tour blanche sur case blanche f1 | Tour noire sur case blanche a6 · Cavalier noir sur case noire b6 · Dame noire sur case blanche c6 · Roi noir sur case noire d6 · Cavalier noir sur case blanche e6 · Tour noire sur case noire f6 · Pion noir sur case noire a5 · Pion noir sur case blanche b5 · Pion noir sur case noire c5 · Pion noir sur case blanche d5 · Pion noir sur case noire e5 · Pion noir sur case blanche f5 · Case blanche a4 vide · Case noire b4 vide · Case blanche c4 vide · Case noire d4 vide · Case blanche e4 vide · Case noire f4 vide · Case noire a3 vide · Case blanche b3 vide · Case noire c3 vide · Case blanche d3 vide · Case noire e3 vide · Case blanche f3 vide · Pion blanc sur case blanche a2 · Pion blanc sur case noire b2 · Pion blanc sur case blanche c2 · Pion blanc sur case noire d2 · Pion blanc sur case blanche e2 · Pion blanc sur case noire f2 · Tour blanche sur case noire a1 · Cavalier blanc sur case blanche b1 · Dame blanche sur case noire c1 · Roi blanc sur case blanche d1 · Cavalier blanc sur case noire e1 · Tour blanche sur case blanche f1 | Tour noire sur case blanche a6 · Cavalier noir sur case noire b6 · Dame noire sur case blanche c6 · Roi noir sur case noire d6 · Cavalier noir sur case blanche e6 · Tour noire sur case noire f6 · Pion noir sur case noire a5 · Pion noir sur case blanche b5 · Pion noir sur case noire c5 · Pion noir sur case blanche d5 · Pion noir sur case noire e5 · Pion noir sur case blanche f5 · Case blanche a4 vide · Case noire b4 vide · Case blanche c4 vide · Case noire d4 vide · Case blanche e4 vide · Case noire f4 vide · Case noire a3 vide · Case blanche b3 vide · Case noire c3 vide · Case blanche d3 vide · Case noire e3 vide · Case blanche f3 vide · Pion blanc sur case blanche a2 · Pion blanc sur case noire b2 · Pion blanc sur case blanche c2 · Pion blanc sur case noire d2 · Pion blanc sur case blanche e2 · Pion blanc sur case noire f2 · Tour blanche sur case noire a1 · Cavalier blanc sur case blanche b1 · Dame blanche sur case noire c1 · Roi blanc sur case blanche d1 · Cavalier blanc sur case noire e1 · Tour blanche sur case blanche f1 | 1 |
|   | a | b | c | d | e | f |   |

Outre Los Alamos chess (en), il y a d'autres variantes d'échecs jouées sur un plateau 6×6. Le jeu Diana chess (ou Ladies chess) a été proposé par Hopwood dans les années 1870. La position initiale est indiquée ci-dessus. Il n'y a pas de reines sur le plateau et les pions ne peuvent pas être promus en reines. Les pions ne peuvent pas avancer de deux cases lors de leur déplacement initial. Le roque est fait par la commutation des positions du roi et de la tour. La même condition que dans le jeu d'échecs s'applique pour le roque (par exemple, le roi ne doit pas être sous contrôle, ni tour, ni roi aurait déplacé avant etc.)
Serge L'Hermitte proposé en 1969, un jeu avec presque la même configuration que Diana chess, sauf que les positions du roi et du cavalier noirs sont échangées à partir de leurs positions dans le jeu Diana chess. En outre, les cavaliers ne peuvent pas se déplacer durant les trois premiers tours, et le roi peut se déplacer sur la position du cavalier sans perdre le droit au roque.
|   | a | b | c | d | e | f |   |
| 6 | Cavalier noir sur case blanche a6 · Fou noir sur case noire b6 · Dame noire sur case blanche c6 · Roi noir sur case noire d6 · Fou noir sur case blanche e6 · Cavalier noir sur case noire f6 · Pion noir sur case noire a5 · Pion noir sur case blanche b5 · Pion noir sur case noire c5 · Pion noir sur case blanche d5 · Pion noir sur case noire e5 · Pion noir sur case blanche f5 · Case blanche a4 vide · Case noire b4 vide · Case blanche c4 vide · Case noire d4 vide · Case blanche e4 vide · Case noire f4 vide · Case noire a3 vide · Case blanche b3 vide · Case noire c3 vide · Case blanche d3 vide · Case noire e3 vide · Case blanche f3 vide · Pion blanc sur case blanche a2 · Pion blanc sur case noire b2 · Pion blanc sur case blanche c2 · Pion blanc sur case noire d2 · Pion blanc sur case blanche e2 · Pion blanc sur case noire f2 · Cavalier blanc sur case noire a1 · Fou blanc sur case blanche b1 · Dame blanche sur case noire c1 · Roi blanc sur case blanche d1 · Fou blanc sur case noire e1 · Cavalier blanc sur case blanche f1 | Cavalier noir sur case blanche a6 · Fou noir sur case noire b6 · Dame noire sur case blanche c6 · Roi noir sur case noire d6 · Fou noir sur case blanche e6 · Cavalier noir sur case noire f6 · Pion noir sur case noire a5 · Pion noir sur case blanche b5 · Pion noir sur case noire c5 · Pion noir sur case blanche d5 · Pion noir sur case noire e5 · Pion noir sur case blanche f5 · Case blanche a4 vide · Case noire b4 vide · Case blanche c4 vide · Case noire d4 vide · Case blanche e4 vide · Case noire f4 vide · Case noire a3 vide · Case blanche b3 vide · Case noire c3 vide · Case blanche d3 vide · Case noire e3 vide · Case blanche f3 vide · Pion blanc sur case blanche a2 · Pion blanc sur case noire b2 · Pion blanc sur case blanche c2 · Pion blanc sur case noire d2 · Pion blanc sur case blanche e2 · Pion blanc sur case noire f2 · Cavalier blanc sur case noire a1 · Fou blanc sur case blanche b1 · Dame blanche sur case noire c1 · Roi blanc sur case blanche d1 · Fou blanc sur case noire e1 · Cavalier blanc sur case blanche f1 | Cavalier noir sur case blanche a6 · Fou noir sur case noire b6 · Dame noire sur case blanche c6 · Roi noir sur case noire d6 · Fou noir sur case blanche e6 · Cavalier noir sur case noire f6 · Pion noir sur case noire a5 · Pion noir sur case blanche b5 · Pion noir sur case noire c5 · Pion noir sur case blanche d5 · Pion noir sur case noire e5 · Pion noir sur case blanche f5 · Case blanche a4 vide · Case noire b4 vide · Case blanche c4 vide · Case noire d4 vide · Case blanche e4 vide · Case noire f4 vide · Case noire a3 vide · Case blanche b3 vide · Case noire c3 vide · Case blanche d3 vide · Case noire e3 vide · Case blanche f3 vide · Pion blanc sur case blanche a2 · Pion blanc sur case noire b2 · Pion blanc sur case blanche c2 · Pion blanc sur case noire d2 · Pion blanc sur case blanche e2 · Pion blanc sur case noire f2 · Cavalier blanc sur case noire a1 · Fou blanc sur case blanche b1 · Dame blanche sur case noire c1 · Roi blanc sur case blanche d1 · Fou blanc sur case noire e1 · Cavalier blanc sur case blanche f1 | Cavalier noir sur case blanche a6 · Fou noir sur case noire b6 · Dame noire sur case blanche c6 · Roi noir sur case noire d6 · Fou noir sur case blanche e6 · Cavalier noir sur case noire f6 · Pion noir sur case noire a5 · Pion noir sur case blanche b5 · Pion noir sur case noire c5 · Pion noir sur case blanche d5 · Pion noir sur case noire e5 · Pion noir sur case blanche f5 · Case blanche a4 vide · Case noire b4 vide · Case blanche c4 vide · Case noire d4 vide · Case blanche e4 vide · Case noire f4 vide · Case noire a3 vide · Case blanche b3 vide · Case noire c3 vide · Case blanche d3 vide · Case noire e3 vide · Case blanche f3 vide · Pion blanc sur case blanche a2 · Pion blanc sur case noire b2 · Pion blanc sur case blanche c2 · Pion blanc sur case noire d2 · Pion blanc sur case blanche e2 · Pion blanc sur case noire f2 · Cavalier blanc sur case noire a1 · Fou blanc sur case blanche b1 · Dame blanche sur case noire c1 · Roi blanc sur case blanche d1 · Fou blanc sur case noire e1 · Cavalier blanc sur case blanche f1 | Cavalier noir sur case blanche a6 · Fou noir sur case noire b6 · Dame noire sur case blanche c6 · Roi noir sur case noire d6 · Fou noir sur case blanche e6 · Cavalier noir sur case noire f6 · Pion noir sur case noire a5 · Pion noir sur case blanche b5 · Pion noir sur case noire c5 · Pion noir sur case blanche d5 · Pion noir sur case noire e5 · Pion noir sur case blanche f5 · Case blanche a4 vide · Case noire b4 vide · Case blanche c4 vide · Case noire d4 vide · Case blanche e4 vide · Case noire f4 vide · Case noire a3 vide · Case blanche b3 vide · Case noire c3 vide · Case blanche d3 vide · Case noire e3 vide · Case blanche f3 vide · Pion blanc sur case blanche a2 · Pion blanc sur case noire b2 · Pion blanc sur case blanche c2 · Pion blanc sur case noire d2 · Pion blanc sur case blanche e2 · Pion blanc sur case noire f2 · Cavalier blanc sur case noire a1 · Fou blanc sur case blanche b1 · Dame blanche sur case noire c1 · Roi blanc sur case blanche d1 · Fou blanc sur case noire e1 · Cavalier blanc sur case blanche f1 | Cavalier noir sur case blanche a6 · Fou noir sur case noire b6 · Dame noire sur case blanche c6 · Roi noir sur case noire d6 · Fou noir sur case blanche e6 · Cavalier noir sur case noire f6 · Pion noir sur case noire a5 · Pion noir sur case blanche b5 · Pion noir sur case noire c5 · Pion noir sur case blanche d5 · Pion noir sur case noire e5 · Pion noir sur case blanche f5 · Case blanche a4 vide · Case noire b4 vide · Case blanche c4 vide · Case noire d4 vide · Case blanche e4 vide · Case noire f4 vide · Case noire a3 vide · Case blanche b3 vide · Case noire c3 vide · Case blanche d3 vide · Case noire e3 vide · Case blanche f3 vide · Pion blanc sur case blanche a2 · Pion blanc sur case noire b2 · Pion blanc sur case blanche c2 · Pion blanc sur case noire d2 · Pion blanc sur case blanche e2 · Pion blanc sur case noire f2 · Cavalier blanc sur case noire a1 · Fou blanc sur case blanche b1 · Dame blanche sur case noire c1 · Roi blanc sur case blanche d1 · Fou blanc sur case noire e1 · Cavalier blanc sur case blanche f1 | 6 |
| 5 | Cavalier noir sur case blanche a6 · Fou noir sur case noire b6 · Dame noire sur case blanche c6 · Roi noir sur case noire d6 · Fou noir sur case blanche e6 · Cavalier noir sur case noire f6 · Pion noir sur case noire a5 · Pion noir sur case blanche b5 · Pion noir sur case noire c5 · Pion noir sur case blanche d5 · Pion noir sur case noire e5 · Pion noir sur case blanche f5 · Case blanche a4 vide · Case noire b4 vide · Case blanche c4 vide · Case noire d4 vide · Case blanche e4 vide · Case noire f4 vide · Case noire a3 vide · Case blanche b3 vide · Case noire c3 vide · Case blanche d3 vide · Case noire e3 vide · Case blanche f3 vide · Pion blanc sur case blanche a2 · Pion blanc sur case noire b2 · Pion blanc sur case blanche c2 · Pion blanc sur case noire d2 · Pion blanc sur case blanche e2 · Pion blanc sur case noire f2 · Cavalier blanc sur case noire a1 · Fou blanc sur case blanche b1 · Dame blanche sur case noire c1 · Roi blanc sur case blanche d1 · Fou blanc sur case noire e1 · Cavalier blanc sur case blanche f1 | Cavalier noir sur case blanche a6 · Fou noir sur case noire b6 · Dame noire sur case blanche c6 · Roi noir sur case noire d6 · Fou noir sur case blanche e6 · Cavalier noir sur case noire f6 · Pion noir sur case noire a5 · Pion noir sur case blanche b5 · Pion noir sur case noire c5 · Pion noir sur case blanche d5 · Pion noir sur case noire e5 · Pion noir sur case blanche f5 · Case blanche a4 vide · Case noire b4 vide · Case blanche c4 vide · Case noire d4 vide · Case blanche e4 vide · Case noire f4 vide · Case noire a3 vide · Case blanche b3 vide · Case noire c3 vide · Case blanche d3 vide · Case noire e3 vide · Case blanche f3 vide · Pion blanc sur case blanche a2 · Pion blanc sur case noire b2 · Pion blanc sur case blanche c2 · Pion blanc sur case noire d2 · Pion blanc sur case blanche e2 · Pion blanc sur case noire f2 · Cavalier blanc sur case noire a1 · Fou blanc sur case blanche b1 · Dame blanche sur case noire c1 · Roi blanc sur case blanche d1 · Fou blanc sur case noire e1 · Cavalier blanc sur case blanche f1 | Cavalier noir sur case blanche a6 · Fou noir sur case noire b6 · Dame noire sur case blanche c6 · Roi noir sur case noire d6 · Fou noir sur case blanche e6 · Cavalier noir sur case noire f6 · Pion noir sur case noire a5 · Pion noir sur case blanche b5 · Pion noir sur case noire c5 · Pion noir sur case blanche d5 · Pion noir sur case noire e5 · Pion noir sur case blanche f5 · Case blanche a4 vide · Case noire b4 vide · Case blanche c4 vide · Case noire d4 vide · Case blanche e4 vide · Case noire f4 vide · Case noire a3 vide · Case blanche b3 vide · Case noire c3 vide · Case blanche d3 vide · Case noire e3 vide · Case blanche f3 vide · Pion blanc sur case blanche a2 · Pion blanc sur case noire b2 · Pion blanc sur case blanche c2 · Pion blanc sur case noire d2 · Pion blanc sur case blanche e2 · Pion blanc sur case noire f2 · Cavalier blanc sur case noire a1 · Fou blanc sur case blanche b1 · Dame blanche sur case noire c1 · Roi blanc sur case blanche d1 · Fou blanc sur case noire e1 · Cavalier blanc sur case blanche f1 | Cavalier noir sur case blanche a6 · Fou noir sur case noire b6 · Dame noire sur case blanche c6 · Roi noir sur case noire d6 · Fou noir sur case blanche e6 · Cavalier noir sur case noire f6 · Pion noir sur case noire a5 · Pion noir sur case blanche b5 · Pion noir sur case noire c5 · Pion noir sur case blanche d5 · Pion noir sur case noire e5 · Pion noir sur case blanche f5 · Case blanche a4 vide · Case noire b4 vide · Case blanche c4 vide · Case noire d4 vide · Case blanche e4 vide · Case noire f4 vide · Case noire a3 vide · Case blanche b3 vide · Case noire c3 vide · Case blanche d3 vide · Case noire e3 vide · Case blanche f3 vide · Pion blanc sur case blanche a2 · Pion blanc sur case noire b2 · Pion blanc sur case blanche c2 · Pion blanc sur case noire d2 · Pion blanc sur case blanche e2 · Pion blanc sur case noire f2 · Cavalier blanc sur case noire a1 · Fou blanc sur case blanche b1 · Dame blanche sur case noire c1 · Roi blanc sur case blanche d1 · Fou blanc sur case noire e1 · Cavalier blanc sur case blanche f1 | Cavalier noir sur case blanche a6 · Fou noir sur case noire b6 · Dame noire sur case blanche c6 · Roi noir sur case noire d6 · Fou noir sur case blanche e6 · Cavalier noir sur case noire f6 · Pion noir sur case noire a5 · Pion noir sur case blanche b5 · Pion noir sur case noire c5 · Pion noir sur case blanche d5 · Pion noir sur case noire e5 · Pion noir sur case blanche f5 · Case blanche a4 vide · Case noire b4 vide · Case blanche c4 vide · Case noire d4 vide · Case blanche e4 vide · Case noire f4 vide · Case noire a3 vide · Case blanche b3 vide · Case noire c3 vide · Case blanche d3 vide · Case noire e3 vide · Case blanche f3 vide · Pion blanc sur case blanche a2 · Pion blanc sur case noire b2 · Pion blanc sur case blanche c2 · Pion blanc sur case noire d2 · Pion blanc sur case blanche e2 · Pion blanc sur case noire f2 · Cavalier blanc sur case noire a1 · Fou blanc sur case blanche b1 · Dame blanche sur case noire c1 · Roi blanc sur case blanche d1 · Fou blanc sur case noire e1 · Cavalier blanc sur case blanche f1 | Cavalier noir sur case blanche a6 · Fou noir sur case noire b6 · Dame noire sur case blanche c6 · Roi noir sur case noire d6 · Fou noir sur case blanche e6 · Cavalier noir sur case noire f6 · Pion noir sur case noire a5 · Pion noir sur case blanche b5 · Pion noir sur case noire c5 · Pion noir sur case blanche d5 · Pion noir sur case noire e5 · Pion noir sur case blanche f5 · Case blanche a4 vide · Case noire b4 vide · Case blanche c4 vide · Case noire d4 vide · Case blanche e4 vide · Case noire f4 vide · Case noire a3 vide · Case blanche b3 vide · Case noire c3 vide · Case blanche d3 vide · Case noire e3 vide · Case blanche f3 vide · Pion blanc sur case blanche a2 · Pion blanc sur case noire b2 · Pion blanc sur case blanche c2 · Pion blanc sur case noire d2 · Pion blanc sur case blanche e2 · Pion blanc sur case noire f2 · Cavalier blanc sur case noire a1 · Fou blanc sur case blanche b1 · Dame blanche sur case noire c1 · Roi blanc sur case blanche d1 · Fou blanc sur case noire e1 · Cavalier blanc sur case blanche f1 | 5 |
| 4 | Cavalier noir sur case blanche a6 · Fou noir sur case noire b6 · Dame noire sur case blanche c6 · Roi noir sur case noire d6 · Fou noir sur case blanche e6 · Cavalier noir sur case noire f6 · Pion noir sur case noire a5 · Pion noir sur case blanche b5 · Pion noir sur case noire c5 · Pion noir sur case blanche d5 · Pion noir sur case noire e5 · Pion noir sur case blanche f5 · Case blanche a4 vide · Case noire b4 vide · Case blanche c4 vide · Case noire d4 vide · Case blanche e4 vide · Case noire f4 vide · Case noire a3 vide · Case blanche b3 vide · Case noire c3 vide · Case blanche d3 vide · Case noire e3 vide · Case blanche f3 vide · Pion blanc sur case blanche a2 · Pion blanc sur case noire b2 · Pion blanc sur case blanche c2 · Pion blanc sur case noire d2 · Pion blanc sur case blanche e2 · Pion blanc sur case noire f2 · Cavalier blanc sur case noire a1 · Fou blanc sur case blanche b1 · Dame blanche sur case noire c1 · Roi blanc sur case blanche d1 · Fou blanc sur case noire e1 · Cavalier blanc sur case blanche f1 | Cavalier noir sur case blanche a6 · Fou noir sur case noire b6 · Dame noire sur case blanche c6 · Roi noir sur case noire d6 · Fou noir sur case blanche e6 · Cavalier noir sur case noire f6 · Pion noir sur case noire a5 · Pion noir sur case blanche b5 · Pion noir sur case noire c5 · Pion noir sur case blanche d5 · Pion noir sur case noire e5 · Pion noir sur case blanche f5 · Case blanche a4 vide · Case noire b4 vide · Case blanche c4 vide · Case noire d4 vide · Case blanche e4 vide · Case noire f4 vide · Case noire a3 vide · Case blanche b3 vide · Case noire c3 vide · Case blanche d3 vide · Case noire e3 vide · Case blanche f3 vide · Pion blanc sur case blanche a2 · Pion blanc sur case noire b2 · Pion blanc sur case blanche c2 · Pion blanc sur case noire d2 · Pion blanc sur case blanche e2 · Pion blanc sur case noire f2 · Cavalier blanc sur case noire a1 · Fou blanc sur case blanche b1 · Dame blanche sur case noire c1 · Roi blanc sur case blanche d1 · Fou blanc sur case noire e1 · Cavalier blanc sur case blanche f1 | Cavalier noir sur case blanche a6 · Fou noir sur case noire b6 · Dame noire sur case blanche c6 · Roi noir sur case noire d6 · Fou noir sur case blanche e6 · Cavalier noir sur case noire f6 · Pion noir sur case noire a5 · Pion noir sur case blanche b5 · Pion noir sur case noire c5 · Pion noir sur case blanche d5 · Pion noir sur case noire e5 · Pion noir sur case blanche f5 · Case blanche a4 vide · Case noire b4 vide · Case blanche c4 vide · Case noire d4 vide · Case blanche e4 vide · Case noire f4 vide · Case noire a3 vide · Case blanche b3 vide · Case noire c3 vide · Case blanche d3 vide · Case noire e3 vide · Case blanche f3 vide · Pion blanc sur case blanche a2 · Pion blanc sur case noire b2 · Pion blanc sur case blanche c2 · Pion blanc sur case noire d2 · Pion blanc sur case blanche e2 · Pion blanc sur case noire f2 · Cavalier blanc sur case noire a1 · Fou blanc sur case blanche b1 · Dame blanche sur case noire c1 · Roi blanc sur case blanche d1 · Fou blanc sur case noire e1 · Cavalier blanc sur case blanche f1 | Cavalier noir sur case blanche a6 · Fou noir sur case noire b6 · Dame noire sur case blanche c6 · Roi noir sur case noire d6 · Fou noir sur case blanche e6 · Cavalier noir sur case noire f6 · Pion noir sur case noire a5 · Pion noir sur case blanche b5 · Pion noir sur case noire c5 · Pion noir sur case blanche d5 · Pion noir sur case noire e5 · Pion noir sur case blanche f5 · Case blanche a4 vide · Case noire b4 vide · Case blanche c4 vide · Case noire d4 vide · Case blanche e4 vide · Case noire f4 vide · Case noire a3 vide · Case blanche b3 vide · Case noire c3 vide · Case blanche d3 vide · Case noire e3 vide · Case blanche f3 vide · Pion blanc sur case blanche a2 · Pion blanc sur case noire b2 · Pion blanc sur case blanche c2 · Pion blanc sur case noire d2 · Pion blanc sur case blanche e2 · Pion blanc sur case noire f2 · Cavalier blanc sur case noire a1 · Fou blanc sur case blanche b1 · Dame blanche sur case noire c1 · Roi blanc sur case blanche d1 · Fou blanc sur case noire e1 · Cavalier blanc sur case blanche f1 | Cavalier noir sur case blanche a6 · Fou noir sur case noire b6 · Dame noire sur case blanche c6 · Roi noir sur case noire d6 · Fou noir sur case blanche e6 · Cavalier noir sur case noire f6 · Pion noir sur case noire a5 · Pion noir sur case blanche b5 · Pion noir sur case noire c5 · Pion noir sur case blanche d5 · Pion noir sur case noire e5 · Pion noir sur case blanche f5 · Case blanche a4 vide · Case noire b4 vide · Case blanche c4 vide · Case noire d4 vide · Case blanche e4 vide · Case noire f4 vide · Case noire a3 vide · Case blanche b3 vide · Case noire c3 vide · Case blanche d3 vide · Case noire e3 vide · Case blanche f3 vide · Pion blanc sur case blanche a2 · Pion blanc sur case noire b2 · Pion blanc sur case blanche c2 · Pion blanc sur case noire d2 · Pion blanc sur case blanche e2 · Pion blanc sur case noire f2 · Cavalier blanc sur case noire a1 · Fou blanc sur case blanche b1 · Dame blanche sur case noire c1 · Roi blanc sur case blanche d1 · Fou blanc sur case noire e1 · Cavalier blanc sur case blanche f1 | Cavalier noir sur case blanche a6 · Fou noir sur case noire b6 · Dame noire sur case blanche c6 · Roi noir sur case noire d6 · Fou noir sur case blanche e6 · Cavalier noir sur case noire f6 · Pion noir sur case noire a5 · Pion noir sur case blanche b5 · Pion noir sur case noire c5 · Pion noir sur case blanche d5 · Pion noir sur case noire e5 · Pion noir sur case blanche f5 · Case blanche a4 vide · Case noire b4 vide · Case blanche c4 vide · Case noire d4 vide · Case blanche e4 vide · Case noire f4 vide · Case noire a3 vide · Case blanche b3 vide · Case noire c3 vide · Case blanche d3 vide · Case noire e3 vide · Case blanche f3 vide · Pion blanc sur case blanche a2 · Pion blanc sur case noire b2 · Pion blanc sur case blanche c2 · Pion blanc sur case noire d2 · Pion blanc sur case blanche e2 · Pion blanc sur case noire f2 · Cavalier blanc sur case noire a1 · Fou blanc sur case blanche b1 · Dame blanche sur case noire c1 · Roi blanc sur case blanche d1 · Fou blanc sur case noire e1 · Cavalier blanc sur case blanche f1 | 4 |
| 3 | Cavalier noir sur case blanche a6 · Fou noir sur case noire b6 · Dame noire sur case blanche c6 · Roi noir sur case noire d6 · Fou noir sur case blanche e6 · Cavalier noir sur case noire f6 · Pion noir sur case noire a5 · Pion noir sur case blanche b5 · Pion noir sur case noire c5 · Pion noir sur case blanche d5 · Pion noir sur case noire e5 · Pion noir sur case blanche f5 · Case blanche a4 vide · Case noire b4 vide · Case blanche c4 vide · Case noire d4 vide · Case blanche e4 vide · Case noire f4 vide · Case noire a3 vide · Case blanche b3 vide · Case noire c3 vide · Case blanche d3 vide · Case noire e3 vide · Case blanche f3 vide · Pion blanc sur case blanche a2 · Pion blanc sur case noire b2 · Pion blanc sur case blanche c2 · Pion blanc sur case noire d2 · Pion blanc sur case blanche e2 · Pion blanc sur case noire f2 · Cavalier blanc sur case noire a1 · Fou blanc sur case blanche b1 · Dame blanche sur case noire c1 · Roi blanc sur case blanche d1 · Fou blanc sur case noire e1 · Cavalier blanc sur case blanche f1 | Cavalier noir sur case blanche a6 · Fou noir sur case noire b6 · Dame noire sur case blanche c6 · Roi noir sur case noire d6 · Fou noir sur case blanche e6 · Cavalier noir sur case noire f6 · Pion noir sur case noire a5 · Pion noir sur case blanche b5 · Pion noir sur case noire c5 · Pion noir sur case blanche d5 · Pion noir sur case noire e5 · Pion noir sur case blanche f5 · Case blanche a4 vide · Case noire b4 vide · Case blanche c4 vide · Case noire d4 vide · Case blanche e4 vide · Case noire f4 vide · Case noire a3 vide · Case blanche b3 vide · Case noire c3 vide · Case blanche d3 vide · Case noire e3 vide · Case blanche f3 vide · Pion blanc sur case blanche a2 · Pion blanc sur case noire b2 · Pion blanc sur case blanche c2 · Pion blanc sur case noire d2 · Pion blanc sur case blanche e2 · Pion blanc sur case noire f2 · Cavalier blanc sur case noire a1 · Fou blanc sur case blanche b1 · Dame blanche sur case noire c1 · Roi blanc sur case blanche d1 · Fou blanc sur case noire e1 · Cavalier blanc sur case blanche f1 | Cavalier noir sur case blanche a6 · Fou noir sur case noire b6 · Dame noire sur case blanche c6 · Roi noir sur case noire d6 · Fou noir sur case blanche e6 · Cavalier noir sur case noire f6 · Pion noir sur case noire a5 · Pion noir sur case blanche b5 · Pion noir sur case noire c5 · Pion noir sur case blanche d5 · Pion noir sur case noire e5 · Pion noir sur case blanche f5 · Case blanche a4 vide · Case noire b4 vide · Case blanche c4 vide · Case noire d4 vide · Case blanche e4 vide · Case noire f4 vide · Case noire a3 vide · Case blanche b3 vide · Case noire c3 vide · Case blanche d3 vide · Case noire e3 vide · Case blanche f3 vide · Pion blanc sur case blanche a2 · Pion blanc sur case noire b2 · Pion blanc sur case blanche c2 · Pion blanc sur case noire d2 · Pion blanc sur case blanche e2 · Pion blanc sur case noire f2 · Cavalier blanc sur case noire a1 · Fou blanc sur case blanche b1 · Dame blanche sur case noire c1 · Roi blanc sur case blanche d1 · Fou blanc sur case noire e1 · Cavalier blanc sur case blanche f1 | Cavalier noir sur case blanche a6 · Fou noir sur case noire b6 · Dame noire sur case blanche c6 · Roi noir sur case noire d6 · Fou noir sur case blanche e6 · Cavalier noir sur case noire f6 · Pion noir sur case noire a5 · Pion noir sur case blanche b5 · Pion noir sur case noire c5 · Pion noir sur case blanche d5 · Pion noir sur case noire e5 · Pion noir sur case blanche f5 · Case blanche a4 vide · Case noire b4 vide · Case blanche c4 vide · Case noire d4 vide · Case blanche e4 vide · Case noire f4 vide · Case noire a3 vide · Case blanche b3 vide · Case noire c3 vide · Case blanche d3 vide · Case noire e3 vide · Case blanche f3 vide · Pion blanc sur case blanche a2 · Pion blanc sur case noire b2 · Pion blanc sur case blanche c2 · Pion blanc sur case noire d2 · Pion blanc sur case blanche e2 · Pion blanc sur case noire f2 · Cavalier blanc sur case noire a1 · Fou blanc sur case blanche b1 · Dame blanche sur case noire c1 · Roi blanc sur case blanche d1 · Fou blanc sur case noire e1 · Cavalier blanc sur case blanche f1 | Cavalier noir sur case blanche a6 · Fou noir sur case noire b6 · Dame noire sur case blanche c6 · Roi noir sur case noire d6 · Fou noir sur case blanche e6 · Cavalier noir sur case noire f6 · Pion noir sur case noire a5 · Pion noir sur case blanche b5 · Pion noir sur case noire c5 · Pion noir sur case blanche d5 · Pion noir sur case noire e5 · Pion noir sur case blanche f5 · Case blanche a4 vide · Case noire b4 vide · Case blanche c4 vide · Case noire d4 vide · Case blanche e4 vide · Case noire f4 vide · Case noire a3 vide · Case blanche b3 vide · Case noire c3 vide · Case blanche d3 vide · Case noire e3 vide · Case blanche f3 vide · Pion blanc sur case blanche a2 · Pion blanc sur case noire b2 · Pion blanc sur case blanche c2 · Pion blanc sur case noire d2 · Pion blanc sur case blanche e2 · Pion blanc sur case noire f2 · Cavalier blanc sur case noire a1 · Fou blanc sur case blanche b1 · Dame blanche sur case noire c1 · Roi blanc sur case blanche d1 · Fou blanc sur case noire e1 · Cavalier blanc sur case blanche f1 | Cavalier noir sur case blanche a6 · Fou noir sur case noire b6 · Dame noire sur case blanche c6 · Roi noir sur case noire d6 · Fou noir sur case blanche e6 · Cavalier noir sur case noire f6 · Pion noir sur case noire a5 · Pion noir sur case blanche b5 · Pion noir sur case noire c5 · Pion noir sur case blanche d5 · Pion noir sur case noire e5 · Pion noir sur case blanche f5 · Case blanche a4 vide · Case noire b4 vide · Case blanche c4 vide · Case noire d4 vide · Case blanche e4 vide · Case noire f4 vide · Case noire a3 vide · Case blanche b3 vide · Case noire c3 vide · Case blanche d3 vide · Case noire e3 vide · Case blanche f3 vide · Pion blanc sur case blanche a2 · Pion blanc sur case noire b2 · Pion blanc sur case blanche c2 · Pion blanc sur case noire d2 · Pion blanc sur case blanche e2 · Pion blanc sur case noire f2 · Cavalier blanc sur case noire a1 · Fou blanc sur case blanche b1 · Dame blanche sur case noire c1 · Roi blanc sur case blanche d1 · Fou blanc sur case noire e1 · Cavalier blanc sur case blanche f1 | 3 |
| 2 | Cavalier noir sur case blanche a6 · Fou noir sur case noire b6 · Dame noire sur case blanche c6 · Roi noir sur case noire d6 · Fou noir sur case blanche e6 · Cavalier noir sur case noire f6 · Pion noir sur case noire a5 · Pion noir sur case blanche b5 · Pion noir sur case noire c5 · Pion noir sur case blanche d5 · Pion noir sur case noire e5 · Pion noir sur case blanche f5 · Case blanche a4 vide · Case noire b4 vide · Case blanche c4 vide · Case noire d4 vide · Case blanche e4 vide · Case noire f4 vide · Case noire a3 vide · Case blanche b3 vide · Case noire c3 vide · Case blanche d3 vide · Case noire e3 vide · Case blanche f3 vide · Pion blanc sur case blanche a2 · Pion blanc sur case noire b2 · Pion blanc sur case blanche c2 · Pion blanc sur case noire d2 · Pion blanc sur case blanche e2 · Pion blanc sur case noire f2 · Cavalier blanc sur case noire a1 · Fou blanc sur case blanche b1 · Dame blanche sur case noire c1 · Roi blanc sur case blanche d1 · Fou blanc sur case noire e1 · Cavalier blanc sur case blanche f1 | Cavalier noir sur case blanche a6 · Fou noir sur case noire b6 · Dame noire sur case blanche c6 · Roi noir sur case noire d6 · Fou noir sur case blanche e6 · Cavalier noir sur case noire f6 · Pion noir sur case noire a5 · Pion noir sur case blanche b5 · Pion noir sur case noire c5 · Pion noir sur case blanche d5 · Pion noir sur case noire e5 · Pion noir sur case blanche f5 · Case blanche a4 vide · Case noire b4 vide · Case blanche c4 vide · Case noire d4 vide · Case blanche e4 vide · Case noire f4 vide · Case noire a3 vide · Case blanche b3 vide · Case noire c3 vide · Case blanche d3 vide · Case noire e3 vide · Case blanche f3 vide · Pion blanc sur case blanche a2 · Pion blanc sur case noire b2 · Pion blanc sur case blanche c2 · Pion blanc sur case noire d2 · Pion blanc sur case blanche e2 · Pion blanc sur case noire f2 · Cavalier blanc sur case noire a1 · Fou blanc sur case blanche b1 · Dame blanche sur case noire c1 · Roi blanc sur case blanche d1 · Fou blanc sur case noire e1 · Cavalier blanc sur case blanche f1 | Cavalier noir sur case blanche a6 · Fou noir sur case noire b6 · Dame noire sur case blanche c6 · Roi noir sur case noire d6 · Fou noir sur case blanche e6 · Cavalier noir sur case noire f6 · Pion noir sur case noire a5 · Pion noir sur case blanche b5 · Pion noir sur case noire c5 · Pion noir sur case blanche d5 · Pion noir sur case noire e5 · Pion noir sur case blanche f5 · Case blanche a4 vide · Case noire b4 vide · Case blanche c4 vide · Case noire d4 vide · Case blanche e4 vide · Case noire f4 vide · Case noire a3 vide · Case blanche b3 vide · Case noire c3 vide · Case blanche d3 vide · Case noire e3 vide · Case blanche f3 vide · Pion blanc sur case blanche a2 · Pion blanc sur case noire b2 · Pion blanc sur case blanche c2 · Pion blanc sur case noire d2 · Pion blanc sur case blanche e2 · Pion blanc sur case noire f2 · Cavalier blanc sur case noire a1 · Fou blanc sur case blanche b1 · Dame blanche sur case noire c1 · Roi blanc sur case blanche d1 · Fou blanc sur case noire e1 · Cavalier blanc sur case blanche f1 | Cavalier noir sur case blanche a6 · Fou noir sur case noire b6 · Dame noire sur case blanche c6 · Roi noir sur case noire d6 · Fou noir sur case blanche e6 · Cavalier noir sur case noire f6 · Pion noir sur case noire a5 · Pion noir sur case blanche b5 · Pion noir sur case noire c5 · Pion noir sur case blanche d5 · Pion noir sur case noire e5 · Pion noir sur case blanche f5 · Case blanche a4 vide · Case noire b4 vide · Case blanche c4 vide · Case noire d4 vide · Case blanche e4 vide · Case noire f4 vide · Case noire a3 vide · Case blanche b3 vide · Case noire c3 vide · Case blanche d3 vide · Case noire e3 vide · Case blanche f3 vide · Pion blanc sur case blanche a2 · Pion blanc sur case noire b2 · Pion blanc sur case blanche c2 · Pion blanc sur case noire d2 · Pion blanc sur case blanche e2 · Pion blanc sur case noire f2 · Cavalier blanc sur case noire a1 · Fou blanc sur case blanche b1 · Dame blanche sur case noire c1 · Roi blanc sur case blanche d1 · Fou blanc sur case noire e1 · Cavalier blanc sur case blanche f1 | Cavalier noir sur case blanche a6 · Fou noir sur case noire b6 · Dame noire sur case blanche c6 · Roi noir sur case noire d6 · Fou noir sur case blanche e6 · Cavalier noir sur case noire f6 · Pion noir sur case noire a5 · Pion noir sur case blanche b5 · Pion noir sur case noire c5 · Pion noir sur case blanche d5 · Pion noir sur case noire e5 · Pion noir sur case blanche f5 · Case blanche a4 vide · Case noire b4 vide · Case blanche c4 vide · Case noire d4 vide · Case blanche e4 vide · Case noire f4 vide · Case noire a3 vide · Case blanche b3 vide · Case noire c3 vide · Case blanche d3 vide · Case noire e3 vide · Case blanche f3 vide · Pion blanc sur case blanche a2 · Pion blanc sur case noire b2 · Pion blanc sur case blanche c2 · Pion blanc sur case noire d2 · Pion blanc sur case blanche e2 · Pion blanc sur case noire f2 · Cavalier blanc sur case noire a1 · Fou blanc sur case blanche b1 · Dame blanche sur case noire c1 · Roi blanc sur case blanche d1 · Fou blanc sur case noire e1 · Cavalier blanc sur case blanche f1 | Cavalier noir sur case blanche a6 · Fou noir sur case noire b6 · Dame noire sur case blanche c6 · Roi noir sur case noire d6 · Fou noir sur case blanche e6 · Cavalier noir sur case noire f6 · Pion noir sur case noire a5 · Pion noir sur case blanche b5 · Pion noir sur case noire c5 · Pion noir sur case blanche d5 · Pion noir sur case noire e5 · Pion noir sur case blanche f5 · Case blanche a4 vide · Case noire b4 vide · Case blanche c4 vide · Case noire d4 vide · Case blanche e4 vide · Case noire f4 vide · Case noire a3 vide · Case blanche b3 vide · Case noire c3 vide · Case blanche d3 vide · Case noire e3 vide · Case blanche f3 vide · Pion blanc sur case blanche a2 · Pion blanc sur case noire b2 · Pion blanc sur case blanche c2 · Pion blanc sur case noire d2 · Pion blanc sur case blanche e2 · Pion blanc sur case noire f2 · Cavalier blanc sur case noire a1 · Fou blanc sur case blanche b1 · Dame blanche sur case noire c1 · Roi blanc sur case blanche d1 · Fou blanc sur case noire e1 · Cavalier blanc sur case blanche f1 | 2 |
| 1 | Cavalier noir sur case blanche a6 · Fou noir sur case noire b6 · Dame noire sur case blanche c6 · Roi noir sur case noire d6 · Fou noir sur case blanche e6 · Cavalier noir sur case noire f6 · Pion noir sur case noire a5 · Pion noir sur case blanche b5 · Pion noir sur case noire c5 · Pion noir sur case blanche d5 · Pion noir sur case noire e5 · Pion noir sur case blanche f5 · Case blanche a4 vide · Case noire b4 vide · Case blanche c4 vide · Case noire d4 vide · Case blanche e4 vide · Case noire f4 vide · Case noire a3 vide · Case blanche b3 vide · Case noire c3 vide · Case blanche d3 vide · Case noire e3 vide · Case blanche f3 vide · Pion blanc sur case blanche a2 · Pion blanc sur case noire b2 · Pion blanc sur case blanche c2 · Pion blanc sur case noire d2 · Pion blanc sur case blanche e2 · Pion blanc sur case noire f2 · Cavalier blanc sur case noire a1 · Fou blanc sur case blanche b1 · Dame blanche sur case noire c1 · Roi blanc sur case blanche d1 · Fou blanc sur case noire e1 · Cavalier blanc sur case blanche f1 | Cavalier noir sur case blanche a6 · Fou noir sur case noire b6 · Dame noire sur case blanche c6 · Roi noir sur case noire d6 · Fou noir sur case blanche e6 · Cavalier noir sur case noire f6 · Pion noir sur case noire a5 · Pion noir sur case blanche b5 · Pion noir sur case noire c5 · Pion noir sur case blanche d5 · Pion noir sur case noire e5 · Pion noir sur case blanche f5 · Case blanche a4 vide · Case noire b4 vide · Case blanche c4 vide · Case noire d4 vide · Case blanche e4 vide · Case noire f4 vide · Case noire a3 vide · Case blanche b3 vide · Case noire c3 vide · Case blanche d3 vide · Case noire e3 vide · Case blanche f3 vide · Pion blanc sur case blanche a2 · Pion blanc sur case noire b2 · Pion blanc sur case blanche c2 · Pion blanc sur case noire d2 · Pion blanc sur case blanche e2 · Pion blanc sur case noire f2 · Cavalier blanc sur case noire a1 · Fou blanc sur case blanche b1 · Dame blanche sur case noire c1 · Roi blanc sur case blanche d1 · Fou blanc sur case noire e1 · Cavalier blanc sur case blanche f1 | Cavalier noir sur case blanche a6 · Fou noir sur case noire b6 · Dame noire sur case blanche c6 · Roi noir sur case noire d6 · Fou noir sur case blanche e6 · Cavalier noir sur case noire f6 · Pion noir sur case noire a5 · Pion noir sur case blanche b5 · Pion noir sur case noire c5 · Pion noir sur case blanche d5 · Pion noir sur case noire e5 · Pion noir sur case blanche f5 · Case blanche a4 vide · Case noire b4 vide · Case blanche c4 vide · Case noire d4 vide · Case blanche e4 vide · Case noire f4 vide · Case noire a3 vide · Case blanche b3 vide · Case noire c3 vide · Case blanche d3 vide · Case noire e3 vide · Case blanche f3 vide · Pion blanc sur case blanche a2 · Pion blanc sur case noire b2 · Pion blanc sur case blanche c2 · Pion blanc sur case noire d2 · Pion blanc sur case blanche e2 · Pion blanc sur case noire f2 · Cavalier blanc sur case noire a1 · Fou blanc sur case blanche b1 · Dame blanche sur case noire c1 · Roi blanc sur case blanche d1 · Fou blanc sur case noire e1 · Cavalier blanc sur case blanche f1 | Cavalier noir sur case blanche a6 · Fou noir sur case noire b6 · Dame noire sur case blanche c6 · Roi noir sur case noire d6 · Fou noir sur case blanche e6 · Cavalier noir sur case noire f6 · Pion noir sur case noire a5 · Pion noir sur case blanche b5 · Pion noir sur case noire c5 · Pion noir sur case blanche d5 · Pion noir sur case noire e5 · Pion noir sur case blanche f5 · Case blanche a4 vide · Case noire b4 vide · Case blanche c4 vide · Case noire d4 vide · Case blanche e4 vide · Case noire f4 vide · Case noire a3 vide · Case blanche b3 vide · Case noire c3 vide · Case blanche d3 vide · Case noire e3 vide · Case blanche f3 vide · Pion blanc sur case blanche a2 · Pion blanc sur case noire b2 · Pion blanc sur case blanche c2 · Pion blanc sur case noire d2 · Pion blanc sur case blanche e2 · Pion blanc sur case noire f2 · Cavalier blanc sur case noire a1 · Fou blanc sur case blanche b1 · Dame blanche sur case noire c1 · Roi blanc sur case blanche d1 · Fou blanc sur case noire e1 · Cavalier blanc sur case blanche f1 | Cavalier noir sur case blanche a6 · Fou noir sur case noire b6 · Dame noire sur case blanche c6 · Roi noir sur case noire d6 · Fou noir sur case blanche e6 · Cavalier noir sur case noire f6 · Pion noir sur case noire a5 · Pion noir sur case blanche b5 · Pion noir sur case noire c5 · Pion noir sur case blanche d5 · Pion noir sur case noire e5 · Pion noir sur case blanche f5 · Case blanche a4 vide · Case noire b4 vide · Case blanche c4 vide · Case noire d4 vide · Case blanche e4 vide · Case noire f4 vide · Case noire a3 vide · Case blanche b3 vide · Case noire c3 vide · Case blanche d3 vide · Case noire e3 vide · Case blanche f3 vide · Pion blanc sur case blanche a2 · Pion blanc sur case noire b2 · Pion blanc sur case blanche c2 · Pion blanc sur case noire d2 · Pion blanc sur case blanche e2 · Pion blanc sur case noire f2 · Cavalier blanc sur case noire a1 · Fou blanc sur case blanche b1 · Dame blanche sur case noire c1 · Roi blanc sur case blanche d1 · Fou blanc sur case noire e1 · Cavalier blanc sur case blanche f1 | Cavalier noir sur case blanche a6 · Fou noir sur case noire b6 · Dame noire sur case blanche c6 · Roi noir sur case noire d6 · Fou noir sur case blanche e6 · Cavalier noir sur case noire f6 · Pion noir sur case noire a5 · Pion noir sur case blanche b5 · Pion noir sur case noire c5 · Pion noir sur case blanche d5 · Pion noir sur case noire e5 · Pion noir sur case blanche f5 · Case blanche a4 vide · Case noire b4 vide · Case blanche c4 vide · Case noire d4 vide · Case blanche e4 vide · Case noire f4 vide · Case noire a3 vide · Case blanche b3 vide · Case noire c3 vide · Case blanche d3 vide · Case noire e3 vide · Case blanche f3 vide · Pion blanc sur case blanche a2 · Pion blanc sur case noire b2 · Pion blanc sur case blanche c2 · Pion blanc sur case noire d2 · Pion blanc sur case blanche e2 · Pion blanc sur case noire f2 · Cavalier blanc sur case noire a1 · Fou blanc sur case blanche b1 · Dame blanche sur case noire c1 · Roi blanc sur case blanche d1 · Fou blanc sur case noire e1 · Cavalier blanc sur case blanche f1 | 1 |
|   | a | b | c | d | e | f |   |

|   | a | b | c | d | e | f |   |
| 6 | Tour noire sur case blanche a6 · Fou noir sur case noire b6 · Dame noire sur case blanche c6 · Roi noir sur case noire d6 · Fou noir sur case blanche e6 · Tour noire sur case noire f6 · Pion noir sur case noire a5 · Pion noir sur case blanche b5 · Pion noir sur case noire c5 · Pion noir sur case blanche d5 · Pion noir sur case noire e5 · Pion noir sur case blanche f5 · Case blanche a4 vide · Case noire b4 vide · Case blanche c4 vide · Case noire d4 vide · Case blanche e4 vide · Case noire f4 vide · Case noire a3 vide · Case blanche b3 vide · Case noire c3 vide · Case blanche d3 vide · Case noire e3 vide · Case blanche f3 vide · Pion blanc sur case blanche a2 · Pion blanc sur case noire b2 · Pion blanc sur case blanche c2 · Pion blanc sur case noire d2 · Pion blanc sur case blanche e2 · Pion blanc sur case noire f2 · Tour blanche sur case noire a1 · Fou blanc sur case blanche b1 · Dame blanche sur case noire c1 · Roi blanc sur case blanche d1 · Fou blanc sur case noire e1 · Tour blanche sur case blanche f1 | Tour noire sur case blanche a6 · Fou noir sur case noire b6 · Dame noire sur case blanche c6 · Roi noir sur case noire d6 · Fou noir sur case blanche e6 · Tour noire sur case noire f6 · Pion noir sur case noire a5 · Pion noir sur case blanche b5 · Pion noir sur case noire c5 · Pion noir sur case blanche d5 · Pion noir sur case noire e5 · Pion noir sur case blanche f5 · Case blanche a4 vide · Case noire b4 vide · Case blanche c4 vide · Case noire d4 vide · Case blanche e4 vide · Case noire f4 vide · Case noire a3 vide · Case blanche b3 vide · Case noire c3 vide · Case blanche d3 vide · Case noire e3 vide · Case blanche f3 vide · Pion blanc sur case blanche a2 · Pion blanc sur case noire b2 · Pion blanc sur case blanche c2 · Pion blanc sur case noire d2 · Pion blanc sur case blanche e2 · Pion blanc sur case noire f2 · Tour blanche sur case noire a1 · Fou blanc sur case blanche b1 · Dame blanche sur case noire c1 · Roi blanc sur case blanche d1 · Fou blanc sur case noire e1 · Tour blanche sur case blanche f1 | Tour noire sur case blanche a6 · Fou noir sur case noire b6 · Dame noire sur case blanche c6 · Roi noir sur case noire d6 · Fou noir sur case blanche e6 · Tour noire sur case noire f6 · Pion noir sur case noire a5 · Pion noir sur case blanche b5 · Pion noir sur case noire c5 · Pion noir sur case blanche d5 · Pion noir sur case noire e5 · Pion noir sur case blanche f5 · Case blanche a4 vide · Case noire b4 vide · Case blanche c4 vide · Case noire d4 vide · Case blanche e4 vide · Case noire f4 vide · Case noire a3 vide · Case blanche b3 vide · Case noire c3 vide · Case blanche d3 vide · Case noire e3 vide · Case blanche f3 vide · Pion blanc sur case blanche a2 · Pion blanc sur case noire b2 · Pion blanc sur case blanche c2 · Pion blanc sur case noire d2 · Pion blanc sur case blanche e2 · Pion blanc sur case noire f2 · Tour blanche sur case noire a1 · Fou blanc sur case blanche b1 · Dame blanche sur case noire c1 · Roi blanc sur case blanche d1 · Fou blanc sur case noire e1 · Tour blanche sur case blanche f1 | Tour noire sur case blanche a6 · Fou noir sur case noire b6 · Dame noire sur case blanche c6 · Roi noir sur case noire d6 · Fou noir sur case blanche e6 · Tour noire sur case noire f6 · Pion noir sur case noire a5 · Pion noir sur case blanche b5 · Pion noir sur case noire c5 · Pion noir sur case blanche d5 · Pion noir sur case noire e5 · Pion noir sur case blanche f5 · Case blanche a4 vide · Case noire b4 vide · Case blanche c4 vide · Case noire d4 vide · Case blanche e4 vide · Case noire f4 vide · Case noire a3 vide · Case blanche b3 vide · Case noire c3 vide · Case blanche d3 vide · Case noire e3 vide · Case blanche f3 vide · Pion blanc sur case blanche a2 · Pion blanc sur case noire b2 · Pion blanc sur case blanche c2 · Pion blanc sur case noire d2 · Pion blanc sur case blanche e2 · Pion blanc sur case noire f2 · Tour blanche sur case noire a1 · Fou blanc sur case blanche b1 · Dame blanche sur case noire c1 · Roi blanc sur case blanche d1 · Fou blanc sur case noire e1 · Tour blanche sur case blanche f1 | Tour noire sur case blanche a6 · Fou noir sur case noire b6 · Dame noire sur case blanche c6 · Roi noir sur case noire d6 · Fou noir sur case blanche e6 · Tour noire sur case noire f6 · Pion noir sur case noire a5 · Pion noir sur case blanche b5 · Pion noir sur case noire c5 · Pion noir sur case blanche d5 · Pion noir sur case noire e5 · Pion noir sur case blanche f5 · Case blanche a4 vide · Case noire b4 vide · Case blanche c4 vide · Case noire d4 vide · Case blanche e4 vide · Case noire f4 vide · Case noire a3 vide · Case blanche b3 vide · Case noire c3 vide · Case blanche d3 vide · Case noire e3 vide · Case blanche f3 vide · Pion blanc sur case blanche a2 · Pion blanc sur case noire b2 · Pion blanc sur case blanche c2 · Pion blanc sur case noire d2 · Pion blanc sur case blanche e2 · Pion blanc sur case noire f2 · Tour blanche sur case noire a1 · Fou blanc sur case blanche b1 · Dame blanche sur case noire c1 · Roi blanc sur case blanche d1 · Fou blanc sur case noire e1 · Tour blanche sur case blanche f1 | Tour noire sur case blanche a6 · Fou noir sur case noire b6 · Dame noire sur case blanche c6 · Roi noir sur case noire d6 · Fou noir sur case blanche e6 · Tour noire sur case noire f6 · Pion noir sur case noire a5 · Pion noir sur case blanche b5 · Pion noir sur case noire c5 · Pion noir sur case blanche d5 · Pion noir sur case noire e5 · Pion noir sur case blanche f5 · Case blanche a4 vide · Case noire b4 vide · Case blanche c4 vide · Case noire d4 vide · Case blanche e4 vide · Case noire f4 vide · Case noire a3 vide · Case blanche b3 vide · Case noire c3 vide · Case blanche d3 vide · Case noire e3 vide · Case blanche f3 vide · Pion blanc sur case blanche a2 · Pion blanc sur case noire b2 · Pion blanc sur case blanche c2 · Pion blanc sur case noire d2 · Pion blanc sur case blanche e2 · Pion blanc sur case noire f2 · Tour blanche sur case noire a1 · Fou blanc sur case blanche b1 · Dame blanche sur case noire c1 · Roi blanc sur case blanche d1 · Fou blanc sur case noire e1 · Tour blanche sur case blanche f1 | 6 |
| 5 | Tour noire sur case blanche a6 · Fou noir sur case noire b6 · Dame noire sur case blanche c6 · Roi noir sur case noire d6 · Fou noir sur case blanche e6 · Tour noire sur case noire f6 · Pion noir sur case noire a5 · Pion noir sur case blanche b5 · Pion noir sur case noire c5 · Pion noir sur case blanche d5 · Pion noir sur case noire e5 · Pion noir sur case blanche f5 · Case blanche a4 vide · Case noire b4 vide · Case blanche c4 vide · Case noire d4 vide · Case blanche e4 vide · Case noire f4 vide · Case noire a3 vide · Case blanche b3 vide · Case noire c3 vide · Case blanche d3 vide · Case noire e3 vide · Case blanche f3 vide · Pion blanc sur case blanche a2 · Pion blanc sur case noire b2 · Pion blanc sur case blanche c2 · Pion blanc sur case noire d2 · Pion blanc sur case blanche e2 · Pion blanc sur case noire f2 · Tour blanche sur case noire a1 · Fou blanc sur case blanche b1 · Dame blanche sur case noire c1 · Roi blanc sur case blanche d1 · Fou blanc sur case noire e1 · Tour blanche sur case blanche f1 | Tour noire sur case blanche a6 · Fou noir sur case noire b6 · Dame noire sur case blanche c6 · Roi noir sur case noire d6 · Fou noir sur case blanche e6 · Tour noire sur case noire f6 · Pion noir sur case noire a5 · Pion noir sur case blanche b5 · Pion noir sur case noire c5 · Pion noir sur case blanche d5 · Pion noir sur case noire e5 · Pion noir sur case blanche f5 · Case blanche a4 vide · Case noire b4 vide · Case blanche c4 vide · Case noire d4 vide · Case blanche e4 vide · Case noire f4 vide · Case noire a3 vide · Case blanche b3 vide · Case noire c3 vide · Case blanche d3 vide · Case noire e3 vide · Case blanche f3 vide · Pion blanc sur case blanche a2 · Pion blanc sur case noire b2 · Pion blanc sur case blanche c2 · Pion blanc sur case noire d2 · Pion blanc sur case blanche e2 · Pion blanc sur case noire f2 · Tour blanche sur case noire a1 · Fou blanc sur case blanche b1 · Dame blanche sur case noire c1 · Roi blanc sur case blanche d1 · Fou blanc sur case noire e1 · Tour blanche sur case blanche f1 | Tour noire sur case blanche a6 · Fou noir sur case noire b6 · Dame noire sur case blanche c6 · Roi noir sur case noire d6 · Fou noir sur case blanche e6 · Tour noire sur case noire f6 · Pion noir sur case noire a5 · Pion noir sur case blanche b5 · Pion noir sur case noire c5 · Pion noir sur case blanche d5 · Pion noir sur case noire e5 · Pion noir sur case blanche f5 · Case blanche a4 vide · Case noire b4 vide · Case blanche c4 vide · Case noire d4 vide · Case blanche e4 vide · Case noire f4 vide · Case noire a3 vide · Case blanche b3 vide · Case noire c3 vide · Case blanche d3 vide · Case noire e3 vide · Case blanche f3 vide · Pion blanc sur case blanche a2 · Pion blanc sur case noire b2 · Pion blanc sur case blanche c2 · Pion blanc sur case noire d2 · Pion blanc sur case blanche e2 · Pion blanc sur case noire f2 · Tour blanche sur case noire a1 · Fou blanc sur case blanche b1 · Dame blanche sur case noire c1 · Roi blanc sur case blanche d1 · Fou blanc sur case noire e1 · Tour blanche sur case blanche f1 | Tour noire sur case blanche a6 · Fou noir sur case noire b6 · Dame noire sur case blanche c6 · Roi noir sur case noire d6 · Fou noir sur case blanche e6 · Tour noire sur case noire f6 · Pion noir sur case noire a5 · Pion noir sur case blanche b5 · Pion noir sur case noire c5 · Pion noir sur case blanche d5 · Pion noir sur case noire e5 · Pion noir sur case blanche f5 · Case blanche a4 vide · Case noire b4 vide · Case blanche c4 vide · Case noire d4 vide · Case blanche e4 vide · Case noire f4 vide · Case noire a3 vide · Case blanche b3 vide · Case noire c3 vide · Case blanche d3 vide · Case noire e3 vide · Case blanche f3 vide · Pion blanc sur case blanche a2 · Pion blanc sur case noire b2 · Pion blanc sur case blanche c2 · Pion blanc sur case noire d2 · Pion blanc sur case blanche e2 · Pion blanc sur case noire f2 · Tour blanche sur case noire a1 · Fou blanc sur case blanche b1 · Dame blanche sur case noire c1 · Roi blanc sur case blanche d1 · Fou blanc sur case noire e1 · Tour blanche sur case blanche f1 | Tour noire sur case blanche a6 · Fou noir sur case noire b6 · Dame noire sur case blanche c6 · Roi noir sur case noire d6 · Fou noir sur case blanche e6 · Tour noire sur case noire f6 · Pion noir sur case noire a5 · Pion noir sur case blanche b5 · Pion noir sur case noire c5 · Pion noir sur case blanche d5 · Pion noir sur case noire e5 · Pion noir sur case blanche f5 · Case blanche a4 vide · Case noire b4 vide · Case blanche c4 vide · Case noire d4 vide · Case blanche e4 vide · Case noire f4 vide · Case noire a3 vide · Case blanche b3 vide · Case noire c3 vide · Case blanche d3 vide · Case noire e3 vide · Case blanche f3 vide · Pion blanc sur case blanche a2 · Pion blanc sur case noire b2 · Pion blanc sur case blanche c2 · Pion blanc sur case noire d2 · Pion blanc sur case blanche e2 · Pion blanc sur case noire f2 · Tour blanche sur case noire a1 · Fou blanc sur case blanche b1 · Dame blanche sur case noire c1 · Roi blanc sur case blanche d1 · Fou blanc sur case noire e1 · Tour blanche sur case blanche f1 | Tour noire sur case blanche a6 · Fou noir sur case noire b6 · Dame noire sur case blanche c6 · Roi noir sur case noire d6 · Fou noir sur case blanche e6 · Tour noire sur case noire f6 · Pion noir sur case noire a5 · Pion noir sur case blanche b5 · Pion noir sur case noire c5 · Pion noir sur case blanche d5 · Pion noir sur case noire e5 · Pion noir sur case blanche f5 · Case blanche a4 vide · Case noire b4 vide · Case blanche c4 vide · Case noire d4 vide · Case blanche e4 vide · Case noire f4 vide · Case noire a3 vide · Case blanche b3 vide · Case noire c3 vide · Case blanche d3 vide · Case noire e3 vide · Case blanche f3 vide · Pion blanc sur case blanche a2 · Pion blanc sur case noire b2 · Pion blanc sur case blanche c2 · Pion blanc sur case noire d2 · Pion blanc sur case blanche e2 · Pion blanc sur case noire f2 · Tour blanche sur case noire a1 · Fou blanc sur case blanche b1 · Dame blanche sur case noire c1 · Roi blanc sur case blanche d1 · Fou blanc sur case noire e1 · Tour blanche sur case blanche f1 | 5 |
| 4 | Tour noire sur case blanche a6 · Fou noir sur case noire b6 · Dame noire sur case blanche c6 · Roi noir sur case noire d6 · Fou noir sur case blanche e6 · Tour noire sur case noire f6 · Pion noir sur case noire a5 · Pion noir sur case blanche b5 · Pion noir sur case noire c5 · Pion noir sur case blanche d5 · Pion noir sur case noire e5 · Pion noir sur case blanche f5 · Case blanche a4 vide · Case noire b4 vide · Case blanche c4 vide · Case noire d4 vide · Case blanche e4 vide · Case noire f4 vide · Case noire a3 vide · Case blanche b3 vide · Case noire c3 vide · Case blanche d3 vide · Case noire e3 vide · Case blanche f3 vide · Pion blanc sur case blanche a2 · Pion blanc sur case noire b2 · Pion blanc sur case blanche c2 · Pion blanc sur case noire d2 · Pion blanc sur case blanche e2 · Pion blanc sur case noire f2 · Tour blanche sur case noire a1 · Fou blanc sur case blanche b1 · Dame blanche sur case noire c1 · Roi blanc sur case blanche d1 · Fou blanc sur case noire e1 · Tour blanche sur case blanche f1 | Tour noire sur case blanche a6 · Fou noir sur case noire b6 · Dame noire sur case blanche c6 · Roi noir sur case noire d6 · Fou noir sur case blanche e6 · Tour noire sur case noire f6 · Pion noir sur case noire a5 · Pion noir sur case blanche b5 · Pion noir sur case noire c5 · Pion noir sur case blanche d5 · Pion noir sur case noire e5 · Pion noir sur case blanche f5 · Case blanche a4 vide · Case noire b4 vide · Case blanche c4 vide · Case noire d4 vide · Case blanche e4 vide · Case noire f4 vide · Case noire a3 vide · Case blanche b3 vide · Case noire c3 vide · Case blanche d3 vide · Case noire e3 vide · Case blanche f3 vide · Pion blanc sur case blanche a2 · Pion blanc sur case noire b2 · Pion blanc sur case blanche c2 · Pion blanc sur case noire d2 · Pion blanc sur case blanche e2 · Pion blanc sur case noire f2 · Tour blanche sur case noire a1 · Fou blanc sur case blanche b1 · Dame blanche sur case noire c1 · Roi blanc sur case blanche d1 · Fou blanc sur case noire e1 · Tour blanche sur case blanche f1 | Tour noire sur case blanche a6 · Fou noir sur case noire b6 · Dame noire sur case blanche c6 · Roi noir sur case noire d6 · Fou noir sur case blanche e6 · Tour noire sur case noire f6 · Pion noir sur case noire a5 · Pion noir sur case blanche b5 · Pion noir sur case noire c5 · Pion noir sur case blanche d5 · Pion noir sur case noire e5 · Pion noir sur case blanche f5 · Case blanche a4 vide · Case noire b4 vide · Case blanche c4 vide · Case noire d4 vide · Case blanche e4 vide · Case noire f4 vide · Case noire a3 vide · Case blanche b3 vide · Case noire c3 vide · Case blanche d3 vide · Case noire e3 vide · Case blanche f3 vide · Pion blanc sur case blanche a2 · Pion blanc sur case noire b2 · Pion blanc sur case blanche c2 · Pion blanc sur case noire d2 · Pion blanc sur case blanche e2 · Pion blanc sur case noire f2 · Tour blanche sur case noire a1 · Fou blanc sur case blanche b1 · Dame blanche sur case noire c1 · Roi blanc sur case blanche d1 · Fou blanc sur case noire e1 · Tour blanche sur case blanche f1 | Tour noire sur case blanche a6 · Fou noir sur case noire b6 · Dame noire sur case blanche c6 · Roi noir sur case noire d6 · Fou noir sur case blanche e6 · Tour noire sur case noire f6 · Pion noir sur case noire a5 · Pion noir sur case blanche b5 · Pion noir sur case noire c5 · Pion noir sur case blanche d5 · Pion noir sur case noire e5 · Pion noir sur case blanche f5 · Case blanche a4 vide · Case noire b4 vide · Case blanche c4 vide · Case noire d4 vide · Case blanche e4 vide · Case noire f4 vide · Case noire a3 vide · Case blanche b3 vide · Case noire c3 vide · Case blanche d3 vide · Case noire e3 vide · Case blanche f3 vide · Pion blanc sur case blanche a2 · Pion blanc sur case noire b2 · Pion blanc sur case blanche c2 · Pion blanc sur case noire d2 · Pion blanc sur case blanche e2 · Pion blanc sur case noire f2 · Tour blanche sur case noire a1 · Fou blanc sur case blanche b1 · Dame blanche sur case noire c1 · Roi blanc sur case blanche d1 · Fou blanc sur case noire e1 · Tour blanche sur case blanche f1 | Tour noire sur case blanche a6 · Fou noir sur case noire b6 · Dame noire sur case blanche c6 · Roi noir sur case noire d6 · Fou noir sur case blanche e6 · Tour noire sur case noire f6 · Pion noir sur case noire a5 · Pion noir sur case blanche b5 · Pion noir sur case noire c5 · Pion noir sur case blanche d5 · Pion noir sur case noire e5 · Pion noir sur case blanche f5 · Case blanche a4 vide · Case noire b4 vide · Case blanche c4 vide · Case noire d4 vide · Case blanche e4 vide · Case noire f4 vide · Case noire a3 vide · Case blanche b3 vide · Case noire c3 vide · Case blanche d3 vide · Case noire e3 vide · Case blanche f3 vide · Pion blanc sur case blanche a2 · Pion blanc sur case noire b2 · Pion blanc sur case blanche c2 · Pion blanc sur case noire d2 · Pion blanc sur case blanche e2 · Pion blanc sur case noire f2 · Tour blanche sur case noire a1 · Fou blanc sur case blanche b1 · Dame blanche sur case noire c1 · Roi blanc sur case blanche d1 · Fou blanc sur case noire e1 · Tour blanche sur case blanche f1 | Tour noire sur case blanche a6 · Fou noir sur case noire b6 · Dame noire sur case blanche c6 · Roi noir sur case noire d6 · Fou noir sur case blanche e6 · Tour noire sur case noire f6 · Pion noir sur case noire a5 · Pion noir sur case blanche b5 · Pion noir sur case noire c5 · Pion noir sur case blanche d5 · Pion noir sur case noire e5 · Pion noir sur case blanche f5 · Case blanche a4 vide · Case noire b4 vide · Case blanche c4 vide · Case noire d4 vide · Case blanche e4 vide · Case noire f4 vide · Case noire a3 vide · Case blanche b3 vide · Case noire c3 vide · Case blanche d3 vide · Case noire e3 vide · Case blanche f3 vide · Pion blanc sur case blanche a2 · Pion blanc sur case noire b2 · Pion blanc sur case blanche c2 · Pion blanc sur case noire d2 · Pion blanc sur case blanche e2 · Pion blanc sur case noire f2 · Tour blanche sur case noire a1 · Fou blanc sur case blanche b1 · Dame blanche sur case noire c1 · Roi blanc sur case blanche d1 · Fou blanc sur case noire e1 · Tour blanche sur case blanche f1 | 4 |
| 3 | Tour noire sur case blanche a6 · Fou noir sur case noire b6 · Dame noire sur case blanche c6 · Roi noir sur case noire d6 · Fou noir sur case blanche e6 · Tour noire sur case noire f6 · Pion noir sur case noire a5 · Pion noir sur case blanche b5 · Pion noir sur case noire c5 · Pion noir sur case blanche d5 · Pion noir sur case noire e5 · Pion noir sur case blanche f5 · Case blanche a4 vide · Case noire b4 vide · Case blanche c4 vide · Case noire d4 vide · Case blanche e4 vide · Case noire f4 vide · Case noire a3 vide · Case blanche b3 vide · Case noire c3 vide · Case blanche d3 vide · Case noire e3 vide · Case blanche f3 vide · Pion blanc sur case blanche a2 · Pion blanc sur case noire b2 · Pion blanc sur case blanche c2 · Pion blanc sur case noire d2 · Pion blanc sur case blanche e2 · Pion blanc sur case noire f2 · Tour blanche sur case noire a1 · Fou blanc sur case blanche b1 · Dame blanche sur case noire c1 · Roi blanc sur case blanche d1 · Fou blanc sur case noire e1 · Tour blanche sur case blanche f1 | Tour noire sur case blanche a6 · Fou noir sur case noire b6 · Dame noire sur case blanche c6 · Roi noir sur case noire d6 · Fou noir sur case blanche e6 · Tour noire sur case noire f6 · Pion noir sur case noire a5 · Pion noir sur case blanche b5 · Pion noir sur case noire c5 · Pion noir sur case blanche d5 · Pion noir sur case noire e5 · Pion noir sur case blanche f5 · Case blanche a4 vide · Case noire b4 vide · Case blanche c4 vide · Case noire d4 vide · Case blanche e4 vide · Case noire f4 vide · Case noire a3 vide · Case blanche b3 vide · Case noire c3 vide · Case blanche d3 vide · Case noire e3 vide · Case blanche f3 vide · Pion blanc sur case blanche a2 · Pion blanc sur case noire b2 · Pion blanc sur case blanche c2 · Pion blanc sur case noire d2 · Pion blanc sur case blanche e2 · Pion blanc sur case noire f2 · Tour blanche sur case noire a1 · Fou blanc sur case blanche b1 · Dame blanche sur case noire c1 · Roi blanc sur case blanche d1 · Fou blanc sur case noire e1 · Tour blanche sur case blanche f1 | Tour noire sur case blanche a6 · Fou noir sur case noire b6 · Dame noire sur case blanche c6 · Roi noir sur case noire d6 · Fou noir sur case blanche e6 · Tour noire sur case noire f6 · Pion noir sur case noire a5 · Pion noir sur case blanche b5 · Pion noir sur case noire c5 · Pion noir sur case blanche d5 · Pion noir sur case noire e5 · Pion noir sur case blanche f5 · Case blanche a4 vide · Case noire b4 vide · Case blanche c4 vide · Case noire d4 vide · Case blanche e4 vide · Case noire f4 vide · Case noire a3 vide · Case blanche b3 vide · Case noire c3 vide · Case blanche d3 vide · Case noire e3 vide · Case blanche f3 vide · Pion blanc sur case blanche a2 · Pion blanc sur case noire b2 · Pion blanc sur case blanche c2 · Pion blanc sur case noire d2 · Pion blanc sur case blanche e2 · Pion blanc sur case noire f2 · Tour blanche sur case noire a1 · Fou blanc sur case blanche b1 · Dame blanche sur case noire c1 · Roi blanc sur case blanche d1 · Fou blanc sur case noire e1 · Tour blanche sur case blanche f1 | Tour noire sur case blanche a6 · Fou noir sur case noire b6 · Dame noire sur case blanche c6 · Roi noir sur case noire d6 · Fou noir sur case blanche e6 · Tour noire sur case noire f6 · Pion noir sur case noire a5 · Pion noir sur case blanche b5 · Pion noir sur case noire c5 · Pion noir sur case blanche d5 · Pion noir sur case noire e5 · Pion noir sur case blanche f5 · Case blanche a4 vide · Case noire b4 vide · Case blanche c4 vide · Case noire d4 vide · Case blanche e4 vide · Case noire f4 vide · Case noire a3 vide · Case blanche b3 vide · Case noire c3 vide · Case blanche d3 vide · Case noire e3 vide · Case blanche f3 vide · Pion blanc sur case blanche a2 · Pion blanc sur case noire b2 · Pion blanc sur case blanche c2 · Pion blanc sur case noire d2 · Pion blanc sur case blanche e2 · Pion blanc sur case noire f2 · Tour blanche sur case noire a1 · Fou blanc sur case blanche b1 · Dame blanche sur case noire c1 · Roi blanc sur case blanche d1 · Fou blanc sur case noire e1 · Tour blanche sur case blanche f1 | Tour noire sur case blanche a6 · Fou noir sur case noire b6 · Dame noire sur case blanche c6 · Roi noir sur case noire d6 · Fou noir sur case blanche e6 · Tour noire sur case noire f6 · Pion noir sur case noire a5 · Pion noir sur case blanche b5 · Pion noir sur case noire c5 · Pion noir sur case blanche d5 · Pion noir sur case noire e5 · Pion noir sur case blanche f5 · Case blanche a4 vide · Case noire b4 vide · Case blanche c4 vide · Case noire d4 vide · Case blanche e4 vide · Case noire f4 vide · Case noire a3 vide · Case blanche b3 vide · Case noire c3 vide · Case blanche d3 vide · Case noire e3 vide · Case blanche f3 vide · Pion blanc sur case blanche a2 · Pion blanc sur case noire b2 · Pion blanc sur case blanche c2 · Pion blanc sur case noire d2 · Pion blanc sur case blanche e2 · Pion blanc sur case noire f2 · Tour blanche sur case noire a1 · Fou blanc sur case blanche b1 · Dame blanche sur case noire c1 · Roi blanc sur case blanche d1 · Fou blanc sur case noire e1 · Tour blanche sur case blanche f1 | Tour noire sur case blanche a6 · Fou noir sur case noire b6 · Dame noire sur case blanche c6 · Roi noir sur case noire d6 · Fou noir sur case blanche e6 · Tour noire sur case noire f6 · Pion noir sur case noire a5 · Pion noir sur case blanche b5 · Pion noir sur case noire c5 · Pion noir sur case blanche d5 · Pion noir sur case noire e5 · Pion noir sur case blanche f5 · Case blanche a4 vide · Case noire b4 vide · Case blanche c4 vide · Case noire d4 vide · Case blanche e4 vide · Case noire f4 vide · Case noire a3 vide · Case blanche b3 vide · Case noire c3 vide · Case blanche d3 vide · Case noire e3 vide · Case blanche f3 vide · Pion blanc sur case blanche a2 · Pion blanc sur case noire b2 · Pion blanc sur case blanche c2 · Pion blanc sur case noire d2 · Pion blanc sur case blanche e2 · Pion blanc sur case noire f2 · Tour blanche sur case noire a1 · Fou blanc sur case blanche b1 · Dame blanche sur case noire c1 · Roi blanc sur case blanche d1 · Fou blanc sur case noire e1 · Tour blanche sur case blanche f1 | 3 |
| 2 | Tour noire sur case blanche a6 · Fou noir sur case noire b6 · Dame noire sur case blanche c6 · Roi noir sur case noire d6 · Fou noir sur case blanche e6 · Tour noire sur case noire f6 · Pion noir sur case noire a5 · Pion noir sur case blanche b5 · Pion noir sur case noire c5 · Pion noir sur case blanche d5 · Pion noir sur case noire e5 · Pion noir sur case blanche f5 · Case blanche a4 vide · Case noire b4 vide · Case blanche c4 vide · Case noire d4 vide · Case blanche e4 vide · Case noire f4 vide · Case noire a3 vide · Case blanche b3 vide · Case noire c3 vide · Case blanche d3 vide · Case noire e3 vide · Case blanche f3 vide · Pion blanc sur case blanche a2 · Pion blanc sur case noire b2 · Pion blanc sur case blanche c2 · Pion blanc sur case noire d2 · Pion blanc sur case blanche e2 · Pion blanc sur case noire f2 · Tour blanche sur case noire a1 · Fou blanc sur case blanche b1 · Dame blanche sur case noire c1 · Roi blanc sur case blanche d1 · Fou blanc sur case noire e1 · Tour blanche sur case blanche f1 | Tour noire sur case blanche a6 · Fou noir sur case noire b6 · Dame noire sur case blanche c6 · Roi noir sur case noire d6 · Fou noir sur case blanche e6 · Tour noire sur case noire f6 · Pion noir sur case noire a5 · Pion noir sur case blanche b5 · Pion noir sur case noire c5 · Pion noir sur case blanche d5 · Pion noir sur case noire e5 · Pion noir sur case blanche f5 · Case blanche a4 vide · Case noire b4 vide · Case blanche c4 vide · Case noire d4 vide · Case blanche e4 vide · Case noire f4 vide · Case noire a3 vide · Case blanche b3 vide · Case noire c3 vide · Case blanche d3 vide · Case noire e3 vide · Case blanche f3 vide · Pion blanc sur case blanche a2 · Pion blanc sur case noire b2 · Pion blanc sur case blanche c2 · Pion blanc sur case noire d2 · Pion blanc sur case blanche e2 · Pion blanc sur case noire f2 · Tour blanche sur case noire a1 · Fou blanc sur case blanche b1 · Dame blanche sur case noire c1 · Roi blanc sur case blanche d1 · Fou blanc sur case noire e1 · Tour blanche sur case blanche f1 | Tour noire sur case blanche a6 · Fou noir sur case noire b6 · Dame noire sur case blanche c6 · Roi noir sur case noire d6 · Fou noir sur case blanche e6 · Tour noire sur case noire f6 · Pion noir sur case noire a5 · Pion noir sur case blanche b5 · Pion noir sur case noire c5 · Pion noir sur case blanche d5 · Pion noir sur case noire e5 · Pion noir sur case blanche f5 · Case blanche a4 vide · Case noire b4 vide · Case blanche c4 vide · Case noire d4 vide · Case blanche e4 vide · Case noire f4 vide · Case noire a3 vide · Case blanche b3 vide · Case noire c3 vide · Case blanche d3 vide · Case noire e3 vide · Case blanche f3 vide · Pion blanc sur case blanche a2 · Pion blanc sur case noire b2 · Pion blanc sur case blanche c2 · Pion blanc sur case noire d2 · Pion blanc sur case blanche e2 · Pion blanc sur case noire f2 · Tour blanche sur case noire a1 · Fou blanc sur case blanche b1 · Dame blanche sur case noire c1 · Roi blanc sur case blanche d1 · Fou blanc sur case noire e1 · Tour blanche sur case blanche f1 | Tour noire sur case blanche a6 · Fou noir sur case noire b6 · Dame noire sur case blanche c6 · Roi noir sur case noire d6 · Fou noir sur case blanche e6 · Tour noire sur case noire f6 · Pion noir sur case noire a5 · Pion noir sur case blanche b5 · Pion noir sur case noire c5 · Pion noir sur case blanche d5 · Pion noir sur case noire e5 · Pion noir sur case blanche f5 · Case blanche a4 vide · Case noire b4 vide · Case blanche c4 vide · Case noire d4 vide · Case blanche e4 vide · Case noire f4 vide · Case noire a3 vide · Case blanche b3 vide · Case noire c3 vide · Case blanche d3 vide · Case noire e3 vide · Case blanche f3 vide · Pion blanc sur case blanche a2 · Pion blanc sur case noire b2 · Pion blanc sur case blanche c2 · Pion blanc sur case noire d2 · Pion blanc sur case blanche e2 · Pion blanc sur case noire f2 · Tour blanche sur case noire a1 · Fou blanc sur case blanche b1 · Dame blanche sur case noire c1 · Roi blanc sur case blanche d1 · Fou blanc sur case noire e1 · Tour blanche sur case blanche f1 | Tour noire sur case blanche a6 · Fou noir sur case noire b6 · Dame noire sur case blanche c6 · Roi noir sur case noire d6 · Fou noir sur case blanche e6 · Tour noire sur case noire f6 · Pion noir sur case noire a5 · Pion noir sur case blanche b5 · Pion noir sur case noire c5 · Pion noir sur case blanche d5 · Pion noir sur case noire e5 · Pion noir sur case blanche f5 · Case blanche a4 vide · Case noire b4 vide · Case blanche c4 vide · Case noire d4 vide · Case blanche e4 vide · Case noire f4 vide · Case noire a3 vide · Case blanche b3 vide · Case noire c3 vide · Case blanche d3 vide · Case noire e3 vide · Case blanche f3 vide · Pion blanc sur case blanche a2 · Pion blanc sur case noire b2 · Pion blanc sur case blanche c2 · Pion blanc sur case noire d2 · Pion blanc sur case blanche e2 · Pion blanc sur case noire f2 · Tour blanche sur case noire a1 · Fou blanc sur case blanche b1 · Dame blanche sur case noire c1 · Roi blanc sur case blanche d1 · Fou blanc sur case noire e1 · Tour blanche sur case blanche f1 | Tour noire sur case blanche a6 · Fou noir sur case noire b6 · Dame noire sur case blanche c6 · Roi noir sur case noire d6 · Fou noir sur case blanche e6 · Tour noire sur case noire f6 · Pion noir sur case noire a5 · Pion noir sur case blanche b5 · Pion noir sur case noire c5 · Pion noir sur case blanche d5 · Pion noir sur case noire e5 · Pion noir sur case blanche f5 · Case blanche a4 vide · Case noire b4 vide · Case blanche c4 vide · Case noire d4 vide · Case blanche e4 vide · Case noire f4 vide · Case noire a3 vide · Case blanche b3 vide · Case noire c3 vide · Case blanche d3 vide · Case noire e3 vide · Case blanche f3 vide · Pion blanc sur case blanche a2 · Pion blanc sur case noire b2 · Pion blanc sur case blanche c2 · Pion blanc sur case noire d2 · Pion blanc sur case blanche e2 · Pion blanc sur case noire f2 · Tour blanche sur case noire a1 · Fou blanc sur case blanche b1 · Dame blanche sur case noire c1 · Roi blanc sur case blanche d1 · Fou blanc sur case noire e1 · Tour blanche sur case blanche f1 | 2 |
| 1 | Tour noire sur case blanche a6 · Fou noir sur case noire b6 · Dame noire sur case blanche c6 · Roi noir sur case noire d6 · Fou noir sur case blanche e6 · Tour noire sur case noire f6 · Pion noir sur case noire a5 · Pion noir sur case blanche b5 · Pion noir sur case noire c5 · Pion noir sur case blanche d5 · Pion noir sur case noire e5 · Pion noir sur case blanche f5 · Case blanche a4 vide · Case noire b4 vide · Case blanche c4 vide · Case noire d4 vide · Case blanche e4 vide · Case noire f4 vide · Case noire a3 vide · Case blanche b3 vide · Case noire c3 vide · Case blanche d3 vide · Case noire e3 vide · Case blanche f3 vide · Pion blanc sur case blanche a2 · Pion blanc sur case noire b2 · Pion blanc sur case blanche c2 · Pion blanc sur case noire d2 · Pion blanc sur case blanche e2 · Pion blanc sur case noire f2 · Tour blanche sur case noire a1 · Fou blanc sur case blanche b1 · Dame blanche sur case noire c1 · Roi blanc sur case blanche d1 · Fou blanc sur case noire e1 · Tour blanche sur case blanche f1 | Tour noire sur case blanche a6 · Fou noir sur case noire b6 · Dame noire sur case blanche c6 · Roi noir sur case noire d6 · Fou noir sur case blanche e6 · Tour noire sur case noire f6 · Pion noir sur case noire a5 · Pion noir sur case blanche b5 · Pion noir sur case noire c5 · Pion noir sur case blanche d5 · Pion noir sur case noire e5 · Pion noir sur case blanche f5 · Case blanche a4 vide · Case noire b4 vide · Case blanche c4 vide · Case noire d4 vide · Case blanche e4 vide · Case noire f4 vide · Case noire a3 vide · Case blanche b3 vide · Case noire c3 vide · Case blanche d3 vide · Case noire e3 vide · Case blanche f3 vide · Pion blanc sur case blanche a2 · Pion blanc sur case noire b2 · Pion blanc sur case blanche c2 · Pion blanc sur case noire d2 · Pion blanc sur case blanche e2 · Pion blanc sur case noire f2 · Tour blanche sur case noire a1 · Fou blanc sur case blanche b1 · Dame blanche sur case noire c1 · Roi blanc sur case blanche d1 · Fou blanc sur case noire e1 · Tour blanche sur case blanche f1 | Tour noire sur case blanche a6 · Fou noir sur case noire b6 · Dame noire sur case blanche c6 · Roi noir sur case noire d6 · Fou noir sur case blanche e6 · Tour noire sur case noire f6 · Pion noir sur case noire a5 · Pion noir sur case blanche b5 · Pion noir sur case noire c5 · Pion noir sur case blanche d5 · Pion noir sur case noire e5 · Pion noir sur case blanche f5 · Case blanche a4 vide · Case noire b4 vide · Case blanche c4 vide · Case noire d4 vide · Case blanche e4 vide · Case noire f4 vide · Case noire a3 vide · Case blanche b3 vide · Case noire c3 vide · Case blanche d3 vide · Case noire e3 vide · Case blanche f3 vide · Pion blanc sur case blanche a2 · Pion blanc sur case noire b2 · Pion blanc sur case blanche c2 · Pion blanc sur case noire d2 · Pion blanc sur case blanche e2 · Pion blanc sur case noire f2 · Tour blanche sur case noire a1 · Fou blanc sur case blanche b1 · Dame blanche sur case noire c1 · Roi blanc sur case blanche d1 · Fou blanc sur case noire e1 · Tour blanche sur case blanche f1 | Tour noire sur case blanche a6 · Fou noir sur case noire b6 · Dame noire sur case blanche c6 · Roi noir sur case noire d6 · Fou noir sur case blanche e6 · Tour noire sur case noire f6 · Pion noir sur case noire a5 · Pion noir sur case blanche b5 · Pion noir sur case noire c5 · Pion noir sur case blanche d5 · Pion noir sur case noire e5 · Pion noir sur case blanche f5 · Case blanche a4 vide · Case noire b4 vide · Case blanche c4 vide · Case noire d4 vide · Case blanche e4 vide · Case noire f4 vide · Case noire a3 vide · Case blanche b3 vide · Case noire c3 vide · Case blanche d3 vide · Case noire e3 vide · Case blanche f3 vide · Pion blanc sur case blanche a2 · Pion blanc sur case noire b2 · Pion blanc sur case blanche c2 · Pion blanc sur case noire d2 · Pion blanc sur case blanche e2 · Pion blanc sur case noire f2 · Tour blanche sur case noire a1 · Fou blanc sur case blanche b1 · Dame blanche sur case noire c1 · Roi blanc sur case blanche d1 · Fou blanc sur case noire e1 · Tour blanche sur case blanche f1 | Tour noire sur case blanche a6 · Fou noir sur case noire b6 · Dame noire sur case blanche c6 · Roi noir sur case noire d6 · Fou noir sur case blanche e6 · Tour noire sur case noire f6 · Pion noir sur case noire a5 · Pion noir sur case blanche b5 · Pion noir sur case noire c5 · Pion noir sur case blanche d5 · Pion noir sur case noire e5 · Pion noir sur case blanche f5 · Case blanche a4 vide · Case noire b4 vide · Case blanche c4 vide · Case noire d4 vide · Case blanche e4 vide · Case noire f4 vide · Case noire a3 vide · Case blanche b3 vide · Case noire c3 vide · Case blanche d3 vide · Case noire e3 vide · Case blanche f3 vide · Pion blanc sur case blanche a2 · Pion blanc sur case noire b2 · Pion blanc sur case blanche c2 · Pion blanc sur case noire d2 · Pion blanc sur case blanche e2 · Pion blanc sur case noire f2 · Tour blanche sur case noire a1 · Fou blanc sur case blanche b1 · Dame blanche sur case noire c1 · Roi blanc sur case blanche d1 · Fou blanc sur case noire e1 · Tour blanche sur case blanche f1 | Tour noire sur case blanche a6 · Fou noir sur case noire b6 · Dame noire sur case blanche c6 · Roi noir sur case noire d6 · Fou noir sur case blanche e6 · Tour noire sur case noire f6 · Pion noir sur case noire a5 · Pion noir sur case blanche b5 · Pion noir sur case noire c5 · Pion noir sur case blanche d5 · Pion noir sur case noire e5 · Pion noir sur case blanche f5 · Case blanche a4 vide · Case noire b4 vide · Case blanche c4 vide · Case noire d4 vide · Case blanche e4 vide · Case noire f4 vide · Case noire a3 vide · Case blanche b3 vide · Case noire c3 vide · Case blanche d3 vide · Case noire e3 vide · Case blanche f3 vide · Pion blanc sur case blanche a2 · Pion blanc sur case noire b2 · Pion blanc sur case blanche c2 · Pion blanc sur case noire d2 · Pion blanc sur case blanche e2 · Pion blanc sur case noire f2 · Tour blanche sur case noire a1 · Fou blanc sur case blanche b1 · Dame blanche sur case noire c1 · Roi blanc sur case blanche d1 · Fou blanc sur case noire e1 · Tour blanche sur case blanche f1 | 1 |
|   | a | b | c | d | e | f |   |

|   | a | b | c | d | e | f |   |
| 6 | Tour noire sur case blanche a6 · Fou noir sur case noire b6 · Dame noire sur case blanche c6 · Roi noir sur case noire d6 · Fou noir sur case blanche e6 · Tour noire sur case noire f6 · Pion noir sur case noire a5 · Pion noir sur case blanche b5 · Pion noir sur case noire c5 · Pion noir sur case blanche d5 · Pion noir sur case noire e5 · Pion noir sur case blanche f5 · Case blanche a4 vide · Case noire b4 vide · Case blanche c4 vide · Case noire d4 vide · Case blanche e4 vide · Case noire f4 vide · Case noire a3 vide · Case blanche b3 vide · Case noire c3 vide · Case blanche d3 vide · Case noire e3 vide · Case blanche f3 vide · Pion blanc sur case blanche a2 · Pion blanc sur case noire b2 · Pion blanc sur case blanche c2 · Pion blanc sur case noire d2 · Pion blanc sur case blanche e2 · Pion blanc sur case noire f2 · Tour blanche sur case noire a1 · Cavalier blanc sur case blanche b1 · Dame blanche sur case noire c1 · Roi blanc sur case blanche d1 · Cavalier blanc sur case noire e1 · Tour blanche sur case blanche f1 | Tour noire sur case blanche a6 · Fou noir sur case noire b6 · Dame noire sur case blanche c6 · Roi noir sur case noire d6 · Fou noir sur case blanche e6 · Tour noire sur case noire f6 · Pion noir sur case noire a5 · Pion noir sur case blanche b5 · Pion noir sur case noire c5 · Pion noir sur case blanche d5 · Pion noir sur case noire e5 · Pion noir sur case blanche f5 · Case blanche a4 vide · Case noire b4 vide · Case blanche c4 vide · Case noire d4 vide · Case blanche e4 vide · Case noire f4 vide · Case noire a3 vide · Case blanche b3 vide · Case noire c3 vide · Case blanche d3 vide · Case noire e3 vide · Case blanche f3 vide · Pion blanc sur case blanche a2 · Pion blanc sur case noire b2 · Pion blanc sur case blanche c2 · Pion blanc sur case noire d2 · Pion blanc sur case blanche e2 · Pion blanc sur case noire f2 · Tour blanche sur case noire a1 · Cavalier blanc sur case blanche b1 · Dame blanche sur case noire c1 · Roi blanc sur case blanche d1 · Cavalier blanc sur case noire e1 · Tour blanche sur case blanche f1 | Tour noire sur case blanche a6 · Fou noir sur case noire b6 · Dame noire sur case blanche c6 · Roi noir sur case noire d6 · Fou noir sur case blanche e6 · Tour noire sur case noire f6 · Pion noir sur case noire a5 · Pion noir sur case blanche b5 · Pion noir sur case noire c5 · Pion noir sur case blanche d5 · Pion noir sur case noire e5 · Pion noir sur case blanche f5 · Case blanche a4 vide · Case noire b4 vide · Case blanche c4 vide · Case noire d4 vide · Case blanche e4 vide · Case noire f4 vide · Case noire a3 vide · Case blanche b3 vide · Case noire c3 vide · Case blanche d3 vide · Case noire e3 vide · Case blanche f3 vide · Pion blanc sur case blanche a2 · Pion blanc sur case noire b2 · Pion blanc sur case blanche c2 · Pion blanc sur case noire d2 · Pion blanc sur case blanche e2 · Pion blanc sur case noire f2 · Tour blanche sur case noire a1 · Cavalier blanc sur case blanche b1 · Dame blanche sur case noire c1 · Roi blanc sur case blanche d1 · Cavalier blanc sur case noire e1 · Tour blanche sur case blanche f1 | Tour noire sur case blanche a6 · Fou noir sur case noire b6 · Dame noire sur case blanche c6 · Roi noir sur case noire d6 · Fou noir sur case blanche e6 · Tour noire sur case noire f6 · Pion noir sur case noire a5 · Pion noir sur case blanche b5 · Pion noir sur case noire c5 · Pion noir sur case blanche d5 · Pion noir sur case noire e5 · Pion noir sur case blanche f5 · Case blanche a4 vide · Case noire b4 vide · Case blanche c4 vide · Case noire d4 vide · Case blanche e4 vide · Case noire f4 vide · Case noire a3 vide · Case blanche b3 vide · Case noire c3 vide · Case blanche d3 vide · Case noire e3 vide · Case blanche f3 vide · Pion blanc sur case blanche a2 · Pion blanc sur case noire b2 · Pion blanc sur case blanche c2 · Pion blanc sur case noire d2 · Pion blanc sur case blanche e2 · Pion blanc sur case noire f2 · Tour blanche sur case noire a1 · Cavalier blanc sur case blanche b1 · Dame blanche sur case noire c1 · Roi blanc sur case blanche d1 · Cavalier blanc sur case noire e1 · Tour blanche sur case blanche f1 | Tour noire sur case blanche a6 · Fou noir sur case noire b6 · Dame noire sur case blanche c6 · Roi noir sur case noire d6 · Fou noir sur case blanche e6 · Tour noire sur case noire f6 · Pion noir sur case noire a5 · Pion noir sur case blanche b5 · Pion noir sur case noire c5 · Pion noir sur case blanche d5 · Pion noir sur case noire e5 · Pion noir sur case blanche f5 · Case blanche a4 vide · Case noire b4 vide · Case blanche c4 vide · Case noire d4 vide · Case blanche e4 vide · Case noire f4 vide · Case noire a3 vide · Case blanche b3 vide · Case noire c3 vide · Case blanche d3 vide · Case noire e3 vide · Case blanche f3 vide · Pion blanc sur case blanche a2 · Pion blanc sur case noire b2 · Pion blanc sur case blanche c2 · Pion blanc sur case noire d2 · Pion blanc sur case blanche e2 · Pion blanc sur case noire f2 · Tour blanche sur case noire a1 · Cavalier blanc sur case blanche b1 · Dame blanche sur case noire c1 · Roi blanc sur case blanche d1 · Cavalier blanc sur case noire e1 · Tour blanche sur case blanche f1 | Tour noire sur case blanche a6 · Fou noir sur case noire b6 · Dame noire sur case blanche c6 · Roi noir sur case noire d6 · Fou noir sur case blanche e6 · Tour noire sur case noire f6 · Pion noir sur case noire a5 · Pion noir sur case blanche b5 · Pion noir sur case noire c5 · Pion noir sur case blanche d5 · Pion noir sur case noire e5 · Pion noir sur case blanche f5 · Case blanche a4 vide · Case noire b4 vide · Case blanche c4 vide · Case noire d4 vide · Case blanche e4 vide · Case noire f4 vide · Case noire a3 vide · Case blanche b3 vide · Case noire c3 vide · Case blanche d3 vide · Case noire e3 vide · Case blanche f3 vide · Pion blanc sur case blanche a2 · Pion blanc sur case noire b2 · Pion blanc sur case blanche c2 · Pion blanc sur case noire d2 · Pion blanc sur case blanche e2 · Pion blanc sur case noire f2 · Tour blanche sur case noire a1 · Cavalier blanc sur case blanche b1 · Dame blanche sur case noire c1 · Roi blanc sur case blanche d1 · Cavalier blanc sur case noire e1 · Tour blanche sur case blanche f1 | 6 |
| 5 | Tour noire sur case blanche a6 · Fou noir sur case noire b6 · Dame noire sur case blanche c6 · Roi noir sur case noire d6 · Fou noir sur case blanche e6 · Tour noire sur case noire f6 · Pion noir sur case noire a5 · Pion noir sur case blanche b5 · Pion noir sur case noire c5 · Pion noir sur case blanche d5 · Pion noir sur case noire e5 · Pion noir sur case blanche f5 · Case blanche a4 vide · Case noire b4 vide · Case blanche c4 vide · Case noire d4 vide · Case blanche e4 vide · Case noire f4 vide · Case noire a3 vide · Case blanche b3 vide · Case noire c3 vide · Case blanche d3 vide · Case noire e3 vide · Case blanche f3 vide · Pion blanc sur case blanche a2 · Pion blanc sur case noire b2 · Pion blanc sur case blanche c2 · Pion blanc sur case noire d2 · Pion blanc sur case blanche e2 · Pion blanc sur case noire f2 · Tour blanche sur case noire a1 · Cavalier blanc sur case blanche b1 · Dame blanche sur case noire c1 · Roi blanc sur case blanche d1 · Cavalier blanc sur case noire e1 · Tour blanche sur case blanche f1 | Tour noire sur case blanche a6 · Fou noir sur case noire b6 · Dame noire sur case blanche c6 · Roi noir sur case noire d6 · Fou noir sur case blanche e6 · Tour noire sur case noire f6 · Pion noir sur case noire a5 · Pion noir sur case blanche b5 · Pion noir sur case noire c5 · Pion noir sur case blanche d5 · Pion noir sur case noire e5 · Pion noir sur case blanche f5 · Case blanche a4 vide · Case noire b4 vide · Case blanche c4 vide · Case noire d4 vide · Case blanche e4 vide · Case noire f4 vide · Case noire a3 vide · Case blanche b3 vide · Case noire c3 vide · Case blanche d3 vide · Case noire e3 vide · Case blanche f3 vide · Pion blanc sur case blanche a2 · Pion blanc sur case noire b2 · Pion blanc sur case blanche c2 · Pion blanc sur case noire d2 · Pion blanc sur case blanche e2 · Pion blanc sur case noire f2 · Tour blanche sur case noire a1 · Cavalier blanc sur case blanche b1 · Dame blanche sur case noire c1 · Roi blanc sur case blanche d1 · Cavalier blanc sur case noire e1 · Tour blanche sur case blanche f1 | Tour noire sur case blanche a6 · Fou noir sur case noire b6 · Dame noire sur case blanche c6 · Roi noir sur case noire d6 · Fou noir sur case blanche e6 · Tour noire sur case noire f6 · Pion noir sur case noire a5 · Pion noir sur case blanche b5 · Pion noir sur case noire c5 · Pion noir sur case blanche d5 · Pion noir sur case noire e5 · Pion noir sur case blanche f5 · Case blanche a4 vide · Case noire b4 vide · Case blanche c4 vide · Case noire d4 vide · Case blanche e4 vide · Case noire f4 vide · Case noire a3 vide · Case blanche b3 vide · Case noire c3 vide · Case blanche d3 vide · Case noire e3 vide · Case blanche f3 vide · Pion blanc sur case blanche a2 · Pion blanc sur case noire b2 · Pion blanc sur case blanche c2 · Pion blanc sur case noire d2 · Pion blanc sur case blanche e2 · Pion blanc sur case noire f2 · Tour blanche sur case noire a1 · Cavalier blanc sur case blanche b1 · Dame blanche sur case noire c1 · Roi blanc sur case blanche d1 · Cavalier blanc sur case noire e1 · Tour blanche sur case blanche f1 | Tour noire sur case blanche a6 · Fou noir sur case noire b6 · Dame noire sur case blanche c6 · Roi noir sur case noire d6 · Fou noir sur case blanche e6 · Tour noire sur case noire f6 · Pion noir sur case noire a5 · Pion noir sur case blanche b5 · Pion noir sur case noire c5 · Pion noir sur case blanche d5 · Pion noir sur case noire e5 · Pion noir sur case blanche f5 · Case blanche a4 vide · Case noire b4 vide · Case blanche c4 vide · Case noire d4 vide · Case blanche e4 vide · Case noire f4 vide · Case noire a3 vide · Case blanche b3 vide · Case noire c3 vide · Case blanche d3 vide · Case noire e3 vide · Case blanche f3 vide · Pion blanc sur case blanche a2 · Pion blanc sur case noire b2 · Pion blanc sur case blanche c2 · Pion blanc sur case noire d2 · Pion blanc sur case blanche e2 · Pion blanc sur case noire f2 · Tour blanche sur case noire a1 · Cavalier blanc sur case blanche b1 · Dame blanche sur case noire c1 · Roi blanc sur case blanche d1 · Cavalier blanc sur case noire e1 · Tour blanche sur case blanche f1 | Tour noire sur case blanche a6 · Fou noir sur case noire b6 · Dame noire sur case blanche c6 · Roi noir sur case noire d6 · Fou noir sur case blanche e6 · Tour noire sur case noire f6 · Pion noir sur case noire a5 · Pion noir sur case blanche b5 · Pion noir sur case noire c5 · Pion noir sur case blanche d5 · Pion noir sur case noire e5 · Pion noir sur case blanche f5 · Case blanche a4 vide · Case noire b4 vide · Case blanche c4 vide · Case noire d4 vide · Case blanche e4 vide · Case noire f4 vide · Case noire a3 vide · Case blanche b3 vide · Case noire c3 vide · Case blanche d3 vide · Case noire e3 vide · Case blanche f3 vide · Pion blanc sur case blanche a2 · Pion blanc sur case noire b2 · Pion blanc sur case blanche c2 · Pion blanc sur case noire d2 · Pion blanc sur case blanche e2 · Pion blanc sur case noire f2 · Tour blanche sur case noire a1 · Cavalier blanc sur case blanche b1 · Dame blanche sur case noire c1 · Roi blanc sur case blanche d1 · Cavalier blanc sur case noire e1 · Tour blanche sur case blanche f1 | Tour noire sur case blanche a6 · Fou noir sur case noire b6 · Dame noire sur case blanche c6 · Roi noir sur case noire d6 · Fou noir sur case blanche e6 · Tour noire sur case noire f6 · Pion noir sur case noire a5 · Pion noir sur case blanche b5 · Pion noir sur case noire c5 · Pion noir sur case blanche d5 · Pion noir sur case noire e5 · Pion noir sur case blanche f5 · Case blanche a4 vide · Case noire b4 vide · Case blanche c4 vide · Case noire d4 vide · Case blanche e4 vide · Case noire f4 vide · Case noire a3 vide · Case blanche b3 vide · Case noire c3 vide · Case blanche d3 vide · Case noire e3 vide · Case blanche f3 vide · Pion blanc sur case blanche a2 · Pion blanc sur case noire b2 · Pion blanc sur case blanche c2 · Pion blanc sur case noire d2 · Pion blanc sur case blanche e2 · Pion blanc sur case noire f2 · Tour blanche sur case noire a1 · Cavalier blanc sur case blanche b1 · Dame blanche sur case noire c1 · Roi blanc sur case blanche d1 · Cavalier blanc sur case noire e1 · Tour blanche sur case blanche f1 | 5 |
| 4 | Tour noire sur case blanche a6 · Fou noir sur case noire b6 · Dame noire sur case blanche c6 · Roi noir sur case noire d6 · Fou noir sur case blanche e6 · Tour noire sur case noire f6 · Pion noir sur case noire a5 · Pion noir sur case blanche b5 · Pion noir sur case noire c5 · Pion noir sur case blanche d5 · Pion noir sur case noire e5 · Pion noir sur case blanche f5 · Case blanche a4 vide · Case noire b4 vide · Case blanche c4 vide · Case noire d4 vide · Case blanche e4 vide · Case noire f4 vide · Case noire a3 vide · Case blanche b3 vide · Case noire c3 vide · Case blanche d3 vide · Case noire e3 vide · Case blanche f3 vide · Pion blanc sur case blanche a2 · Pion blanc sur case noire b2 · Pion blanc sur case blanche c2 · Pion blanc sur case noire d2 · Pion blanc sur case blanche e2 · Pion blanc sur case noire f2 · Tour blanche sur case noire a1 · Cavalier blanc sur case blanche b1 · Dame blanche sur case noire c1 · Roi blanc sur case blanche d1 · Cavalier blanc sur case noire e1 · Tour blanche sur case blanche f1 | Tour noire sur case blanche a6 · Fou noir sur case noire b6 · Dame noire sur case blanche c6 · Roi noir sur case noire d6 · Fou noir sur case blanche e6 · Tour noire sur case noire f6 · Pion noir sur case noire a5 · Pion noir sur case blanche b5 · Pion noir sur case noire c5 · Pion noir sur case blanche d5 · Pion noir sur case noire e5 · Pion noir sur case blanche f5 · Case blanche a4 vide · Case noire b4 vide · Case blanche c4 vide · Case noire d4 vide · Case blanche e4 vide · Case noire f4 vide · Case noire a3 vide · Case blanche b3 vide · Case noire c3 vide · Case blanche d3 vide · Case noire e3 vide · Case blanche f3 vide · Pion blanc sur case blanche a2 · Pion blanc sur case noire b2 · Pion blanc sur case blanche c2 · Pion blanc sur case noire d2 · Pion blanc sur case blanche e2 · Pion blanc sur case noire f2 · Tour blanche sur case noire a1 · Cavalier blanc sur case blanche b1 · Dame blanche sur case noire c1 · Roi blanc sur case blanche d1 · Cavalier blanc sur case noire e1 · Tour blanche sur case blanche f1 | Tour noire sur case blanche a6 · Fou noir sur case noire b6 · Dame noire sur case blanche c6 · Roi noir sur case noire d6 · Fou noir sur case blanche e6 · Tour noire sur case noire f6 · Pion noir sur case noire a5 · Pion noir sur case blanche b5 · Pion noir sur case noire c5 · Pion noir sur case blanche d5 · Pion noir sur case noire e5 · Pion noir sur case blanche f5 · Case blanche a4 vide · Case noire b4 vide · Case blanche c4 vide · Case noire d4 vide · Case blanche e4 vide · Case noire f4 vide · Case noire a3 vide · Case blanche b3 vide · Case noire c3 vide · Case blanche d3 vide · Case noire e3 vide · Case blanche f3 vide · Pion blanc sur case blanche a2 · Pion blanc sur case noire b2 · Pion blanc sur case blanche c2 · Pion blanc sur case noire d2 · Pion blanc sur case blanche e2 · Pion blanc sur case noire f2 · Tour blanche sur case noire a1 · Cavalier blanc sur case blanche b1 · Dame blanche sur case noire c1 · Roi blanc sur case blanche d1 · Cavalier blanc sur case noire e1 · Tour blanche sur case blanche f1 | Tour noire sur case blanche a6 · Fou noir sur case noire b6 · Dame noire sur case blanche c6 · Roi noir sur case noire d6 · Fou noir sur case blanche e6 · Tour noire sur case noire f6 · Pion noir sur case noire a5 · Pion noir sur case blanche b5 · Pion noir sur case noire c5 · Pion noir sur case blanche d5 · Pion noir sur case noire e5 · Pion noir sur case blanche f5 · Case blanche a4 vide · Case noire b4 vide · Case blanche c4 vide · Case noire d4 vide · Case blanche e4 vide · Case noire f4 vide · Case noire a3 vide · Case blanche b3 vide · Case noire c3 vide · Case blanche d3 vide · Case noire e3 vide · Case blanche f3 vide · Pion blanc sur case blanche a2 · Pion blanc sur case noire b2 · Pion blanc sur case blanche c2 · Pion blanc sur case noire d2 · Pion blanc sur case blanche e2 · Pion blanc sur case noire f2 · Tour blanche sur case noire a1 · Cavalier blanc sur case blanche b1 · Dame blanche sur case noire c1 · Roi blanc sur case blanche d1 · Cavalier blanc sur case noire e1 · Tour blanche sur case blanche f1 | Tour noire sur case blanche a6 · Fou noir sur case noire b6 · Dame noire sur case blanche c6 · Roi noir sur case noire d6 · Fou noir sur case blanche e6 · Tour noire sur case noire f6 · Pion noir sur case noire a5 · Pion noir sur case blanche b5 · Pion noir sur case noire c5 · Pion noir sur case blanche d5 · Pion noir sur case noire e5 · Pion noir sur case blanche f5 · Case blanche a4 vide · Case noire b4 vide · Case blanche c4 vide · Case noire d4 vide · Case blanche e4 vide · Case noire f4 vide · Case noire a3 vide · Case blanche b3 vide · Case noire c3 vide · Case blanche d3 vide · Case noire e3 vide · Case blanche f3 vide · Pion blanc sur case blanche a2 · Pion blanc sur case noire b2 · Pion blanc sur case blanche c2 · Pion blanc sur case noire d2 · Pion blanc sur case blanche e2 · Pion blanc sur case noire f2 · Tour blanche sur case noire a1 · Cavalier blanc sur case blanche b1 · Dame blanche sur case noire c1 · Roi blanc sur case blanche d1 · Cavalier blanc sur case noire e1 · Tour blanche sur case blanche f1 | Tour noire sur case blanche a6 · Fou noir sur case noire b6 · Dame noire sur case blanche c6 · Roi noir sur case noire d6 · Fou noir sur case blanche e6 · Tour noire sur case noire f6 · Pion noir sur case noire a5 · Pion noir sur case blanche b5 · Pion noir sur case noire c5 · Pion noir sur case blanche d5 · Pion noir sur case noire e5 · Pion noir sur case blanche f5 · Case blanche a4 vide · Case noire b4 vide · Case blanche c4 vide · Case noire d4 vide · Case blanche e4 vide · Case noire f4 vide · Case noire a3 vide · Case blanche b3 vide · Case noire c3 vide · Case blanche d3 vide · Case noire e3 vide · Case blanche f3 vide · Pion blanc sur case blanche a2 · Pion blanc sur case noire b2 · Pion blanc sur case blanche c2 · Pion blanc sur case noire d2 · Pion blanc sur case blanche e2 · Pion blanc sur case noire f2 · Tour blanche sur case noire a1 · Cavalier blanc sur case blanche b1 · Dame blanche sur case noire c1 · Roi blanc sur case blanche d1 · Cavalier blanc sur case noire e1 · Tour blanche sur case blanche f1 | 4 |
| 3 | Tour noire sur case blanche a6 · Fou noir sur case noire b6 · Dame noire sur case blanche c6 · Roi noir sur case noire d6 · Fou noir sur case blanche e6 · Tour noire sur case noire f6 · Pion noir sur case noire a5 · Pion noir sur case blanche b5 · Pion noir sur case noire c5 · Pion noir sur case blanche d5 · Pion noir sur case noire e5 · Pion noir sur case blanche f5 · Case blanche a4 vide · Case noire b4 vide · Case blanche c4 vide · Case noire d4 vide · Case blanche e4 vide · Case noire f4 vide · Case noire a3 vide · Case blanche b3 vide · Case noire c3 vide · Case blanche d3 vide · Case noire e3 vide · Case blanche f3 vide · Pion blanc sur case blanche a2 · Pion blanc sur case noire b2 · Pion blanc sur case blanche c2 · Pion blanc sur case noire d2 · Pion blanc sur case blanche e2 · Pion blanc sur case noire f2 · Tour blanche sur case noire a1 · Cavalier blanc sur case blanche b1 · Dame blanche sur case noire c1 · Roi blanc sur case blanche d1 · Cavalier blanc sur case noire e1 · Tour blanche sur case blanche f1 | Tour noire sur case blanche a6 · Fou noir sur case noire b6 · Dame noire sur case blanche c6 · Roi noir sur case noire d6 · Fou noir sur case blanche e6 · Tour noire sur case noire f6 · Pion noir sur case noire a5 · Pion noir sur case blanche b5 · Pion noir sur case noire c5 · Pion noir sur case blanche d5 · Pion noir sur case noire e5 · Pion noir sur case blanche f5 · Case blanche a4 vide · Case noire b4 vide · Case blanche c4 vide · Case noire d4 vide · Case blanche e4 vide · Case noire f4 vide · Case noire a3 vide · Case blanche b3 vide · Case noire c3 vide · Case blanche d3 vide · Case noire e3 vide · Case blanche f3 vide · Pion blanc sur case blanche a2 · Pion blanc sur case noire b2 · Pion blanc sur case blanche c2 · Pion blanc sur case noire d2 · Pion blanc sur case blanche e2 · Pion blanc sur case noire f2 · Tour blanche sur case noire a1 · Cavalier blanc sur case blanche b1 · Dame blanche sur case noire c1 · Roi blanc sur case blanche d1 · Cavalier blanc sur case noire e1 · Tour blanche sur case blanche f1 | Tour noire sur case blanche a6 · Fou noir sur case noire b6 · Dame noire sur case blanche c6 · Roi noir sur case noire d6 · Fou noir sur case blanche e6 · Tour noire sur case noire f6 · Pion noir sur case noire a5 · Pion noir sur case blanche b5 · Pion noir sur case noire c5 · Pion noir sur case blanche d5 · Pion noir sur case noire e5 · Pion noir sur case blanche f5 · Case blanche a4 vide · Case noire b4 vide · Case blanche c4 vide · Case noire d4 vide · Case blanche e4 vide · Case noire f4 vide · Case noire a3 vide · Case blanche b3 vide · Case noire c3 vide · Case blanche d3 vide · Case noire e3 vide · Case blanche f3 vide · Pion blanc sur case blanche a2 · Pion blanc sur case noire b2 · Pion blanc sur case blanche c2 · Pion blanc sur case noire d2 · Pion blanc sur case blanche e2 · Pion blanc sur case noire f2 · Tour blanche sur case noire a1 · Cavalier blanc sur case blanche b1 · Dame blanche sur case noire c1 · Roi blanc sur case blanche d1 · Cavalier blanc sur case noire e1 · Tour blanche sur case blanche f1 | Tour noire sur case blanche a6 · Fou noir sur case noire b6 · Dame noire sur case blanche c6 · Roi noir sur case noire d6 · Fou noir sur case blanche e6 · Tour noire sur case noire f6 · Pion noir sur case noire a5 · Pion noir sur case blanche b5 · Pion noir sur case noire c5 · Pion noir sur case blanche d5 · Pion noir sur case noire e5 · Pion noir sur case blanche f5 · Case blanche a4 vide · Case noire b4 vide · Case blanche c4 vide · Case noire d4 vide · Case blanche e4 vide · Case noire f4 vide · Case noire a3 vide · Case blanche b3 vide · Case noire c3 vide · Case blanche d3 vide · Case noire e3 vide · Case blanche f3 vide · Pion blanc sur case blanche a2 · Pion blanc sur case noire b2 · Pion blanc sur case blanche c2 · Pion blanc sur case noire d2 · Pion blanc sur case blanche e2 · Pion blanc sur case noire f2 · Tour blanche sur case noire a1 · Cavalier blanc sur case blanche b1 · Dame blanche sur case noire c1 · Roi blanc sur case blanche d1 · Cavalier blanc sur case noire e1 · Tour blanche sur case blanche f1 | Tour noire sur case blanche a6 · Fou noir sur case noire b6 · Dame noire sur case blanche c6 · Roi noir sur case noire d6 · Fou noir sur case blanche e6 · Tour noire sur case noire f6 · Pion noir sur case noire a5 · Pion noir sur case blanche b5 · Pion noir sur case noire c5 · Pion noir sur case blanche d5 · Pion noir sur case noire e5 · Pion noir sur case blanche f5 · Case blanche a4 vide · Case noire b4 vide · Case blanche c4 vide · Case noire d4 vide · Case blanche e4 vide · Case noire f4 vide · Case noire a3 vide · Case blanche b3 vide · Case noire c3 vide · Case blanche d3 vide · Case noire e3 vide · Case blanche f3 vide · Pion blanc sur case blanche a2 · Pion blanc sur case noire b2 · Pion blanc sur case blanche c2 · Pion blanc sur case noire d2 · Pion blanc sur case blanche e2 · Pion blanc sur case noire f2 · Tour blanche sur case noire a1 · Cavalier blanc sur case blanche b1 · Dame blanche sur case noire c1 · Roi blanc sur case blanche d1 · Cavalier blanc sur case noire e1 · Tour blanche sur case blanche f1 | Tour noire sur case blanche a6 · Fou noir sur case noire b6 · Dame noire sur case blanche c6 · Roi noir sur case noire d6 · Fou noir sur case blanche e6 · Tour noire sur case noire f6 · Pion noir sur case noire a5 · Pion noir sur case blanche b5 · Pion noir sur case noire c5 · Pion noir sur case blanche d5 · Pion noir sur case noire e5 · Pion noir sur case blanche f5 · Case blanche a4 vide · Case noire b4 vide · Case blanche c4 vide · Case noire d4 vide · Case blanche e4 vide · Case noire f4 vide · Case noire a3 vide · Case blanche b3 vide · Case noire c3 vide · Case blanche d3 vide · Case noire e3 vide · Case blanche f3 vide · Pion blanc sur case blanche a2 · Pion blanc sur case noire b2 · Pion blanc sur case blanche c2 · Pion blanc sur case noire d2 · Pion blanc sur case blanche e2 · Pion blanc sur case noire f2 · Tour blanche sur case noire a1 · Cavalier blanc sur case blanche b1 · Dame blanche sur case noire c1 · Roi blanc sur case blanche d1 · Cavalier blanc sur case noire e1 · Tour blanche sur case blanche f1 | 3 |
| 2 | Tour noire sur case blanche a6 · Fou noir sur case noire b6 · Dame noire sur case blanche c6 · Roi noir sur case noire d6 · Fou noir sur case blanche e6 · Tour noire sur case noire f6 · Pion noir sur case noire a5 · Pion noir sur case blanche b5 · Pion noir sur case noire c5 · Pion noir sur case blanche d5 · Pion noir sur case noire e5 · Pion noir sur case blanche f5 · Case blanche a4 vide · Case noire b4 vide · Case blanche c4 vide · Case noire d4 vide · Case blanche e4 vide · Case noire f4 vide · Case noire a3 vide · Case blanche b3 vide · Case noire c3 vide · Case blanche d3 vide · Case noire e3 vide · Case blanche f3 vide · Pion blanc sur case blanche a2 · Pion blanc sur case noire b2 · Pion blanc sur case blanche c2 · Pion blanc sur case noire d2 · Pion blanc sur case blanche e2 · Pion blanc sur case noire f2 · Tour blanche sur case noire a1 · Cavalier blanc sur case blanche b1 · Dame blanche sur case noire c1 · Roi blanc sur case blanche d1 · Cavalier blanc sur case noire e1 · Tour blanche sur case blanche f1 | Tour noire sur case blanche a6 · Fou noir sur case noire b6 · Dame noire sur case blanche c6 · Roi noir sur case noire d6 · Fou noir sur case blanche e6 · Tour noire sur case noire f6 · Pion noir sur case noire a5 · Pion noir sur case blanche b5 · Pion noir sur case noire c5 · Pion noir sur case blanche d5 · Pion noir sur case noire e5 · Pion noir sur case blanche f5 · Case blanche a4 vide · Case noire b4 vide · Case blanche c4 vide · Case noire d4 vide · Case blanche e4 vide · Case noire f4 vide · Case noire a3 vide · Case blanche b3 vide · Case noire c3 vide · Case blanche d3 vide · Case noire e3 vide · Case blanche f3 vide · Pion blanc sur case blanche a2 · Pion blanc sur case noire b2 · Pion blanc sur case blanche c2 · Pion blanc sur case noire d2 · Pion blanc sur case blanche e2 · Pion blanc sur case noire f2 · Tour blanche sur case noire a1 · Cavalier blanc sur case blanche b1 · Dame blanche sur case noire c1 · Roi blanc sur case blanche d1 · Cavalier blanc sur case noire e1 · Tour blanche sur case blanche f1 | Tour noire sur case blanche a6 · Fou noir sur case noire b6 · Dame noire sur case blanche c6 · Roi noir sur case noire d6 · Fou noir sur case blanche e6 · Tour noire sur case noire f6 · Pion noir sur case noire a5 · Pion noir sur case blanche b5 · Pion noir sur case noire c5 · Pion noir sur case blanche d5 · Pion noir sur case noire e5 · Pion noir sur case blanche f5 · Case blanche a4 vide · Case noire b4 vide · Case blanche c4 vide · Case noire d4 vide · Case blanche e4 vide · Case noire f4 vide · Case noire a3 vide · Case blanche b3 vide · Case noire c3 vide · Case blanche d3 vide · Case noire e3 vide · Case blanche f3 vide · Pion blanc sur case blanche a2 · Pion blanc sur case noire b2 · Pion blanc sur case blanche c2 · Pion blanc sur case noire d2 · Pion blanc sur case blanche e2 · Pion blanc sur case noire f2 · Tour blanche sur case noire a1 · Cavalier blanc sur case blanche b1 · Dame blanche sur case noire c1 · Roi blanc sur case blanche d1 · Cavalier blanc sur case noire e1 · Tour blanche sur case blanche f1 | Tour noire sur case blanche a6 · Fou noir sur case noire b6 · Dame noire sur case blanche c6 · Roi noir sur case noire d6 · Fou noir sur case blanche e6 · Tour noire sur case noire f6 · Pion noir sur case noire a5 · Pion noir sur case blanche b5 · Pion noir sur case noire c5 · Pion noir sur case blanche d5 · Pion noir sur case noire e5 · Pion noir sur case blanche f5 · Case blanche a4 vide · Case noire b4 vide · Case blanche c4 vide · Case noire d4 vide · Case blanche e4 vide · Case noire f4 vide · Case noire a3 vide · Case blanche b3 vide · Case noire c3 vide · Case blanche d3 vide · Case noire e3 vide · Case blanche f3 vide · Pion blanc sur case blanche a2 · Pion blanc sur case noire b2 · Pion blanc sur case blanche c2 · Pion blanc sur case noire d2 · Pion blanc sur case blanche e2 · Pion blanc sur case noire f2 · Tour blanche sur case noire a1 · Cavalier blanc sur case blanche b1 · Dame blanche sur case noire c1 · Roi blanc sur case blanche d1 · Cavalier blanc sur case noire e1 · Tour blanche sur case blanche f1 | Tour noire sur case blanche a6 · Fou noir sur case noire b6 · Dame noire sur case blanche c6 · Roi noir sur case noire d6 · Fou noir sur case blanche e6 · Tour noire sur case noire f6 · Pion noir sur case noire a5 · Pion noir sur case blanche b5 · Pion noir sur case noire c5 · Pion noir sur case blanche d5 · Pion noir sur case noire e5 · Pion noir sur case blanche f5 · Case blanche a4 vide · Case noire b4 vide · Case blanche c4 vide · Case noire d4 vide · Case blanche e4 vide · Case noire f4 vide · Case noire a3 vide · Case blanche b3 vide · Case noire c3 vide · Case blanche d3 vide · Case noire e3 vide · Case blanche f3 vide · Pion blanc sur case blanche a2 · Pion blanc sur case noire b2 · Pion blanc sur case blanche c2 · Pion blanc sur case noire d2 · Pion blanc sur case blanche e2 · Pion blanc sur case noire f2 · Tour blanche sur case noire a1 · Cavalier blanc sur case blanche b1 · Dame blanche sur case noire c1 · Roi blanc sur case blanche d1 · Cavalier blanc sur case noire e1 · Tour blanche sur case blanche f1 | Tour noire sur case blanche a6 · Fou noir sur case noire b6 · Dame noire sur case blanche c6 · Roi noir sur case noire d6 · Fou noir sur case blanche e6 · Tour noire sur case noire f6 · Pion noir sur case noire a5 · Pion noir sur case blanche b5 · Pion noir sur case noire c5 · Pion noir sur case blanche d5 · Pion noir sur case noire e5 · Pion noir sur case blanche f5 · Case blanche a4 vide · Case noire b4 vide · Case blanche c4 vide · Case noire d4 vide · Case blanche e4 vide · Case noire f4 vide · Case noire a3 vide · Case blanche b3 vide · Case noire c3 vide · Case blanche d3 vide · Case noire e3 vide · Case blanche f3 vide · Pion blanc sur case blanche a2 · Pion blanc sur case noire b2 · Pion blanc sur case blanche c2 · Pion blanc sur case noire d2 · Pion blanc sur case blanche e2 · Pion blanc sur case noire f2 · Tour blanche sur case noire a1 · Cavalier blanc sur case blanche b1 · Dame blanche sur case noire c1 · Roi blanc sur case blanche d1 · Cavalier blanc sur case noire e1 · Tour blanche sur case blanche f1 | 2 |
| 1 | Tour noire sur case blanche a6 · Fou noir sur case noire b6 · Dame noire sur case blanche c6 · Roi noir sur case noire d6 · Fou noir sur case blanche e6 · Tour noire sur case noire f6 · Pion noir sur case noire a5 · Pion noir sur case blanche b5 · Pion noir sur case noire c5 · Pion noir sur case blanche d5 · Pion noir sur case noire e5 · Pion noir sur case blanche f5 · Case blanche a4 vide · Case noire b4 vide · Case blanche c4 vide · Case noire d4 vide · Case blanche e4 vide · Case noire f4 vide · Case noire a3 vide · Case blanche b3 vide · Case noire c3 vide · Case blanche d3 vide · Case noire e3 vide · Case blanche f3 vide · Pion blanc sur case blanche a2 · Pion blanc sur case noire b2 · Pion blanc sur case blanche c2 · Pion blanc sur case noire d2 · Pion blanc sur case blanche e2 · Pion blanc sur case noire f2 · Tour blanche sur case noire a1 · Cavalier blanc sur case blanche b1 · Dame blanche sur case noire c1 · Roi blanc sur case blanche d1 · Cavalier blanc sur case noire e1 · Tour blanche sur case blanche f1 | Tour noire sur case blanche a6 · Fou noir sur case noire b6 · Dame noire sur case blanche c6 · Roi noir sur case noire d6 · Fou noir sur case blanche e6 · Tour noire sur case noire f6 · Pion noir sur case noire a5 · Pion noir sur case blanche b5 · Pion noir sur case noire c5 · Pion noir sur case blanche d5 · Pion noir sur case noire e5 · Pion noir sur case blanche f5 · Case blanche a4 vide · Case noire b4 vide · Case blanche c4 vide · Case noire d4 vide · Case blanche e4 vide · Case noire f4 vide · Case noire a3 vide · Case blanche b3 vide · Case noire c3 vide · Case blanche d3 vide · Case noire e3 vide · Case blanche f3 vide · Pion blanc sur case blanche a2 · Pion blanc sur case noire b2 · Pion blanc sur case blanche c2 · Pion blanc sur case noire d2 · Pion blanc sur case blanche e2 · Pion blanc sur case noire f2 · Tour blanche sur case noire a1 · Cavalier blanc sur case blanche b1 · Dame blanche sur case noire c1 · Roi blanc sur case blanche d1 · Cavalier blanc sur case noire e1 · Tour blanche sur case blanche f1 | Tour noire sur case blanche a6 · Fou noir sur case noire b6 · Dame noire sur case blanche c6 · Roi noir sur case noire d6 · Fou noir sur case blanche e6 · Tour noire sur case noire f6 · Pion noir sur case noire a5 · Pion noir sur case blanche b5 · Pion noir sur case noire c5 · Pion noir sur case blanche d5 · Pion noir sur case noire e5 · Pion noir sur case blanche f5 · Case blanche a4 vide · Case noire b4 vide · Case blanche c4 vide · Case noire d4 vide · Case blanche e4 vide · Case noire f4 vide · Case noire a3 vide · Case blanche b3 vide · Case noire c3 vide · Case blanche d3 vide · Case noire e3 vide · Case blanche f3 vide · Pion blanc sur case blanche a2 · Pion blanc sur case noire b2 · Pion blanc sur case blanche c2 · Pion blanc sur case noire d2 · Pion blanc sur case blanche e2 · Pion blanc sur case noire f2 · Tour blanche sur case noire a1 · Cavalier blanc sur case blanche b1 · Dame blanche sur case noire c1 · Roi blanc sur case blanche d1 · Cavalier blanc sur case noire e1 · Tour blanche sur case blanche f1 | Tour noire sur case blanche a6 · Fou noir sur case noire b6 · Dame noire sur case blanche c6 · Roi noir sur case noire d6 · Fou noir sur case blanche e6 · Tour noire sur case noire f6 · Pion noir sur case noire a5 · Pion noir sur case blanche b5 · Pion noir sur case noire c5 · Pion noir sur case blanche d5 · Pion noir sur case noire e5 · Pion noir sur case blanche f5 · Case blanche a4 vide · Case noire b4 vide · Case blanche c4 vide · Case noire d4 vide · Case blanche e4 vide · Case noire f4 vide · Case noire a3 vide · Case blanche b3 vide · Case noire c3 vide · Case blanche d3 vide · Case noire e3 vide · Case blanche f3 vide · Pion blanc sur case blanche a2 · Pion blanc sur case noire b2 · Pion blanc sur case blanche c2 · Pion blanc sur case noire d2 · Pion blanc sur case blanche e2 · Pion blanc sur case noire f2 · Tour blanche sur case noire a1 · Cavalier blanc sur case blanche b1 · Dame blanche sur case noire c1 · Roi blanc sur case blanche d1 · Cavalier blanc sur case noire e1 · Tour blanche sur case blanche f1 | Tour noire sur case blanche a6 · Fou noir sur case noire b6 · Dame noire sur case blanche c6 · Roi noir sur case noire d6 · Fou noir sur case blanche e6 · Tour noire sur case noire f6 · Pion noir sur case noire a5 · Pion noir sur case blanche b5 · Pion noir sur case noire c5 · Pion noir sur case blanche d5 · Pion noir sur case noire e5 · Pion noir sur case blanche f5 · Case blanche a4 vide · Case noire b4 vide · Case blanche c4 vide · Case noire d4 vide · Case blanche e4 vide · Case noire f4 vide · Case noire a3 vide · Case blanche b3 vide · Case noire c3 vide · Case blanche d3 vide · Case noire e3 vide · Case blanche f3 vide · Pion blanc sur case blanche a2 · Pion blanc sur case noire b2 · Pion blanc sur case blanche c2 · Pion blanc sur case noire d2 · Pion blanc sur case blanche e2 · Pion blanc sur case noire f2 · Tour blanche sur case noire a1 · Cavalier blanc sur case blanche b1 · Dame blanche sur case noire c1 · Roi blanc sur case blanche d1 · Cavalier blanc sur case noire e1 · Tour blanche sur case blanche f1 | Tour noire sur case blanche a6 · Fou noir sur case noire b6 · Dame noire sur case blanche c6 · Roi noir sur case noire d6 · Fou noir sur case blanche e6 · Tour noire sur case noire f6 · Pion noir sur case noire a5 · Pion noir sur case blanche b5 · Pion noir sur case noire c5 · Pion noir sur case blanche d5 · Pion noir sur case noire e5 · Pion noir sur case blanche f5 · Case blanche a4 vide · Case noire b4 vide · Case blanche c4 vide · Case noire d4 vide · Case blanche e4 vide · Case noire f4 vide · Case noire a3 vide · Case blanche b3 vide · Case noire c3 vide · Case blanche d3 vide · Case noire e3 vide · Case blanche f3 vide · Pion blanc sur case blanche a2 · Pion blanc sur case noire b2 · Pion blanc sur case blanche c2 · Pion blanc sur case noire d2 · Pion blanc sur case blanche e2 · Pion blanc sur case noire f2 · Tour blanche sur case noire a1 · Cavalier blanc sur case blanche b1 · Dame blanche sur case noire c1 · Roi blanc sur case blanche d1 · Cavalier blanc sur case noire e1 · Tour blanche sur case blanche f1 | 1 |
|   | a | b | c | d | e | f |   |

A. Wardley propose en 1977 le Simpler chess, une famille de variantes d'échecs 6×6, dans lesquelles une paire de pièces est retirée de chaque côté : les tours, les cavaliers, les fous ou même le roi et la reine. La suppression des fous aboutit au Los Alamos chess ; le résultat de la suppression des tours ou des cavaliers est indiqué sur les schémas ci-dessus.
Jeff Mallett a proposé l'installation de cavaliers contre des fous sur un plateau 6×6. Sur un plateau normal 8×8, les fous sont considérés comme ayant un peu plus de valeur que les cavaliers (en particulier la paire de fous). Toutefois, sur le plateau 6×6, en raison de la petite taille du plateau, deux cavaliers sont sans doute équivalents à deux fous.